# Uruguay
Uruguay, oficialmente República Oriental del Uruguay, es un país soberano de América del Sur, situado en la parte oriental del Cono Sur. Su capital y ciudad más poblada es Montevideo. Limita al noreste con Brasil —con el estado de Río Grande del Sur—, al oeste y suroeste con Argentina —con las provincias de Corrientes, Entre Ríos y Buenos Aires, y la Ciudad Autónoma de Buenos Aires (separada por el Río de la Plata)— y tiene costas en el océano Atlántico por el sur. Abarca 176 215 km² y es el segundo país más pequeño de Sudamérica, después de Surinam. Según los datos definitivos del último censo del Instituto Nacional de Estadística en 2023, la población de Uruguay es de 3 499 451 habitantes donde el 48% corresponde a hombres y el 52% a mujeres, lo que lo sitúa en la décima posición entre los doce países sudamericanos.Se ha estimado por el INE el margen de omisión en 3,9%, con lo que la población total del país sería en 2023 de 3 580 000 habitantes. Del total de población en 2023 (3,5 millones), el 97% viven en ciudades y el 56% del total en el área metropolitana de Montevideo, lo que significa 1 960 000 habitantes en la citada conurbación. 
Es una república presidencialista, subdividida en diecinueve departamentos y 127 municipios. La capital y ciudad más poblada del país es Montevideo, con 1,4 millones de habitantes. La población del área metropolitana de Montevideo ronda los 2,4 millones de personas, lo que implica que el 66 % de la población total nacional resida en la capital y sus alrededores (Canelones, San José y Montevideo rural) y el 34 % restante, en el Interior del país .  Es miembro fundador de las Naciones Unidas, del Mercosur, de la OEA y del G77, y forma parte de otros organismos internacionales.
El actual territorio uruguayo fue conocido durante la época colonial como Banda Oriental, e incluía el territorio de las llamadas Misiones Orientales, de las cuales luego se apoderó el gobierno de Brasil y pasaron a formar parte del actual estado brasileño de Río Grande del Sur. El 27 de agosto de 1828 se firmó la Convención Preliminar de Paz, en la que se estableció la creación de un estado independiente, aunque sin un nombre oficial. El nombre del nuevo estado dado en su primera constitución fue República Oriental del Uruguay,
Tiene clima templado con una temperatura media de 17,5 °C, siendo enero el mes más cálido, con una media de 22,6 °C, y julio el mes más frío, con una media de 10,6 °C. Las lluvias son abundantes y varían de los casi 1000 mm por año en el sur a los 1500 mm en el norte, en la frontera con Brasil. Las precipitaciones tienen también variaciones estacionales, siendo los meses de otoño y primavera los que registran precipitaciones más abundantes. La clasificación climática de Koppen lo sitúa en Cfa, o sea un clima subtropical húmedo.
Los principales recursos económicos son la agricultura, la forestación y la ganadería. Los recursos minerales y energéticos son escasos, y las principales industrias son las del papel, el cartón, el cemento y la refinería de petróleo.
Según las Naciones Unidas, es el país de América Latina con el nivel de alfabetización más alto. Según la organización Transparencia Internacional, Uruguay ocupa el lugar 21 en la lista de países con menor Índice de Percepción de Corrupción siendo el segundo mejor ubicado de América, por detrás de Canadá, que ocupa el lugar 11. El Programa de las Naciones Unidas para el Desarrollo (PNUD) dice que es el tercer país de Hispanoamérica (después de Chile y de Argentina) con mayor Índice de Desarrollo Humano (IDH) y el 54.º en el mundo. De acuerdo a la Comisión Económica para América Latina y el Caribe (Cepal), es uno de los países de la región con una distribución de ingresos más equitativa, con un Coeficiente de Gini de 0,39. También es el cuarto país de Hispanoamérica (después de Cuba, Costa Rica y Chile) con la esperanza de vida más alta. En el año 2018 es el tercer país de Latinoamérica (luego de Panamá y de Chile) con el PIB (PPA) per cápita más alto.
La Corporación Latinobarómetro, en un estudio realizado en 2008, sitúa a Uruguay como el país más pacífico de América Latina. Además, según la revista estadounidense International Living es el mejor de Latinoamérica para vivir. Esta misma publicación asegura que se encuentra entre los veinte países más seguros del mundo, mientras que la publicación británica The Economist, lo ubica entre los veinte más democráticos, siendo el único país sudamericano, junto con Chile, considerado por dicho índice como una «democracia plena».

## Toponimia

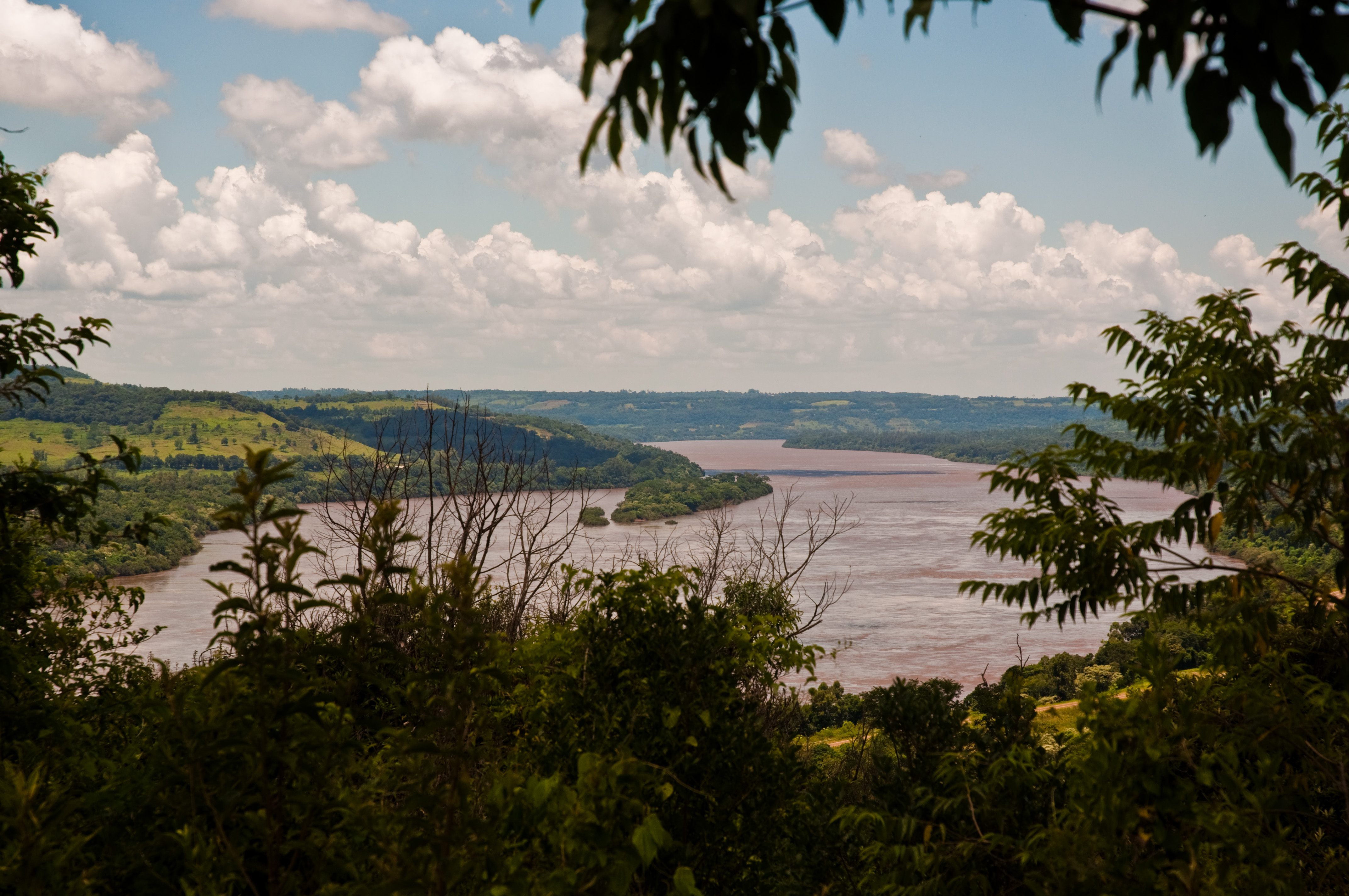
El río Uruguay da el nombre al país.

En la época colonial se conoció al territorio como Banda Oriental. Tal denominación proviene de su ubicación geográfica, por ser el dominio más oriental de España en el continente americano. Durante los primeros años de la lucha independentista, se llamó Provincia Oriental, formando parte de la Liga Federal y posteriormente de las Provincias Unidas del Río de la Plata. Durante la Invasión luso-brasileña (1816-1828) se denominó oficialmente Provincia Cisplatina.
Al redactarse el anteproyecto de la primera Constitución en 1830 se sugirió el nombre de "Estado de Montevideo" para la nueva nación independiente, durante la discusión del proyecto también se propusieron los nombres de "Estado Nord Argentino" y "Estado Oriental del Río de la Plata" o "Estado Oriental del Uruguay", finalmente tras una votación en la asamblea se aprobó el nombre de Estado Oriental del Uruguay, en referencia geográfica al río Uruguay. Finalmente, en la Reforma Constitucional de 1918, se modificó la denominación oficial por la de República Oriental del Uruguay, nombre que ya venía siendo utilizado de facto desde hacía unas décadas.
Actualmente la denominación más común es simplemente Uruguay, existen varias teorías acerca del significado y origen de la palabra:
- Río del país del urú o río del urú. Es la versión del naturalista español Félix de Azara. La «codorniz urú» o, simplemente urú,[32] es un ave de la familia de los odontofóridos —o codornices del Nuevo Mundo— que habita en las selvas de la alta cuenca del río Uruguay, situada en el nordeste de la Argentina y el sur del Brasil, en la región de las Misiones jesuíticas. De esta manera, la traducción literal del guaraní sería: urú; gua, «de»; e y, «agua», agua —río— del urú. El poeta, cantante y compositor uruguayo Aníbal Sampayo adscribe.[33]
- Río de los caracoles. Esta interpretación surge de dividir la palabra en uruguá, «caracol» o «caracol de mar», e y, «agua o río», y tiene varias fuentes. Sostuvieron esta idea en forma independiente los jesuitas Nicolás Durán Mastrilli y Antonio Ruiz de Montoya, quienes tenían un conocimiento profundo de la lengua guaraní, y luego, a fines del siglo XVIII, el ingeniero José María Cabrer, quien acompañó a Félix de Azara en algunos de sus viajes por la región del Río de la Plata, las Misiones y Paraguay. Una investigación de 2010, del Museo Nacional de Historia Natural, apoya también esta tesis. También Irene Cocchi y Rosario Gutiérrez, autoras del libro «En el país de los caracoles, Uruguay», suscriben esta teoría. Los indígenas, habitantes originales de la región, estarían haciendo referencia a una especie de molusco que abunda en el río Uruguay, el Asolene megastoma —gasterópodo perteneciente a la familia de los ampuláridos—. Los indígenas utilizaban estos caracoles como alimento y también en algunos ritos. Las grandes cantidades encontradas en enterramientos indígenas demostrarían la importancia que tenían los caracoles para los antiguos pobladores de esta región.[16][32][34]
- Río de los pájaros. Es una versión muy similar a la primera. El afijo uru sería designativo de ave» —urubú, urutaú, jaburú— y guay «agua o río». La versión pampeana con tono gutural de «uhay» o «vahy» o mismo «hy» —Ayuhy, Iyuhy, Paraguay, Queguay, Iraí, Piraí, Ivahy— a través de los tiempos habría transformado el designativo geográfico.
- Río de los pájaros pintados. Una interpretación poética de Juan Zorrilla de San Martín.[32]

Históricamente el correcto gentilicio para referirse a los habitantes de la república es el de orientales, pero paulatinamente ha ido cayendo en desuso, habiendo sido reemplazado en la mayoría de los usos por uruguayos.

## Historia

### Época prehispánica

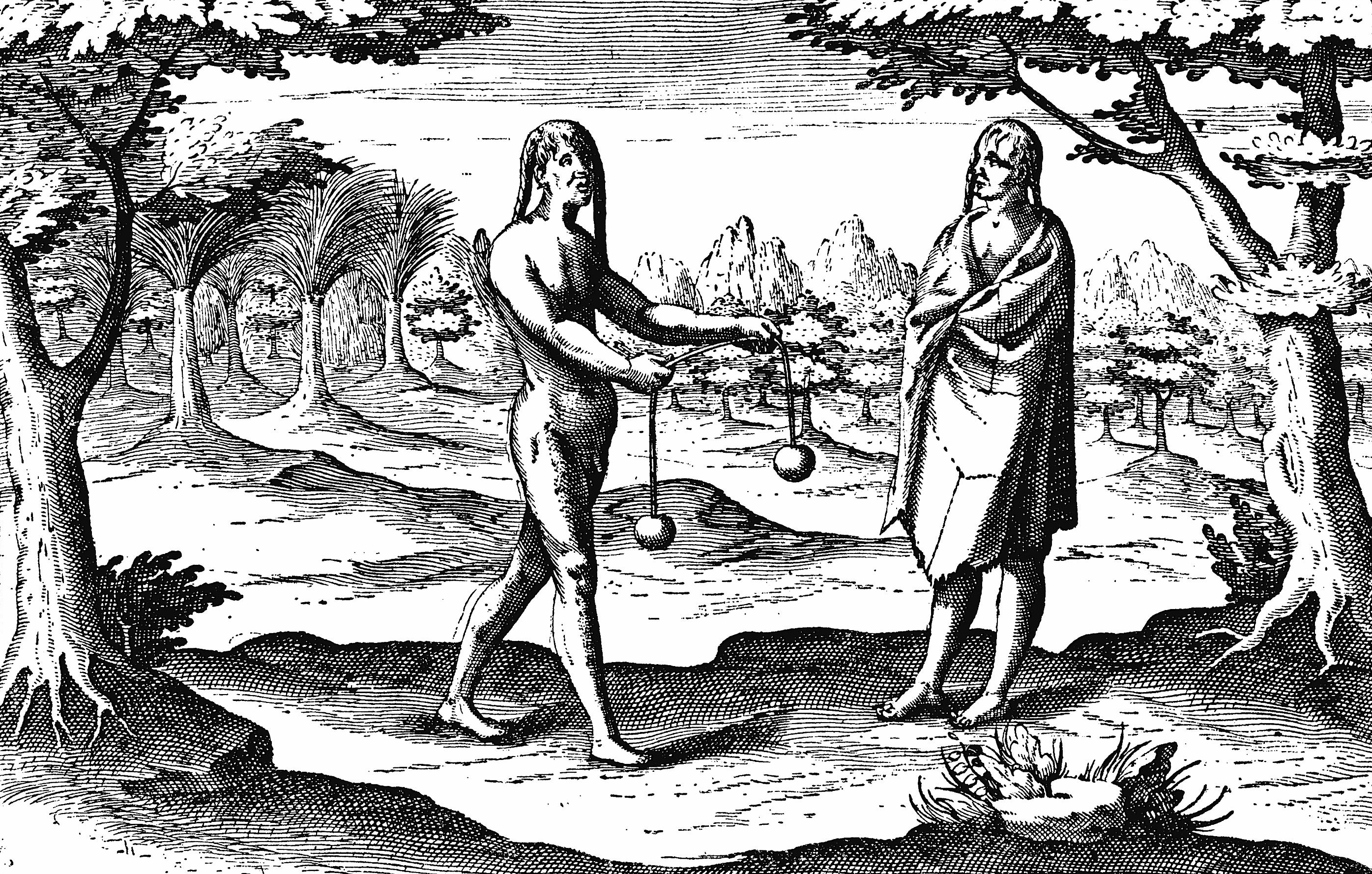
Indígenas del Río de la Plata. Dibujo del diario de viaje de Hendrick Ottsen, 1603. Nótese que uno de ellos tiene boleadoras.

Los primeros humanos llegaron a lo que es actualmente el territorio uruguayo hace 14 000 años, con base en descubrimientos arqueológicos en el departamento de Artigas que por su antigüedad llevaron a replantear la fecha de la llegada del hombre al continente americano.
Las construcciones artificiales más antiguas de la región son los más de 3000 cerritos de indios que datan de hasta 5000 años de antigüedad distribuidos por el este del país, investigaciones arqueológicas han encontrado evidencia en los cerritos de perros de compañía, así como también de la agricultura del maíz, los porotos y las calabazas, práctica que anteriormente se consideraba desconocida para los habitantes prehistóricos del Uruguay.
Los pobladores del Uruguay en el momento de la conquista española eran principalmente los charrúas, entre los que se distinguen los guenoas-minuanes, los bohanes y los chaná, existe controversia sobre la existencia de otro grupo conocido como los arachanes por la falta de registros históricos. Existía además el pueblo de los yaros que pertenecía a los yés mestizados o aculturados con los charrúas. Contrariamente a lo que ha sido la opinión dominante durante gran parte del siglo XIX y el XX, las investigaciones arqueológicas y etnohistóricas recientes han revelado que el poblamiento del territorio uruguayo por parte de los charrúas fue mayormente posterior a la conquista europea. Más precisamente, ocurrió entre fines del siglo XVII y principios del siglo XVIII, y se debió a su expulsión desde los territorios de las actuales provincias argentinas de Santa Fe y Entre Ríos donde tenían su principal morada, como parte de la gran ofensiva contra los pueblos indígenas desencadenada por los colonizadores españoles luego de la guerra Guaranítica. Se acepta, sin embargo, que alguna porción del territorio uruguayo, como por ejemplo, parte del actual departamento de Colonia, tenía presencia charrúa antes de esa migración. La etnia de los minuanes, en cambio, habría sido la más populosa y extendida en el territorio uruguayo, aun después de ese desplazamiento de los charrúas.
Simultáneamente, los guaraníes, originarios de los territorios de las misiones jesuíticas, tanto durante su existencia como más aún luego de su disolución, huyeron a regiones cercanas, incluyendo al territorio uruguayo. Ellos llevaron consigo sus conocimientos europeos transmitidos a través de su contacto con la Compañía de Jesús en las mencionadas Misiones, dando lugar a la principal herencia cultural amerindia en el interior uruguayo, sobre todo en lo que tiene que ver con prácticas relativas a la cría de animales, la gastronomía, y otras costumbres.

### Época colonial

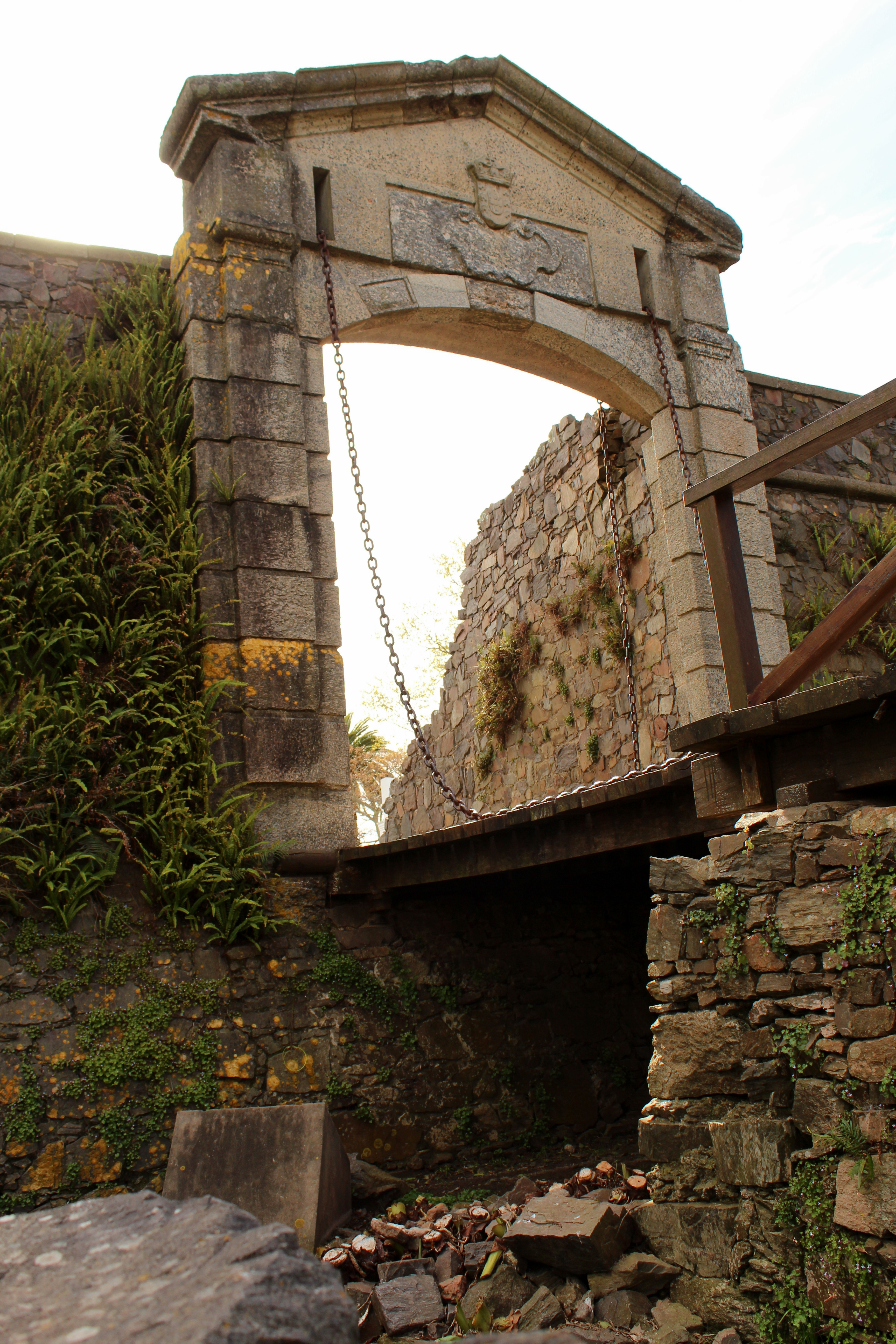
Muralla de Colonia del Sacramento.

El primer asentamiento europeo en la entonces llamada Banda Oriental fue el español San Lázaro, fundado por Sebastián Gaboto en la margen oriental del Río de la Plata a inicios de 1527. Pocas semanas después, los españoles al mando de Gaboto fundaron un segundo fuerte en la desembocadura del río San Salvador, que recibe su nombre europeo a partir del nombre del Fuerte de San Salvador. Tales establecimientos fueron efímeros.
En enero de 1680, los portugueses ocuparon la parte meridional de la Banda Oriental —violando el Tratado de Tordesillas— fundando la Colonia do Santíssimo Sacramento, frente a la ciudad de Buenos Aires. El 22 de noviembre de 1723 el Maestre de Campo, Manuel de Freytas Fonseca estableció un fuerte en la bahía del Montevieu. El 22 de enero de 1724 los españoles de Buenos Aires desplazaron a los portugueses, quienes fundaron en el norte de la banda oriental del río Uruguay, la ciudad de Río Grande en 1737, Porto Alegre en 1742 y la Fortaleza de Santa Teresa en 1762 en Rocha.
Luego de desalojar a los portugueses en 1724, el gobernador Bruno Mauricio de Zabala, llamado «Brazo de Hierro», estableció un fuerte en el puerto de San Felipe. Montevideo fue fundada oficialmente el 24 de diciembre de 1726 por el capitán español. La nueva fundación recibió inicialmente el nombre de Fuerte San José, y luego de San Felipe y Santiago, aunque el lugar era conocido de antiguo por los españoles como cerro Montevideu. Hay varias teorías sobre el origen de la nomenclatura de Montevideo: una hipótesis afirma que podría derivar del término «monte vide eu» usado por quien avizorara por primera vez el cerro existente en sus costas. Otro origen ampliamente aceptado sería el del censo territorial en los orígenes; denominándose en su momento, a la posición donde se encuentra Montevideo: Monte VI de E a O —Monte sexto de Este a Oeste. Por aquel entonces España solo poseía el puerto Montevideo y los actuales departamentos de San José, Flores, Canelones y Maldonado. El 80 % de la banda oriental del río Uruguay seguía siendo portuguesa desde 1680. Los portugueses establecieron relaciones con la nación chaná e introdujeron en Colonia y posteriormente en Montevideo a los africanos de naciones bantú —procedentes de los reinos de Benguela, Ngola y Kongo entre otros— como esclavos.

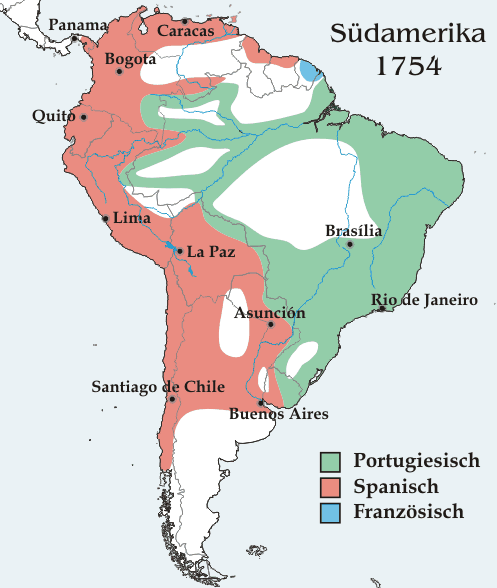
Control español, portugués y francés de América del Sur en el año 1754.

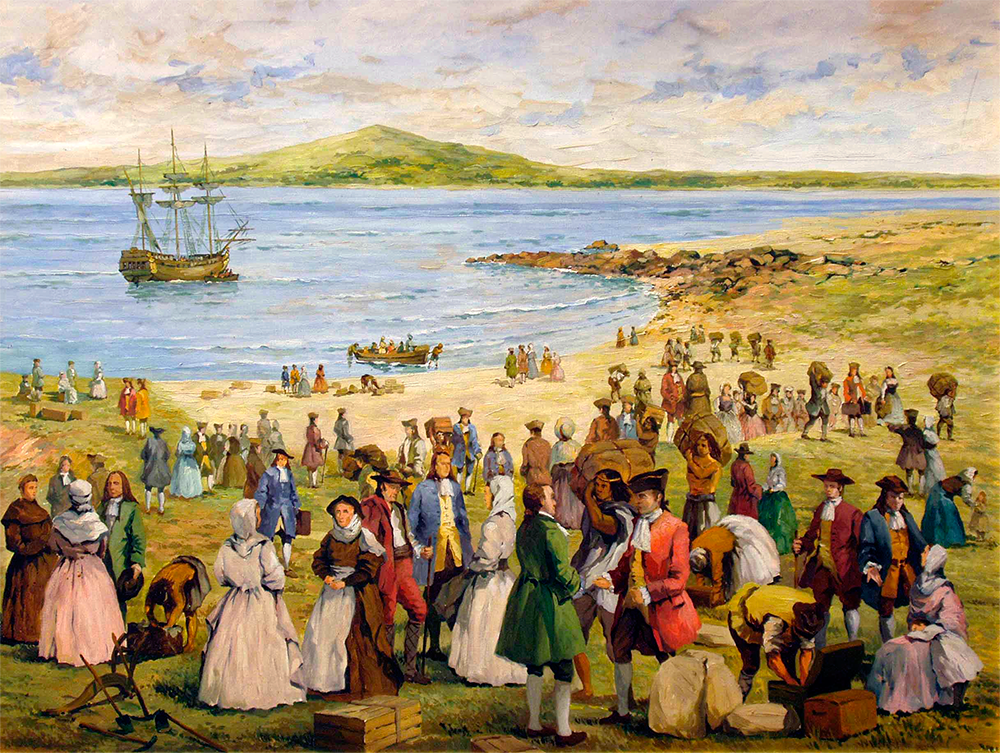
Desembarco de las primeras familias de Montevideo a bordo de la fragata "Nuestra Señora de la Encina" el 19 de noviembre de 1726.

Los españoles afincaron familias a partir de 1726, cuando se produjo la segunda fundación de Montevideo. La ciudad de Montevideo se fundó con objetivos militares y mercantiles, siendo una importante plaza militar de los dominios coloniales españoles en el sur durante el siglo XVIII y el principal puerto del estuario del Río de la Plata. La importancia de Montevideo como puerto del Virreinato del Río de la Plata le granjeó en varias oportunidades enfrentamientos con Buenos Aires, capital del virreinato.
El 22 de noviembre de 1749, el rey de España nombra primer gobernador de Montevideo a José Joaquín de Viana. Este llega al Río de la Plata en el barco Nuestra Señora de la Concepción el 3 de febrero de 1751, desembarcando en Buenos Aires, donde jura ese cargo de primer Gobernador ante el capitán general Andonaegui y toma posesión del mismo en sesión solemne que el Cabildo montevideano celebrara el 14 de marzo. La Gobernación de Montevideo comprendía los territorios que iban desde la boca del arroyo Cufré, en el oeste, hasta el cerro Pan de Azúcar, al este, llegando por el norte desde las nacientes de los ríos San José y río Santa Lucía, siguiendo la línea de la Cuchilla Grande hasta el cerro Ojosmín, que se encuentra en el actual departamento de Flores. En términos de la subdivisión política nacional del presente, corresponde a los actuales departamentos de Montevideo, Canelones y parte de los de San José, Flores, Florida, Lavalleja y Maldonado.
El primer virrey del Río de la Plata, Pedro de Cevallos —o Zevallos— reconquistó Montevideo y las Fortaleza de Santa Teresa así como la isla de Santa Catarina. Finalmente, en 1777, el mismo Cevallos, nombrado virrey del recientemente creado Virreinato del Río de la Plata, conquista definitivamente la Colonia, conquista que es refrendada mediante el tratado de San Ildefonso.
En 1763 se funda la ciudad de San Carlos en Maldonado con portugueses por parte de Cevallos. En 1798 y entre 1806 y 1807 se producen las Invasiones Inglesas. Tropas de Montevideo y de Buenos Aires repelen juntas los ataques de la flota inglesa —la primera comandada por el comodoro Home Riggs Popham y la segunda por el almirante Charles Stirling— venida a conquistar los territorios del Plata.

### Independencia

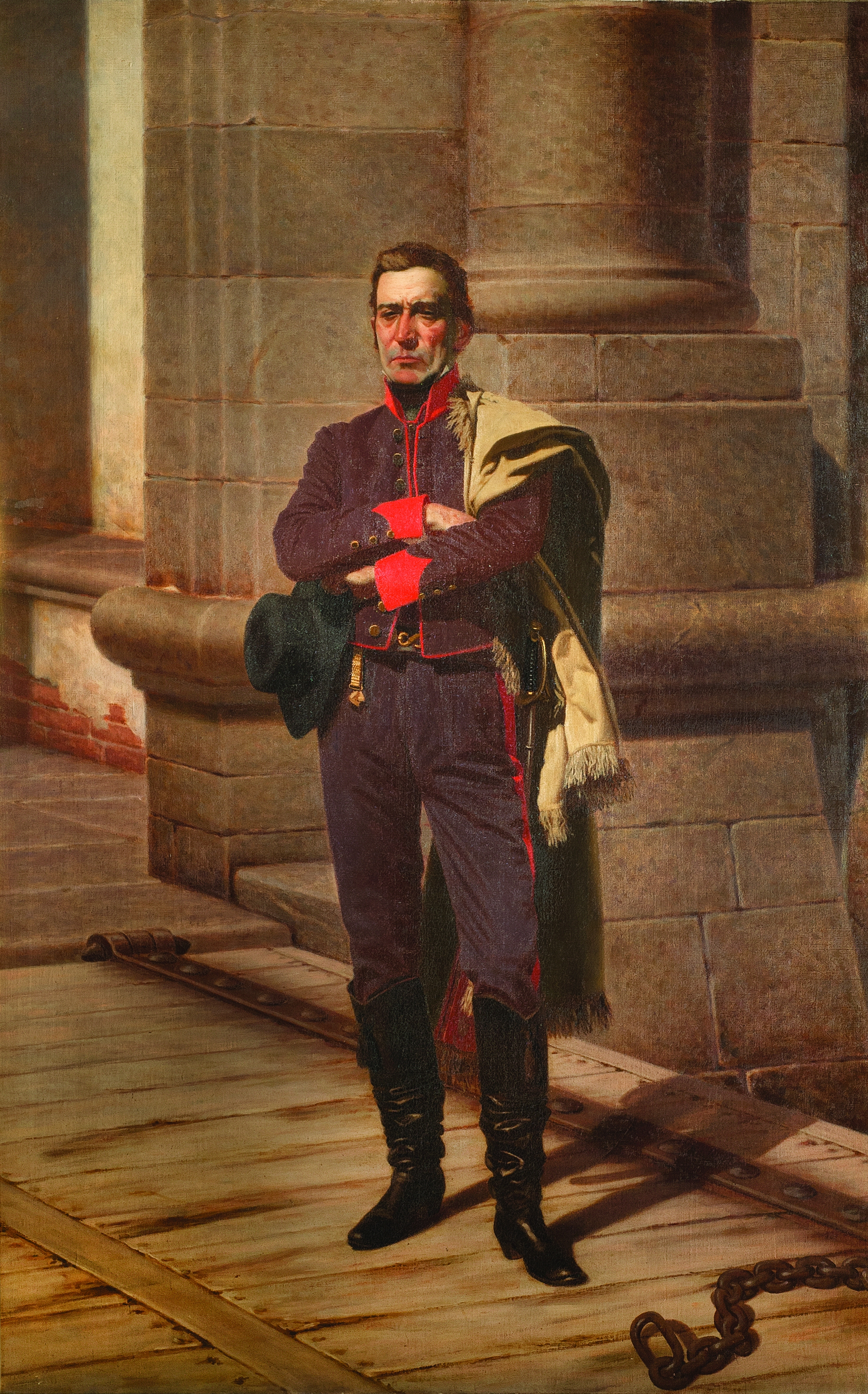
Artigas en la puerta de la Ciudadela, óleo de Juan Manuel Blanes.

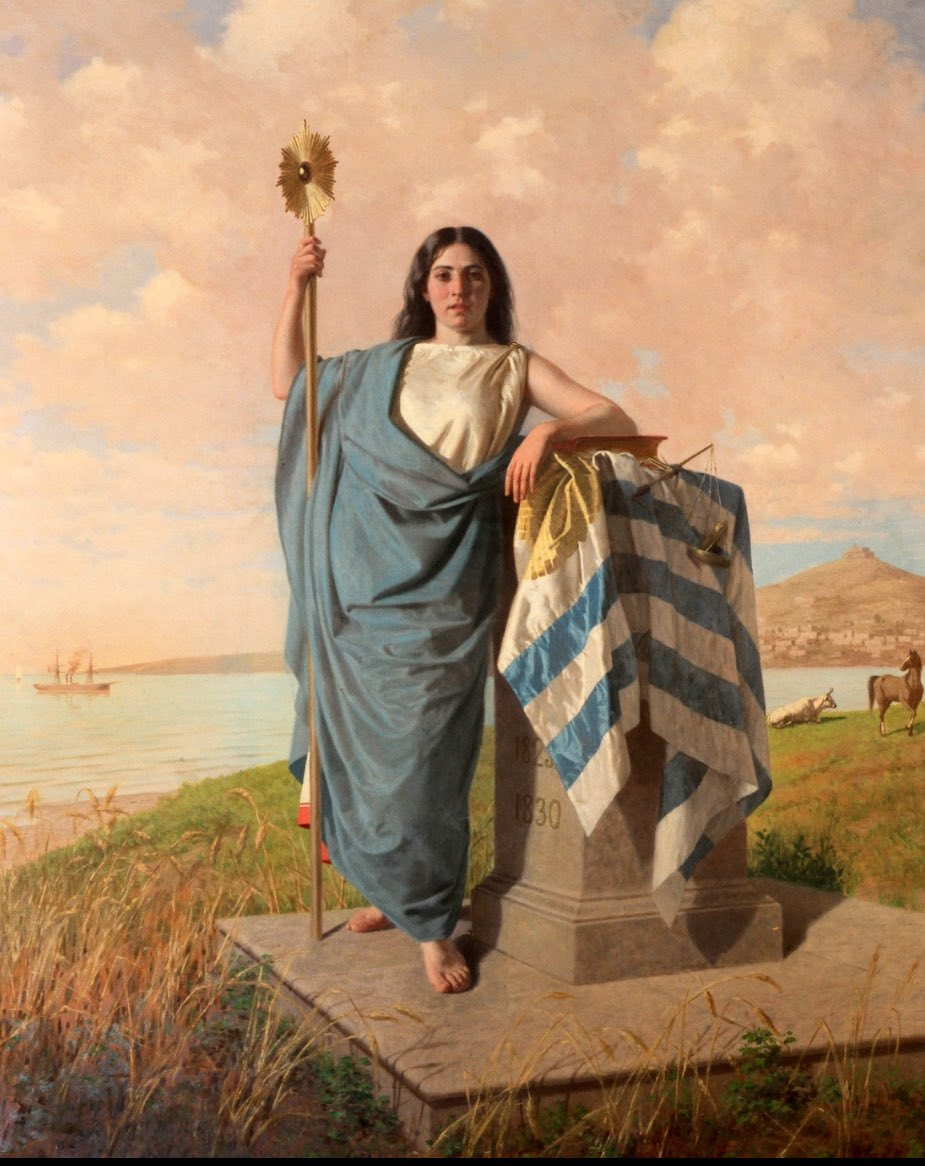
Representación alegórica del Uruguay.

Durante la Revolución de Mayo de 1810 —iniciada en Buenos Aires— y el levantamiento revolucionario de las provincias del Plata, la ciudad de Montevideo se mantuvo fiel a las autoridades españolas, aunque no así buena parte del interior rural y las ciudades más pequeñas. Se destaca en el inicio de su formación el caudillo José Gervasio Artigas cuya intención era crear en la Provincia Oriental el núcleo de una confederación que abarcara la totalidad de las Provincias Unidas del Río de la Plata. Artigas se tituló protector de los pueblos libres, reuniendo bajo su mando militar a la Banda Oriental —mayormente el actual Uruguay— y las actuales provincias argentinas de Entre Ríos, Misiones, Corrientes, Santa Fe y, brevemente, Córdoba. También pretendía integrar las Misiones Orientales —que Artigas declaraba parte de la Provincia Oriental— y la República del Paraguay. 

Bandera de la Liga Federal creada por Artigas.

En 1815 Artigas convocó a la reunión de un congreso de esas provincias —el Congreso de Oriente— en el Arroyo de la China, actual Concepción del Uruguay en Entre Ríos, para tratar de solucionar sus problemas con el gobierno de Buenos Aires. Durante la invasión luso-brasileña Artigas centró sus operaciones desde el Campamento de Purificación.
Durante su breve período como líder y gobernante de la Banda Oriental, Artigas promovió la implementación de un avanzado programa de desarrollo social que incluía una reforma de las estructuras agrarias, a través del Reglamento Provisorio de 1815, en el que se establecía un reparto de tierras con sentido social bajo la consigna de que «los más infelices sean los más privilegiados». Dentro de esta categoría, dicho reglamento menciona a los negros, los zambos y las viudas pobres con hijos, entre otros. Como otros proyectos de desarrollo cabe mencionar la fundación de la primera biblioteca pública, el reglamento aduanero para el fomento de la producción nacional, y el primer intento de establecer una escuela pública. Este proceso llega a su fin con la invasión de los portugueses a través del Brasil. 

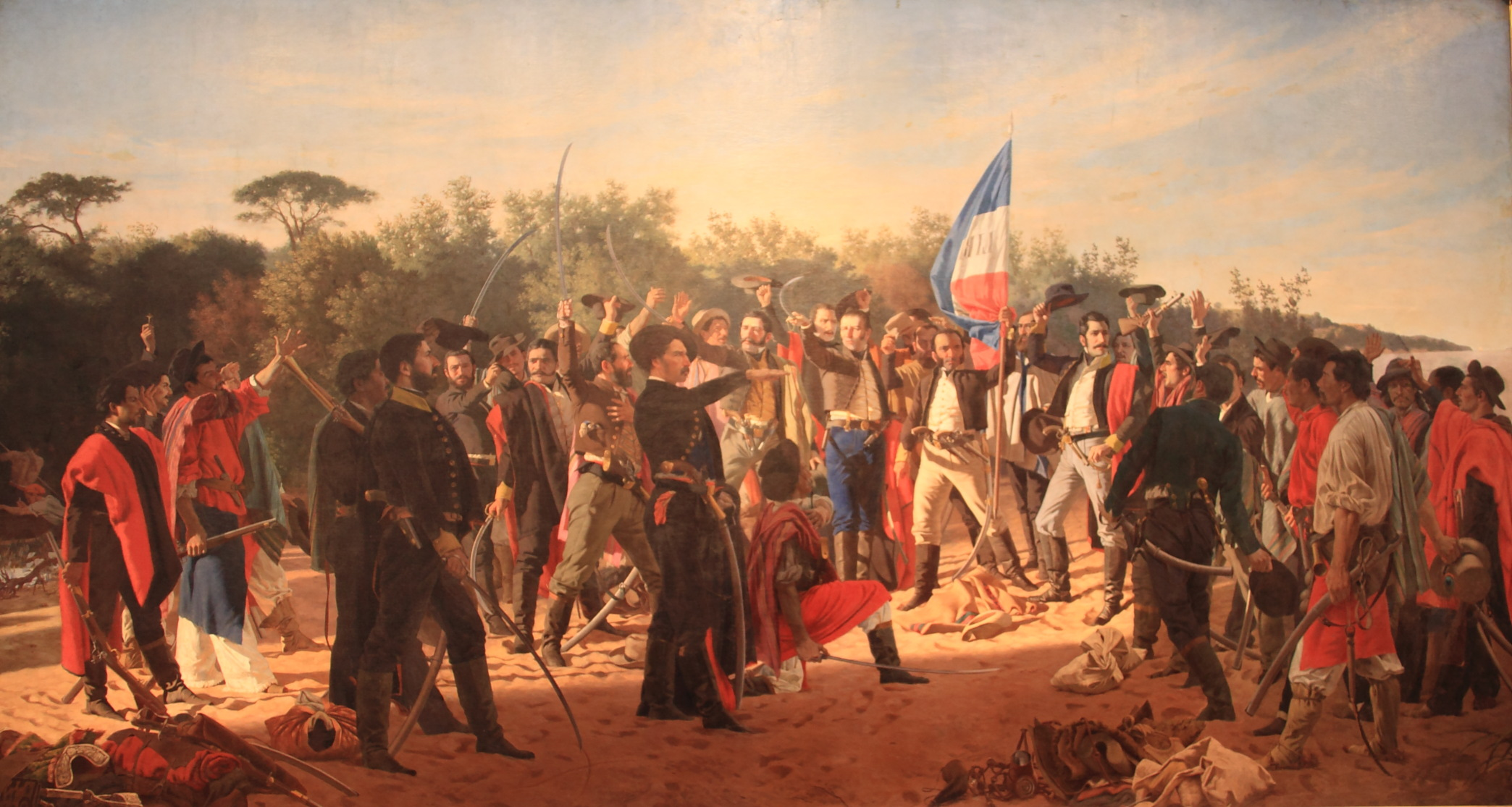
El Juramento de los Treinta y Tres Orientales, óleo de Juan Manuel Blanes.

En 1816 la Banda Oriental cayó bajo el poder del Reino Unido de Portugal, Brasil y Algarve. En 1821 el Congreso Cisplatino decidió la incorporación del territorio a Portugal con el nombre de Provincia Cisplatina. En 1825 se produjo una revolución conocida como la gesta emancipadora de los Treinta y Tres Orientales, inmediatamente continuada con la guerra del Brasil, entre el Imperio y las Provincias Unidas del Río de la Plata. Esta concluyó con la constitución del Estado Oriental del Uruguay en 1828 luego de firmada la Convención Preliminar de Paz.

### Las guerras civiles y el exterminio de los indígenas

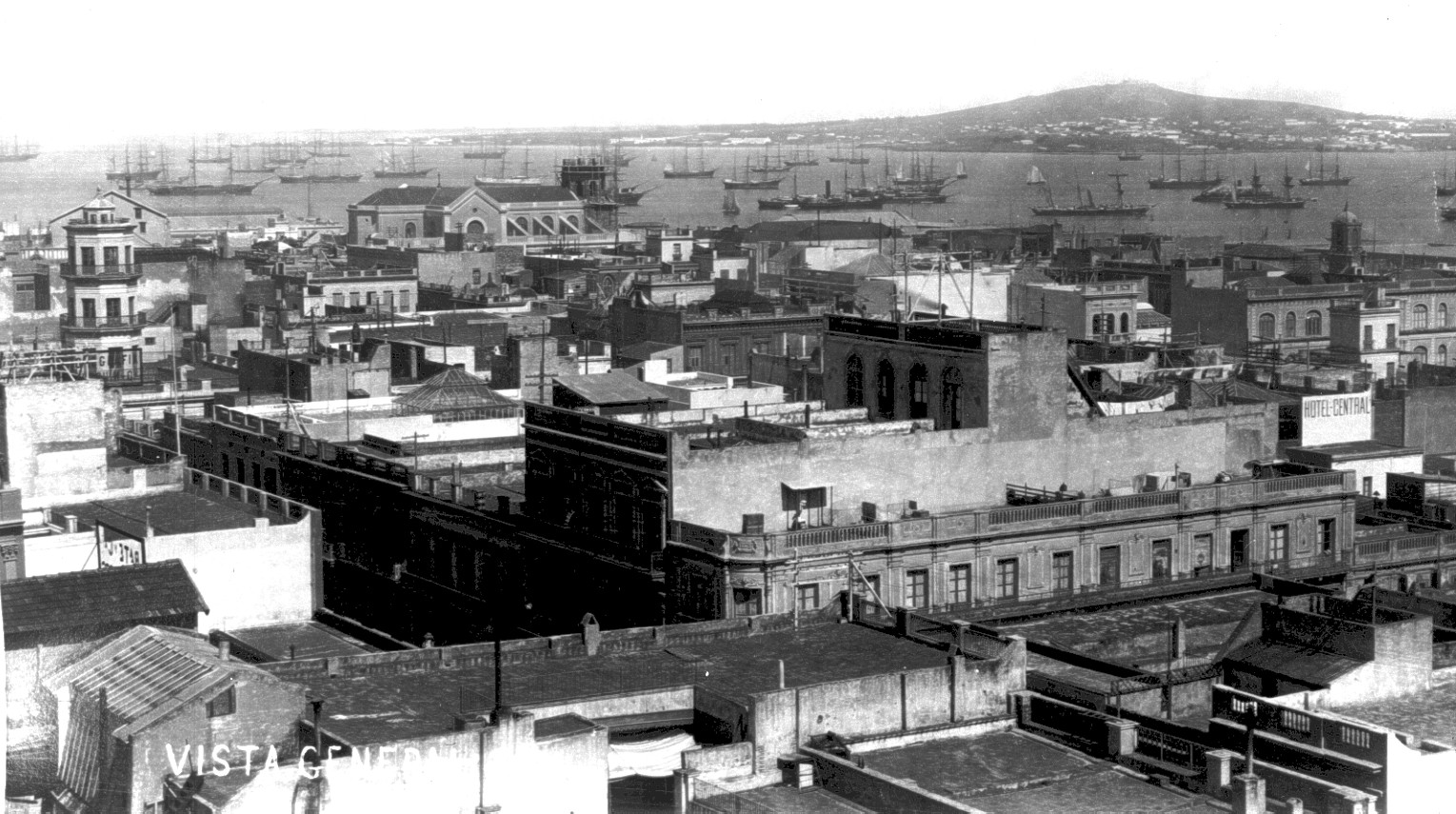
Cerro de Montevideo desde la ciudad, en 1865.

Desde la Independencia, Uruguay intentó incorporarse al mundo occidental por medio de la expulsión de uno de los pueblos indígenas supervivientes, conocidos como los charrúas, para quedarse con sus tierras. El 11 de abril de 1831, siendo presidente el general Fructuoso Rivera y ministro de guerra el general Manuel Oribe, se llevó a cabo la Matanza del Salsipuedes en la que murieron cerca de treinta charrúas, la más importante de una serie de batallas con los pueblos originarios, que tuvo como resultado la emigración de muchos charrúas hacia Brasil y Argentina. Esta batalla fue el corolario de una guerra que antecedió a la llegada de los españoles al Río de la Plata, entre la nación charrúa y la guaranítica, esta última protegida por el general Rivera.

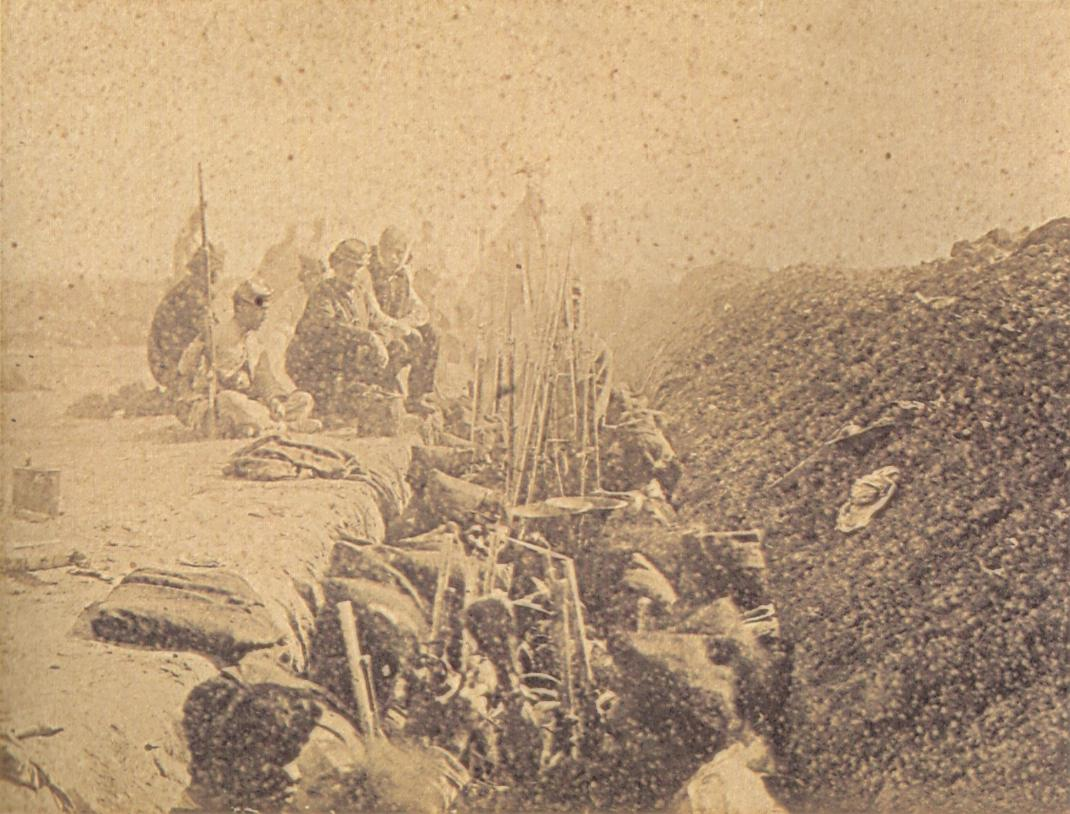
Tropas uruguayas en trincheras en la Batalla de Tuyutí en 1866, durante la guerra de la Triple Alianza

Los primeros cuarenta años del nuevo país fueron testigos de una gran inestabilidad política. Los continuos enfrentamientos entre blancos y colorados dieron lugar a la llamada Guerra Grande y al largo sitio de Montevideo, con el país dividido entre dos gobiernos rivales, y que presenciaron graves intromisiones en sus asuntos internos por parte de la Argentina y el Brasil. A esa guerra siguieron una serie de golpes de estado y revoluciones, que llevaron a Uruguay a participar en la larga y costosa guerra de la Triple Alianza contra Paraguay. Solo después de la Revolución de las Lanzas, en 1872, comenzó una etapa de resolución más pacífica de las situaciones políticas, aunque siguieron ocurriendo pequeñas guerras civiles hasta 1904. En 1870 España reconoció la independencia de Uruguay al firmarse el Tratado de Reconocimiento, Paz y Amistad entre la República Oriental del Uruguay y el Reino de España.

### La Suiza de América

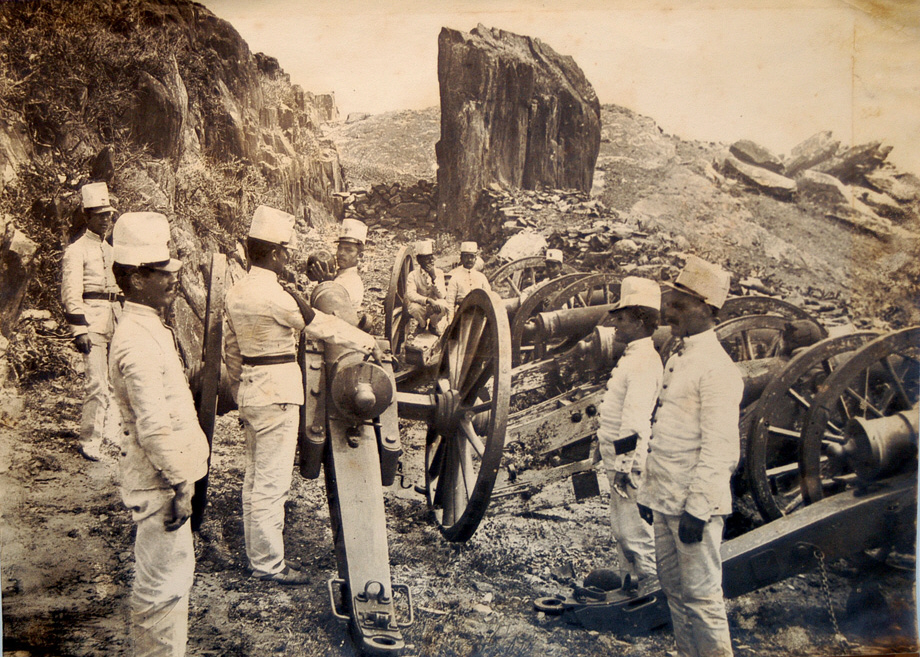
Unidad de artillería del gobierno durante la Revolución de 1904.

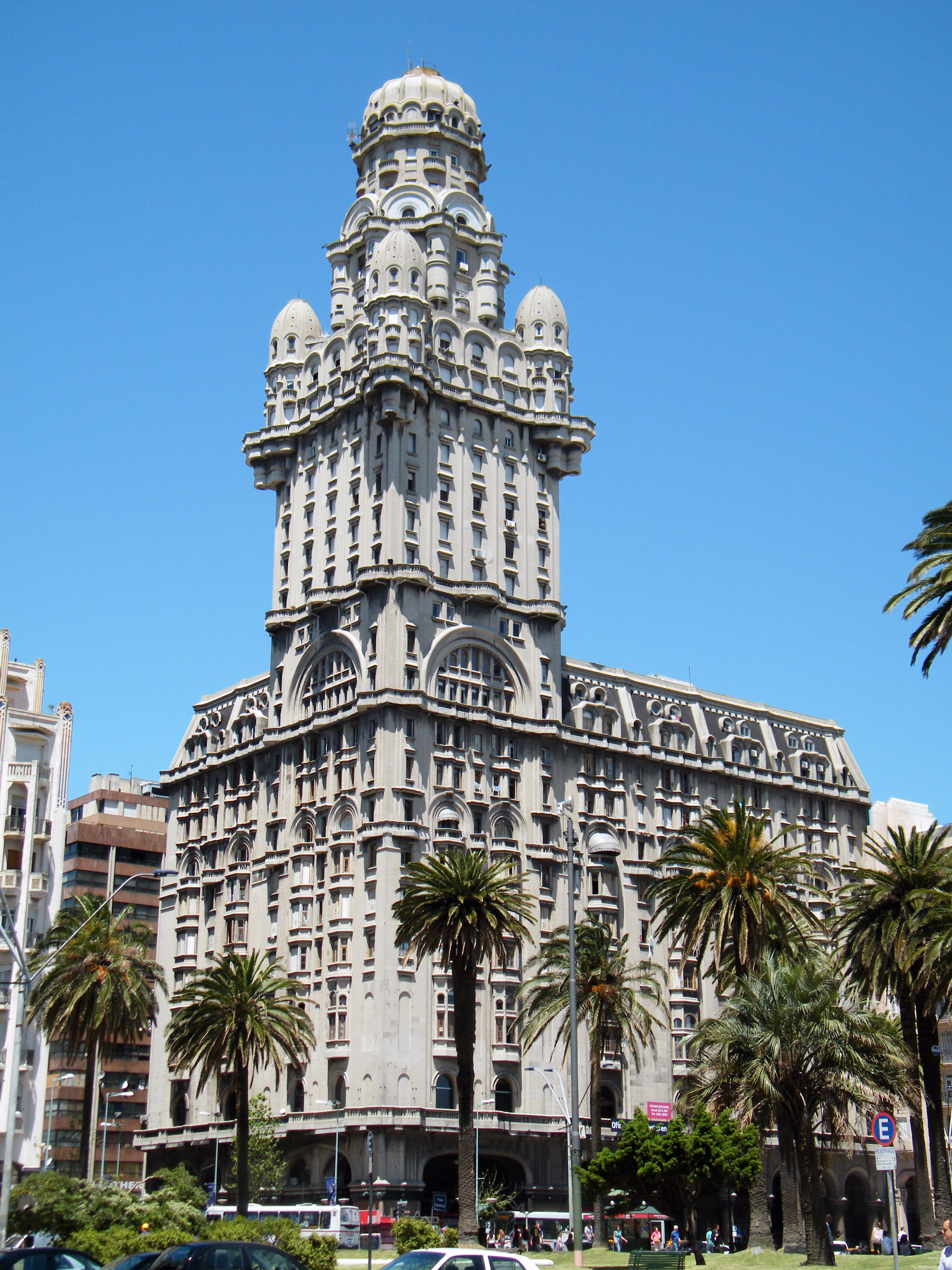
El Palacio Salvo fue el edificio más alto de América Latina entre 1928 y 1935.

A finales del siglo XIX el país había completado su organización y durante la era Batllista —liderada por el presidente en ese momento, José Batlle y Ordóñez— consolidó su democracia y alcanzó altos niveles de bienestar, equiparables a los europeos. Debido a esto, Uruguay comenzó a ser conocido internacionalmente como «la Suiza de América». Uruguay fue uno de los primeros países en establecer por ley el derecho al divorcio —1907— y uno de los primeros países en el mundo en establecer el derecho del sufragio femenino. Además, fue la segunda nación del mundo que, siguiendo los postulados de José Pedro Varela, estableció por ley un sistema educativo gratuito, obligatorio y laico —1877—.

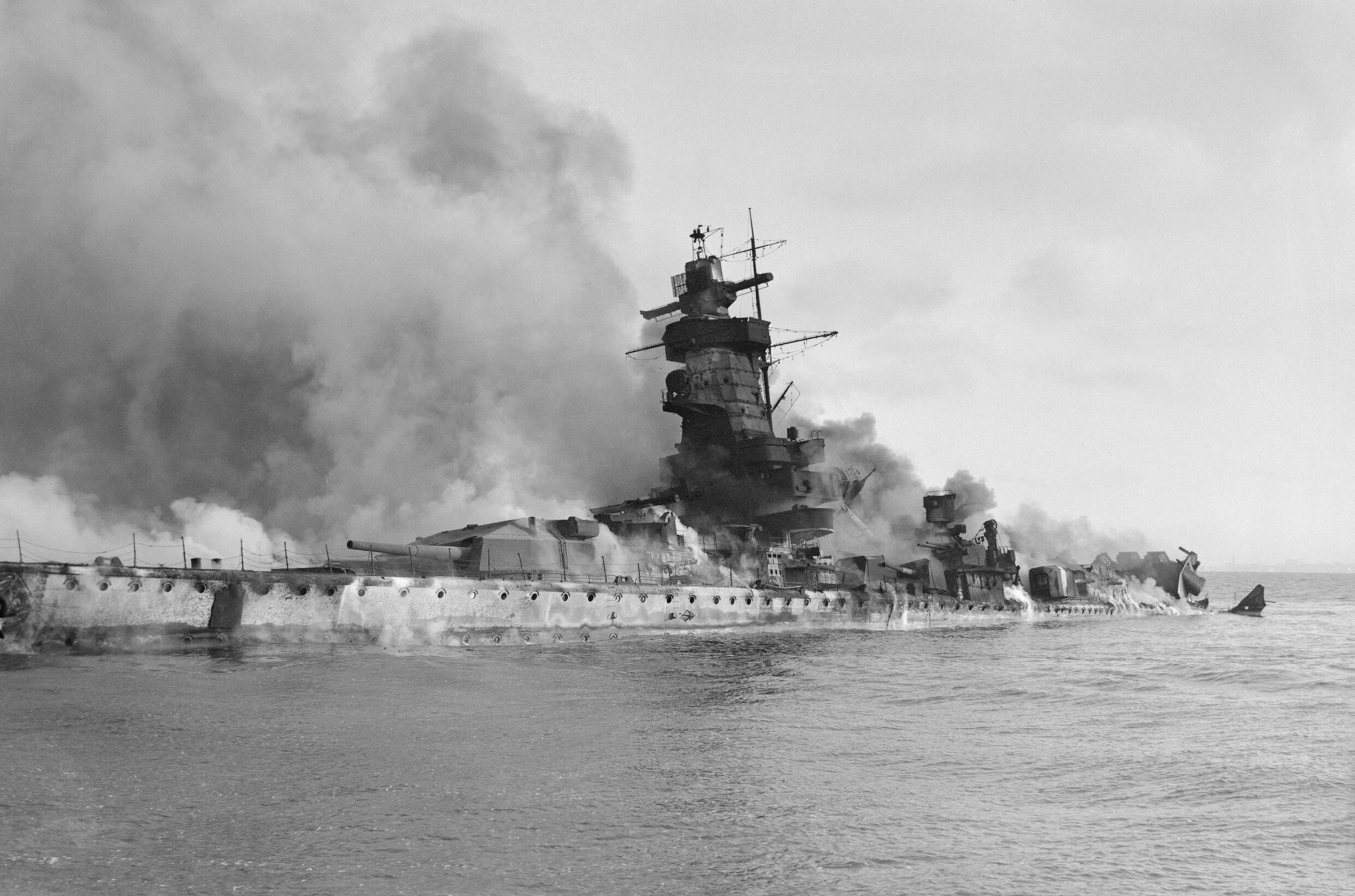
La Batalla del Río de la Plata fue el único episodio de la Segunda Guerra Mundial desarrollado en Sudamérica.

Hubo una bonanza económica dada por las consecuencias de neutralidad del país durante la Primera Guerra Mundial, cuando se empezó la industrialización del país, donde por años se dejó de importar productos manufacturados europeos y comenzó a fabricarse en el territorio nacional. Así se tuvo una de las más bajas tasas de desocupación. A todo esto se sumaron otros logros; el edificio más alto de América Latina en 1928 —Palacio Salvo—, la excelente infraestructura, sanidad y educación con niveles superiores a los países europeos y a muchos países de la América Latina en desarrollo, su universidad pública, el estadio más grande del mundo —Estadio Centenario—, los servicios públicos estatales —electricidad, teléfonos, gas, tranvías, ferrocarriles, agua corriente, entre otros—, un peso uruguayo que tendía a apreciarse frente al dólar, nuevas instituciones públicas, el triunfo en los campeonatos de fútbol en los Juegos Olímpicos —París 1924 y Ámsterdam 1928— y los mundiales de 1930 —cuya sede fue la ciudad de Montevideo— y 1950, en Brasil —llamado Maracanazo—, hazañas que contribuyeron a perpetuar el mito de la «edad de oro» de Uruguay.
Durante el período entre 1940 y 1945, que fue el año en que Uruguay entró en la Segunda Guerra Mundial, la economía dependía excesivamente del capital extranjero. Uno de los problemas de Uruguay fue que dependía en un 100 % de la energía que provenía del exterior y por ello la mayor parte de los beneficios que se obtenían volvían a salir sin dar beneficio alguno al país. Por ello, el crecimiento y la evolución de Uruguay se vieron muy mermados, ya que la salida del capital no ayudaba a la inversión nacional. Tras el final de la guerra, se convirtió en miembro fundador de las Naciones Unidas.
La era de la exportación
A finales del siglo XIX, el motor del crecimiento de Uruguay, como el de muchos otros países de Iberoamérica, fueron las exportaciones. La diferencia fundamental de Uruguay con los demás, es que no dependía excesivamente de un único país de destino.
En torno al cambio de siglo —1900— los principales bienes que exportaba Uruguay fueron la lana con un 42 % del porcentaje total y en segundo lugar la carne congelada con un 24 %. Solo con estos dos bienes Uruguay alcanzaba el 66 % de las exportaciones, dándole especial importancia al sector agrícola. Estos productos se dirigieron especialmente a tres mercados que fueron Bélgica, Francia y Argentina, aunque sin representar el 70 % de la exportación total. Con la I Guerra Mundial las exportaciones a estos tres países bajaron y ganaron más peso los denominados otros países. En el año 1912 las exportaciones respecto a otros países era de 30 % y al cabo de 5 años pasaron a ser de 70 %.
El hecho que su mercado de exportaciones fuese más amplio, fue una ventaja para la economía uruguaya ya que no dependía estrictamente de pocos países, que importaban sus productos, y no era vulnerable a los cambios de demanda de estos mercados. La economía uruguaya concentraba todos sus esfuerzos e inversiones en la producción de estos dos productos primarios, que se exportaban con cierto éxito ya que escaseaban en países, sobre todo europeos, que se dedicaban a la producción de productos manufacturados. La ganadería uruguaya adquirió un mayor peso en la economía del país, debido a los adelantos tecnológicos de la época. Se introdujeron nuevos métodos que aumentaron la productividad de los ganados, como el método de la cría, ya que en términos de extensión de tierra, esta era menor respecto a la vecina Argentina, que era uno de los mayores países exportadores de carne también. Aunque el producto estrella de la economía uruguaya fuera la lana —46 %—, la exportación de carne aumentó gracias a la utilización de frigoríficos, que permitían conservar mejor la carne, y a las mejoras en las técnicas de navegación y transporte que ayudaron los desplazamientos a larga distancia.
Las nuevas características de producción conllevaron un cambio radical en las estructuras agrícolas, dejando paso a explotaciones capitalistas orientadas al mercado, y no al simple consumo interno, pero la organización de la tierra no produjo un desarrollo económico duradero en el país. Los grandes ganaderos estaban sometidos a los intereses de capitalistas extranjeros, ingleses entre muchos, que tuvieron un fuerte control sobre la producción. En el caso particular de Uruguay se habla de un crecimiento extensivo, en el que se aumentó la utilización de tierra y se incorporó más mano de obra sin ocuparse de buscar alternativas a la falta de recursos naturales, como consecuencia de la explotación de la tierra.
Problemas externos y la ISI
Tras la era de las exportaciones, donde Uruguay vivió un período de bonanza económica, llegaron acontecimientos internacionales que hicieron tambalear no solo la economía de Uruguay, sino también la economía a nivel mundial. Estos impactos externos son: la I y II Guerra Mundial y la Gran Depresión de 1929 de EE. UU.; todos ellos son acontecimientos externos a Uruguay pero que le impactaron en su economía.
Como ya se ha comentado, el motor de la economía de Uruguay era el sector exportador. Con los acontecimientos bélicos de sus socios comerciales, Uruguay perdía parte de su demanda de productos del exterior y ello se reflejaba en un retroceso de su crecimiento. Durante este periodo que llegaría hasta principios de la década de los 50, Uruguay estaba a expensas de lo que sucedía en el resto del mundo y ello se observa con las fluctuaciones de su PIB pc —al alza si no hay importantes acontecimientos, y a la baja si se producen hechos de relevancia—. Por ello, hasta la implantación de las medidas de la ISI — Industrialización por sustitución de importaciones— hacia principios de la década de 1950, Uruguay estaba a expensas de la situación internacional.

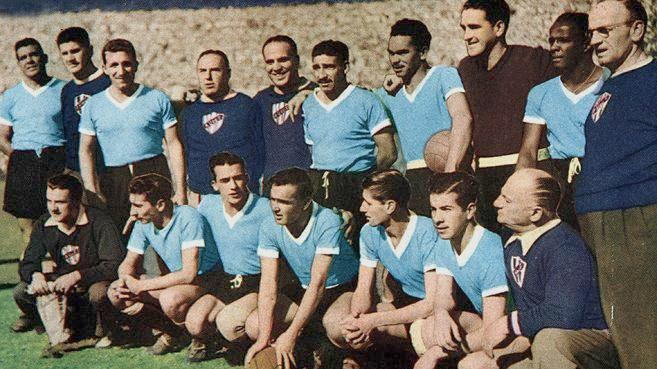
Jugadores de la selección de fútbol de Uruguay campeona de la Copa Mundial de Fútbol de 1950 tras la victoria conocida como Maracanazo.

En 1950 llegan las ideas en Latinoamérica de dejar de ser economías basadas en el sector primario para pasar a producir ellos mismos las manufacturas que hasta el momento habían importado o ISI. En Uruguay, por su limitada expansión geográfica y la restricción que esto suponía para desarrollar un mercado interno potente, las medidas de industrialización tuvieron menor repercusión que en los países vecinos.
Algunas medidas ISI sí que llegaron a ser reales: el Gobierno Central tomó partido e impulsó numerosas empresas y se intentó importar más bienes de capital que de otro tipo para el cambio de sistema económico. Pero, como se ha comentado, para Uruguay no está nada claro que las medidas ISI tuvieran la suficiente importancia como para que se diese un cambio de modelo productivo. En cambio, el déficit público que se iniciaría aquí tendría consecuencias más adelante.
La agitación política y social en Uruguay en esta época tampoco ayudó para el despegue de su economía.

### Deterioro económico

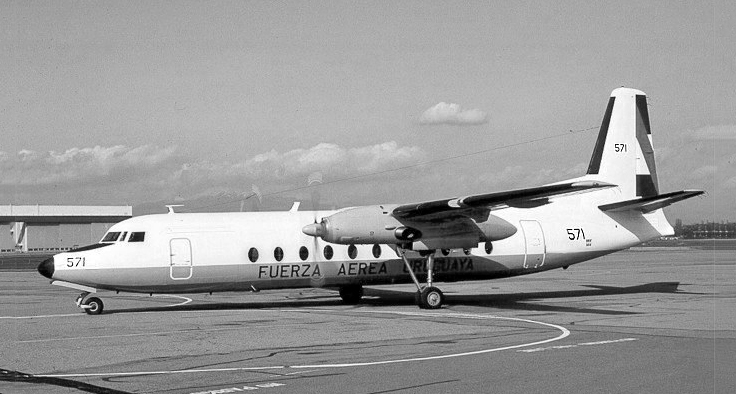
Réplica del avión de la Fuerza Aérea Uruguaya que se estrelló 13 de octubre de 1972 con 45 uruguayos a bordo y dio lugar al llamado "milagro de los Andes".

Hacia 1955 se inició una crisis económica que afectó también a las instituciones políticas. Durante la década de 1960 hubo un continuo proceso de deterioro social y económico con un notable aumento de la agitación de sectores gremiales de izquierda. Simultáneamente, se registraba la actividad de unos diez grupos revolucionarios, entre los que destacan los «Tupamaros» que se inclinaron por la guerrilla urbana. 
Al mismo tiempo, durante la década del 60 y 70 actuaron organizaciones de ultraderecha, como la Juventud Uruguaya de Pie —JUP— y el Comando Caza Tupamaros (CCT), conocido como Escuadrón de la Muerte. Las Fuerzas Armadas utilizaron a su favor el deterioro que asolaba al país, asumiendo protagonismo paulatinamente. Estos hechos condujeron, diez años después, a un golpe de Estado que instauró una dictadura cívico-militar.

### Dictadura

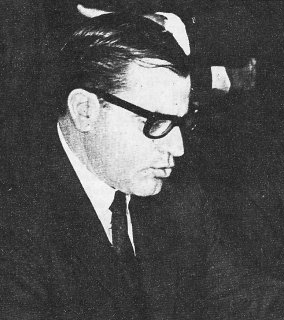
Elegido democráticamente en 1971, Bordaberry disolvió las cámaras en 1973 instaurando la dictadura cívico-militar que se extendería hasta 1985.

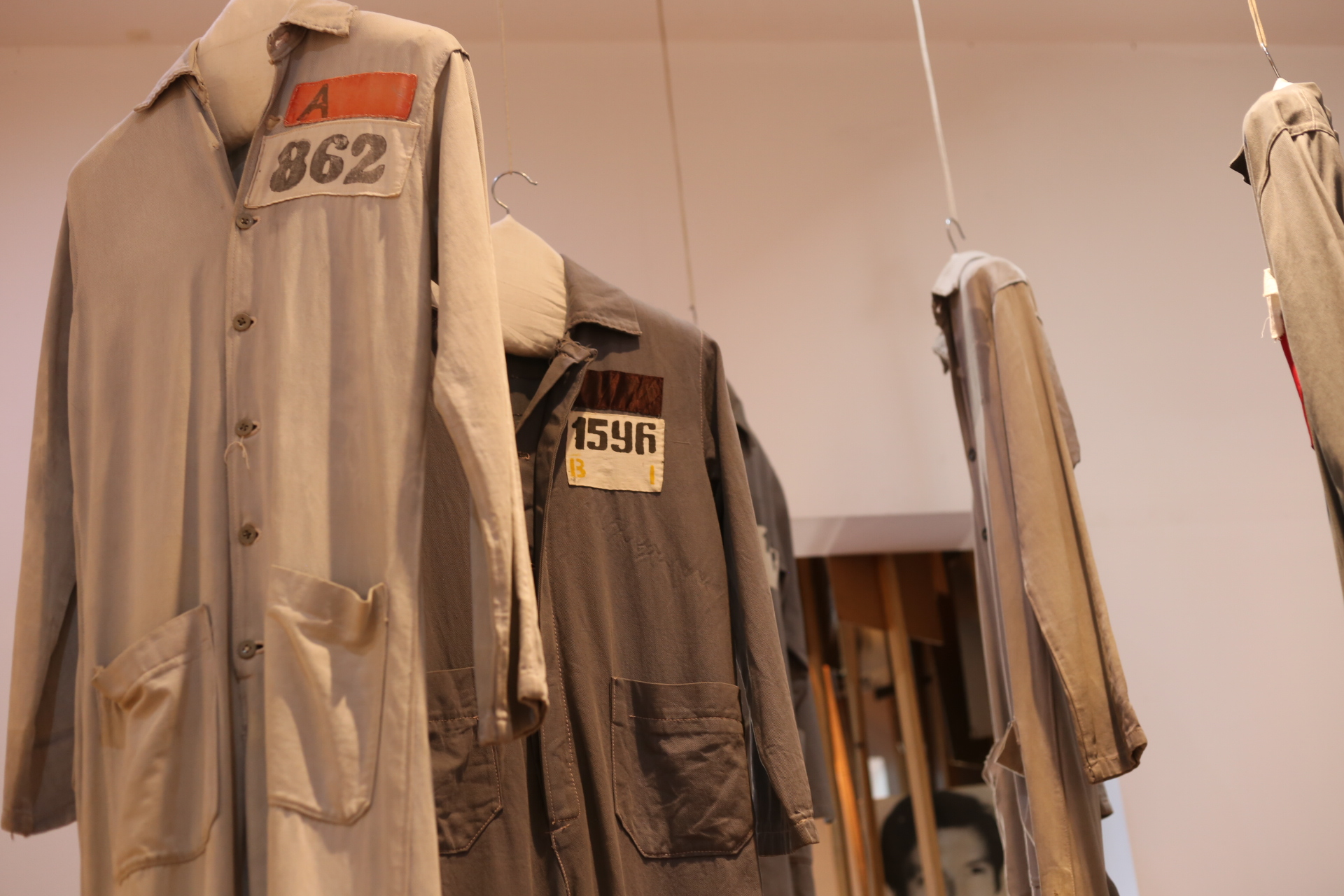
Prendas que utilizaban los presos durante la dictadura, exhibidas en el Museo de la Memoria.

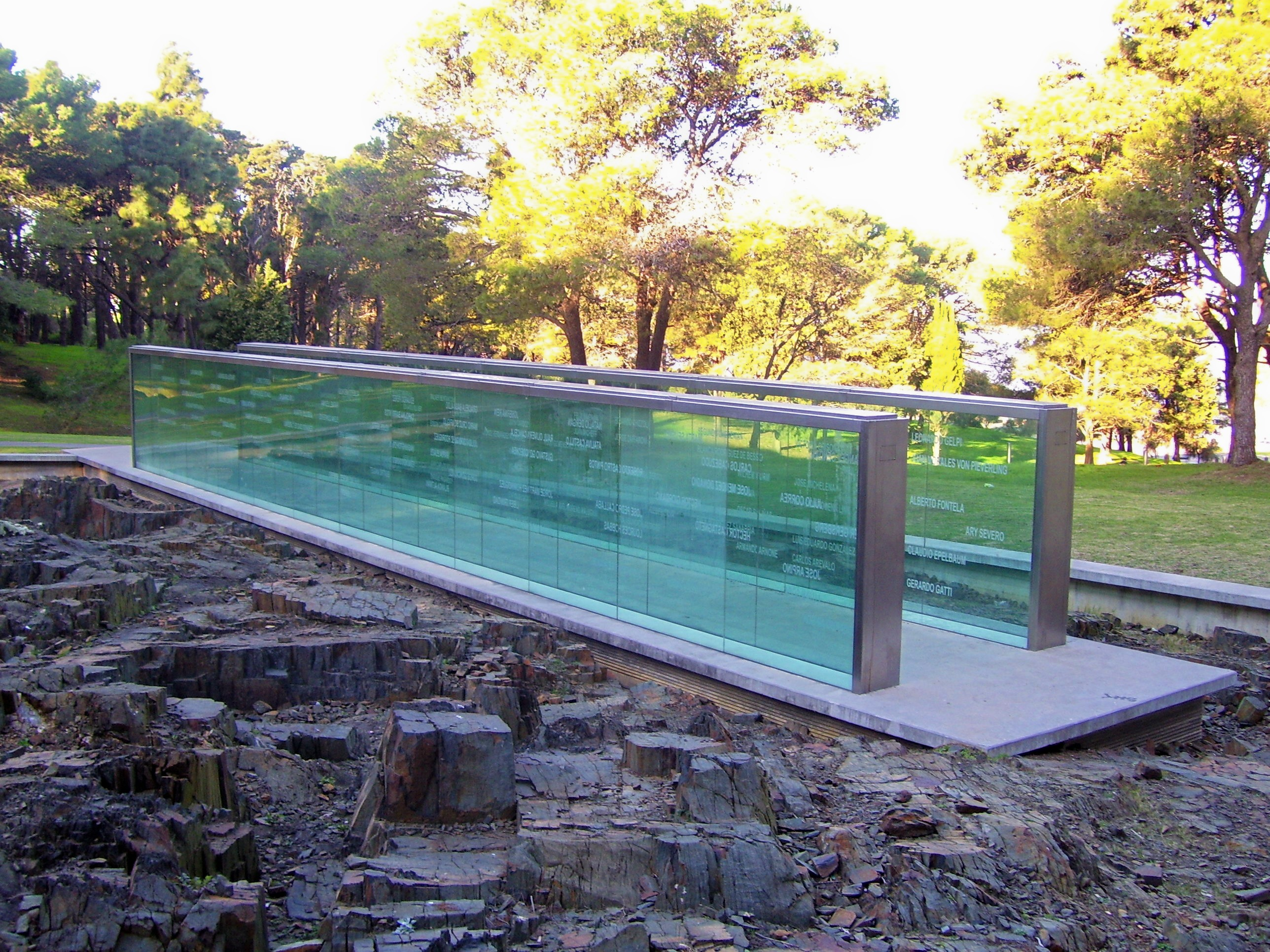
Memorial de los Detenidos Desaparecidos.

El 27 de junio de 1973 el entonces presidente, Juan María Bordaberry, disuelve el parlamento con el apoyo de las Fuerzas Armadas y meses más tarde crea un Consejo de Estado con funciones legislativas, de contralor administrativo y con encargo de proyectar una reforma constitucional «que reafirme los principios republicanos-democráticos», restringe la libertad de expresión de pensamiento y faculta a las FF.AA. y policiales para asegurar la prestación ininterrumpida de los servicios públicos.
El golpe de Estado de junio de 1973 y su Consejo de Estado resultante se vio inmediatamente resistido por gran parte de la ciudadanía y por los trabajadores agrupados en la Convención Nacional de Trabajadores (CNT), así como también por el Movimiento Estudiantil, principalmente representado por la Federación de Estudiantes Universitarios (FEUU) de la Universidad de la República, quienes realizaron una huelga general de 15 días de duración, la más larga de la historia hasta el momento.
Las Fuerzas Armadas detuvieron a dirigentes de izquierda y a otros ciudadanos sin posición política acusándolos de sedición durante todo el tiempo que duró la dictadura militar, es decir, hasta 1985, así como también (durante breves lapsos) a connotados dirigentes de los partidos políticos tradicionales como Jorge Batlle Ibáñez y Luis Alberto Lacalle de Herrera, quienes posteriormente serían Presidentes de la República con la vuelta a la democracia, entre otros.
Los integrantes de partidos «de izquierda» fueron recluidos en casi total incomunicación y sufrieron torturas físicas y psicológicas (comprobadas posteriormente por organismos como la Cruz Roja Internacional). En las cárceles uruguayas murieron cerca de un centenar de prisioneros políticos y continúan desaparecidas otras 140 personas.
Los medios de comunicación fueron censurados o prohibidos, el movimiento sindical destruido y toneladas de libros quemados tras la prohibición de las obras de algunos escritores. Las personas fichadas como opositoras al régimen son excluidas de la administración pública y de la educación.
En 1976, al terminar Bordaberry su mandato constitucional, ante la convicción de que el caos político que había vivido el país era responsabilidad de su sistema político, propone a la Junta de Comandantes en Jefe de las Fuerzas Armadas una reforma del sistema institucional del país, eliminando los partidos políticos y sustituyéndolos por "corrientes de opinión" en un sistema de corte corporativista, idea que no es compartida por los militares. Las desavenencias entre Bordaberry y los militares generaron la crisis política de junio de 1976, que culminó con el cese del presidente y la designación interina de Alberto Demicheli para ocupar la primera magistratura.
Demicheli, quien hasta entonces había ejercido la presidencia del Consejo de Estado, asume la presidencia de la República el 12 de julio. Como primeras medidas de su gobierno, procedió a firmar las Actas Institucionales 1 y 2, por las que suspendía "hasta nuevo pronunciamiento" la convocatoria a elecciones generales (previstas para noviembre de ese mismo año) y se creaba el "Consejo de la Nación". En cuanto a lo que se refiere a la política económica, Demicheli ratificó el Plan Nacional de Desarrollo creado en 1972 durante el gobierno de Bordaberry. La política económica aplicada procuraba una reformulación radical de las bases del funcionamiento económico del país, una nueva alianza entre los militares y la tecnoburocracia, encaminada a la transformación de las estructuras productivas del comercio exterior, de la distribución del ingreso, de la demanda y de los precios relativos, en un marco de amplia liberalización y apertura de la economía. Finalmente, el 1 de septiembre del mismo año, Demichelli delega la presidencia a Aparicio Méndez (exministro de Salud Pública), quien asume por un período de cinco años.
El ministro de Economía y Finanzas, Alejandro Végh Villegas, busca promover el sector financiero y la inversión extranjera. Se reduce el gasto social y se privatizan muchas empresas estatales. Sin embargo, la economía no mejoró y se deterioró a partir de 1980, el PIB cayó un 20 % y el desempleo subió al 17 %. El Estado interviene tratando de rescatar a las empresas y bancos en quiebra.

### Retorno a la democracia

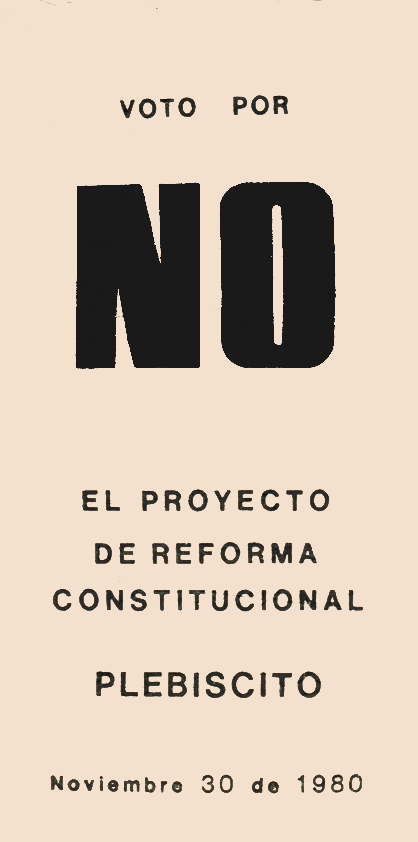
Papeleta por el No a la reforma constitucional en Uruguay en 1980.

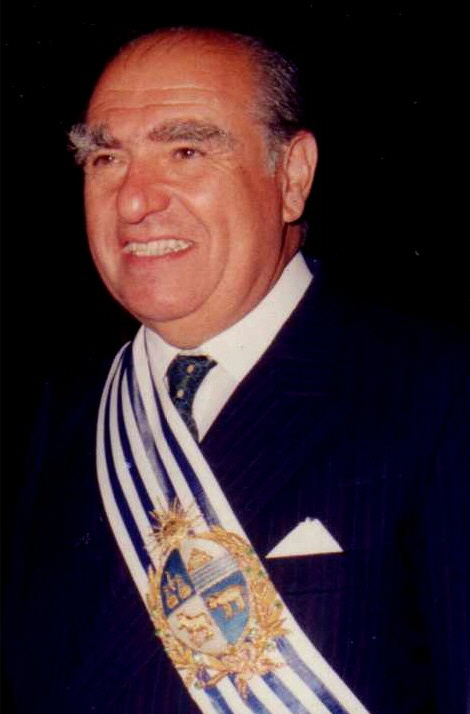
Julio María Sanguinetti, primer presidente constitucional de Uruguay luego de la dictadura de dicho país, ocupó su cargo en el período 1985-1990 y, tras su reelección en 1994, también en el período 1995-2000.

El 30 de noviembre de 1980 la ciudadanía rechaza el proyecto de reforma constitucional propuesto por el régimen dictatorial, dando comienzo a un lento proceso de apertura política. El 1 de septiembre de 1981 asume la presidencia el general Gregorio Álvarez, quien en 1984 llama a elecciones, si bien con ciudadanos y partidos políticos proscritos. Tras realizarse ese mismo año, sale triunfante el Partido Colorado. Durante los primeros días de 1985 Álvarez deja el mando en manos del Presidente de la Suprema Corte de Justicia en ejercicio, Rafael Addiego Bruno y, finalmente, el 1 de marzo de 1985 el gobierno retornó a los civiles con la asunción de Julio María Sanguinetti como Presidente.
En febrero y marzo de 1985, los partidos políticos mayoritarios acordaron votar una ley de amnistía que extinguió los delitos políticos, comunes y militares conexos con estos, cometidos a partir del 1 de enero de 1962. Se exceptuó de la amnistía a los autores y coautores de delitos de homicidio intencional consumados, a cuyo respecto solamente se dispuso la revisión de las sentencias por tribunales civiles. Se excluyó a texto expreso a los funcionarios policiales y militares que hubieran cometido delitos en tratamientos inhumanos, crueles o degradantes o la detención de personas luego desaparecidas, o hubieren encubierto esas conductas.
La ley 15.848 de la Caducidad de la Pretensión Punitiva del Estado (popularmente conocida como "ley de impunidad" o "ley de caducidad"), que cubría a todos los miembros de las Fuerzas Armadas acusados de violaciones a los derechos humanos entre 1973 y 1985, fue aprobada por el parlamento en diciembre de 1986. En los años siguientes se llevó a cabo una campaña de recolección de firmas para impulsar un referéndum para anularla. El 16 de abril de 1989, luego de que más de un 25 % de la ciudadanía uruguaya habilitara con su firma el referéndum, se llevó a cabo el mismo, con un triunfo del llamado "voto amarillo" (por el color de la papeleta), que ratificaba la ley, con un margen de 57 % contra 43 % respecto al "voto verde", por su anulación. El triunfo del "voto amarillo" significó no anular la ley de caducidad, y mantener la amnistía a los delitos cometidos durante el gobierno militar.
En los comicios de noviembre de 1989 resultó elegido Luis Alberto Lacalle (del Partido Nacional). En 1994 Sanguinetti resultó elegido por segunda vez.
En 1996 se pone a consideración de la ciudadanía una reforma constitucional que instaura por primera vez las elecciones internas y el balotaje; dicha reforma resulta aprobada por escaso margen en el plebiscito. Siendo así, en 1999 triunfó Jorge Batlle (del Partido Colorado), como resultado de este nuevo sistema.

### Crisis económica, política y social del año 2002

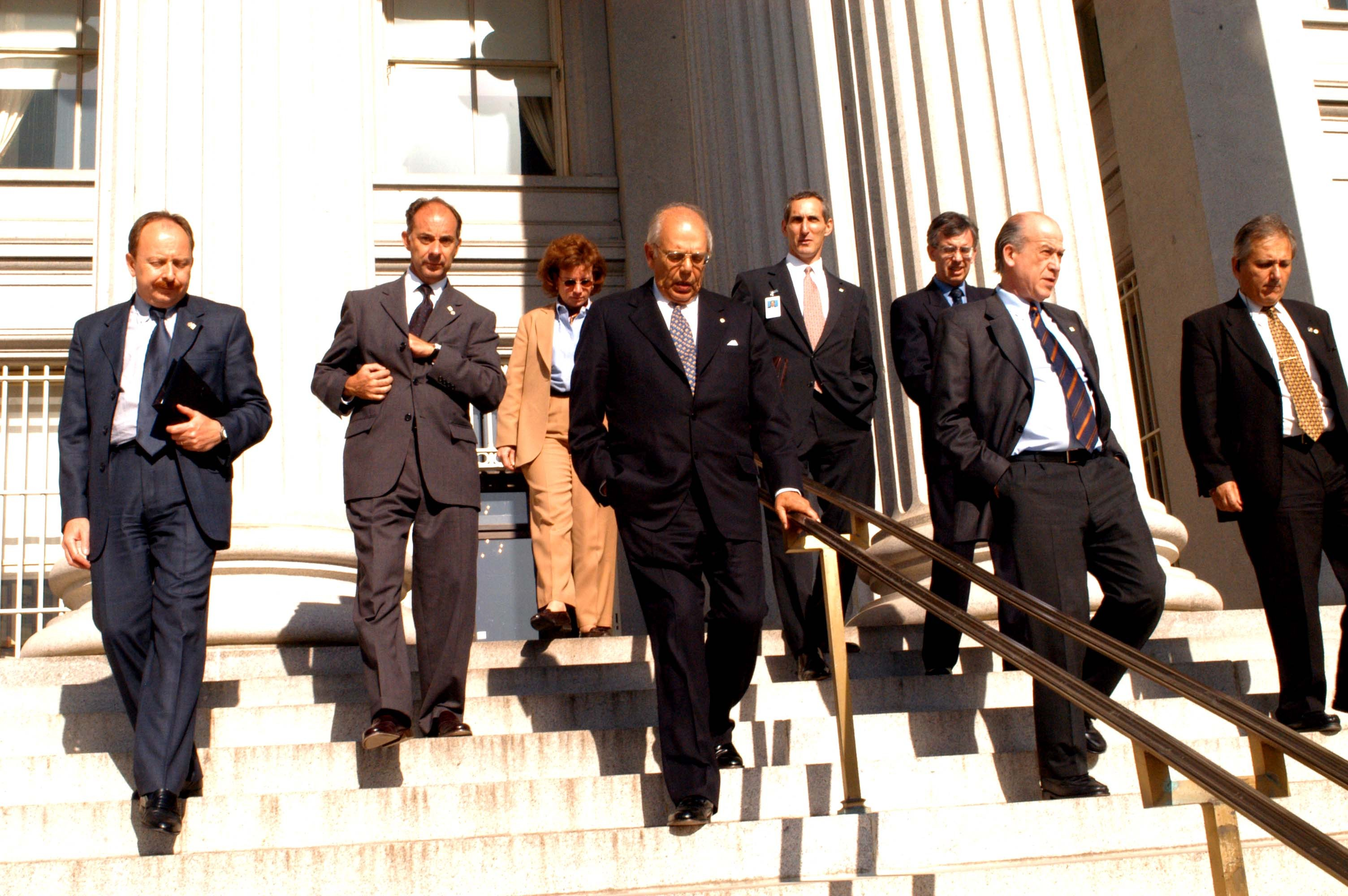
Jorge Batlle y sus ministros dejan la sede del Departamento del Tesoro de los Estados Unidos (abril de 2003).

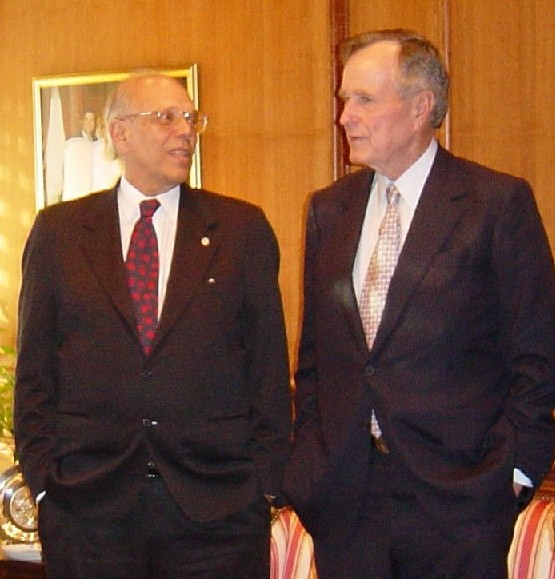
El entonces presidente del país, Jorge Batlle, reunido con el expresidente de Estados Unidos, George H. W. Bush, en Uruguay (junio de 2003).

En julio de 2002, en uno de los momentos más candentes de la crisis bancaria, el senador del Frente Amplio, Alberto Couriel, se encargó de la interpelación del entonces ministro Alberto Bensión, en la cual todos los miembros del Frente Amplio y algunos pocos del Partido Nacional le pidieron formalmente la renuncia al cargo. Esto no sucedió, pero se removió a Rodríguez Batlle.
A mediados de julio se hizo público el rechazo del Partido Nacional, hasta entonces aliado del gobierno de Batlle, para con la política económica que se estaba llevando. Fue entonces cuando, junto con el Frente Amplio, volvieron a pedir la renuncia de Bensión y esa vez tuvieron mayor suerte. Bensión dejó el cargo el 20 de agosto y asumió Alejandro Atchugarry, quien entonces se desempeñaba como senador por el Partido Colorado. Atchugarry, que acababa de sufrir la pérdida de su esposa tras una larga enfermedad, se mostraba reacio a asumir en el cargo. Sin embargo Batlle encontró en él lo que buscaba, un ministro más político que técnico. Batlle puso al senador en una situación comprometida, y le planteó que si no asumía como ministro, él debería renunciar a la presidencia y Luis Hierro López tendría que tomar las riendas del país. Finalmente, Atchugarry aceptó el cargo diciéndole "Yo a usted lo quiero y lo respeto como a un padre... Bueno, los hijos no le dicen que no a sus padres". Al momento de la asunción de Atchugarry, renunció Rosario Medero, la representante blanca en el directorio del Banco Central, a pedido de su sector político.
El 30 de julio, se decretó el feriado bancario. El gobierno de Batlle se excusó diciendo que fue un pedido expreso del FMI para proceder a la liquidación de los bancos del grupo Peirano. Dicha decisión tuvo como objetivo detener la fuga de depósitos que la plaza financiera uruguaya venía sufriendo desde 2001, ya que muchos ahorristas argentinos acudieron a sus ahorros en Uruguay al verse imposibilitados de sacar dinero en su país. Los cajeros automáticos se quedaron sin dinero, y las casas cambiarias vendían el dólar a 38 pesos y lo compraban a 24. El feriado bancario finalizó el lunes 5 de agosto.
La noche del 31 de julio dejó como saldo el primer saqueo a un supermercado en las proximidades del Palacio Legislativo. El 1 de agosto se produjo una ola de estos fenómenos que sacudieron a la ciudad de Montevideo. Fueron más de treinta, y esta vez sucedieron en zonas marginales. Muchos comerciantes expresaron su voluntad de no reabrir sus comercios al día siguiente por temor a ser saqueados. El ministro del Interior, Guillermo Stirling, intentó tranquilizar a la población anunciando un refuerzo de la vigilancia policial para ocasiones futuras. El 2 de agosto no hubo ningún saqueo, sin embargo, una ola de rumores invadió la ciudad. Se rumoreó que una horda de personas se dirigía hacia el centro de Montevideo saqueando todo lo que tenían a su paso. Los comerciantes cerraron sus puertas al instante y el centro de la ciudad quedó desolado. Se dispuso un fuerte operativo policial y la Fuerza Aérea sobrevoló la capital mediante helicópteros en busca de la horda de saqueadores que nunca llegó y quizás, nunca existió.
Mientras en el país reinaba el caos, en Estados Unidos Isaac Alfie comandaba la delegación que Batlle había mandado para formar un grupo de trabajo con delegados del gobierno estadounidense, ya que Horst Köhler, director del FMI, había dado la orden de no prestarle un dólar más a Uruguay. Finalmente Estados Unidos acordó con Uruguay un préstamo puente de 1500 millones de dólares destinados a capitalizar los bancos estatales. Ese fue el comienzo del fin de la crisis económica del país.
En noviembre, el Partido Nacional decidió retirar a los ministros Antonio Mercader, Álvaro Alonso, Carlos Cat, Sergio Abreu y Jaime Trobo de sus cargos en el gobierno de Batlle, ya que querían desligarse de él.
La crisis de 2002 dejó cifras devastadoras para el país. Tal es el caso de la tasa de suicidios, que aumentó un 12,6 %, es decir que dos uruguayos se suicidaban por día y se registraban muchos casos de intentos de autoeliminación.
Como consecuencia económica directa de esta crisis, el salario real tuvo una fuerte caída, llegando a su piso entre los años 2003 y 2004 con una pérdida del 22 % respecto al año 2000. Por su parte, la tasa de desempleo trepó a un máximo en el año 2002 del 17 % subiendo 3 y medio puntos porcentuales respecto al momento de asumir el mandato. Hacia el final de su gobierno, los índices de desempleo revirtieron su tendencia, ubicándose en cifras inferiores a las del momento de su asunción. Por el contrario, la caída sufrida por el salario real no pudo ser revertida, ubicándose en el año 2005 unos 18,6 puntos porcentuales por debajo de las cifras del año 2000.

### Gobierno del Frente Amplio
En las elecciones presidenciales de 2004 resultó elegido el socialista y oncólogo Tabaré Vázquez, candidato por la coalición izquierdista Encuentro Progresista-Frente Amplio-Nueva Mayoría con el 50,6 % de los votos, alcanzando la victoria en la primera vuelta y logrando un parlamento con mayorías absolutas. Tabaré Vázquez perteneció al Partido Socialista Uruguayo durante más de 25 años, se desafilió del mismo en diciembre de 2008 por discrepancias filosóficas en su posición respecto a la despenalización del aborto, no obstante sin dejar de continuar siendo una persona de profundos ideales socialistas. En las elecciones municipales de 2005 el Partido Nacional obtuvo diez intendencias, el EP-FA-NM obtuvo ocho y el Partido Colorado obtuvo una.
En las elecciones legislativas de octubre de 2009 el Frente Amplio vuelve a lograr la mayoría parlamentaria con el 48 % del total de sufragios (contando votos en blanco y anulados), en tanto que el Partido Nacional resultó segundo con un 29,4 %, el Partido Colorado tercero obteniendo un 17,5 %. La votación del Frente Amplio no logró la mayoría absoluta del total de votos emitidos, incluidos los votos en blanco y anulados, entonces la elección presidencial se definió el 29 de noviembre de 2009 mediante un balotaje entre el izquierdista José Mujica del Frente Amplio y el derechista expresidente Luis Alberto Lacalle Herrera del Partido Nacional. José “Pepe” Mujica resultó elegido como presidente de Uruguay y sucesor de Tabaré Vázquez. La fórmula del Frente Amplio obtuvo el 52,4 % de los sufragios, mientras que el otro candidato, el expresidente blanco Luis Alberto Lacalle (1990-1995), logró el 43,5 %, de acuerdo con los resultados de la Corte Electoral. En torno al 4 % de los sufragios fueron en blanco o anulados. En la primera vuelta del 25 de octubre pasado, Mujica, del gobernante partido de izquierda Frente Amplio, y Lacalle, del Partido Nacional, habían sido los más votados (48 % y 29,1 % respectivamente), pero ninguno logró la mayoría. En su discurso de toma de mando, realizado el 1 de marzo de 2010 Mujica reafirmó la necesidad de que el país contara con políticas de estado. También planteó como un objetivo primordial de su administración la eliminación de la indigencia y la reducción de la pobreza en un 50 %.

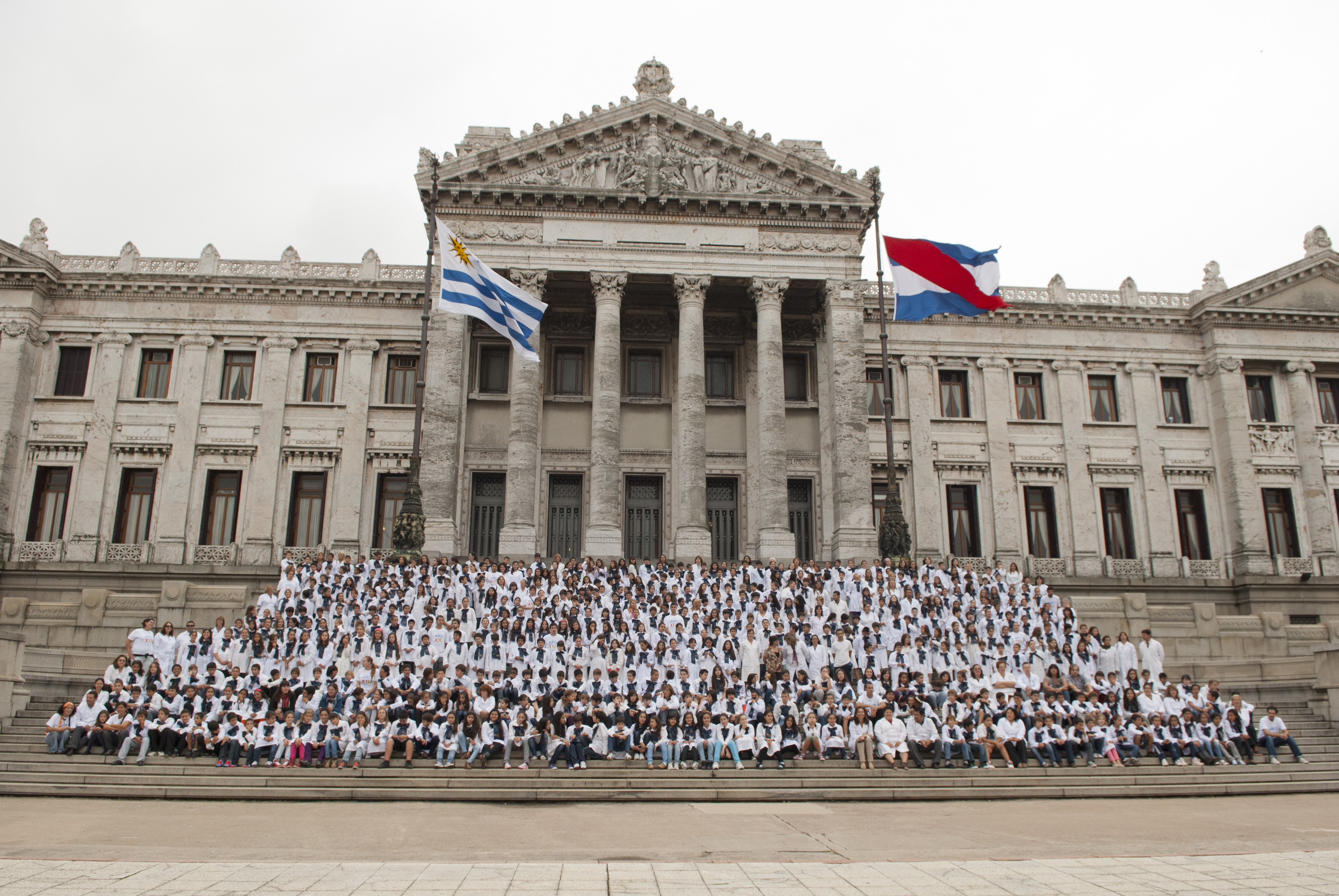
Celebraciones del bicentenario 2011 en el Palacio Legislativo de Montevideo.

En las elecciones departamentales de 2010, el Partido Nacional obtuvo doce intendencias (recupera tres, pierde una), el Frente Amplio obtuvo cinco (pierde cuatro, conquista una) y el Partido Colorado obtuvo dos (gana una más). En las elecciones generales de Uruguay de 2014 nuevamente fue elegido Tabaré Vázquez en segunda vuelta con el 56.62 % de los votos.

### Elecciones de 2019 y de 2025
Como resultado del triunfo del conservador Partido Nacional en la segunda vuelta de las elecciones presidenciales de 2019, en 2020, Tabaré Vázquez fue sucedido por el centroderechista Luis Alberto Lacalle Pou, después de 15 años de gobiernos de izquierdas, como 42.º Presidente de Uruguay. En las primeras semanas de iniciado su mandato, el gobierno del Uruguay debió comenzar a hacer frente a la pandemia de coronavirus, seguida por la declaración de una emergencia sanitaria y la adopción de varias medidas excepcionales.
En las elecciones generales de 2024, resultó Yamandú Orsi del Frente Amplio, con Carolina Cosse como vicepresidente. Es el cuarto triunfo de la coalición de izquierdas.

## Gobierno y política
La República Oriental del Uruguay es un Estado unitario democrático y descentralizado de carácter presidencialista.
Según un informe publicado por la revista británica The Economist (El Economista), Uruguay es considerado el país más plenamente democrático de Sudamérica, ubicado en el puesto 15 sobre un total de 167 naciones, siendo el más democrático de Latinoamérica. Y, además, es el segundo de América -por detrás de Canadá- en la tabla de los países con menor índice de percepción de corrupción (elaborado por la organización Transparencia Internacional).

### Estructura política
Su gobierno se divide en tres poderes independientes: poder ejecutivo, poder legislativo y poder judicial. Además, existen de tres organismos públicos autónomos de control: la Corte Electoral, el Tribunal de lo Contencioso Administrativo y el Tribunal de Cuentas de la República.

#### Poder ejecutivo

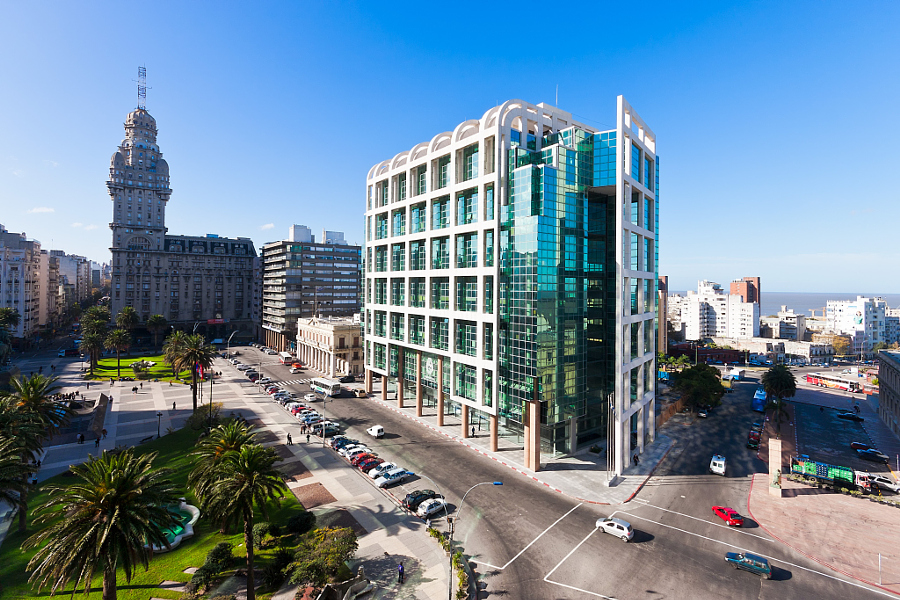
La Torre Ejecutiva, ubicada en la plaza Independencia, es la sede del poder ejecutivo de Uruguay.

El poder ejecutivo es ejercido por el presidente de la República, actuando en acuerdo con el ministro o ministros respectivos, o con el Consejo de Ministros. El presidente es simultáneamente jefe de Estado y Gobierno, y es electo junto con el vicepresidente mediante elección popular directa. El presidente tiene un mandato de 5 años sin reelección inmediata hasta después de igual período desde el cese de su cargo. Se eligen en una misma candidatura presentada por el respectivo partido. En caso de que ninguna candidatura obtenga la mayoría absoluta de los votos, se procede a una segunda vuelta entre las dos primeras mayorías. En dicha votación resulta ganadora la candidatura que obtenga la mayoría simple de los votos.
El presidente de la República nombra los titulares de los ministerios y puede destituirlos. Asimismo, la Asamblea General puede destituir a los ministros por mayoría absoluta de votos.
| Presidencia                           | Titular (2025 - 2030) |
| ------------------------------------- | --------------------- |
| Presidente                            | Yamandú Orsi          |
| Secretario                            | Alejandro Sánchez     |
| Ministerio                            |                       |
| Interior                              | Carlos Negro          |
| Economía y Finanzas                   | Gabriel Oddone        |
| Defensa Nacional                      | Sandra Lazo           |
| Relaciones Exteriores                 | Mario Lubetkin        |
| Educación y Cultura                   | José Carlos Mahía     |
| Salud Pública                         | Cristina Lustemberg   |
| Trabajo y Seguridad Social            | Juan Castillo         |
| Vivienda y Ordenamiento Territorial   | Cecilia Cairo         |
| Ambiente                              | Edgardo Ortuño        |
| Ganadería, Agricultura y Pesca        | Alfredo Fratti        |
| Industria, Energía y Minería          | Fernanda Cardona      |
| Transporte y Obras Públicas           | Lucía Etcheverry      |
| Turismo                               | Pablo Menoni          |
| Desarrollo Social                     | Gonzalo Civila        |
| Secretaría de Presidencia             | Alejandro Sánchez     |
| Prosecretaría de Presidencia          | Jorge Díaz            |
| Oficina de Planeamiento y Presupuesto | Rodrigo Arim          |

#### Poder legislativo

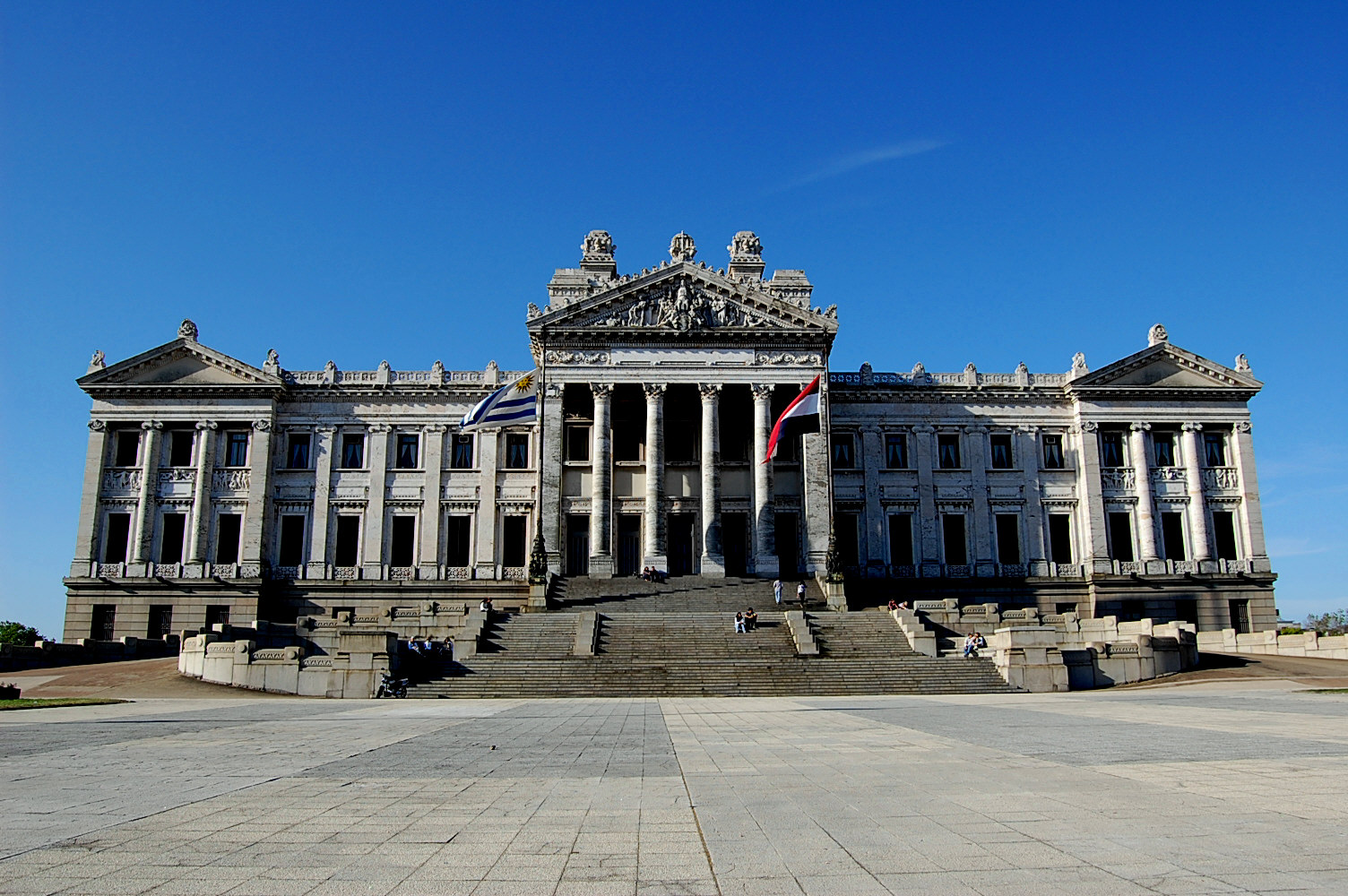
Palacio Legislativo, sede de la Asamblea General.

El poder legislativo reside en la Asamblea General, que consta de una Cámara de Senadores de treinta y un miembros (contando al presidente de la cámara, que es el vicepresidente de la República) y de una Cámara de Representantes de 99 miembros. Las elecciones para el parlamento se celebran en listas cerradas simultáneamente con la elección presidencial (no se aplica el voto por cada candidato a diputado o senador sino por una lista presentada por cada partido político). Los diputados se eligen por departamento, mientras que los senadores se eligen a escala nacional, ambos para mandatos de cinco años. Cada uno de los 19 departamentos de Uruguay es encabezado por un intendente elegido popularmente. Los ediles de la Junta Departamental actúan como poder legislativo a nivel departamental.

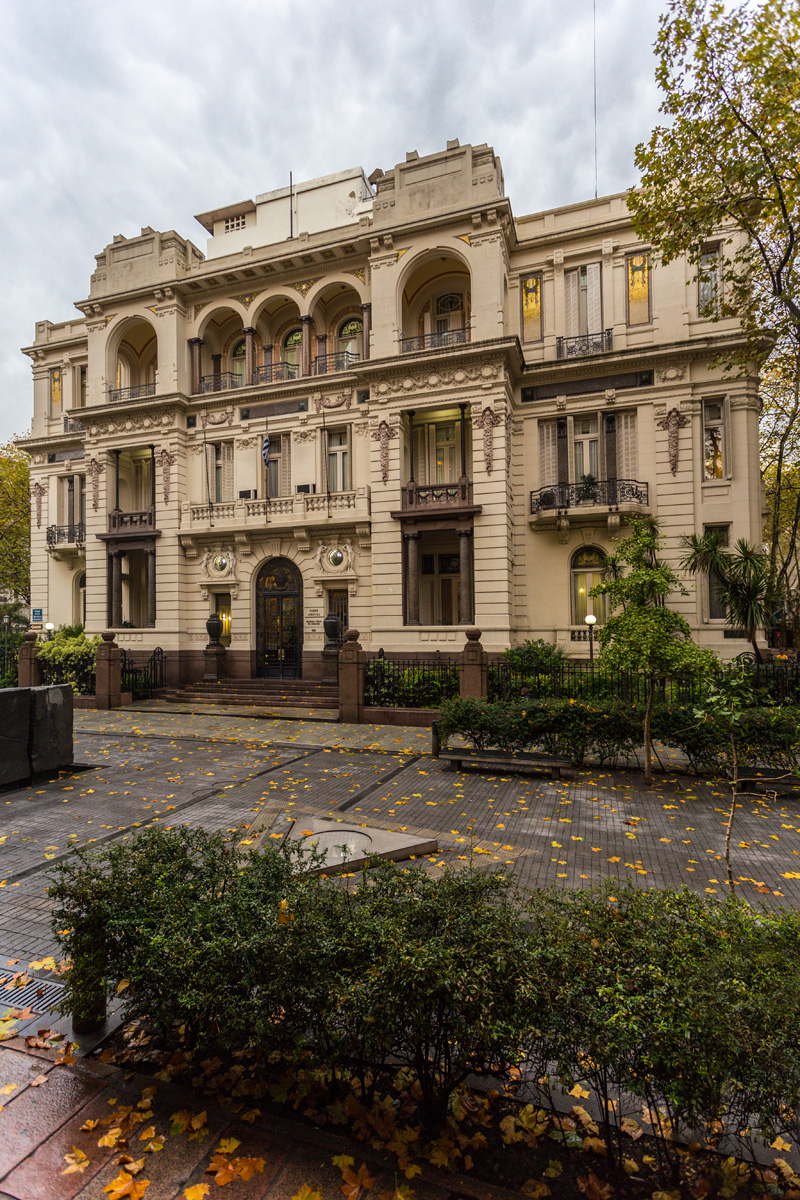
Palacio Piria, sede de la Suprema Corte de Justicia.

#### Poder judicial
El poder judicial es encabezado por la Suprema Corte de Justicia, cuyos miembros son nombrados por la Asamblea General mediante una mayoría de dos tercios y cuyos mandatos duran diez años o hasta que cumplen 70 años de edad. La Suprema Corte de Justicia es la última instancia de apelación y es también la encargada de juzgar la constitucionalidad de las leyes. El poder judicial está compuesto asimismo por Tribunales de Apelaciones, Juzgados Letrados y Juzgados de Paz.

### Organización territorial
Gobiernos departamentales

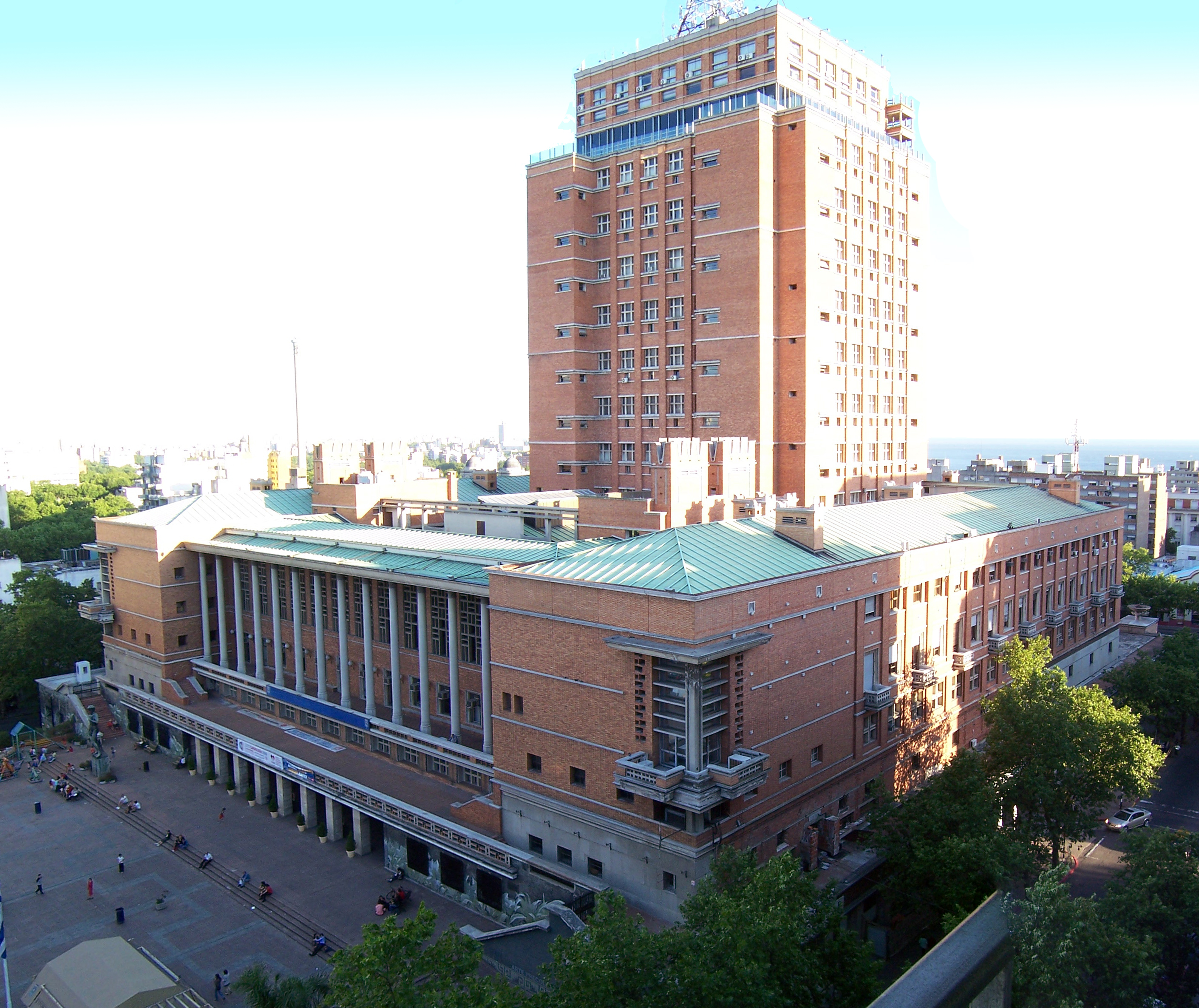
Palacio Municipal, sede de la Intendencia de Montevideo.

Los gobiernos de cada uno de los 19 departamentos se organizan a semejanza del gobierno central, con dos órganos fundamentales: el Intendente Municipal (Ejecutivo), y la Junta Departamental (Legislativo). Se ocupan de las tareas domésticas del departamento, transporte, cuidado de las ciudades, residuos, alumbrado público, entre otras funciones. Cuentan con recursos propios, en particular tributos que gravan los vehículos empadronados en el departamento ("patente de rodados") y los inmuebles situados en él ("contribución inmobiliaria", tasa de alumbrado, tasa de saneamiento, etc.).
- El Intendente es elegido directamente por los ciudadanos inscriptos en el registro cívico de ese departamento, en elecciones que se realizan en 19 circunscripciones (una por cada departamento) en una fecha distinta a la elección nacional (el segundo domingo del mes de mayo siguiente).
- Las Juntas Departamentales son organismos unicamerales compuestos por 31 ediles. El partido político que obtiene la mayoría simple de votos obtiene 16 de las bancas y el resto se divide entre los demás partidos en proporción a los votos obtenidos.
- La reforma constitucional de 1997 institucionalizó el Congreso Nacional de Intendentes, con el fin de coordinar las políticas de los Gobiernos Departamentales para permitir a estos acordar entre sí, con el poder ejecutivo o con otros órganos del Estado.

Subdivisiones administrativas
El Uruguay está dividido en 19 departamentos y tiene 127 municipios, cada uno de los cuales tiene una población igual o superior a 2000 habitantes:
| Divisiones administrativas de Uruguay |                        |                  |                        |
| Artigas Salto Paysandú Rivera Tacuarembó Cerro Largo Treinta y Tres Soriano Durazno Río Negro Colonia Flores Florida Lavalleja Rocha Canelones Maldonado Montevideo San · José Río de la Plata Océano Atlántico Argentina Brasil \| Departamento \| Capital \| Superficie (km²) \| Población (censo 2023)[62] \| \| Artigas \| Artigas \| 11 928 km² \| 77487 \| \| Canelones \| Canelones \| 4536 km² \| 608956 \| \| Cerro Largo \| Melo \| 13 648 km² \| 91025 \| \| Colonia \| Colonia del Sacramento \| 6106 km² \| 135797 \| \| Durazno \| Durazno \| 11 643 km² \| 62011 \| \| Flores \| Trinidad \| 5144 km² \| 26271 \| \| Florida \| Florida \| 10 417 km² \| 70325 \| \| Lavalleja \| Minas \| 10 016 km² \| 59175 \| \| Maldonado \| Maldonado \| 4793 km² \| 212951 \| \| Montevideo \| Montevideo \| 530 km² \| 1302954 \| \| Paysandú \| Paysandú \| 13 922 km² \| 121843 \| \| Río Negro \| Fray Bentos \| 9282 km² \| 57334 \| \| Rivera \| Rivera \| 9370 km² \| 109300 \| \| Rocha \| Rocha \| 10 551 km² \| 80707 \| \| Salto \| Salto \| 14 163 km² \| 136197 \| \| San José \| San José de Mayo \| 4992 km² \| 119714 \| \| Soriano \| Mercedes \| 9008 km² \| 83685 \| \| Tacuarembó \| Tacuarembó \| 15 438 km² \| 96013 \| \| Treinta y Tres \| Treinta y Tres \| 9529 km² \| 47706 \| \| Total[nota 1] \| Total[nota 1] \| 175 016 km² \| 3499451 \| 1. |                        |                  |                        |
| Departamento | Capital                | Superficie (km²) | Población (censo 2023) |
| Artigas | Artigas                | 11 928 km²       | 77487                  |
| Canelones | Canelones              | 4536 km²         | 608956                 |
| Cerro Largo | Melo                   | 13 648 km²       | 91025                  |
| Colonia | Colonia del Sacramento | 6106 km²         | 135797                 |
| Durazno | Durazno                | 11 643 km²       | 62011                  |
| Flores | Trinidad               | 5144 km²         | 26271                  |
| Florida | Florida                | 10 417 km²       | 70325                  |
| Lavalleja | Minas                  | 10 016 km²       | 59175                  |
| Maldonado | Maldonado              | 4793 km²         | 212951                 |
| Montevideo | Montevideo             | 530 km²          | 1302954                |
| Paysandú | Paysandú               | 13 922 km²       | 121843                 |
| Río Negro | Fray Bentos            | 9282 km²         | 57334                  |
| Rivera | Rivera                 | 9370 km²         | 109300                 |
| Rocha | Rocha                  | 10 551 km²       | 80707                  |
| Salto | Salto                  | 14 163 km²       | 136197                 |
| San José | San José de Mayo       | 4992 km²         | 119714                 |
| Soriano | Mercedes               | 9008 km²         | 83685                  |
| Tacuarembó | Tacuarembó             | 15 438 km²       | 96013                  |
| Treinta y Tres | Treinta y Tres         | 9529 km²         | 47706                  |
| Total | Total                  | 175 016 km²      | 3499451                |

Las principales ciudades en relación con su población son: Montevideo, Salto, Ciudad de la Costa, Maldonado, Paysandú, Las Piedras, Rivera, Tacuarembó, Melo y Artigas.

#### Municipios
Por la ley N.º 18567 del 13 de septiembre de 2009 se crearon entidades locales llamadas municipios, con órganos de cinco miembros. Su presidente recibe el nombre de "alcalde" y los demás miembros el de "concejales". Los miembros se eligen por voto directo de la ciudadanía en la misma oportunidad en la que se eligen los Intendentes y las Juntas Departamentales. Por la ley N.º 18.653 del 15 de marzo de 2010 se definieron 89 municipios, cuyo territorio no abarca la totalidad del país.
En la actualidad el número de municipios es de 127.
Las facultades de estos órganos locales son muy limitadas y se basan fundamentalmente en la delegación de funciones que reciban de los respectivos gobiernos departamentales. Los municipios no tienen presupuesto ni funcionarios propios, y sus recursos son los que les asignen el gobierno central y los departamentos.

## Fuerzas armadas
Las Fuerzas Armadas de Uruguay están constitucionalmente subordinadas al presidente por medio del ministro de Defensa. En 2003, Uruguay tenía más de 2500 soldados en 12 misiones pacíficas de la Organización de las Naciones Unidas. Las tropas más grandes se encuentran en la República Democrática del Congo y en Haití. En la península de Sinaí se encuentran 57 miembros de las fuerzas armadas. Las fuerzas armadas de Uruguay están constituidas por el Ejército Nacional, la Armada Nacional y la Fuerza Aérea Uruguaya.

Ramas primarias de las Fuerzas Armadas
Ejército Nacional
Fuerza Aérea
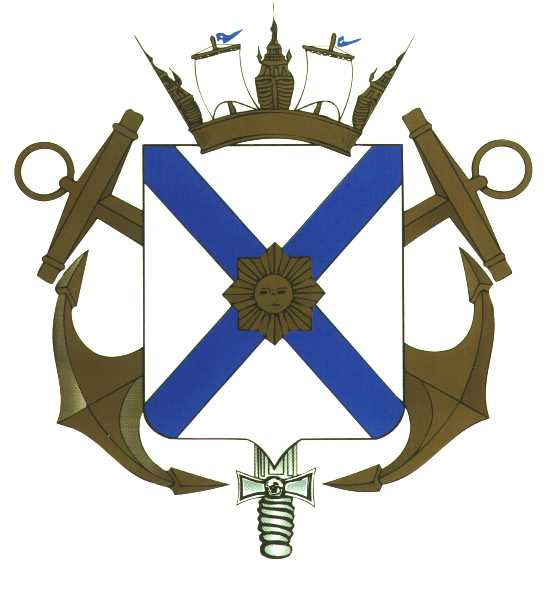
Armada Nacional

#### Ejército
El ejército se compone de unos 18 000 efectivos organizados en cuatro divisiones. Su fuerza blindada consta de 15 Ti-67 Tiran, (carros de combate T-55 capturados por Israel en 1967 durante la guerra de los Seis Días y modernizados), 17 M24 Chaffee y 22 M41A1 Walker Bulldog. Aparte, 15 vehículos de combate de infantería BMP-1, 100 transportes blindados de personal OT - 64, 55 Thyssen Henschel - Cóndor, 24 M113A2, 15 EE-9 Cascavel, 18 vehículos de reconocimiento EE-3 Jararaca, 48 blindados 4x4 Vodniks provenientes de Rusia, y 147 Mowag Piranha.
El actual fusil de asalto utilizado por el ejército es el FN FAL. Una empresa iraní (Moldex) licitó para sustituir el FN FAL, pero existe un embargo por parte de la ONU a las importaciones de armas desde Irán. Finalmente, la licitación dio como ganador, al fusil austríaco Steyr AUG 5,56 mm y de excelente calidad, del que se adquirirán inicialmente (en 2009), 3500 unidades, para luego llegar a 20 000, equipando a toda la fuerza.

#### Armada
La Armada Nacional, se compone de unos 5000 efectivos y se estructura en cuatro comandos, el Comando de la Flota, la Prefectura Nacional Naval, la Dirección de Material Naval y la Dirección de Personal Naval.
La Armada incluye al Cuerpo de Fusileros Navales que consta de cuatro brigadas y representa el cuerpo de infantería de marina de Uruguay.
Cuenta con una Aviación Naval, cuya base está ubicada en el departamento de Maldonado, a orillas de la laguna del Sauce, y su nombre es de Base Aeronaval N.º 2 «Capitán de Corbeta Carlos A. Curbelo», que le da el nombre al aeropuerto, que pertenece a la Armada Nacional, y actualmente se encuentra concesionado por decisión del gobierno en la década de 1990, también conocido como Aeropuerto Internacional de Laguna del Sauce, donde se encuentra los medios aéreos para la tarea de Control de Aguas Jurisdiccionales (CAJ) y la búsqueda y rescate en el mar (SAR).
La Escuela Naval se encuentra ubicada en Carrasco, un barrio de la ciudad de Montevideo. La instrucción consiste en 4 años de estudio, embarcándose al final del último año a bordo en el buque escuela ROU 20 Capitán Miranda por un período aproximado de un año. Este viaje sirve de experiencia práctica para los futuros marinos que visitan diversos puertos de todo el mundo, a la vez que promocionan al Uruguay como destino turístico.

#### Fuerza Aérea
La Fuerza Aérea se compone de unos 3000 efectivos y está organizada en tres brigadas aéreas. La Brigada Aérea 1, está basada en la base aérea Cesáreo Berisso que está en el Aeropuerto de Carrasco en los que están los escuadrones de transporte y helicópteros. La Brigada Aérea 2 está en la base aérea Mario W. Parallada en el Aeropuerto de Santa Bernardina y tiene a los escuadrones de caza y de ataque a tierra, además de tener a la escuadrilla de enlace y al Escuadrón de Vuelo Avanzado. La Brigada Aérea 3, está basada en la base aérea Boiso Lanza, y esta alberga al escuadrón de observación y enlace.

Aviones de combate está constituido por los estadounidenses A-37B Dragonfly. Para instrucción tienen el Aermacchi SF.260, B-58 Baron y al PC-7. Para el transporte utilizan un par de C-130B Hércules unos C-95 Bandeirante, un EMB-120 Brasilia y unos C-212 Aviocar. Las aeronaves de observación y enlace son el 206H Stationair, y T-41D Mescalero. Por último, los helicópteros incluyen UH-1H Iroquois, Twin Hueys Bell 212, y AS 365 Dauphin.

### Relaciones internacionales

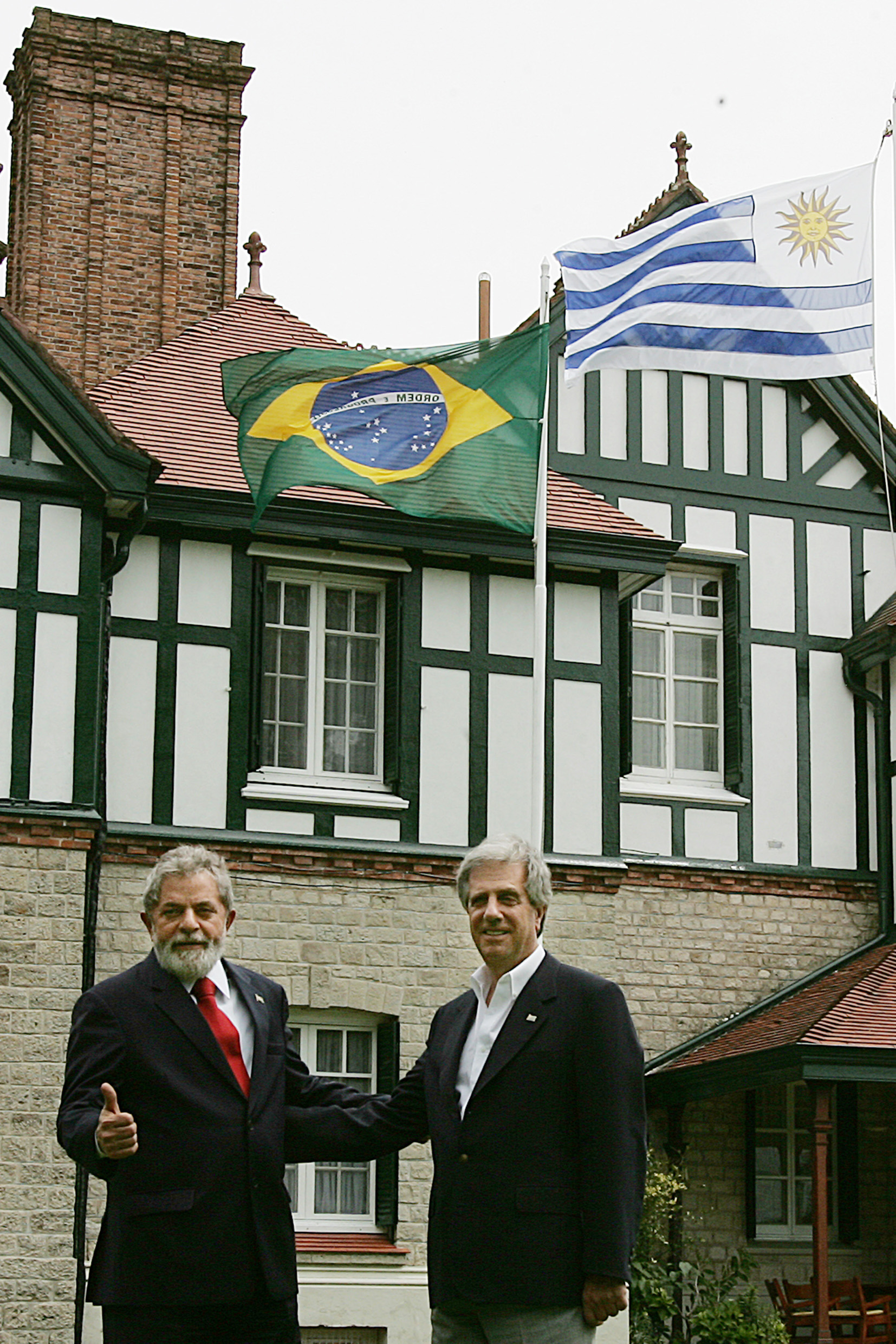
Tabaré Vázquez junto al presidente de Brasil Luiz Inácio Lula da Silva, en la residencia presidencial del parque Anchorena.

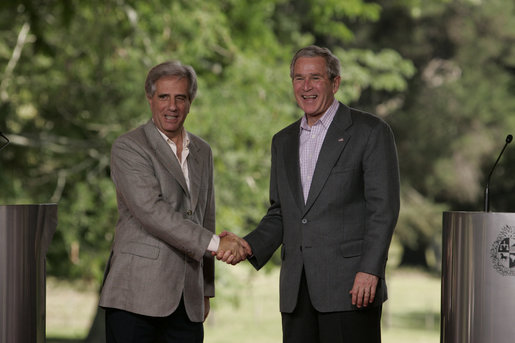
Tabaré Vázquez con George W. Bush (marzo de 2007).

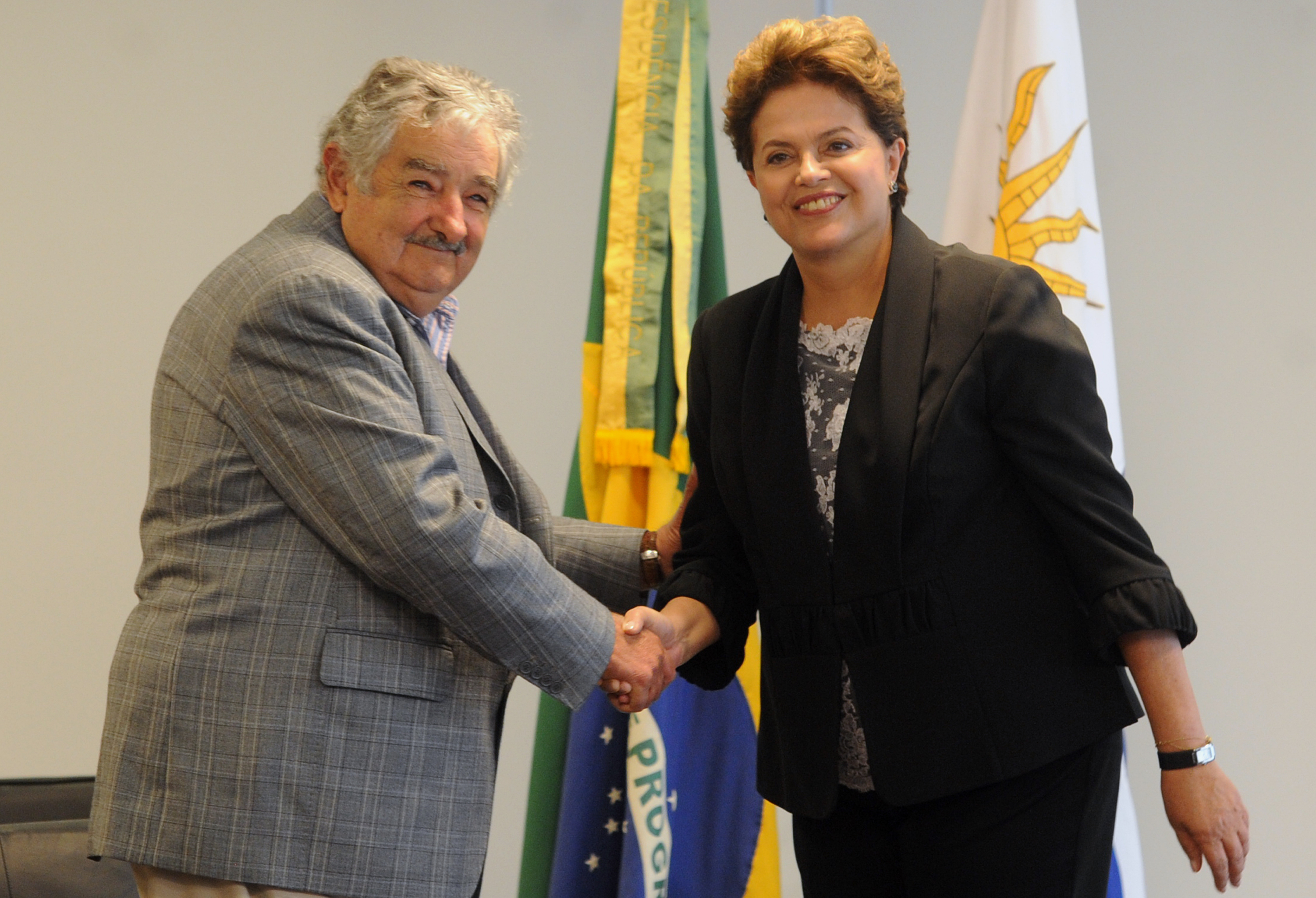
José Mujica con la expresidenta de Brasil, Dilma Rouseff.

Uruguay tradicionalmente ha tenido fuertes vínculos políticos y culturales con sus países cercanos y Europa. El diplomático británico Alfred Mitchell-Innes fue ministro de Uruguay en todos los años cruciales de La Gran Guerra (1913-1919).
Con la globalización y los problemas económicos regionales, sus vínculos con Estados Unidos se han fortalecido. Uruguay es un firme defensor de la democracia constitucional, el pluralismo político y las libertades individuales. Históricamente las relaciones internacionales se han guiado por los principios de no intervención, el multilateralismo, el respeto de la soberanía nacional y la confianza en la ley para resolver las controversias. Uruguay también refleja las relaciones internacionales de su campaña para buscar mercados de exportación e inversión extranjera. Es miembro fundador de MERCOSUR. En junio de 1991, el MERCOSUR y Estados Unidos firmaron el Acuerdo de Rose Garden (conocido también como el Acuerdo "Cuatro Más Uno"). El acuerdo no fue operativo hasta junio de 2001 cuando el MERCOSUR invitó a los EE. UU. para examinar la viabilidad de las negociaciones de acceso a los mercados. La primera reunión EE. UU. - MERCOSUR se celebró el 24 de septiembre de 2001, y dio lugar a la creación de cuatro grupos de trabajo en comercio industrial, el comercio electrónico, la agricultura, y la inversión.
Uruguay tiene un TLC con México e integra el Fondo Latinoamericano de Reservas aunque no pertenece al Sistema Andino de Integración.
Luego de posiciones ambivalentes del gobierno de Tabaré Vázquez sobre el ofrecimiento estadounidense de firmar un TLC, ante la falta de completo respaldo en el Frente Amplio, las negociaciones culminaron con la firma de un Acuerdo Marco de Comercio e Inversiones con EE. UU.
Uruguay es miembro del Grupo de Río, una asociación de Estados de América Latina que se ocupa de cuestiones de seguridad multilaterales. Asimismo, es un Estado integrante del Tratado Interamericano de Asistencia Recíproca. La ubicación de Uruguay entre Argentina y Brasil conlleva a estrechas relaciones con estos dos vecinos más grandes. Uno de los primeros proponentes de la Iniciativa para las Américas, Uruguay ha participado activamente en el proceso de seguimiento periódico a las Cumbres de las Américas, en especial el Área de Libre Comercio de las Américas (ALCA).
A menudo considerado como un país neutral, al contar con un cuerpo diplomático profesional, Uruguay es llamado frecuentemente a presidir organismos internacionales. Más recientemente, Uruguay fue seleccionado para presidir el ALCA y comités agrícolas de la OMC y un uruguayo preside la Asamblea General de la OMC. Uruguay también es miembro de la Asociación Latinoamericana de Integración (ALADI), una asociación comercial con sede en Montevideo que incluye 10 países de América del Sur más México y Cuba.

#### Mercosur

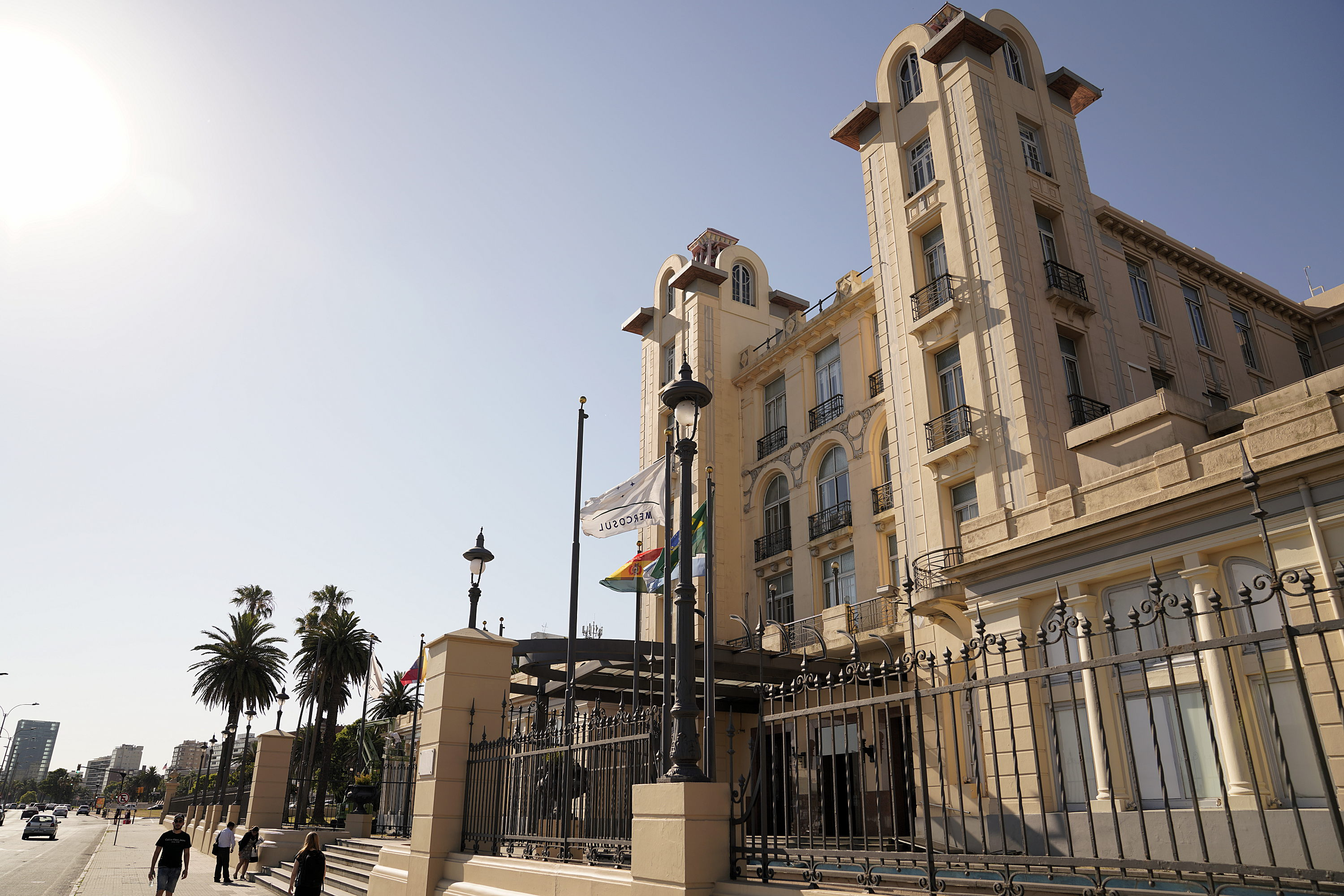
Sede del Mercosur, Montevideo.

Uruguay junto con Brasil, Argentina y Paraguay es un estado parte y fundador del mercosur, Chile como primer miembro asociado; y Bolivia, Colombia, Ecuador y Perú, como Estados asociados recientemente El Mercosur comenzó a funcionar con su propia personalidad jurídica el 15 de diciembre de 1994, fecha de entrada en vigencia del Protocolo de Ouro Preto, siendo Uruguay parte del grupo inicial de países que conformaban este bloque.
El Mercosur posee facultades legislativas, a través del dictado de Decisiones, Resoluciones y Directivas que son de aplicación obligatoria para los Estados miembros (artículos 9, 15 y 20 del Protocolo de Ouro Preto).
En Uruguay existen diferentes actitudes con respecto al Mercosur desde los diferentes partidos políticos. Desde filas derechistas, el expresidente Luis Alberto Lacalle afirmó que el Mercosur debe limitarse a relaciones comerciales. Antagónicamente, el expresidente izquierdista de Uruguay, José Mujica, afirmó en su día de asunción como presidente que se debe continuar con el Mercosur aún más profundamente, según sus propias palabras, "hasta que la muerte nos separe".
El Mercosur también ha sido duramente criticado desde sus comienzos. Hay quienes afirman que, dado el tamaño comparativo de Uruguay con respecto a los otros socios del Mercosur y considerando las constantes trabas que sufren los productos de este país para exportarse a países vecinos, que al Uruguay no le conviene la actual conformación del Mercosur. En más de una ocasión, la relación entre Uruguay y el Mercosur corrió riesgo de romperse; como cuando, por ejemplo, existía la posibilidad de firmar un Tratado de Libre Comercio entre Uruguay y los Estados Unidos.

## Geografía

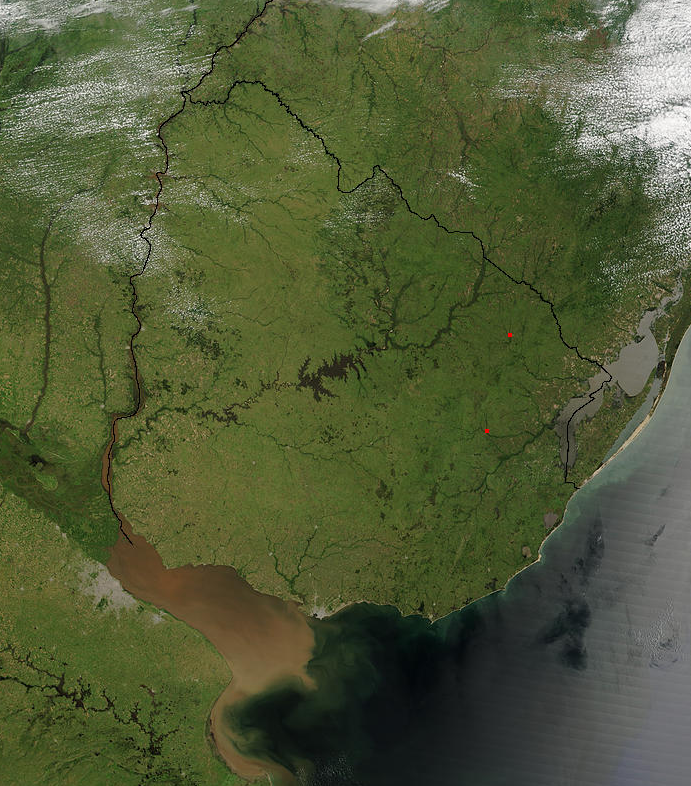
Imagen satelital de Uruguay

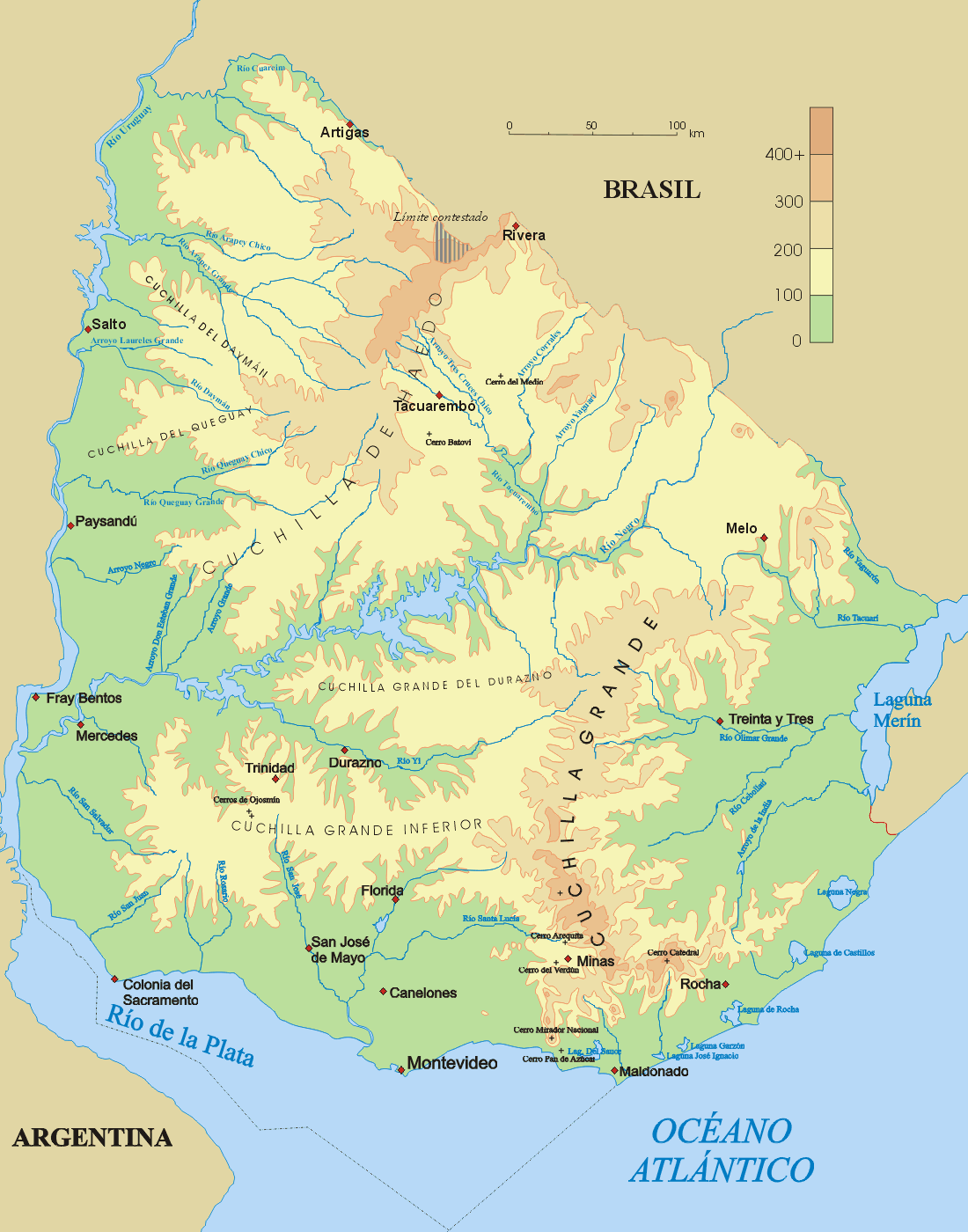
Mapa físico de Uruguay

Uruguay tiene una superficie terrestre total de 176 215 km², de la que 175 015 km² es la suma total de los departamentos, 1200 km² comprende la suma de los lagos artificiales del río Negro, 105 km² de las islas del río Uruguay y 16 799 km² de aguas jurisdiccionales (río Uruguay, Río de la Plata y laguna Merín). Hasta agosto de 2016, el área de mar territorial era de 125 057 km² (véase Puntos extremos de Uruguay). El 30 de agosto de 2016, la Convención de las Naciones Unidas sobre el Derecho del Mar confirmó a Uruguay la nueva extensión de la plataforma continental, por lo que el país crece 83 000 km² hacia el mar y pasa a tener más territorio marítimo que terrestre. De ahí en más, el área total del territorio uruguayo abarca 384 272 km².

### Relieve
El relieve uruguayo está caracterizado por su escasa altitud, dividido en dos grandes áreas estructurales: las penillanuras y las llanuras. Representa una zona de transición entre la llanura pampeana y el escudo brasileño.
Si bien la altura media de 140 m s. n. m. puede considerarse baja, el relieve no se corresponde con una llanura típica, dada la presencia casi constante de cuchillas y sierras; a este tipo de relieve se le llama penillanura. Las elevaciones se encuentran asociadas a dos sistemas: la cuchilla de Haedo, al norte del río Negro, y la cuchilla Grande, al sur del mismo. De estos dos sistemas, se desprenden cuchillas de menor tamaño y elevación.
De la Cuchilla de Haedo surgen las cuchillas Negra y Santa Ana que sirven de límite entre Uruguay y Brasil, la cuchilla de Hospital algo más al sur y entre los ríos Negro y Tacuarembó; hacia el oeste se extienden las cuchillas de Belén, del Daymán y del Queguay. Geológicamente, este sistema está compuesto principalmente por basaltos y arenisca. Sus cerros suelen tener forma achatada.
El sistema de la Cuchilla Grande está compuesto por la Cuchilla Grande propiamente dicha, que discurre de norte a sur. Como una extensión de la misma por el norte se encuentra la cuchilla de Dionisio, entre los ríos Olimar y Tacuarí. La cuchilla del Cerro Partido se extiende hacia el este entre el río Cebollatí y el arroyo India Muerta. La sierra de Carapé forma el extremo meridional del sistema y tiene los tres cerros más altos del país: el cerro Catedral, el cerro de las Ánimas y el cerro Pan de Azúcar. Como extensión de la sierra de Carapé se extiende la cuchilla de la Carbonera, paralela a la costa Atlántica. Hacia el oeste, se encuentra la cuchilla Grande del Durazno, entre los ríos Negro y Yi. En la misma dirección, más al sur, la cuchilla Grande Inferior llega hasta las llanuras cercanas a la desembocadura del río Uruguay, desprendiéndose de la misma las cuchillas del Santa Lucía, las sierras de Mahoma, la cuchilla del Bizcocho y la cuchilla de la Colonia. Este sistema está compuesto principalmente por granitos y sus cerros suelen presentar forma redondeada en su cumbre.
El punto más alto es el Catedral, ubicado en el Departamento de Maldonado, con 514 metros. Otras elevaciones destacadas son el cerro de las Ánimas y el Pan de Azúcar en Maldonado, el Arequita en Lavalleja, el de Montevideo con su fortaleza histórica y del que se supone deriva el nombre de la ciudad, y el Batoví, próximo al balneario Iporá, en Tacuarembó.
Las planicies o llanuras tienen generalmente suelo formado por sedimentación y muy fértil. Se encuentran principalmente en el litoral del río Uruguay, la costa del Río de la Plata y la costa atlántica, extendiéndose esta última a la laguna Merin y las cuencas de los ríos Olimar y Cebollatí.

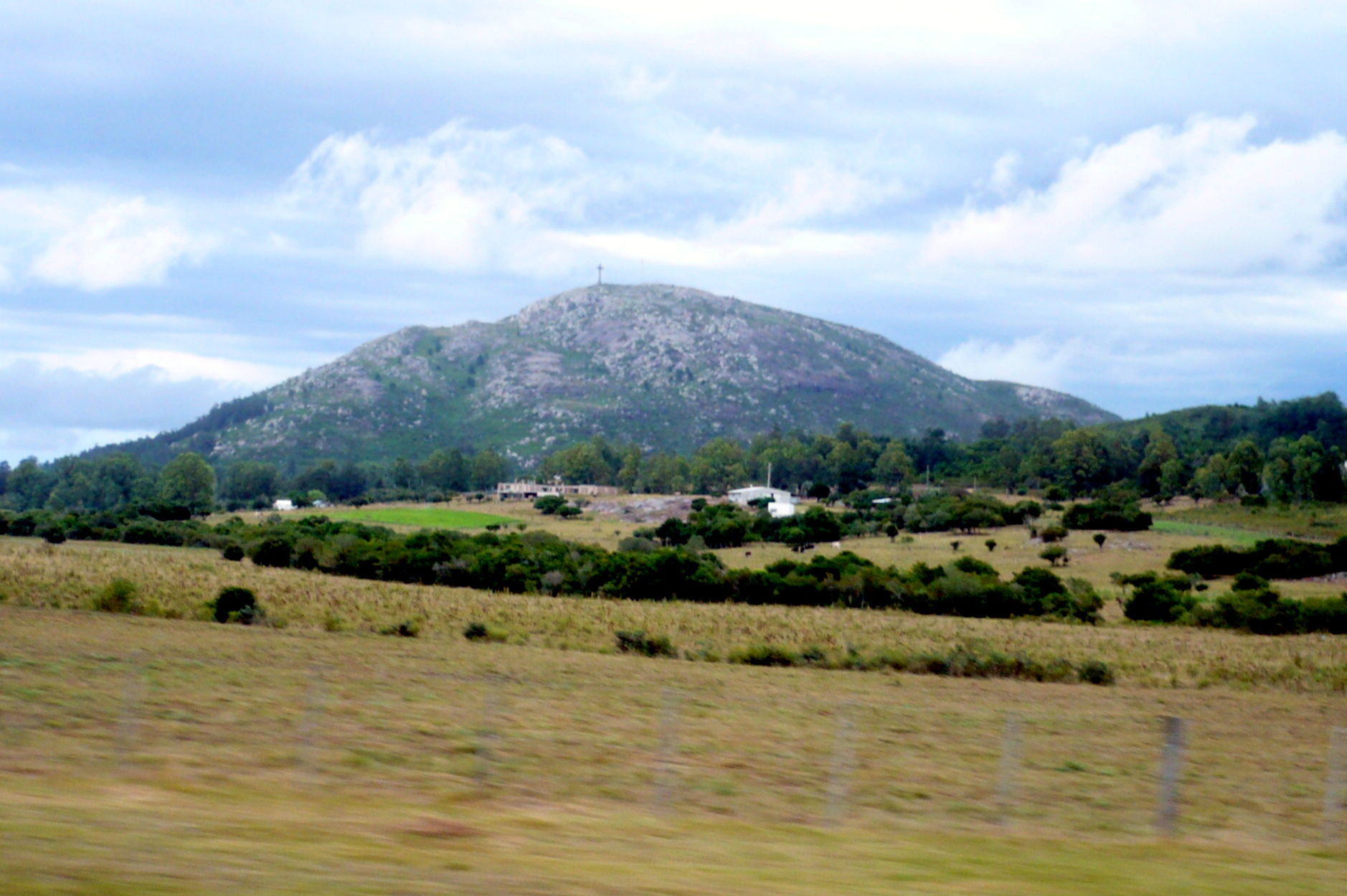
Cerro Pan de Azúcar, Maldonado.
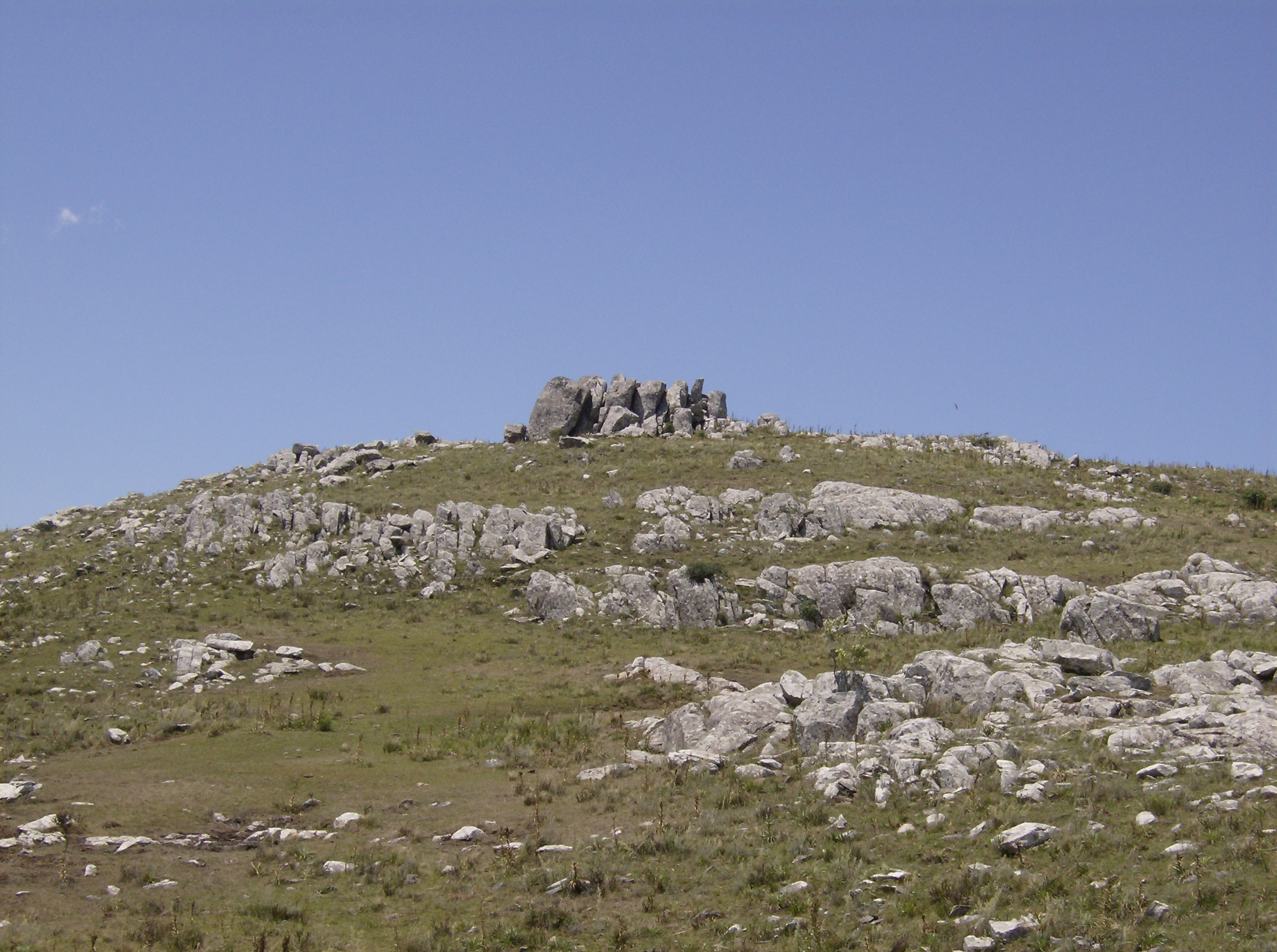
Cerro Catedral, el punto más alto del país, Maldonado
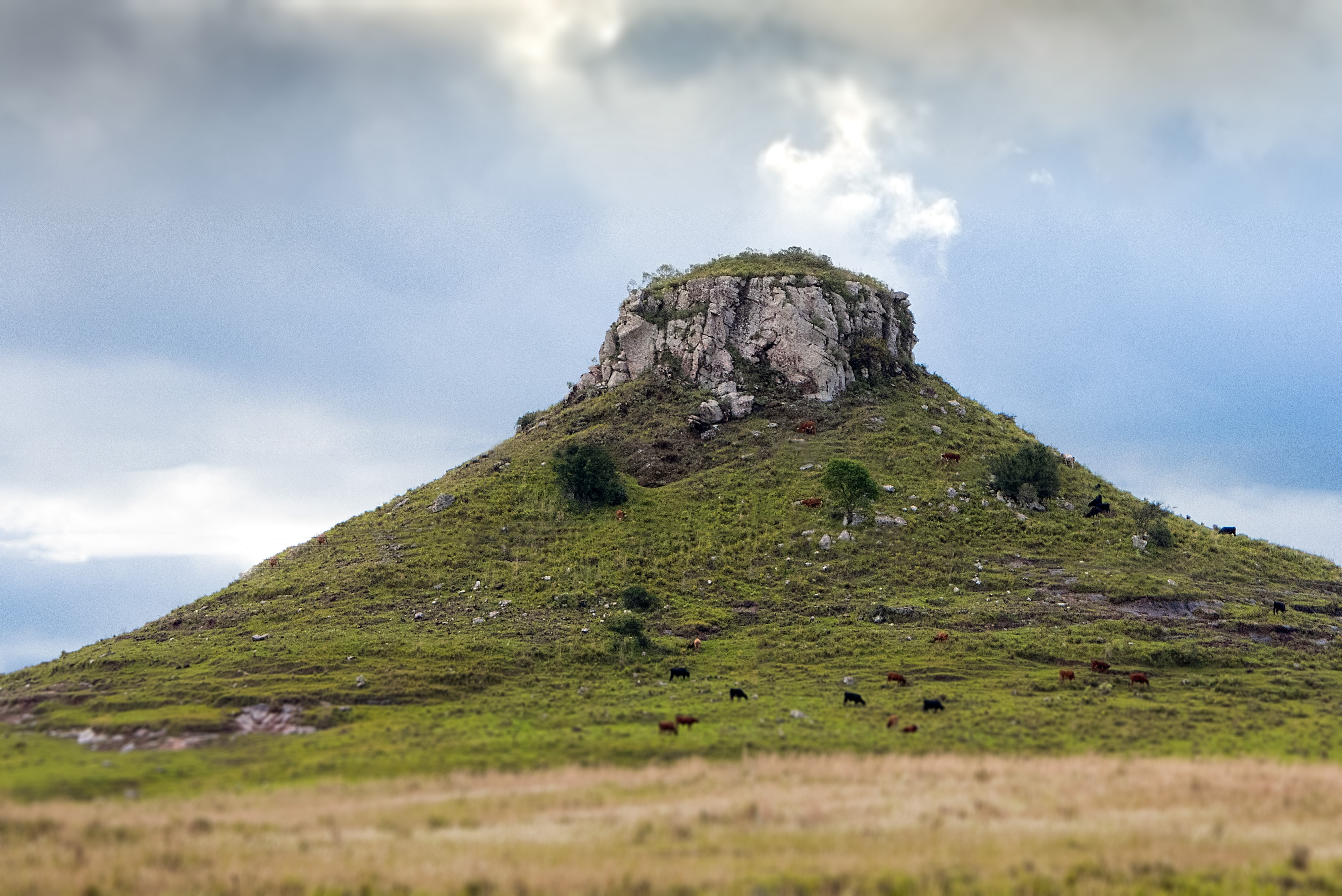
Cerro Batoví, símbolo del departamento de Tacuarembó
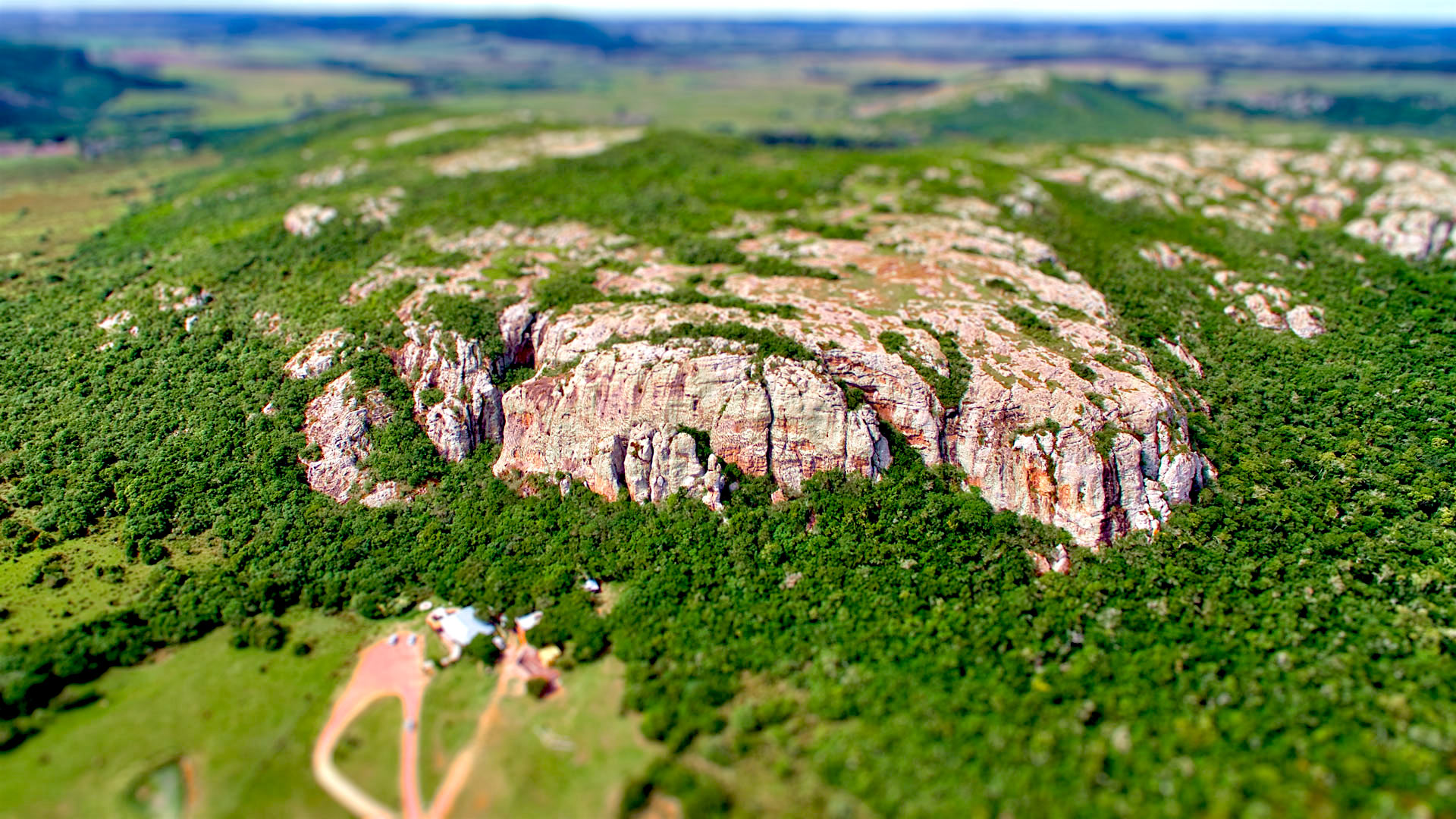
Parque nacional Arequita, Lavalleja
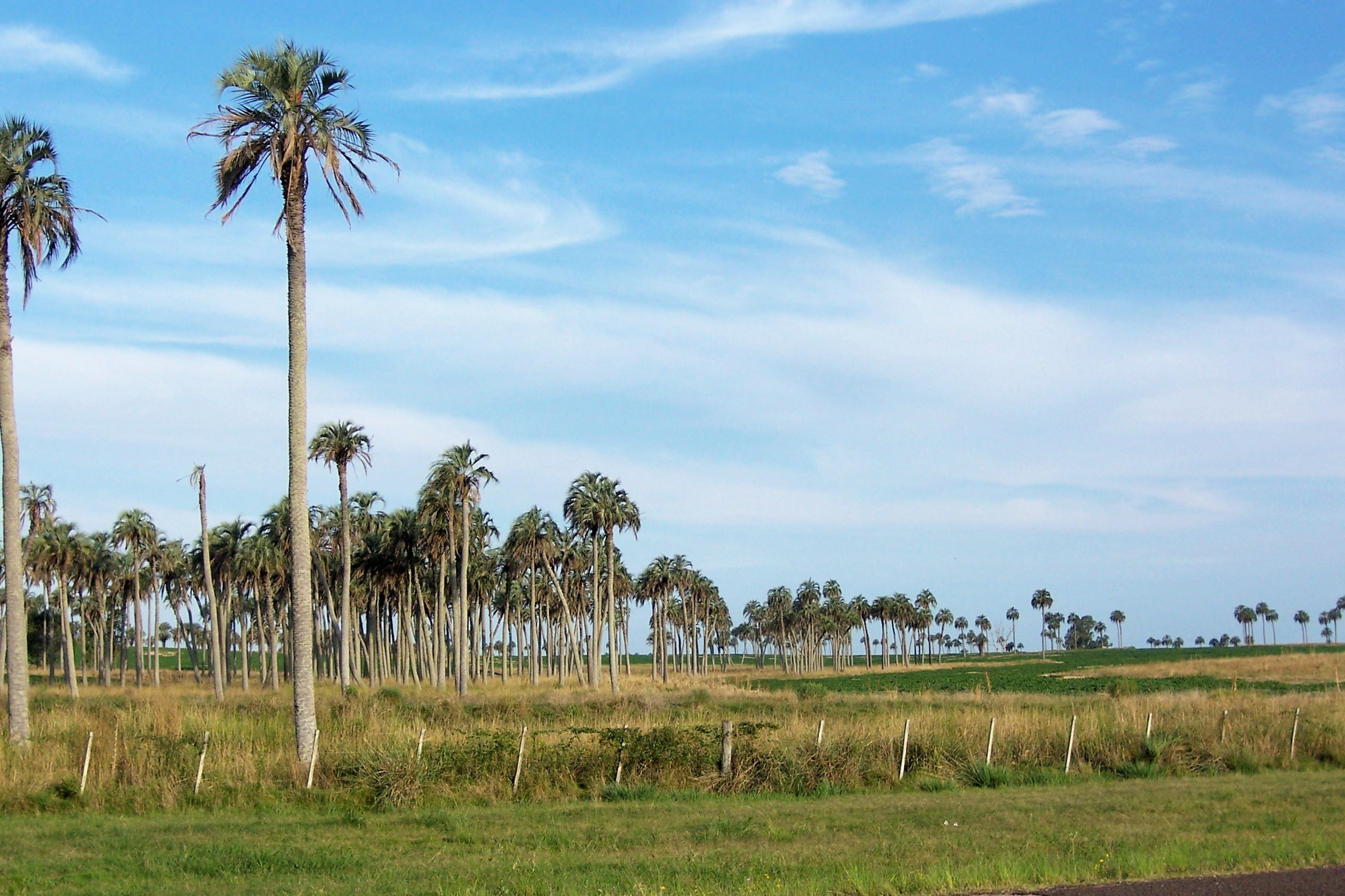
Llanura del litoral del río Uruguay, Paysandú
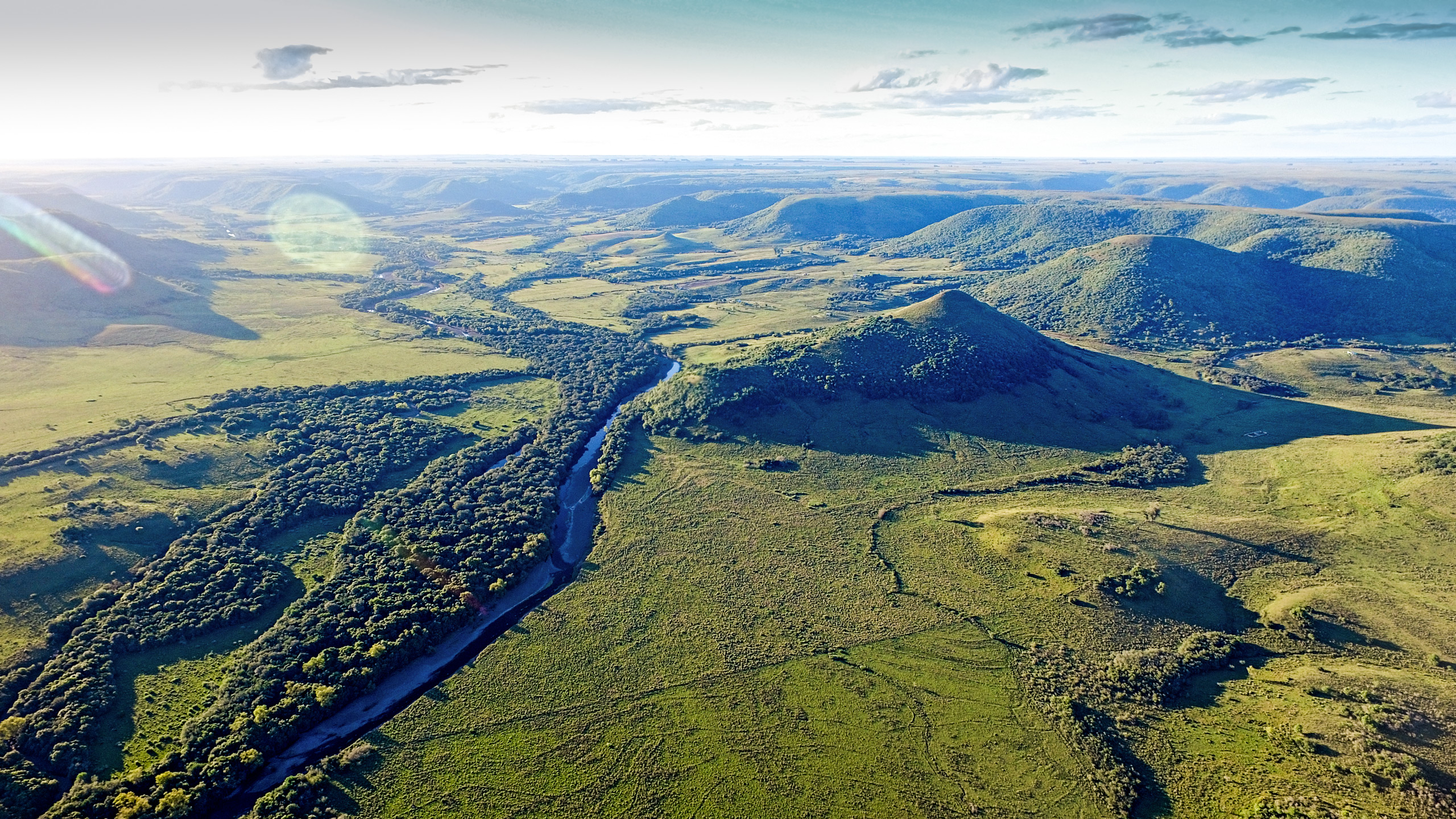
Valle del Lunarejo, Rivera.
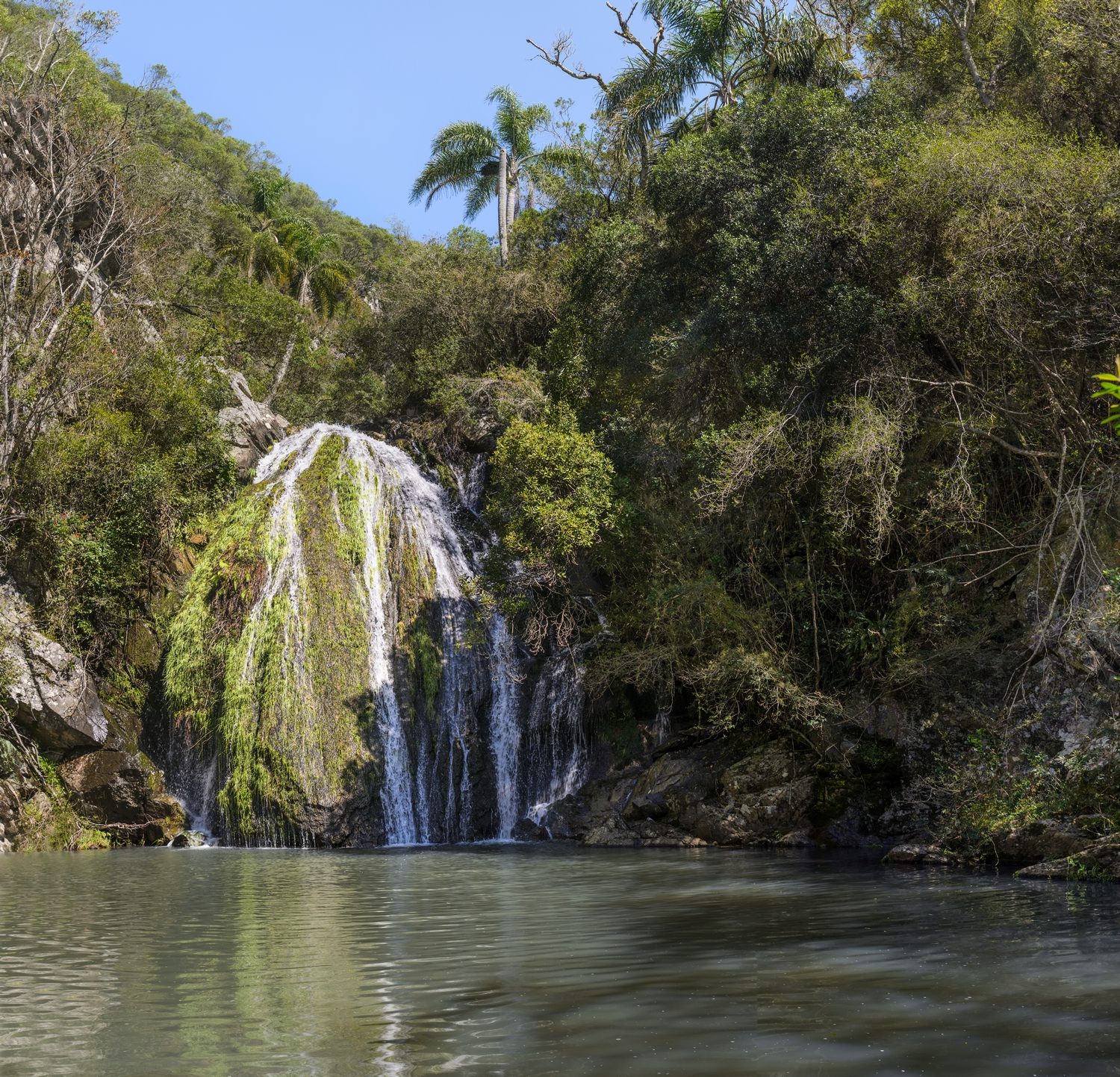
Cascada del Brujo, Sierra de las Ánimas, Maldonado.
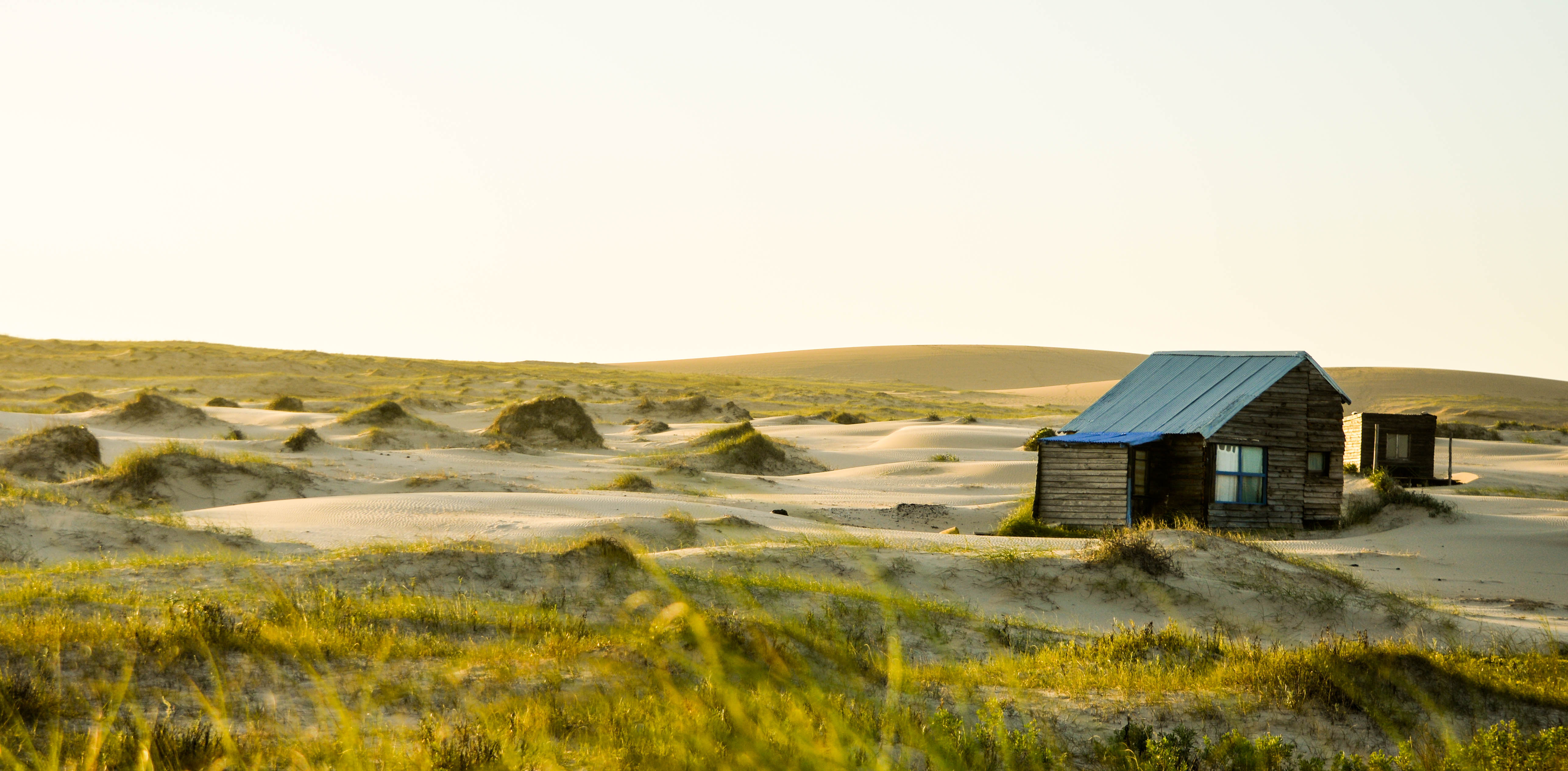
Dunas del Parque Nacional Cabo Polonio, Rocha.
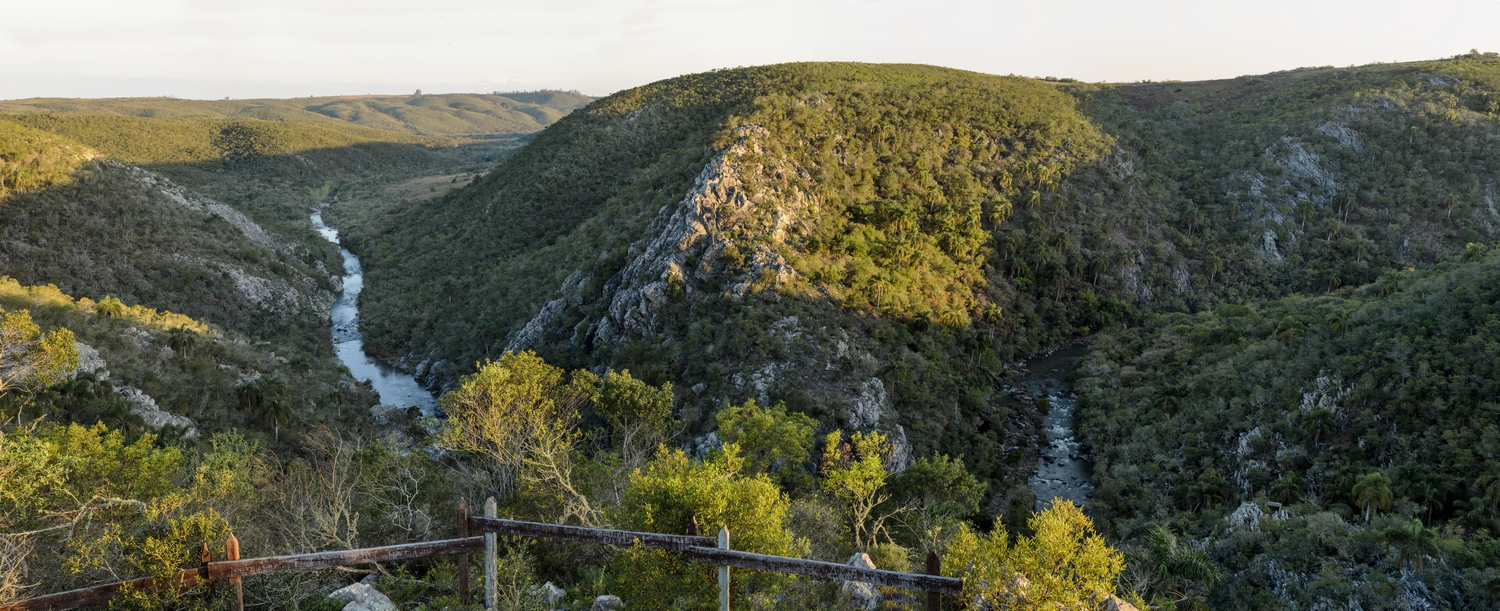
Cañón de Quebrada de los Cuervos, Treinta y Tres.

### Hidrografía
Los ríos y arroyos de Uruguay forman una extensa y densa red que riega toda la extensión del territorio. Todas las corrientes fluviales desembocan en el océano Atlántico. Estas corrientes suelen ser de escasa pendiente, lo que hace que se trate de corrientes lentas y con bucles, lo que favorece los depósitos de sedimentos en sus lechos. Dada la irregularidad de las precipitaciones en la región, en épocas de exceso de lluvias suele producirse inundaciones, algunas de ellas de gravedad.
Si bien la mayor parte del territorio del país está ocupado por praderas, en la ribera de los cauces de agua se concentran la mayor parte del bosque indígena. La importancia de este bosque está dada en que detiene la erosión del suelo ribereño, evita la evaporación excesiva y represa los cauces.
También existen importantes depósitos subterráneos de agua, siendo el norte del país parte del acuífero Guaraní; otros acuíferos importantes son el de Raigón, en el sur del país, el de Mercedes, en el oeste, y el de Chuy, en el este del territorio.
La mayor parte del territorio se encuentra dentro de la cuenca del Río de la Plata, mientras que el resto del territorio forma parte de la cuenca de la laguna Merin y de una serie de pequeños cauces de agua que desembocan directamente en el océano Atlántico. Para un mejor estudio de los recursos hídricos superficiales, el Estado uruguayo divide el territorio en tres regiones hídrológicas: del río Uruguay, de la laguna Merin y del Río de la Plata y el frente marítimo.
La región hidrográfica del río Uruguay es la parte de la cuenca de dicho río que está dentro del territorio uruguayo. Tiene una extensión aproximada de 113 600 km² y representa un 64 % de la superficie terrestre del país. De esa extensión, más de la mitad, 68 200 km², corresponde a la cuenca del río Negro.
La región hidrográfica del Río de la Plata y el frente marítimo está comprendida por las cuencas de ríos y arroyos que desembocan en el mencionado río, exceptuando el río Uruguay y sus afluentes, y en el océano Atlántico. Tiene una extensión de 34 899 km², representando un 20 % de la extensión territorial de Uruguay.
La región hidrográfica de la laguna Merín está compuesta por la parte de la cuenca del mismo nombre que está dentro del territorio uruguayo y se extiende por 27 892 km², lo que equivale a un 16 % del territorio.

#### Región hidrográfica del río Uruguay
El río Uruguay, además de ser el más largo del país, sirve de límite con la República Argentina y tiene gran importancia económica, dado que las planicies que lo rodean son de gran fertilidad. En él se encuentra la represa de Salto Grande, aguas arriba de las ciudades de Salto (Uruguay) y Concordia (Argentina), puesta en marcha el 21 de junio de 1979 y que aporta la mayor parte de la energía eléctrica del país. El embalse de la represa ha generado un lago artificial de 783 km², con una longitud de 140 km, un ancho de 9 km y un volumen de 5500 hm³. La cuenca del río tiene una extensión total aproximada de 339 000 km², de los que 113 600 km² (algo más del 33 %) están dentro del territorio uruguayo. En esta región, los principales afluentes del río Uruguay son los ríos Cuareim, Arapey, Dayman, Queguay, Negro y San Salvador. Tiene también importancia como vía de comunicación, ya que es navegable hasta la ciudad de Concepción del Uruguay y por buques de poco calado hasta las ciudades de Concordia y Salto.

##### Cuenca del río Negro
La cuenca del río Negro ocupa más de la mitad del territorio de la cuenca del río Uruguay que pertenece a este país, con una extensión de 68 214 km². El río Negro es el afluente más importante del río Uruguay, con una longitud 850 km y un caudal medio de 520 m³/s. Sirve de límite a varios departamentos: Cerro Largo, Rivera, Tacuarembó, Río Negro, Flores y Soriano. Sus principales afluentes son el río Tacuarembó y el río Yi.
El río Negro tiene gran importancia económica, ya que además de ser una fuente importante de agua para riego y consumo humano y animal, tiene tres represas para la generación de energía eléctrica: represa de Rincón del Bonete, con una potencia instalada de 152 MW a una tensión de kV, la represa de Rincón de Baygorria, con una potencia de 108 MW y una tensión de 150 kV y la represa Constitución o Palmar, con una potencia de 333 MW y tensión de 500 kV. Esto representa algo más de un tercio del total de energía hidroeléctrica de Uruguay.

#### Región hidrográfica del Río de la Plata y frente marítimo
Está formada por una serie de ríos y arroyos de media o corta longitud, que desembocan directamente en el Río de la Plata o en el océano Atlántico. Esta región ocupa el 20 % del territorio continental del país. Dentro de esta región, aparece con especial importancia el río Santa Lucía, del que se extrae agua para su potabilización en Aguas Corrientes, instalación que abastece a 1 700 000 personas en Montevideo y varias poblaciones del departamento de Canelones.
Principalmente hacia el este de esta región, los cursos de agua suelen desembocar en lagunas litorales, las que tienen comunicación con el Río de la Plata o el océano. Las lagunas del Cisne y del Sauce son utilizadas para la potabilización de agua. La laguna del Sauce abastece hasta 300 000 personas en temporada estival, incluyendo las ciudades de Maldonado, Punta del Este, San Carlos, Piriápolis, Pan de Azúcar y varias poblaciones menores más.

#### Región hidrográfica de la Laguna Merín
Es una cuenca que abarca parte del territorio uruguayo y de Brasil. En Uruguay ocupa 27 892 km², algo más de la mitad de la superficie total de la misma. Su afluente principal es el río Cebollatí. Muchos de los ríos y arroyos que conforman esta cuenca transitan por la llanura que rodea la laguna, formando esteros y bañados extensos, lo que hace posible el cultivo de arroz, muy extendido en la zona. Para evitar que la estacionalidad de las precipitaciones afecte este cultivo, se han construido varias represas, entre las que se destaca la represa de India Muerta.

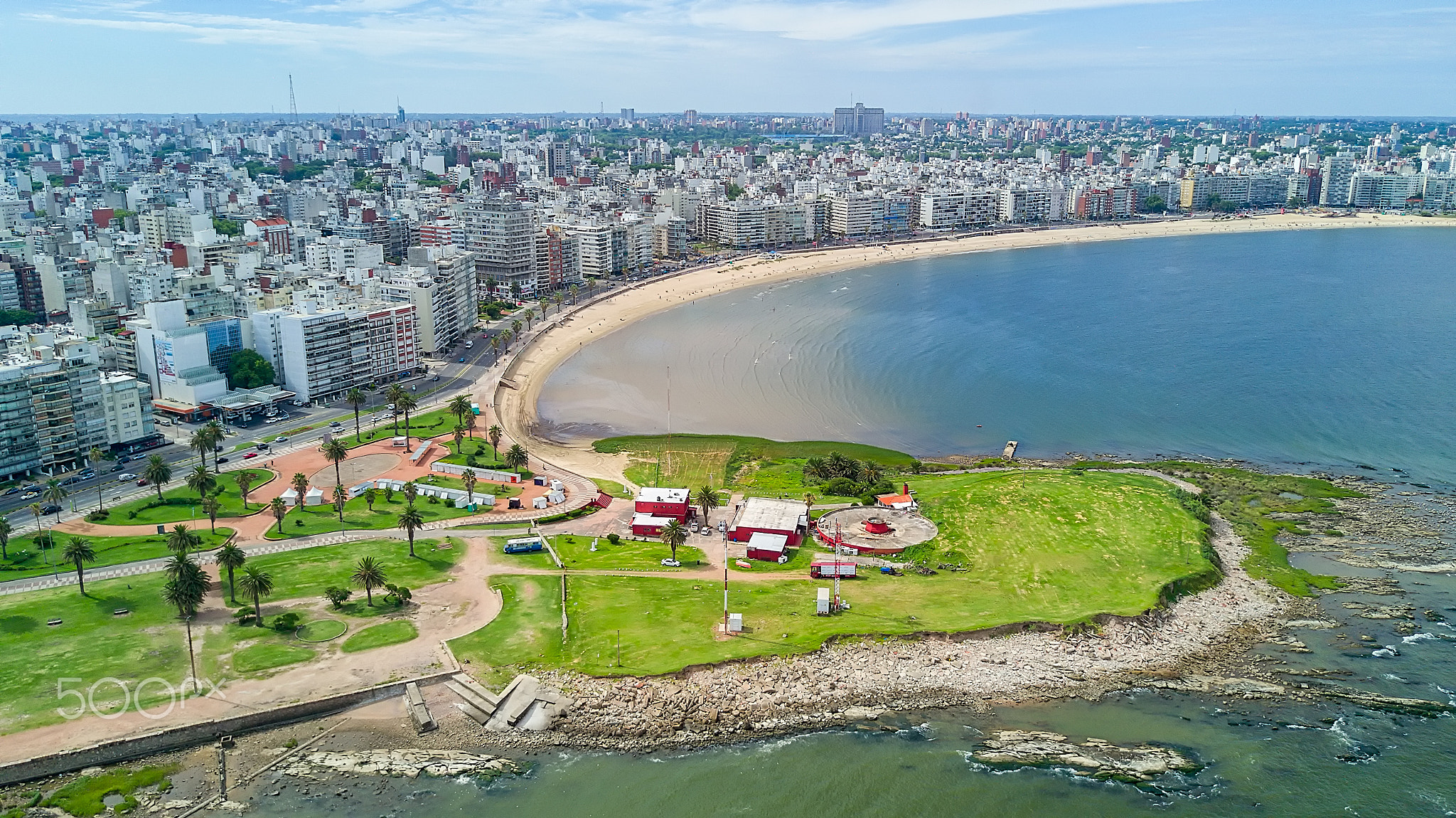
El Río de la Plata baña las costas de Montevideo.
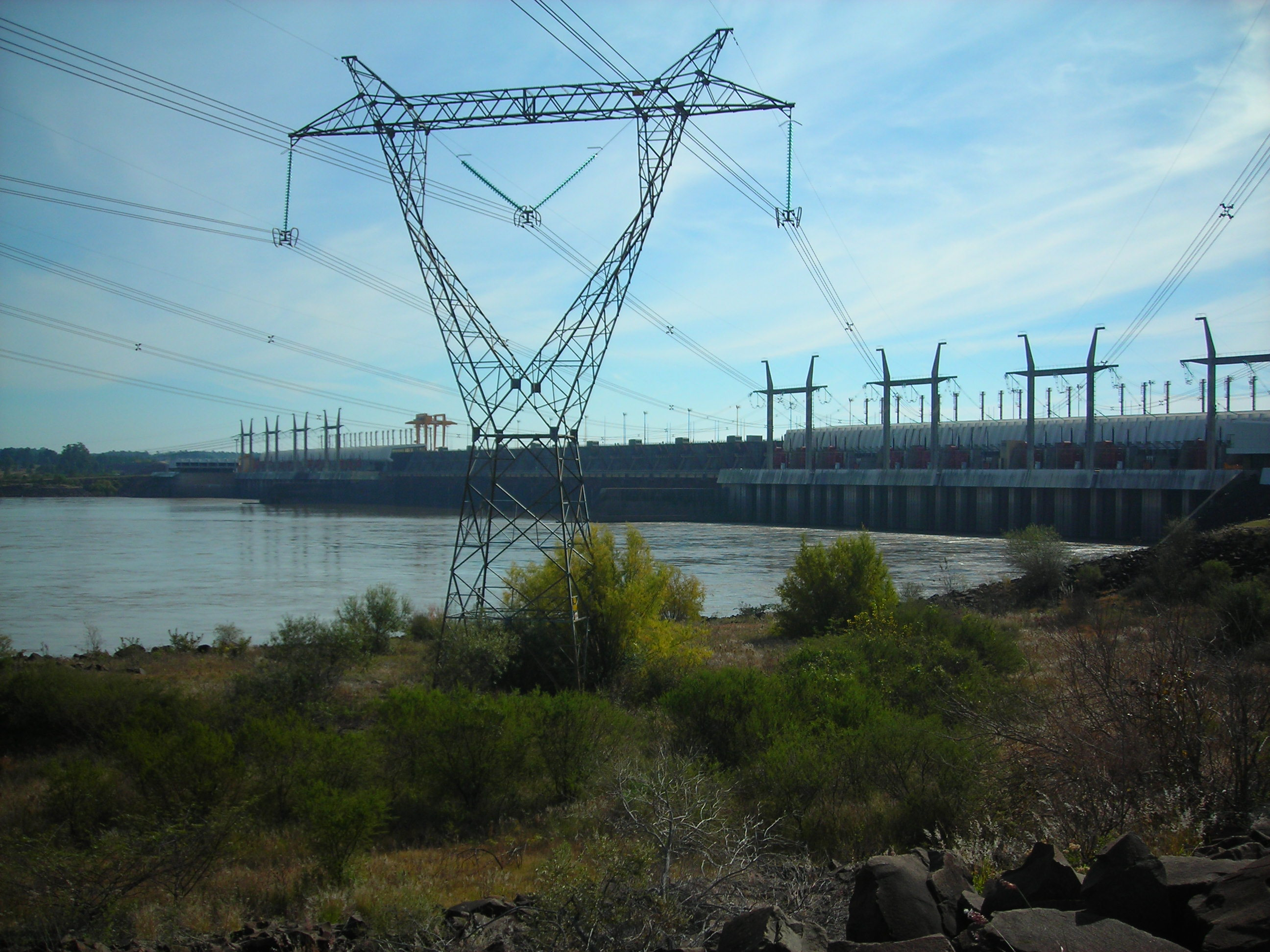
Represa de Salto Grande, sobre el río Uruguay
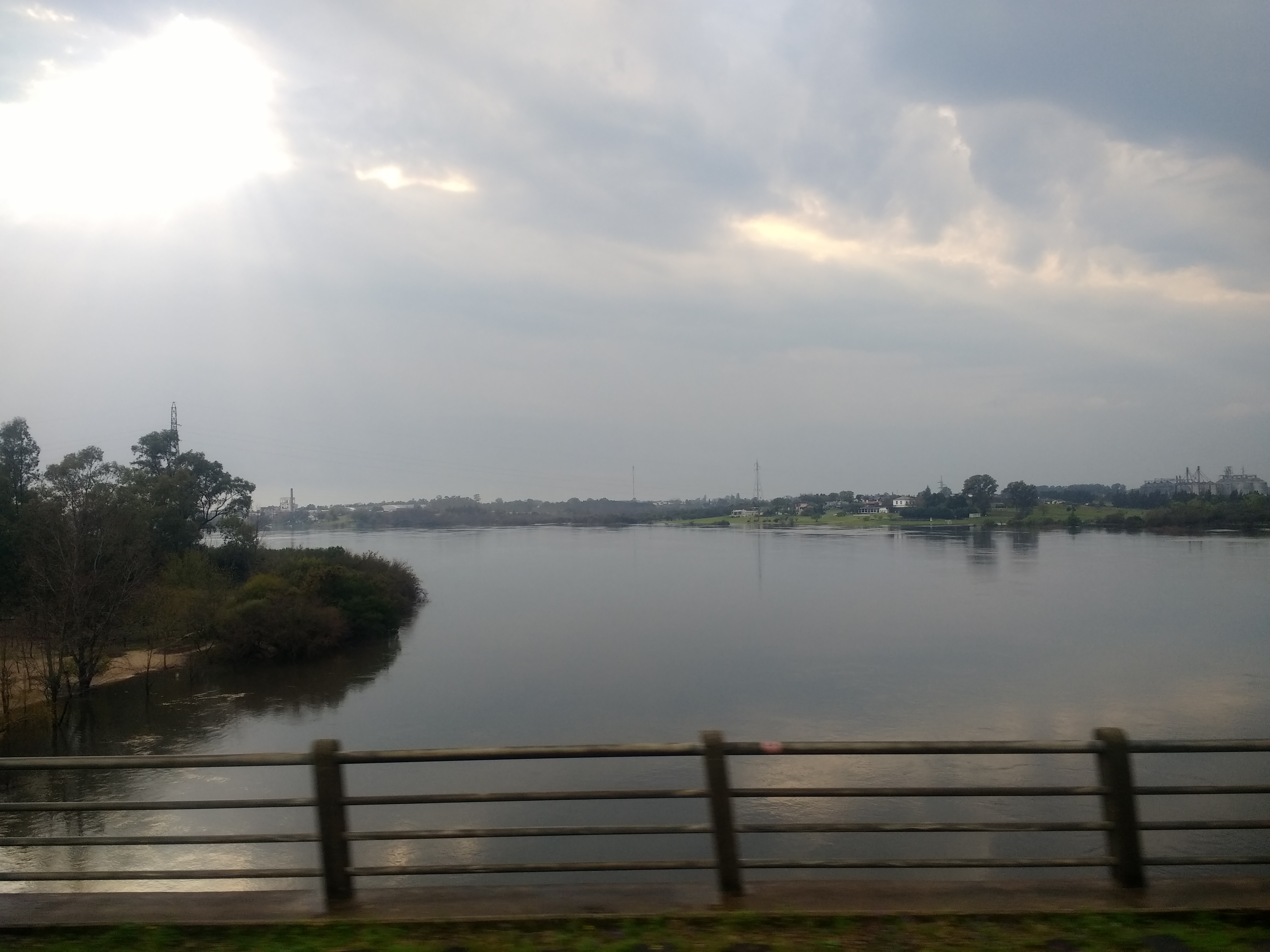
Río Negro
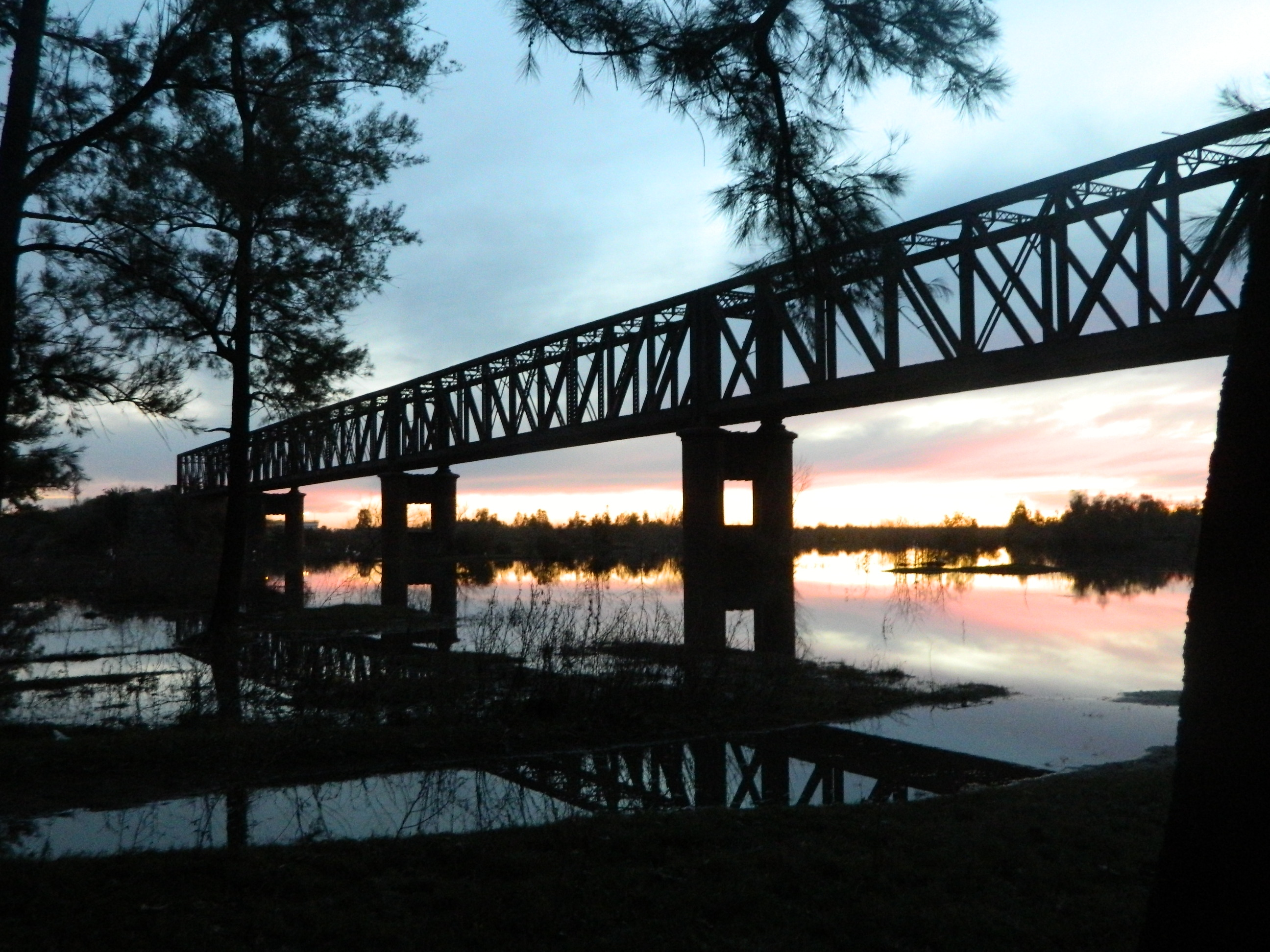
Puente ferroviario sobre el río Yi
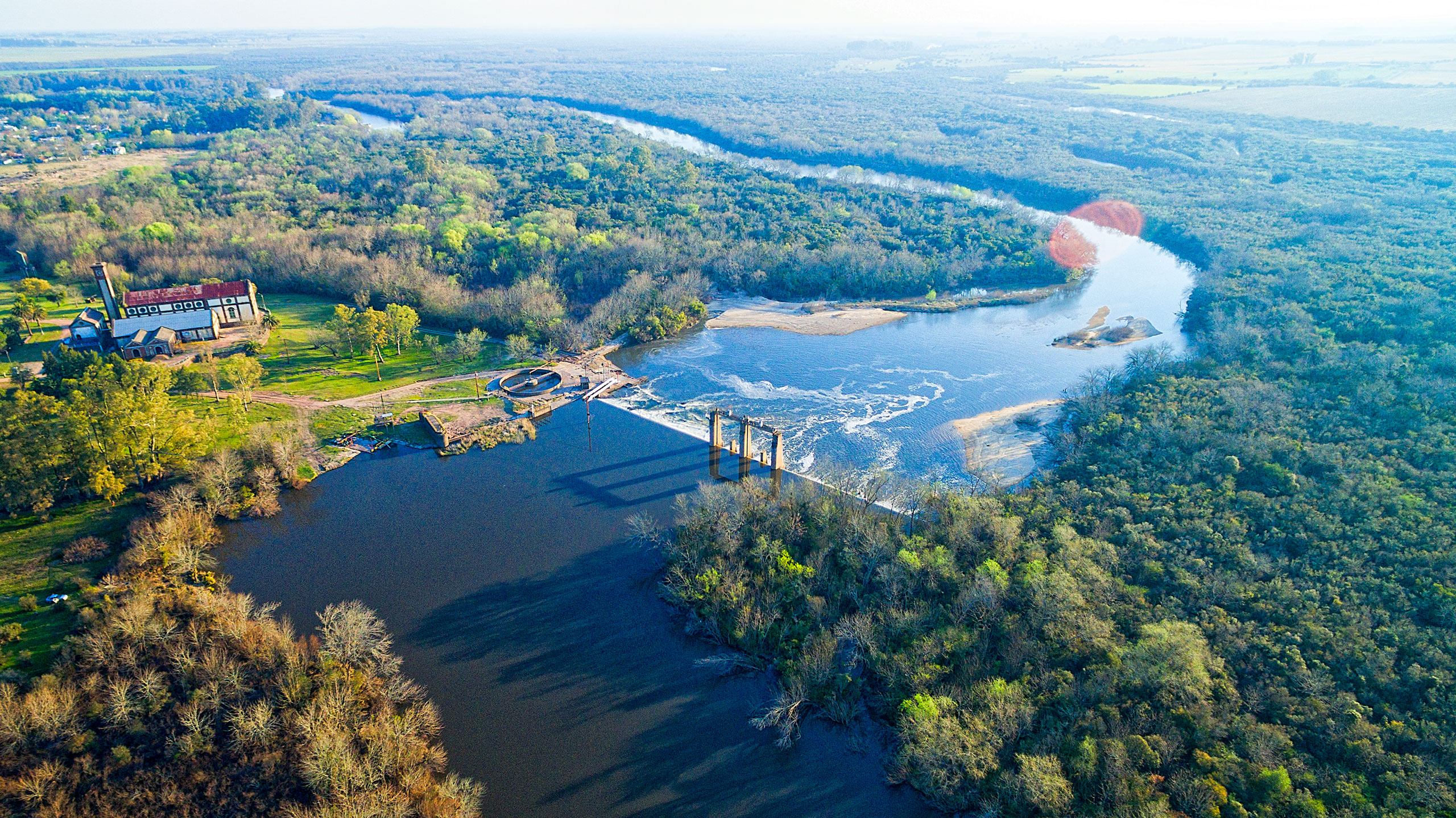
Embalse de Aguas Corrientes, río Santa Lucía
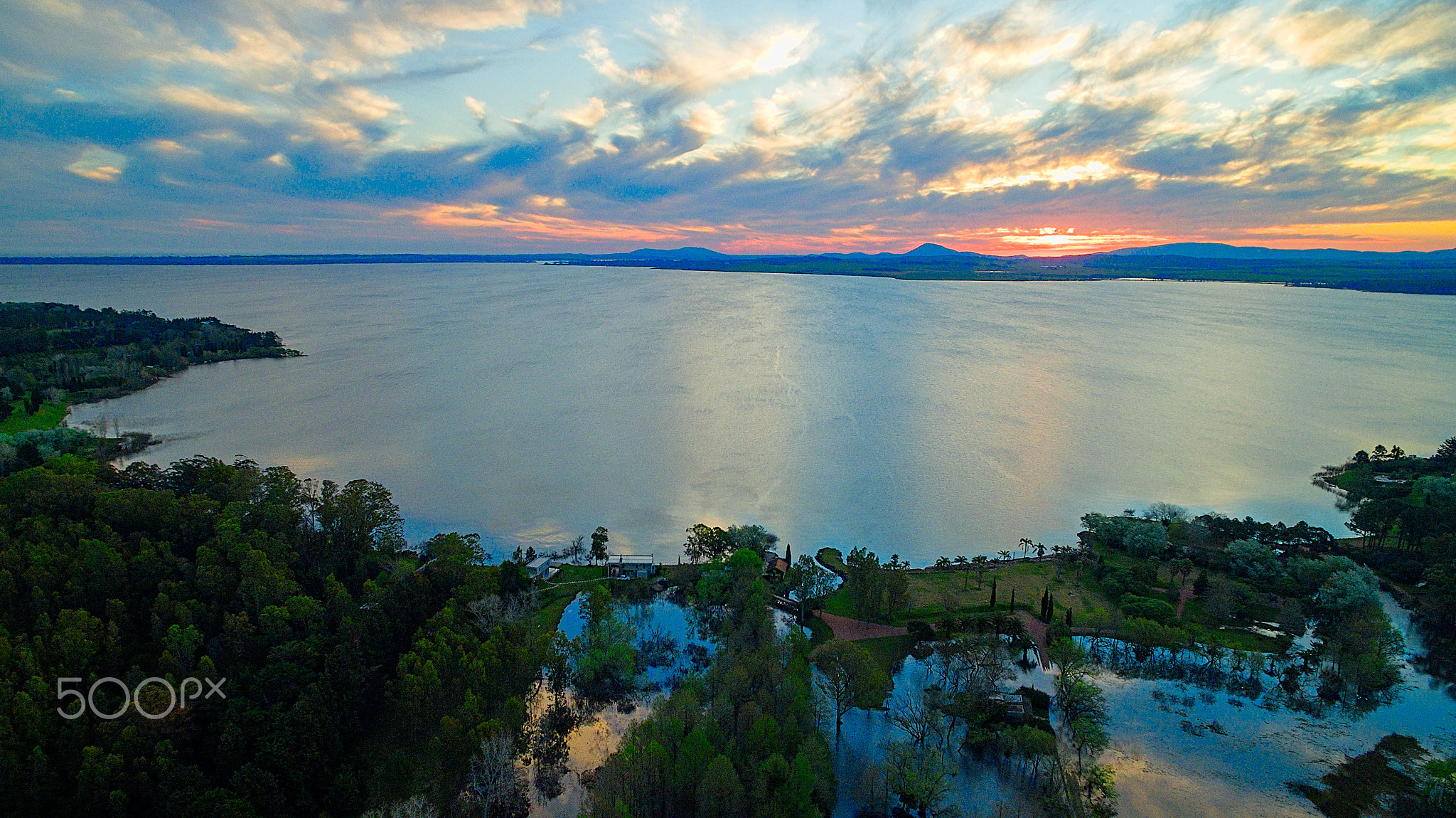
Laguna del Sauce

### Geografía política
| Noroeste: Argentina | Norte: Brasil        | Nordeste: Brasil          |
| Oeste: Argentina    |                      | Este: Océano Atlántico    |
| Suroeste: Argentina | Sur: Río de la Plata | Sureste: Océano Atlántico |

#### Límites con Brasil
Uruguay mantiene dos disputas fronterizas con Brasil respecto de los territorios conocidos como Isla Brasilera y Rincón de Artigas, en el departamento de Artigas, que ocupan un área de 237 km².

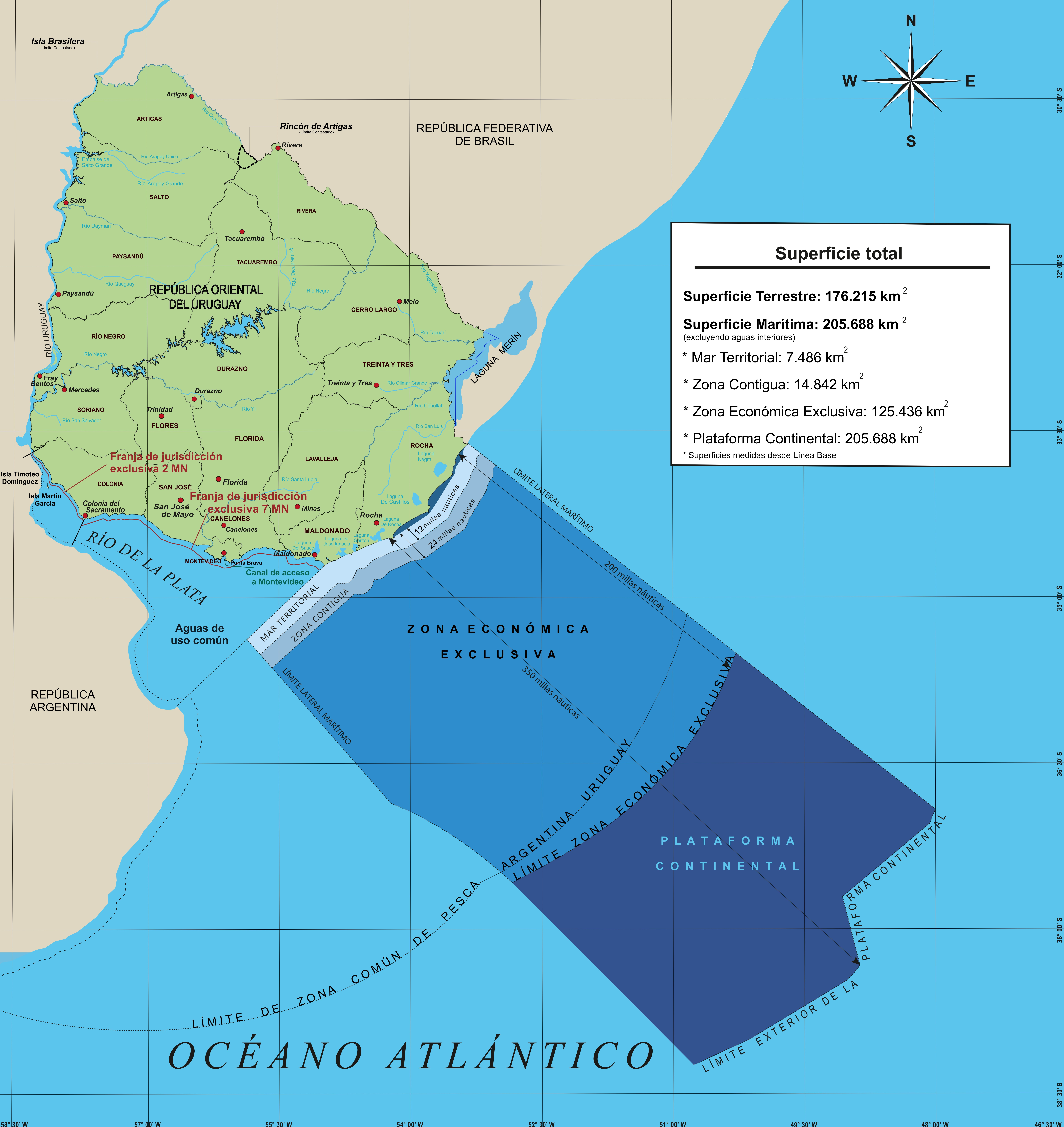
Mapa oficial del territorio marítimo uruguayo.

#### Territorio marítimo
El territorio marítimo uruguayo se divide en tres zonas claras de acuerdo a la Convención de las Naciones Unidas sobre el Derecho del Mar (ratificada por Uruguay el 10 de diciembre de 1992), cada una con distintos niveles de jurisdicción:
- Mar territorial, es la franja de mar que todo Estado tiene derecho a establecer hasta un límite que no exceda de 12 millas náuticas, medidas a partir de líneas de base, allí el país ejerce su soberanía plena tal como en tierra firme, pudiendo incluso negar el tránsito o la navegación a barcos de banderas extranjeras.
- Zona económica exclusiva, es el área situada más allá del mar territorial y adyacente a éste comprendiendo 200 millas náuticas medidas desde las mismas líneas de base a partir de las cuales se mide la anchura del mar territorial. La zona económica exclusiva uruguaya tiene una superficie de 125 436 km².[94]  Allí el país tiene derechos exclusivos a la explotación pesquera, así como también de los recursos del lecho y el subsuelo marino. No puede, sin embargo, impedir el tránsito de barcos de bandera extranjera o el tendido de cables submarinos.
- Plataforma continental extendida, es la prolongación natural del continente que continúa más allá de la zona económica exclusiva del país. Se extiende hasta el borde exterior del talud continental o hasta una distancia de 350 millas náuticas, la que sea menor de las dos.  Allí el país tiene derechos exclusivos a la explotación de los recursos del lecho y el subsuelo, pero no a la pesca.  El 25 de agosto de 2009, Uruguay presentó ante una comisión de la ONU una solicitud para que se le reconocieran las 350 millas náuticas de plataforma continental extendida. La reclamación se basó en mediciones de profundidad y geofísicas realizadas por la Armada uruguaya para determinar el alcance de la plataforma continental uruguaya.[95] En agosto de 2011 la comisión de la ONU que estudiaba la reclamación pidió mayor información científica y el 30 de agosto de 2016 la Comisión de Límites de la Plataforma Continental (CLPC), órgano técnico creado por la Convención de Naciones Unidas sobre el Derecho del Mar (CONVEMAR), comunicó su Recomendación acerca del establecimiento del límite exterior de la plataforma continental extendida uruguaya. Esta recomendación implica una extensión territorial para Uruguay de aproximadamente, 83 000 km², abarcando todo su margen continental y habilitándole a establecer la última frontera del país en las 350 millas marinas.[96]

#### Presencia en la Antártida

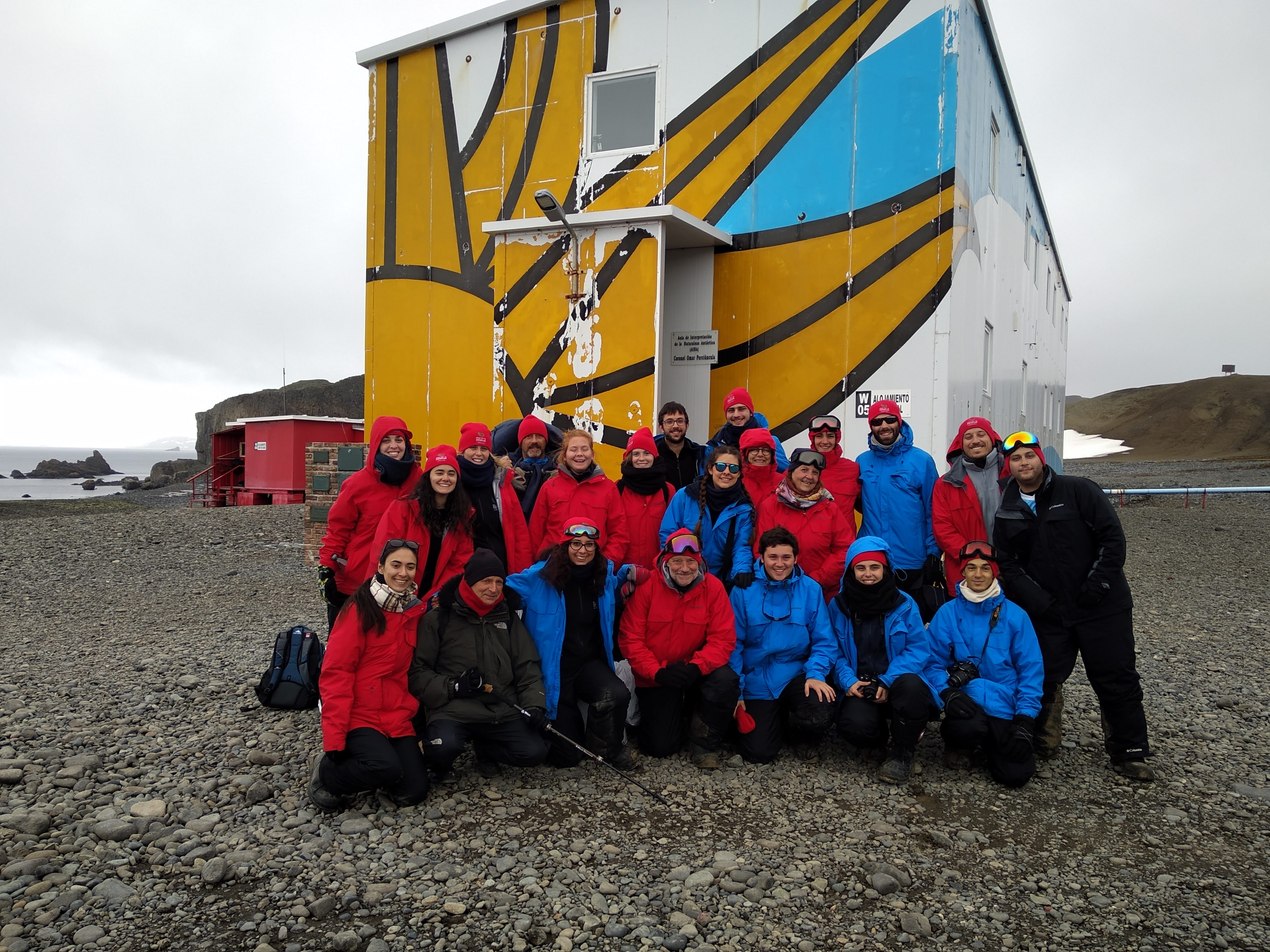
Expedición científica de la Universidad de la República en la Base Científica Antártica Artigas.

Uruguay es un país signatario del Tratado Antártico con estatus de miembro consultivo, lo que significa que tiene voz y voto en las reuniones consultivas del tratado. En su documento de adhesión Uruguay se reservó los derechos que le correspondan en la Antártida de acuerdo con el Derecho Internacional.
El país cuenta con dos bases científicas en continente antártico que son administradas por el Instituto Antártico Uruguayo:
- La Base Científica Antártica Artigas (BCAA), fundada el 22 de diciembre de 1984 en la isla Rey Jorge, es una base antártica permanente perteneciente a Uruguay, la misma cuenta con 13 edificios y una población de 60 personas en verano y 9 en invierno, en ella se desarrollan diversas actividades científicas.
- La Estación Científica Antártica Ruperto Elichiribehety (ECARE), establecida el 22 de diciembre de 1997 por el Instituto Antártico Uruguayo en la península Antártica es una estación científica de verano uruguaya en la Antártida. Funciona como base de apoyo para diversas actividades científicas.

### Clima

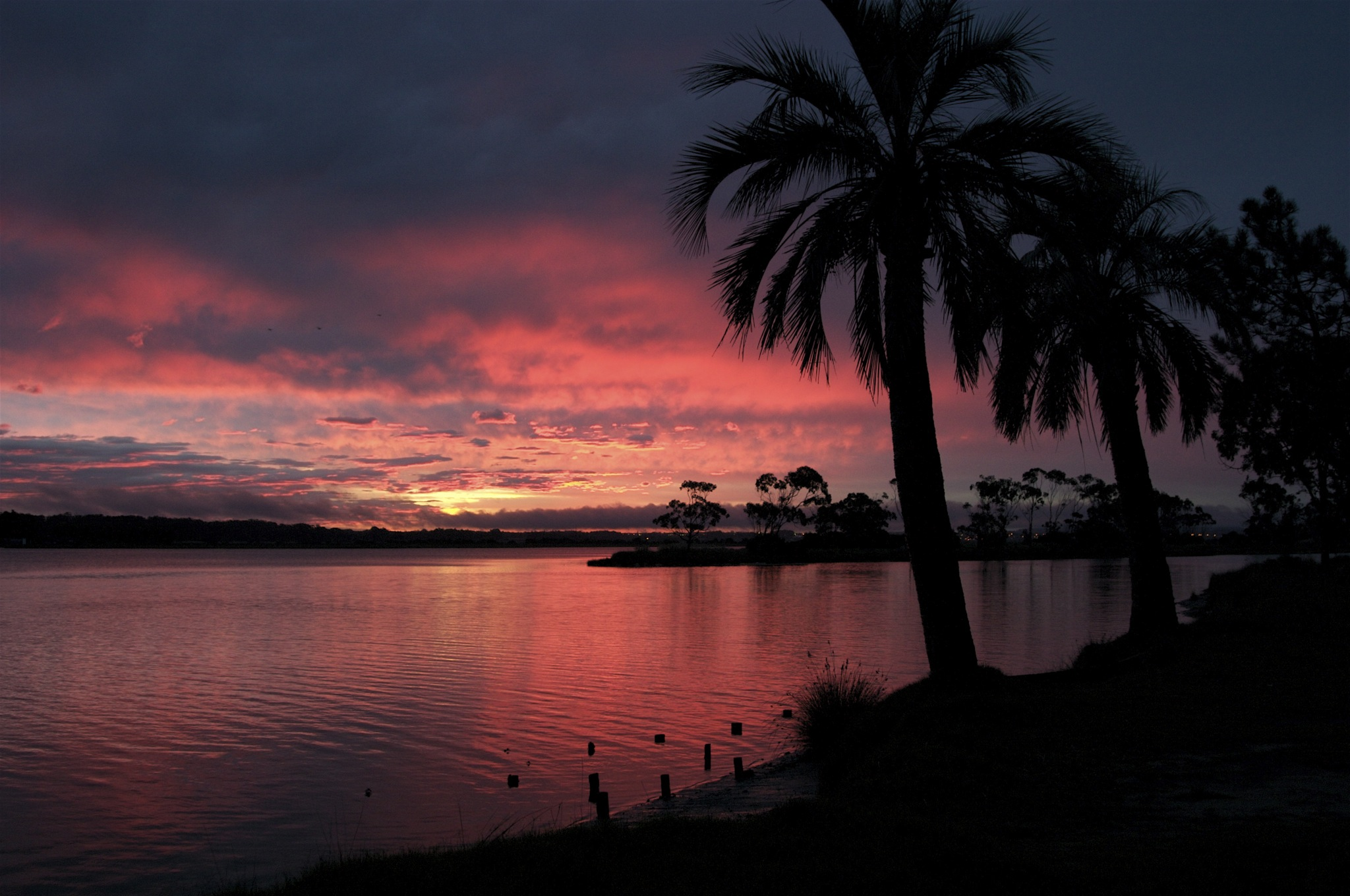
Paisaje de Maldonado en verano, durante el atardecer.

El clima en Uruguay es templado y húmedo, con veranos cálidos, inviernos frescos, y precipitaciones más o menos homogéneas durante todo el año. Uruguay es el único país de América del Sur que se encuentra íntegramente en la zona templada. La ausencia de sistemas orográficos importantes contribuye a que las variaciones espaciales de temperatura, precipitaciones y otros parámetros no sean tan altas. La temperatura media anual es de aproximadamente 17 °C.
En Uruguay, donde tanto la influencia marítima como continental se hacen notar, la distribución de lluvias presenta una doble estación lluviosa, y se reparte entre primavera-verano y otoño, con un pico máximo en otoño y un máximo secundario en primavera.
Por su latitud, entre 30°S y 35°S, las cuatro estaciones están claramente diferenciadas por la temperatura. Aunque se tiende a uniformizar o promediar el clima de Uruguay, existe una diferencia clara entre el norte y el sur del territorio. La zona situada en el extremo noroeste del país (Artigas, Salto, Rivera) es considerablemente más cálida con una media de entre 18-19 °C y un promedio de precipitaciones de unos 1400 mm anuales (la zona del extremo norte tiene un comportamiento típico "subtropical templado"). El sur y el este (Montevideo, Maldonado, Rocha, Lavalleja) en cambio son más frescos con una media de alrededor de 16 °C y 1000 mm anuales (estas zonas tienen características más semejantes a las "templadas marítimas").
En Uruguay predominan formas de relieve bajas (la altura media del territorio es inferior a los 150 metros), por lo que el clima está determinado por la latitud y la influencia de las corrientes marinas del océano Atlántico. La corriente cálida del Brasil incrementa la temperatura del Atlántico desde fines de enero hasta principios de mayo; la corriente fría de las islas Malvinas enfrían sus aguas desde junio a septiembre. El efecto de ambas determina una temperatura promedio del mar a nivel superficial (Punta del Este) entre 8 °C y 23 °C según la época del año. De febrero a abril, la temperatura del océano es muy agradable y generalmente sensiblemente distinta a la que se registra desde junio hasta fines de diciembre, aunque existe importante variación interanual durante el verano.
El frío es por lo general bastante húmedo, muy ventoso con días nublados, el calor no es demasiado seco, más bien húmedo y pesado en la zona sur y más seco en el norte.
La nieve ha estado presente en la zona sur y centro del país, sin embargo lo más común son las heladas meteorológicas, que afectan mayormente a las zonas centro-sur y centro-norte del país.
A modo de ejemplo de la variabilidad climática de Uruguay, en los 31 días de un mes de julio pueden registrarse 25 días de heladas como en la ciudad de Florida, 34.1° S 56.2° W, a 54 m s. n. m. (metros sobre el nivel del mar), a escasos 90 km de Montevideo, (así ocurrió en julio de 2007) o solo 6 días (en julio de 2006), esto evidencia una gran variación entre años en la época fría. El verano, a diferencia del invierno, es más uniforme. El fenómeno de La Niña (año 2007) provoca un invierno uniformemente frío y sequías prolongadas (Florida, media registrada de julio de 2007 6,8 °C), en tanto que el fenómeno del Niño provoca lluvias e inviernos benignos (Florida, media registrada de julio de 2006 13,1 °C).
El clima de Uruguay es propicio para la producción ganadera a partir de los pastos naturales. Tiene por lo general una acusada estacionalidad, con un pico muy importante en primavera, debido a una combinación óptima de humedad y temperatura, y un déficit muy marcado en invierno para cubrir las necesidades nutricionales, debido a la afectación de la calidad y volumen del forraje por las heladas meteorológicas. La zona sur y este, de características marítimas, tienen un ciclo de producción de forraje más favorable que la región centro y norte.

#### Peligros climáticos
Fuertes vientos estacionales (el pampero es un frío y, ocasionalmente, violento viento que sopla desde las pampas argentinas), sequías, lluvias torrenciales; a causa de la ausencia de montañas, las cuales actúan como barreras climáticas, todas las localizaciones son particularmente vulnerables a los rápidos cambios en el frente climático. Vientos de hasta 200 km/h pueden constatarse con una frecuencia variable de entre 30 y 45 años, 120 km/h es una velocidad más frecuente incluso cada 2 o 5 años.

##### Cambio climático
El cambio climático en Uruguay se refiere a los efectos del cambio climático en Uruguay. Como resultado del aumento de las temperaturas globales, se espera que en Uruguay haya un incremento de la temperatura en 3 °C hacia el 2100 y un aumento en las precipitaciones. El aumento de las precipitaciones en 2018 causaron entre Uruguay y Argentina un costo económico estimado en US$2.500 millones, según la Organización Meteorológica Mundial.
La mayor cantidad de emisiones de Uruguay provienen de la producción de alimentos y el transporte. A nivel global, Uruguay contribuye solamente un 0.05% de las emisiones de gases de efecto invernadero. En 2017, Uruguay se comprometió a implementar 106 medidas contra el cambio climático mediante la Contribución Determinada a Nivel Nacional (CDN). Algunas de estas medidas incluyen reducir las emisiones en el sector de la producción de alimentos y la producción ganadera, aumentar la superficie de bosque nativo y reforzar el rol de las turberas y pastizales como sumideros de carbono. Esta CDN se encuentra a 2020 en proceso de revisión, con el objetivo de presentar una meta más ambiciosa en 2022.
A nivel nacional, el 20 de mayo de 2009 se crea el Sistema Nacional de Respuesta al Cambio Climático y variabilidad (SNRCC) por Decreto 238/09. El SNRCC produce los reportes de monitoreo y verificación de las políticas ambientales, incluyendo la Contribución Determinada a nivel Nacional (CDN).

## Flora y fauna

### Flora

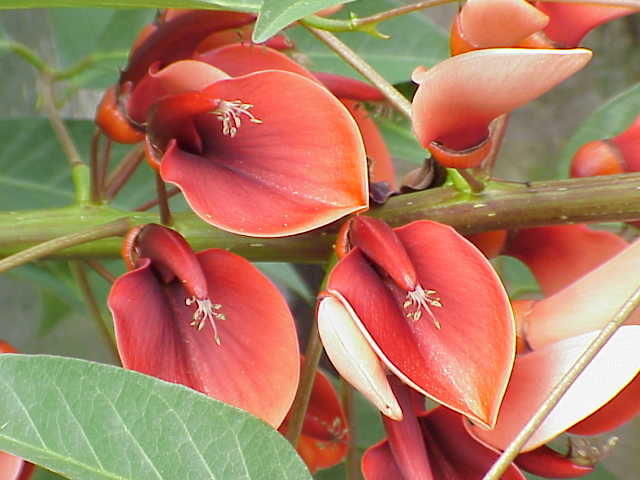
Ceibo rojo es la flor nacional de Uruguay.

Se define como flora de Uruguay a las alrededor de 2500 especies vegetales distribuidas en 150 familias, ya sean nativas o foráneas, que existen en ese país. El 75 % del territorio es terreno pastoso, y los bosques nativos, junto con los palmarés, cubren 752 000 ha (4,3 % de la superficie del país).
La existencia de zonas diferenciadas de especies a lo largo del territorio está determinada, principalmente, por la existencia o no de irrigación artificial, cuya falta produce que en la mayor parte del territorio uruguayo predomine la pradera natural. Por otra parte, las especies vegetales de gran porte pueden encontrarse en quebradas, sierras, riberas de ríos y zonas aledañas a las mismas.

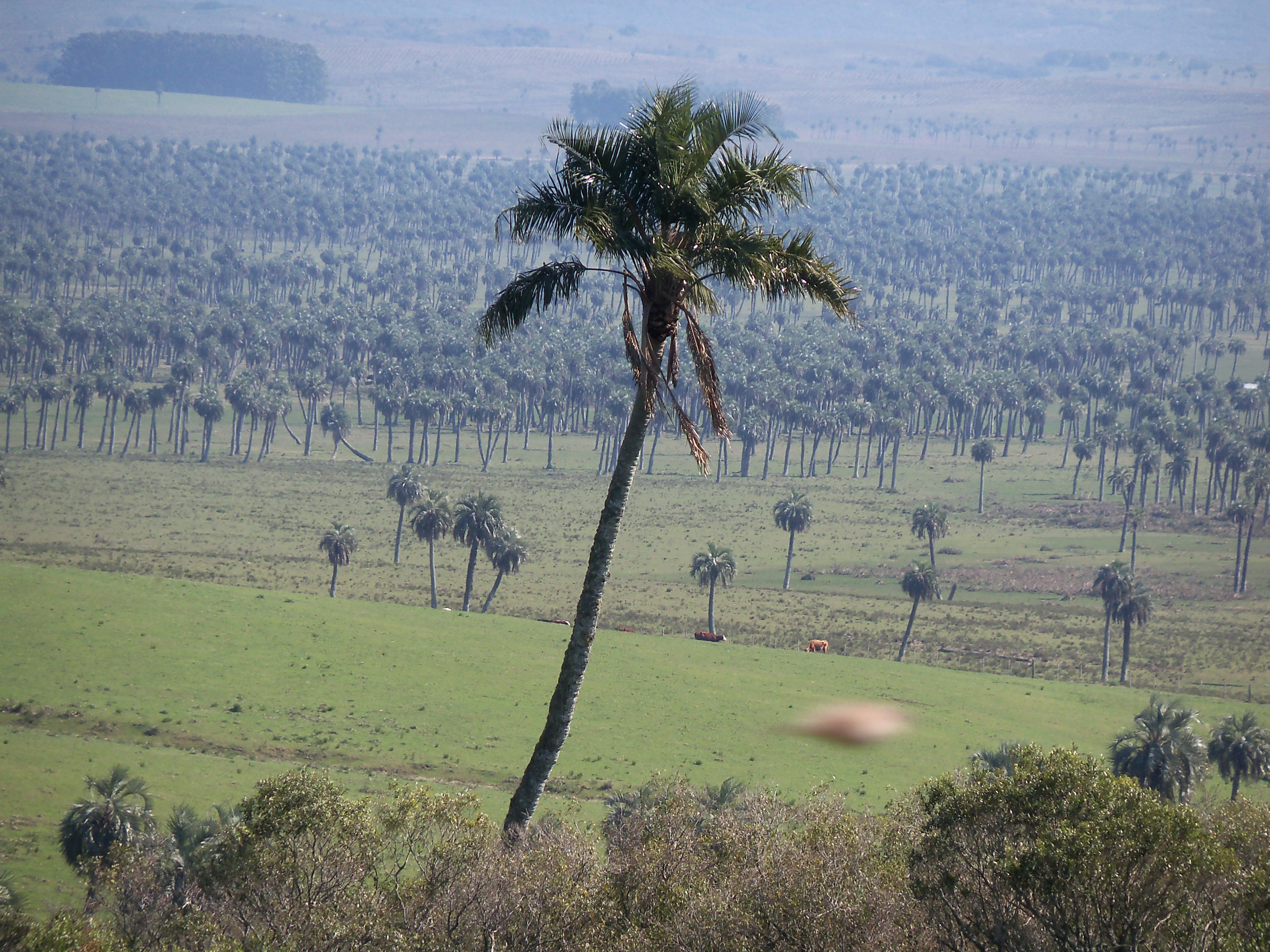
El Palmar de Castillos, en Rocha, es uno de los más grandes del mundo.

Uruguay posee la agrupación de ombúes más grande del mundo, ubicada en la Laguna de Castillos. Se destaca así mismo el enorme palmar de la especie Butiá capitata que abarca gran parte del departamento de Rocha, siendo la agrupación de palmeras más austral del mundo, con cientos de miles de ejemplares distribuidos a lo largo de decenas de km².
Entre las especies exóticas introducidas en el territorio se destacan el eucalipto (introducida en el siglo XIX), el pino, la araucaria, el roble, el cedro santo, el sauce llorón, el abedul, el algarrobo, el romero, el hibisco, el ficus, el cactus, la hiedra, la tacuara, los árboles frutales (cítricos, guayaba, manzano, higuera, etc.), la cepa, la palmera, Platanus hispanica (para la ornamentación de ciudades), juncos, plantas trepadoras, la caña de azúcar, entre otras.

### Fauna

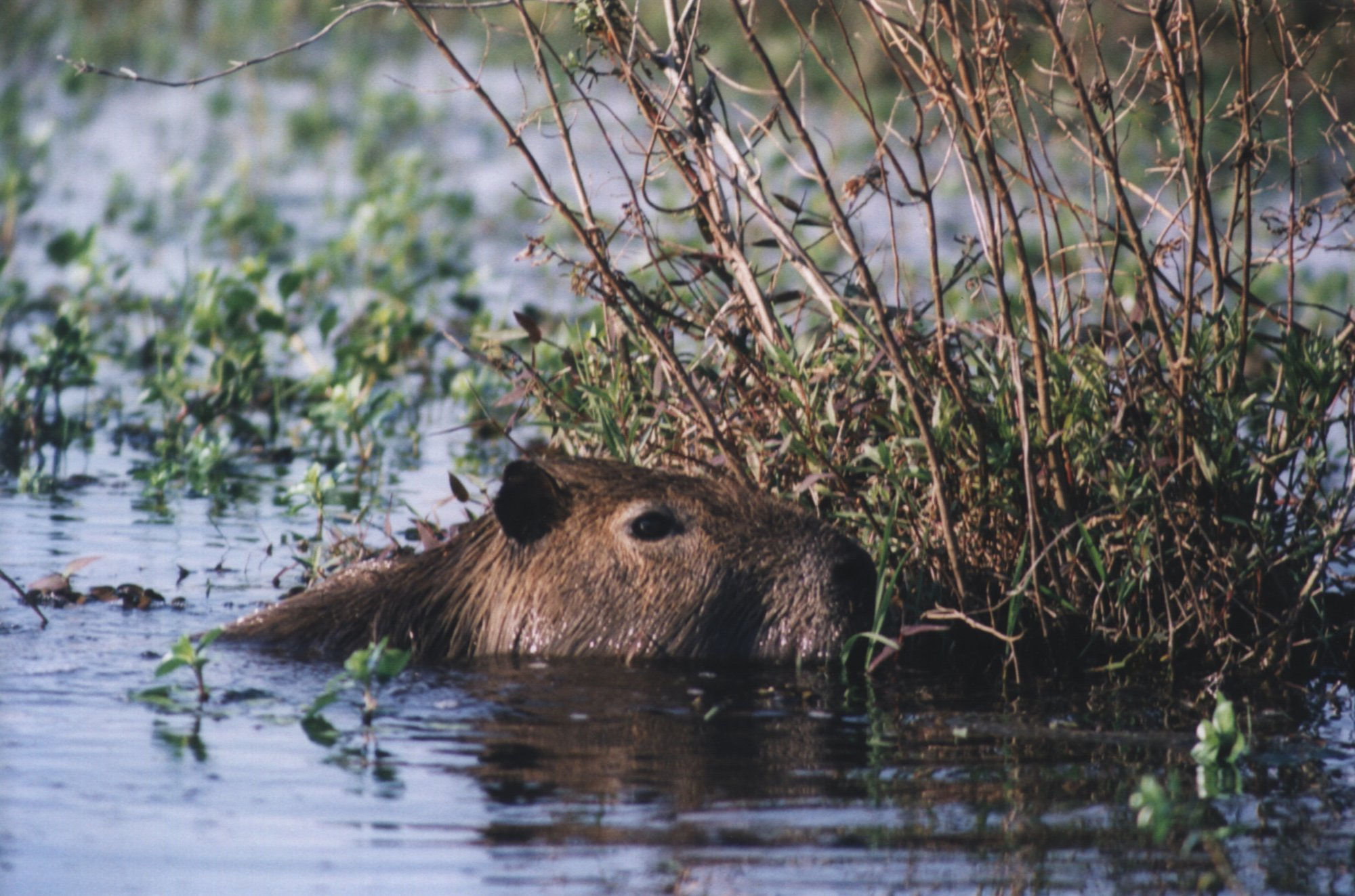
Carpincho.

La fauna autóctona de Uruguay se caracteriza por una gran cantidad de aves acuáticas y terrestres, así como también de mamíferos y reptiles. Sin embargo, la presencia humana ha puesto en peligro a diversas especies animales, en parte por la destrucción de su hábitat natural o debido a la caza furtiva.

##### Aves

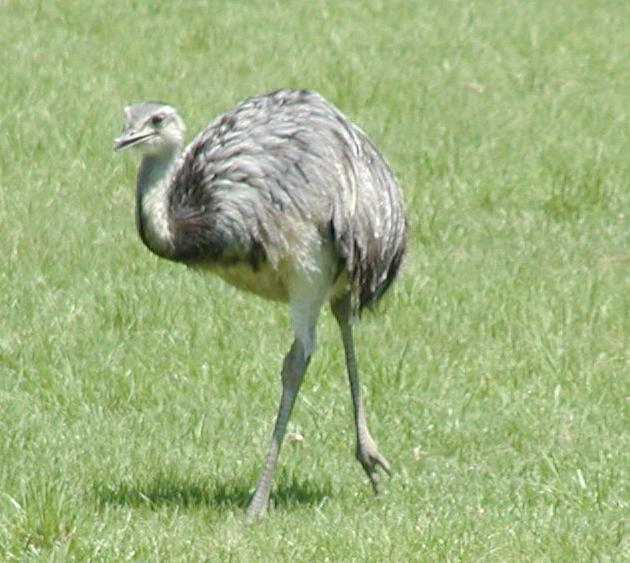
Rhea americana, conocido como el ñandú.

La avifauna de Uruguay consta de alrededor de cuatrocientas cincuenta especies, veinticuatro de las cuales se encuentran globalmente amenazadas y cinco son introducidas.

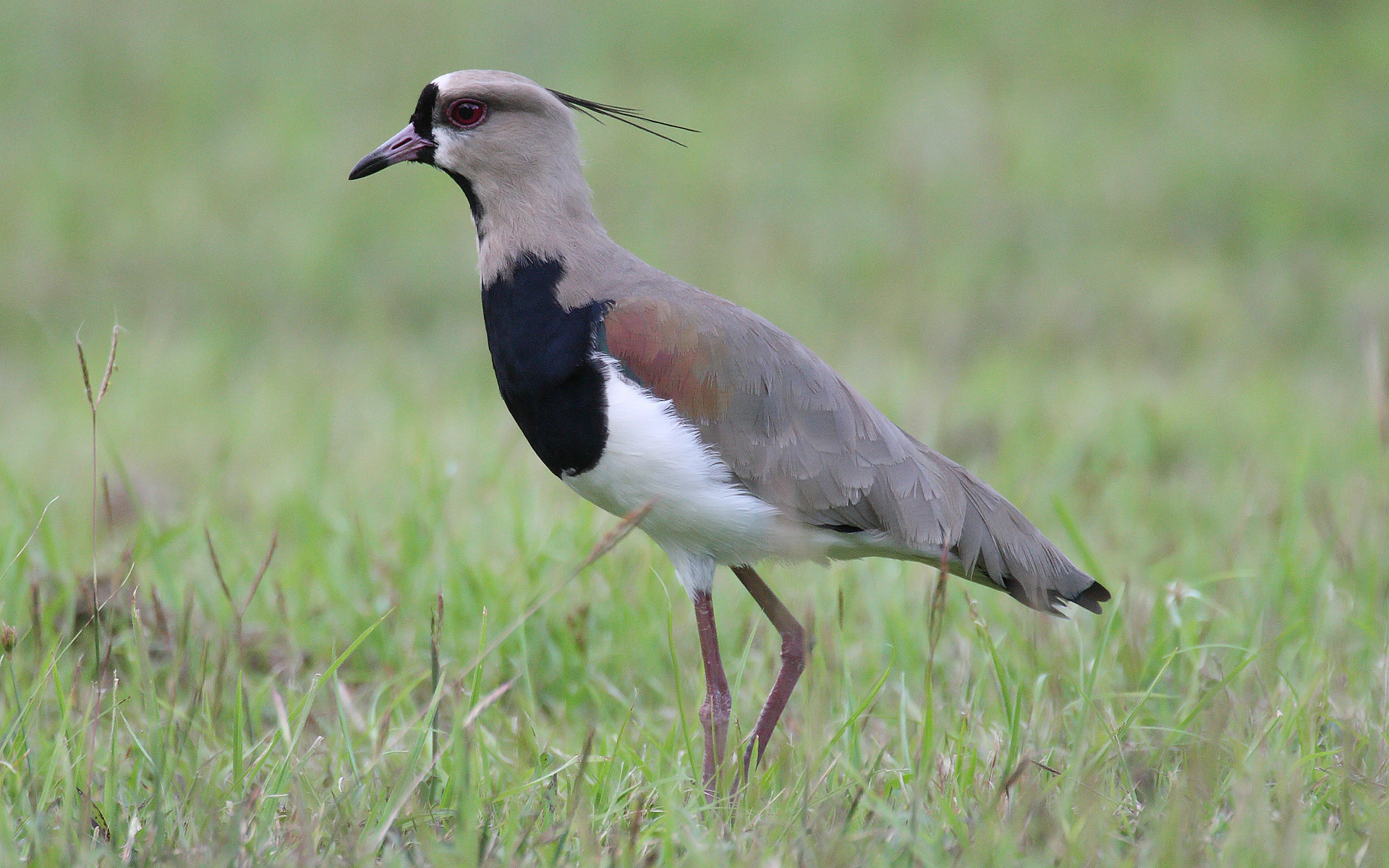
El tero es el ave nacional de Uruguay.

Dentro del grupo de las aves de plumaje, destacan la gallinita grande y el chiricote o crespón pequeño, dos de las especies más conocidas del país. Son comunes, además, la Pardirallus, o gallinita de pico rojo y azul y la manchada. De igual importancia es también el burrito de patas rojas y el de patas verdes, de la misma forma que especies de menor tamaño como el burrito de pecho amarillo, el de alas manchadas o negruzco y finalmente el burrito pintado.
El Tero se encuentra extendido por todo el territorio y se caracteriza por su velocidad y su canto, del cual recibe el nombre vulgar de "Teru-Teru". Por otra parte, el ñandú se encuentra en proporción estable y en los últimos años su carne ha sido comercializada en mercados extranjeros, por lo que se ha extendido la cría a de esta especie en condiciones especiales.
El cardenal presente en todo el continente americano, y otras especies como la cotorra argentina, el papagayo, el furnarius rufus, el urogallo, el cisne de cuello negro, el pato, la garza, la gaviota, así como el pelícano, el benteveo, el cuervo gris, la grúa, el águila de montaña, y la golondrina que habita en meses de verano, son aves presentes a lo largo del territorio uruguayo, al igual que el Chajá.

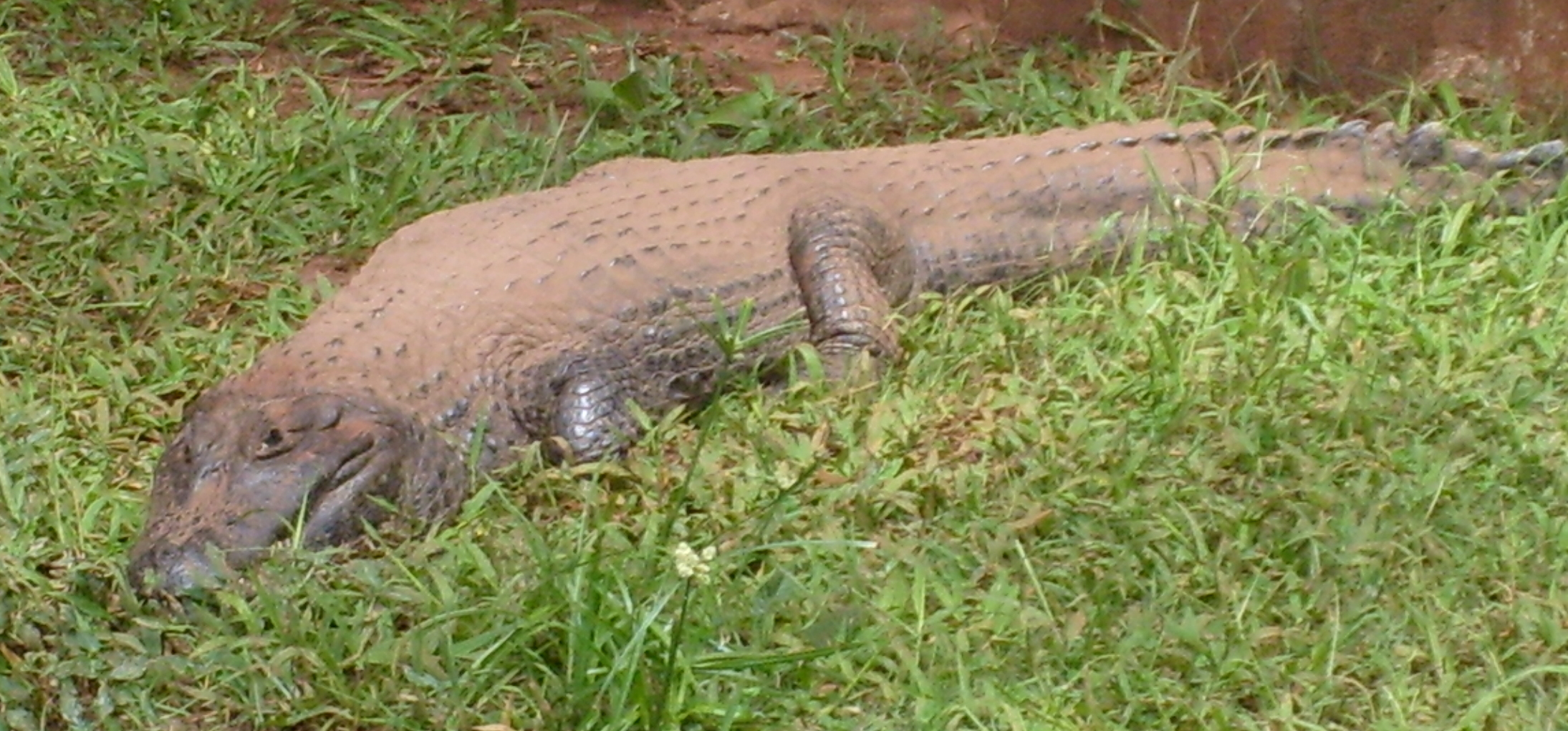
El yacaré overo.

##### Reptiles

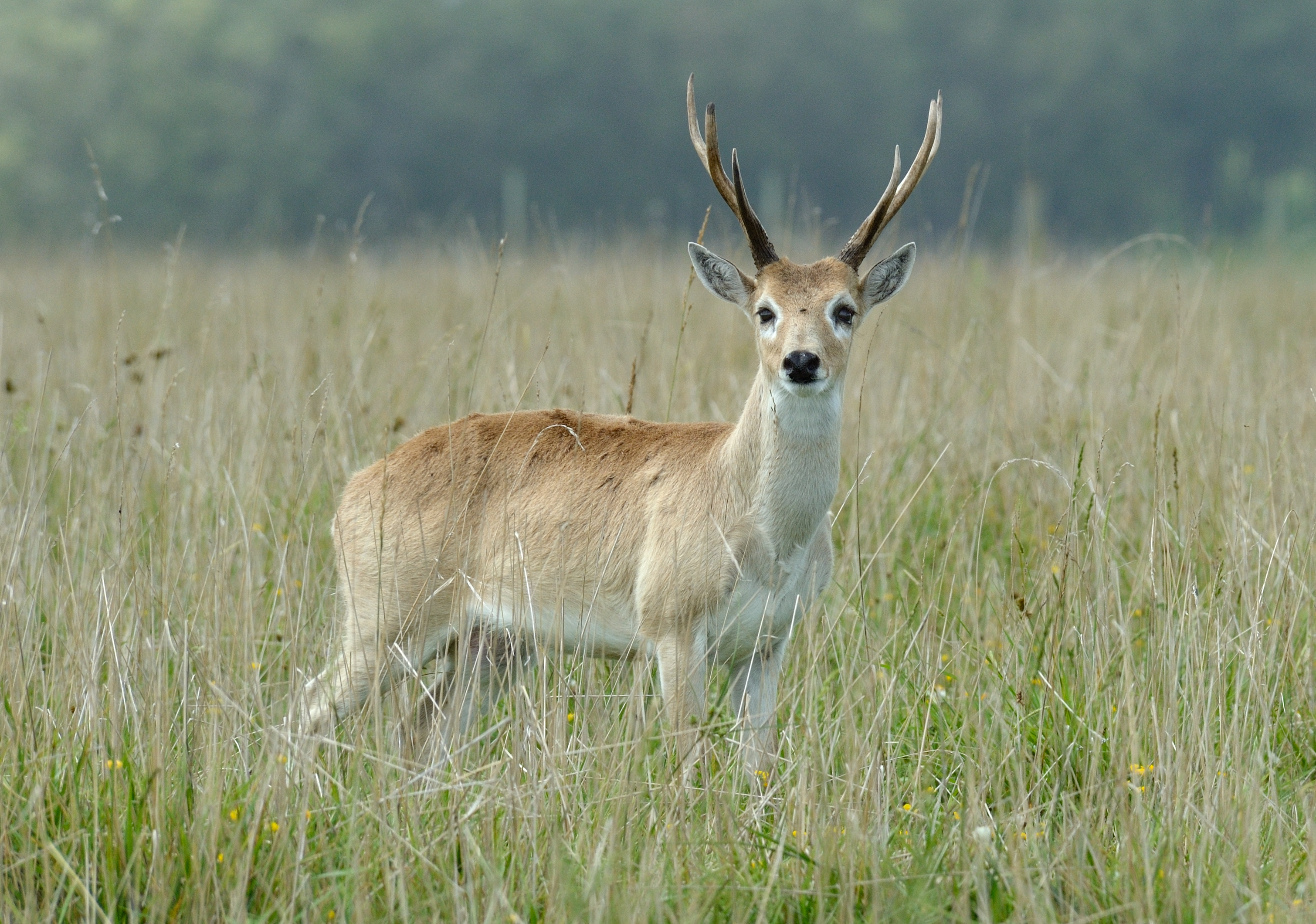
Hace 200 años Uruguay contaba con una población de 2 millones de Venados de Campo. Hoy se encuentra en peligro de extinción.

Se cree que en el país hay más de 200 especies de reptiles, la mayoría de ellos inofensivos para el ser humano; las serpientes venenosas se encuentran al norte, en los departamentos de Artigas, Rivera, Salto y Tacuarembó, y en las zonas serranas en el sur.
Se destacan múltiples reptiles, entre ellos varias especies de lagartos como el lagarto overo, tortugas como la morrocoyo, y serpientes como la víbora de la cruz o yarará. El yacaré overo se distribuye en el norte de Uruguay, sobre todo en el departamento de Artigas en costas del Río Cuareim y sus afluentes; al estar en peligro, existe cría en cautiverio en la reserva del cerro Pan de Azúcar.

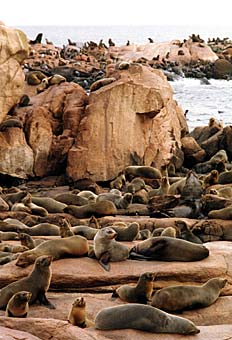
El Parque nacional Isla de Lobos alberga la mayor colonia de lobos marinos de América del Sur.

##### Anfibios
Es rica la fauna de batracios, llamando la atención el gran sapo gigante, la rana criolla, el escuerzo, y varias especies pequeñas, entre ellas, algunas endémicas.

##### Mamíferos
La fauna de mamíferos terrestres de Uruguay comprende 77 especies agrupadas en 7 órdenes y 24 familias. De ellas, aproximadamente 40 habitan en los Humedales del Este en Rocha. Por otra parte, existe certeza de la extinción de al menos cuatro especies de este grupo en el Uruguay. Ellas son: el oso hormiguero grande (Myrmecophaga tridactyla), el jaguar (Felis onca), el pecarí de collar (Tayassu tajacu) y el ciervo de los pantanos (Blastoceros dichotomus). Este último fue visto por última vez en Rocha en 1957, precisamente en los bañados que rodean el Potrerillo de Santa Teresa.

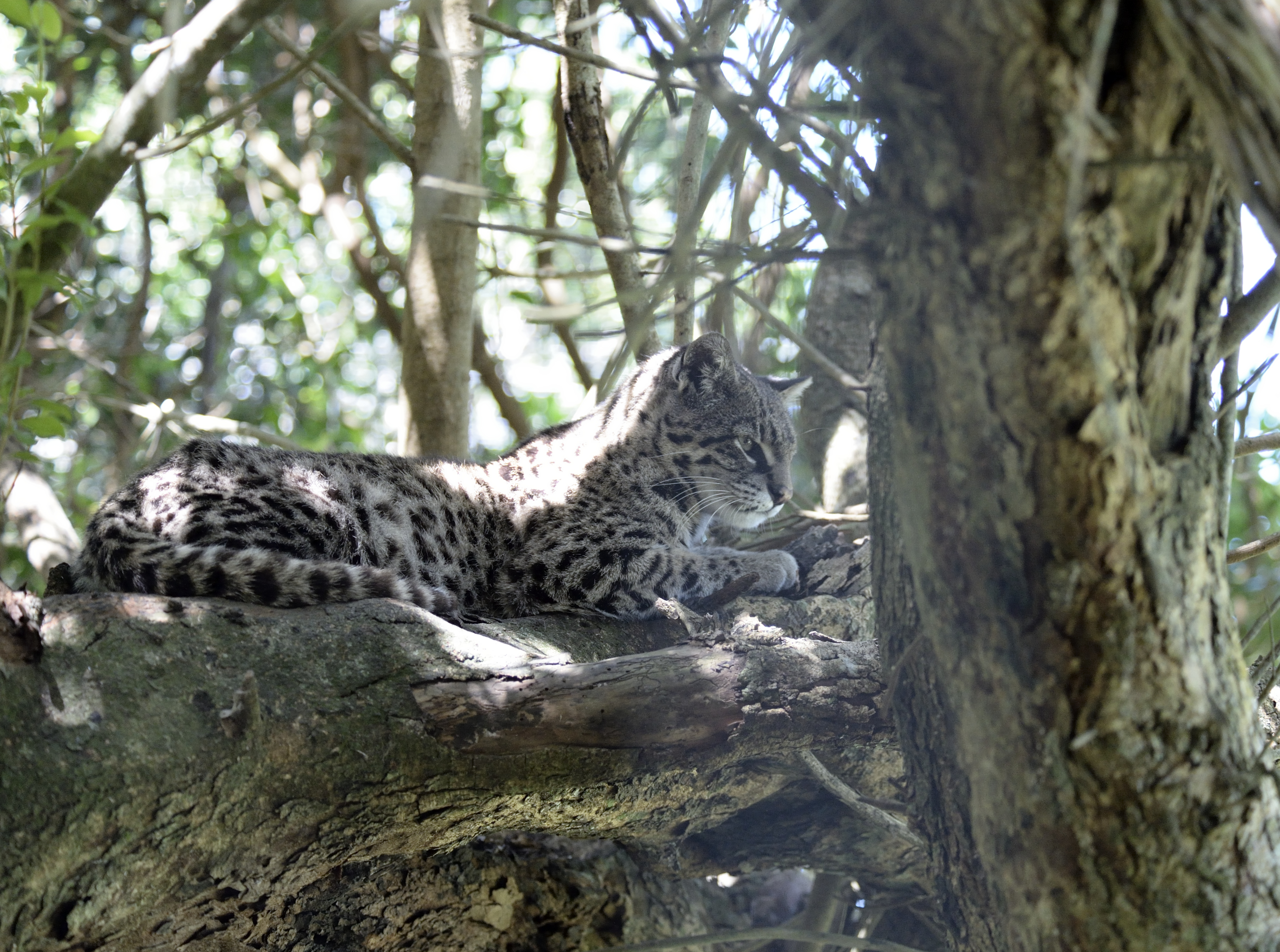
El gato montés, Leopardus geoffroyi es el felino más abundante de Uruguay.

##### Fauna acuática
En cuanto a los animales acuáticos, Uruguay dispone de una diversidad considerable debido a su amplia costa oceánica sobre el Atlántico, a sus ríos caudalosos, y una serie de lagos naturales y artificiales. En las playas de Punta del Este, por ejemplo, habita el lobo de mar, que se alimenta de peces y representa una amenaza para los pescadores de la zona. Durante el invierno austral, es decir, desde junio a septiembre, es posible encontrar en la costa de Montevideo alguna ballena, e incluso pingüinos. Uruguay cuenta con la segunda mayor colonia de lobos marinos del mundo. La mayor parte de ellos se encuentran en la isla de Lobos, cerca de Punta del Este. Principalmente hay dos especies de lobos marinos, Arctophoca australis, conocido vulgarmente como «lobo marino de dos pelos» y Otaria flavescens, cuyo nombre vulgar es «lobo marino de un pelo» o «lobo marino sudamericano». También hay ballenas y delfines.
Los peces de Uruguay se pueden dividir en dos grandes grupos, ambos con notable cantidad de especies, peces de agua dulce y de agua salada.

Muchas especies son explotadas deportivamente desde las costas, mientras otras sostienen una industria ligada a su reproducción sexual. Entre las muchas especies de este grupo se destacan particularmente una buena cantidad de especies de tiburones.

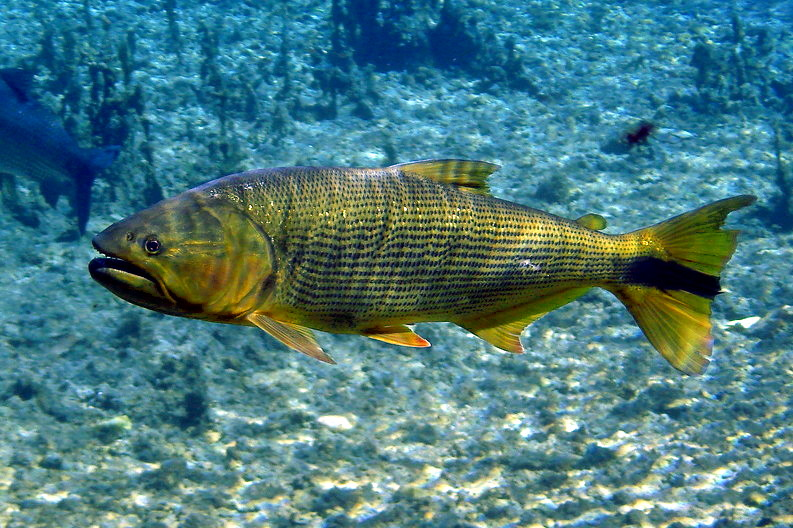
El dorado.

Los peces de agua dulce se pueden distinguir varios subgrupos:
- Peces del río Uruguay. Posiblemente, los más conocidos son el dorado y el bagre.
- Peces del Río de la Plata. De las especies de este grupo, uno de los más populares entre los pescadores deportivos es el pejerrey.
- Peces de las aguas dulces interiores. Uruguay es un destino internacional para los pescadores deportivos que buscan, especialmente, a las gigantescas tarariras, capturadas en entornos fluviales lénticos del interior oriental.

También es conocido entre los acuaristas de todo el mundo por sus variadas especies ornamentales, muchas de ellas endémicas, de las familias Cichlidae y Rivulidae.

#### Plagas
Existen cuatro especies que son consideradas plagas, por lo cual se autoriza la caza:
- El jabalí, también llamado "chancho jabalí"; no es autóctono de Uruguay y fue introducido en país por Aarón de Anchorena (parque Anchorena), en su estancia. Al no tener control de la cría del mismo se extendió por todo el territorio, particularmente en las zonas de monte. Es perseguido, ya que en la época de reproducción de ovejas, ataca a estas.
- La liebre, especie introducida, también produce destrozos sobre los cultivos.
- El gorrión, el cual no es autóctono de Uruguay, fue introducido por algunos inmigrantes chinos al territorio. Al no tener depredadores naturales que controlaran su reproducción, se multiplicó y dispersó por todo el territorio nacional. Está permitida su caza.
- La cotorra, con la introducción del eucalipto de corteza muy lisa, al cual algunos de sus depredadores no pueden trepar, se tornó plaga, produciendo estragos en los cultivos.

## Economía

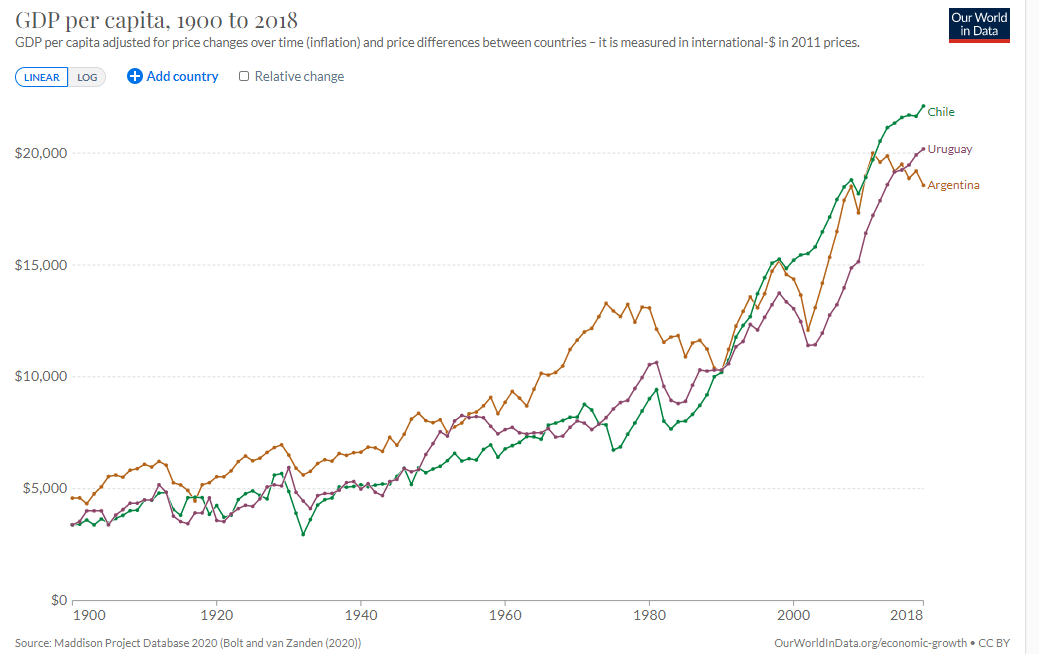
Evolución del PIB real per cápita en Chile, Argentina y Uruguay.

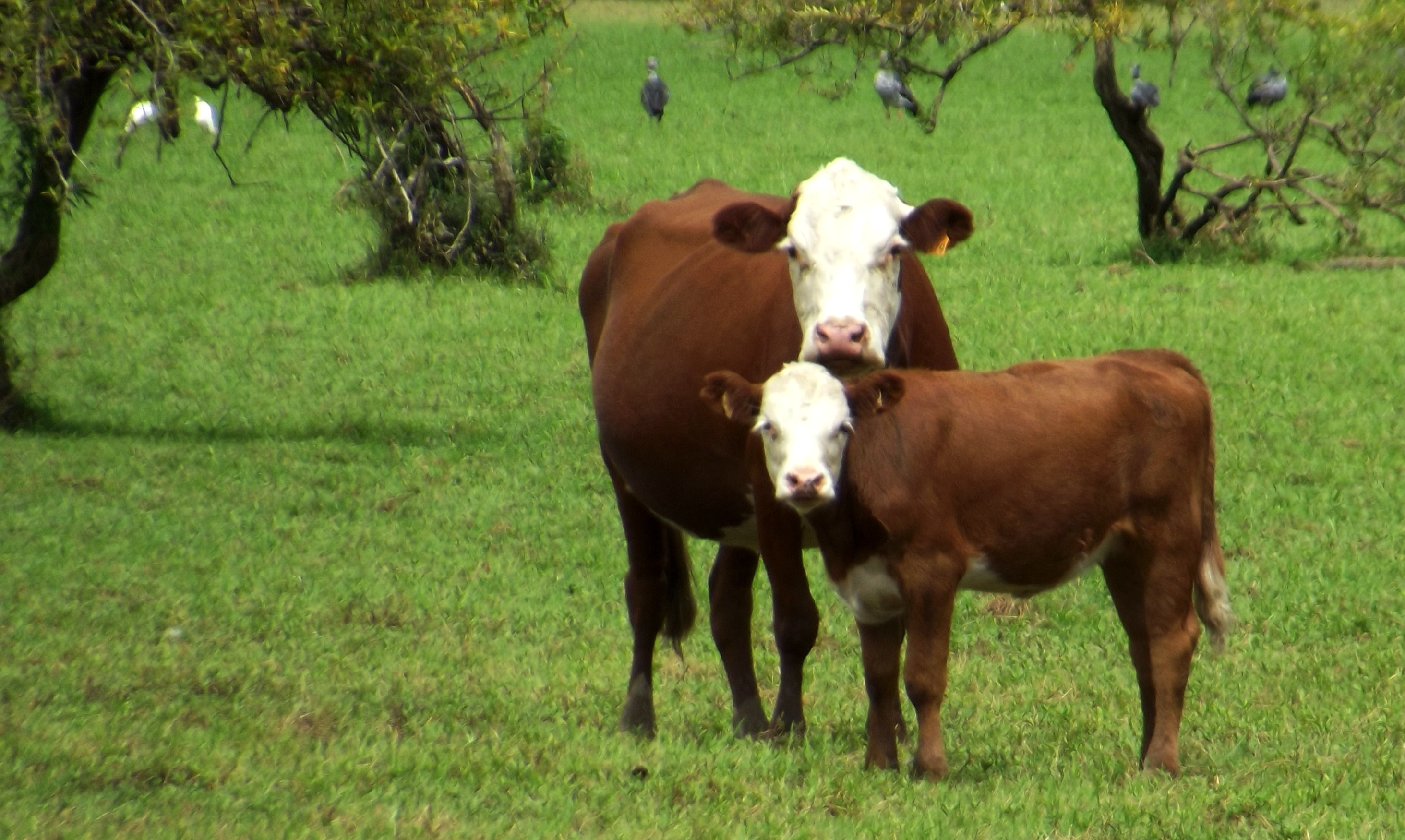
La ganadería (vacunos, ovinos) es un recurso fundamental de la economía uruguaya.

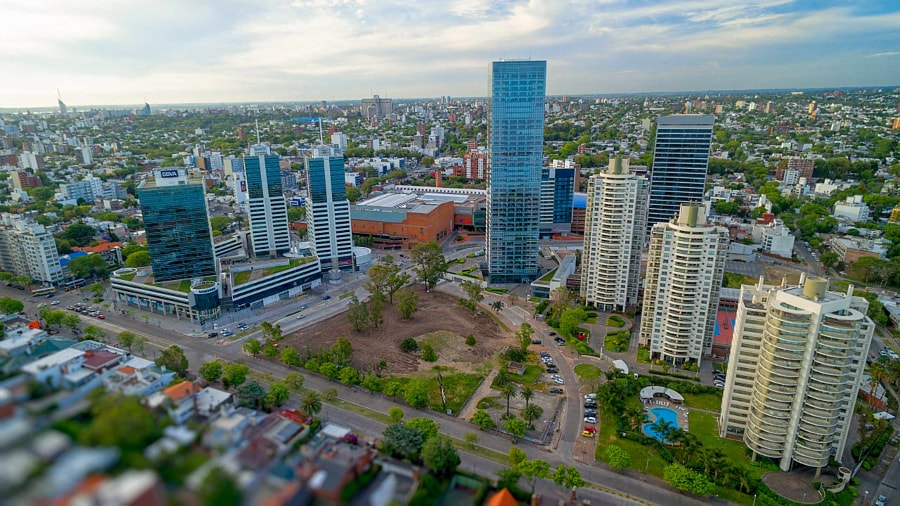
World Trade Center Montevideo

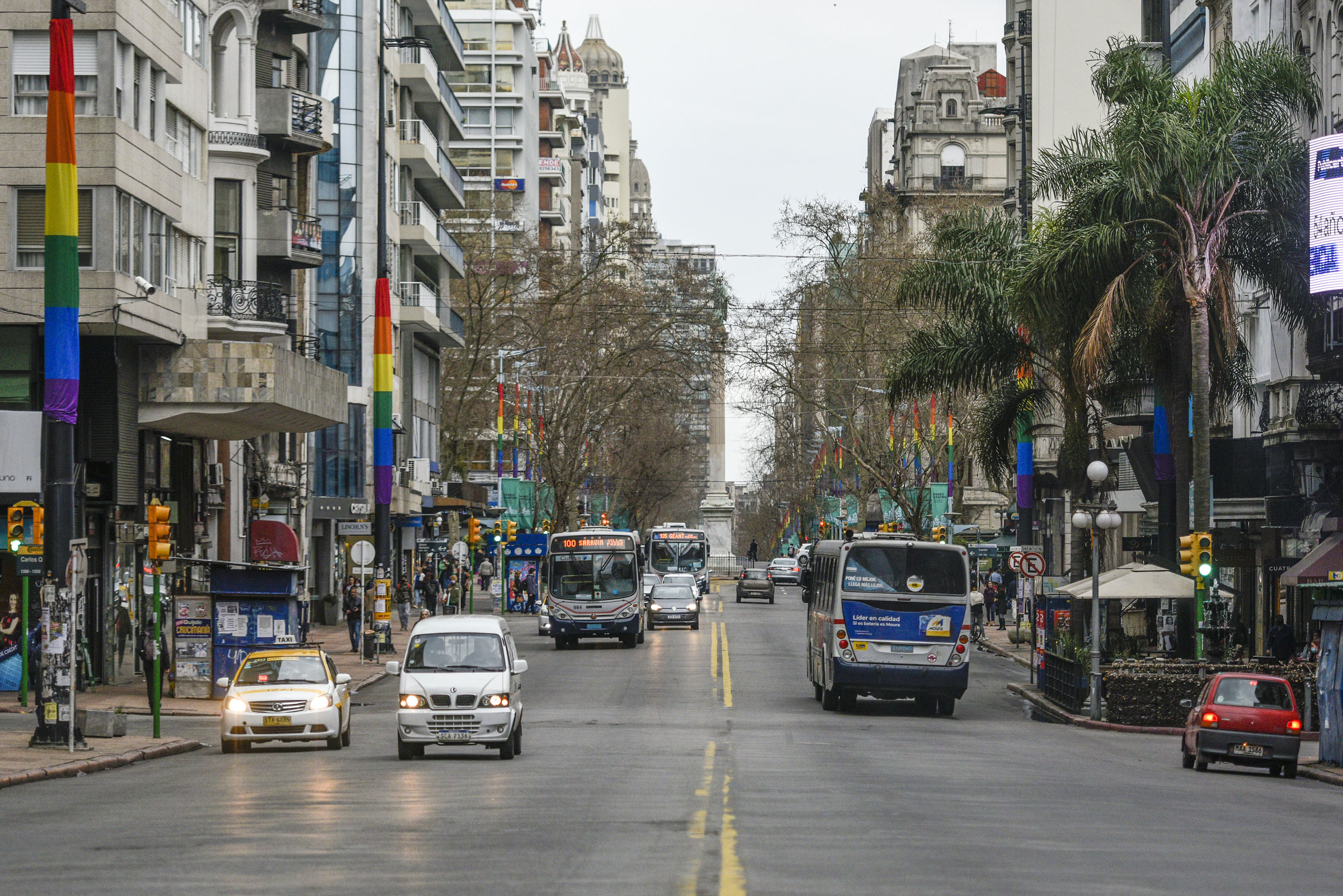
Avenida 18 de Julio, Montevideo. Constituye el principal eje urbanístico y comercial de la ciudad.

La economía de Uruguay está dominada por el sector agrícola orientado a las exportaciones, y por un sector industrial desarrollado. Después de haber crecido un 5 % por año durante el periodo de 1996-1998, la economía se vio fuertemente afectada por las recesiones económicas de Brasil y Argentina, y la moneda se devaluó al mismo tiempo que lo hacía la moneda argentina. Uruguay es miembro del Mercosur, y Montevideo es la sede. Tras la crisis de 2002, el país inició una prolongada fase de crecimiento económico a tasas elevadas, basado principalmente en las exportaciones de mercancías a precios elevados.
Uruguay es un país agroexportador, por lo cual la agricultura: arroz, trigo, maíz, girasol, sorgo, cebada, soja, caña de azúcar (Bella Unión) y la ganadería (vacunos, ovinos) son los recursos fundamentales de la economía. Las industrias principales son los frigoríficos, la lechera y derivados, la textil, la de papel y cartón, los fertilizantes, los alcoholes, el cemento y la refinación de hidrocarburos.
Si bien los recursos minerales y energéticos son escasos, existen grandes yacimientos de ágatas y amatistas en el norte del país (departamento de Artigas), yacimientos de granito y mármol, y extracción de oro en la localidad de Minas de Corrales. También está en estudio la búsqueda de diamantes y otros minerales.
Destaca también el sector de servicios (financieros, logística, transporte, comunicaciones) así como la pujante industria de las tecnologías de la información, en particular el desarrollo de software y servicios vinculados. Uruguay es también el mayor exportador per cápita de software de América Latina y el cuarto en términos absolutos, solo superado por México, Brasil y Argentina.
En los últimos años ha crecido en importancia la explotación forestal de Eucalyptus grandis y Eucalyptus globulus, con vista a la producción de madera aserrada y madera para la producción de pasta de celulosa. Asimismo, está en construcción una planta perteneciente a Montes del Plata, resultado de la unión de las empresas Stora Enso y Arauco, así como hay otras en estado de proyecto. Se encuentra en funcionamiento una planta de pasta de celulosa perteneciente a la empresa finlandesa UPM-Kymmene (anteriormente Botnia), ubicada sobre el río Uruguay, en el departamento de Río Negro, cerca de la capital del mismo, Fray Bentos.
Otro de los principales ingresos económicos al país es el turismo: la nación cuenta con una línea costera sobre el Río de la Plata y el océano Atlántico salpicada de balnearios, entre los que se destacan Punta del Este y Piriápolis, de fama internacional. El turismo agropecuario, histórico y termal tiene importancia.
El número de afiliados a los sindicatos se ha cuadruplicado desde 2003, pasando de 110 000 a más de 400 000 en 2015 para una plantilla de 1,5 millones de trabajadores. Según la Confederación Sindical Internacional, Uruguay se ha convertido en el país más avanzado de América en cuanto al respeto de "los derechos laborales fundamentales, en particular la libertad de asociación, el derecho a la negociación colectiva y el derecho de huelga". Uno de los efectos de esta elevada sindicalización fue la reducción de las desigualdades socioeconómicas.

### Indicadores macroeconómicos
Después de años de crecimiento, en el período 1999-2002 la economía sufrió una recesión importante, que derivaba fundamentalmente de los efectos indirectos de los problemas económicos de sus grandes vecinos, como Argentina y Brasil. La crisis bancaria fue provocada por el retiro masivo de los activos de ciudadanos argentinos de la banca uruguaya. Luego con la intervención del FMI, el Uruguay pudo hacer frente a sus problemas, entre ellos, la reestructuración de la deuda. El crecimiento promedio en el quinquenio 2004-2008 fue del 8 % anual. La deuda externa al 31 de diciembre de 2014, según datos de la CIA The World Factbook llegó al 24 190 millones de dólares.
Según estimaciones del FMI, en 2009 luego de la crisis financiera internacional, la economía creció al 0,6 %. Según el Banco Central, con los datos procesados en 2010, la economía creció en 2009 en un 2,9 % y en el año 2010 en un 8,5 %. Desde 2013 se asiste a un estancamiento de la actividad económica, con un crecimiento anual en declive: 5,1 % (2013), 3,5 % (2014) y 1,5 % en 2015.
El PBI nominal alcanzó en 2023 los 76 244 millones de dólares, estando entre las quince economías más grandes de Latinoamérica, superado en todos los casos por países con más población. De hecho, si se considera el PIB (nominal) per cápita, llegó en 2023 a los 21 378 dólares por habitante, con lo que Uruguay lideraría en la región seguida por Panamá y Chile. Si se mide por PIB per cápita ajustado al poder adquisitivo en 2023 Uruguay con 28 984 ocuparía la tercera posición, detrás de Panamá y Chile. La inflación o IPC fue del 5,1 % en enero de 2024.
- PIB - Producto Interior Bruto (2022): 71.800 millones de US$.[122]
- PIB - Per cápita (2022): 20.795 US$.[123]
- PIB - Tasa de crecimiento (2022): 4, 9 %.[124]
- Inflación (2023): 4,1 %.[125]
- Deuda externa aprox. (2023): 57.239 millones de US$.[126]
- Importaciones (2022): 10.941 millones de US$. (sin petróleo y derivados)[127]
- Exportaciones (2022): 13.356 millones de US$.[128]
- Principales países clientes: China, Unión Europea, Brasil.[126]
- Principales países proveedores: Brasil, China, Argentina.[127]

Estructura del PIB en 2002:
Distribución por sectores económicos del PIB total:
Agricultura, silvicultura y Pesca: 6,6 %.
Industria: 17,6 %.
Industrias de manufacturación y minería: 17,6 %.
Servicios y construcción: 75,8 %.

### Indicadores socioeconómicos
Según el Programa de las Naciones Unidas para el Desarrollo (PNUD), Uruguay es el tercer país de América Latina (después de Chile y de Argentina) con mayor Índice de Desarrollo Humano (IDH) y el 54.º en el mundo.
La pobreza medida en porcentaje de personas pobres alcanza en 2014 el 9,7 %, en tanto la indigencia el 0,3 % de la población. Según el Informe Panorama Social de América Latina 2011 de la CEPAL, Uruguay tiene el menor índice de pobreza de Latinoamérica. El promedio de ingreso mensual por habitante, a enero de 2015, en Montevideo, es en los hogares: 5 492 $ (226 US$), y por persona: 20 363 $ (838 US$).
En el resto del país, hogares: 47 215 $ (1943 US$), personas: 14 386 $ (592 US$) —no incluye ingreso por aguinaldo y valor locativo (1 dólar = 24,3 $) 15 de enero de 2015, BCU—.
Al comparar la incidencia de la pobreza por ascendencia, se observan diferencias contundentes. Para el año 2008, mientras la pobreza en las personas blancas era de 19,4 %, las personas afrodescendientes registraban un 43,1 % para el total del país.
- Desempleo (junio de 2021): 9,4 %[132]
- Empleo (junio de 2021): 55,4 %[132]
- Pobreza (2020): 11,6 %[133]
- Indigencia (2020): 0,4 %[133]

### Exportaciones e importaciones
| Exportaciones a | Exportaciones a | Importaciones de | Importaciones de |
| País            | Porcentaje      | País             | Porcentaje       |
| --------------- | --------------- | ---------------- | ---------------- |
| China           | 23.5 %          | Brasil           | 20.9 %           |
| Brasil          | 13.5 %          | China            | 18.1 %           |
| Estados Unidos  | 7.35 %          | Estados Unidos   | 12 %             |
| Países Bajos    | 5.1 %           | Argentina        | 11.8 %           |
| Argentina       | 4.75 %          | Alemania         | 3.17 %           |
| Otros           | 45.8 %          | Otros            | 34 %             |

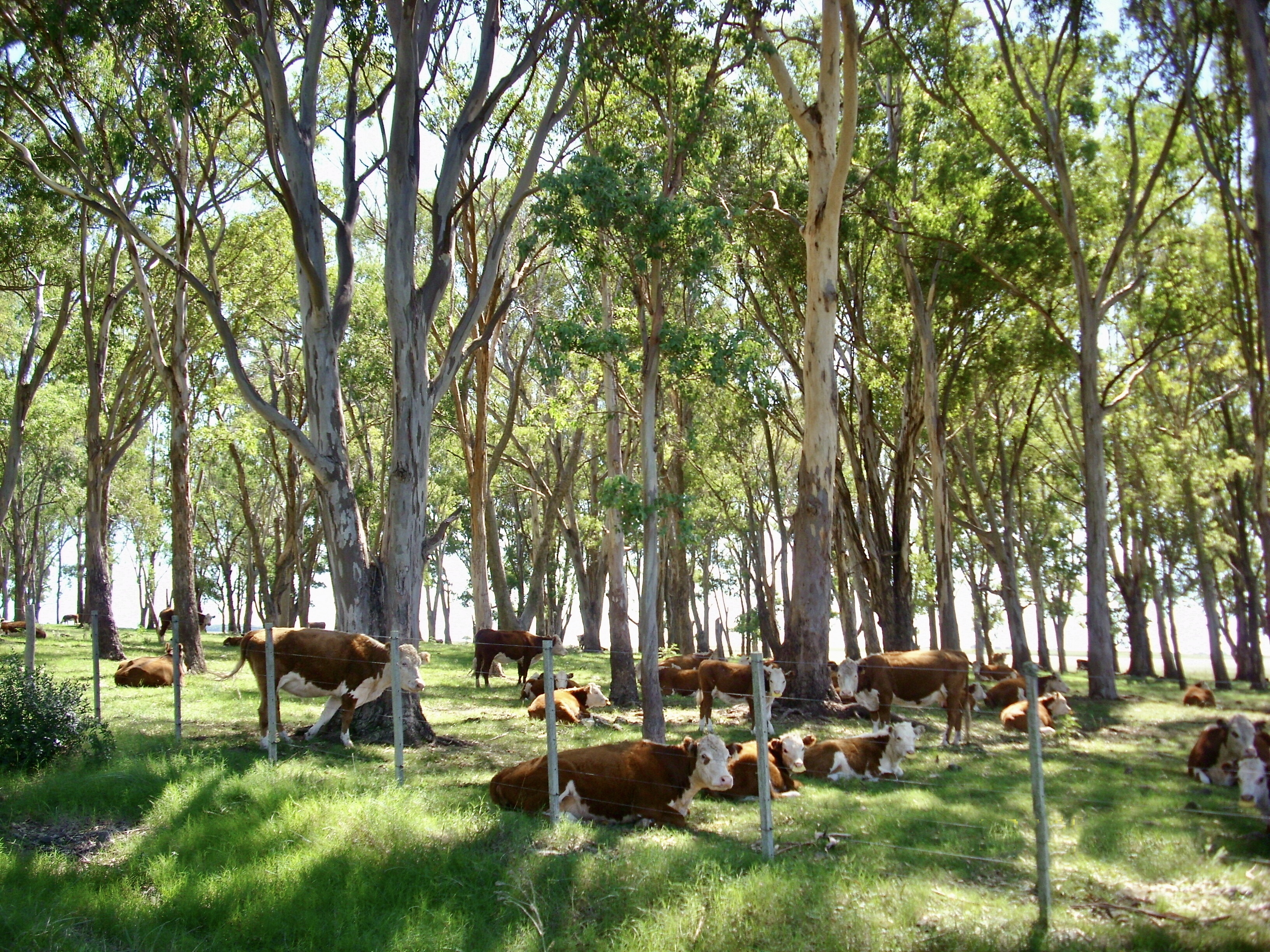
La ganadería es una de las principales industrias de exportación de Uruguay.

Para el año 2020, las exportaciones uruguayas representaron 7590 millones de dólares, mientras que las importaciones representaron 8580 millones de dólares lo cual significa una balanza comercial negativa. Sus principales socios comerciales son los otros miembros del Mercosur, China a quien le vende principalmente cereales y carne bovina y con quien esta negociando un Tratado de libre comercio y Estados Unidos.

### Ganadería
Desde sus inicios como país la ganadería fue muy importante para Uruguay. La producción de carne y lana se mantuvo siempre entre los principales rubros de actividad y de exportación del país. Existen múltiples establecimientos de cría tanto de ganado vacuno (Hereford, Aberdeen Angus, y otras razas), como ovino (Corriedale, Merino Australiano). Los antiguos saladeros dieron paso en el siglo XX a las cámaras frigoríficas, desde donde las carnes vacunas uruguayas salen a muy variados destinos en el mundo.
Es importante también la ganadería en cuanto al ganado lechero. El sector ha pasado de abastecer únicamente al consumo local desde los tradicionales tambos, a la situación en el siglo XXI en que los productos lácteos industrializados son un importante rubro de exportación. Uruguay actualmente vende productos lácteos a países europeos.
La producción de ganado ovino se concentra en el norte del país, en los departamentos de Artigas y Salto aunque se reparte en el resto del país en menor medida, mientras que el ganado bovino se encuentra en todo el territorio, con más predominio en el sur del país.

### Minería

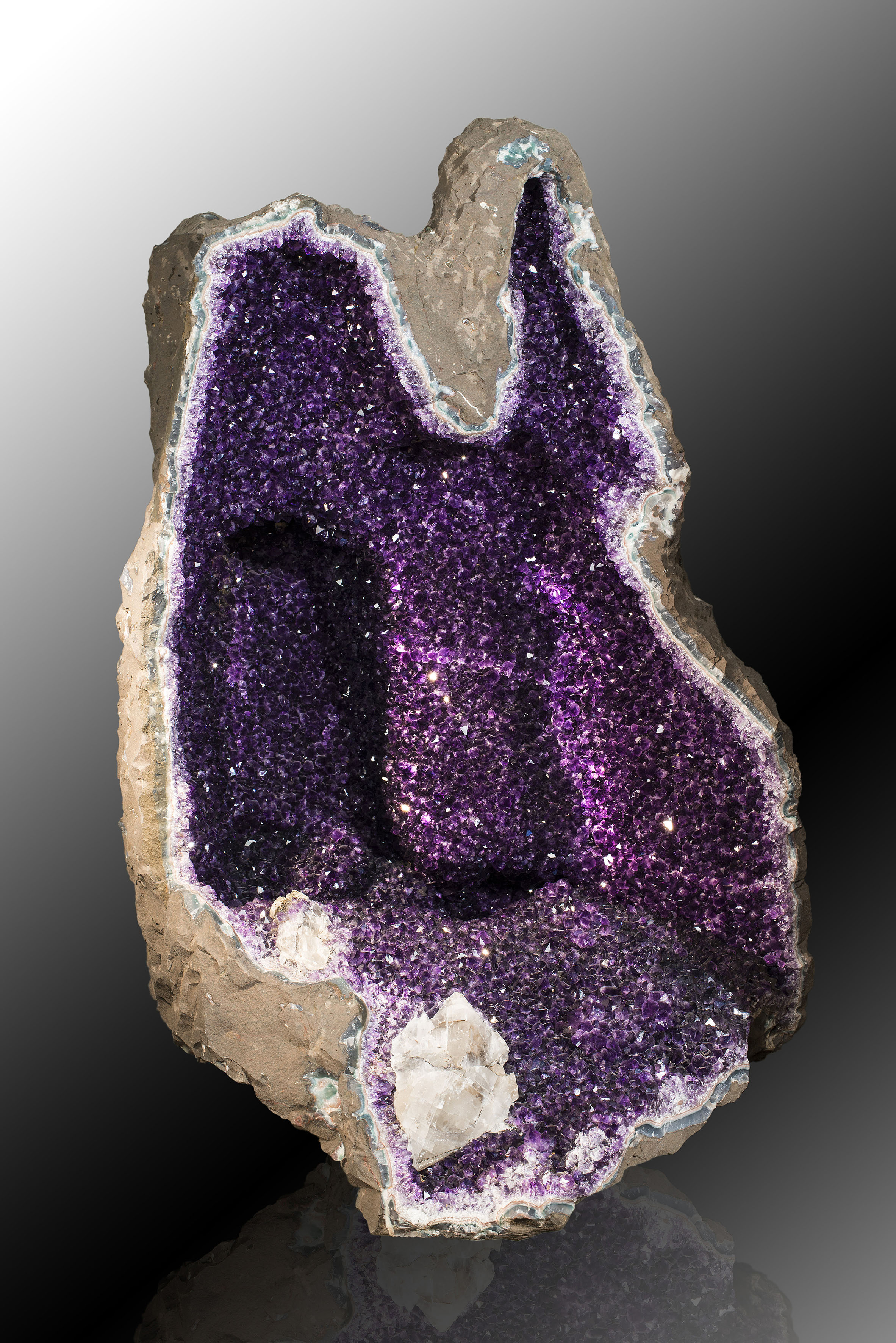
Amatista extraída del Departamento de Artigas.

La producción mineral no es uno de los rubros destacados del país, sin embargo pueden encontrarse: ágatas y amatistas en el departamento de Artigas, minas de oro en Rivera, Treinta y Tres y Lavalleja, berilo en Colonia, plomo, zinc, baritina y dolomías en Lavalleja (se pueden encontrar estos dos últimos también en Maldonado), hierro en Rivera, Durazno, Florida y Treinta y Tres, manganeso en San José y Rivera, cuarzos y feldespatos en Florida (este último también se encuentra en Canelones), montmorillonita en Cerro Largo, caolín en Durazno, talco en Colonia y Lavalleja, ilmenita y turba en Rocha, limos en Montevideo, San José y Maldonado, calizas en Lavalleja, Paysandú y Treinta y Tres, arcilla en Montevideo, Durazno, Maldonado, San José y Canelones y arcilla yesifera en Río Negro. Asimismo en distintos puntos del país se extrae granito, granito negro, arena, yeso, cantos rodados, marga, pirita, balasto, piedra laja, triturada y bruta, diorita y granodiorita.
Existió un proyecto de explotación, el primero en el país de gran porte, de minería de cielo abierto, denominado proyecto Aratirí, para la extracción de hierro en la zona de la Cuchilla Grande, en los departamentos de Treinta y Tres, Durazno y Florida, cerca de la localidad de Valentines.

### Agricultura

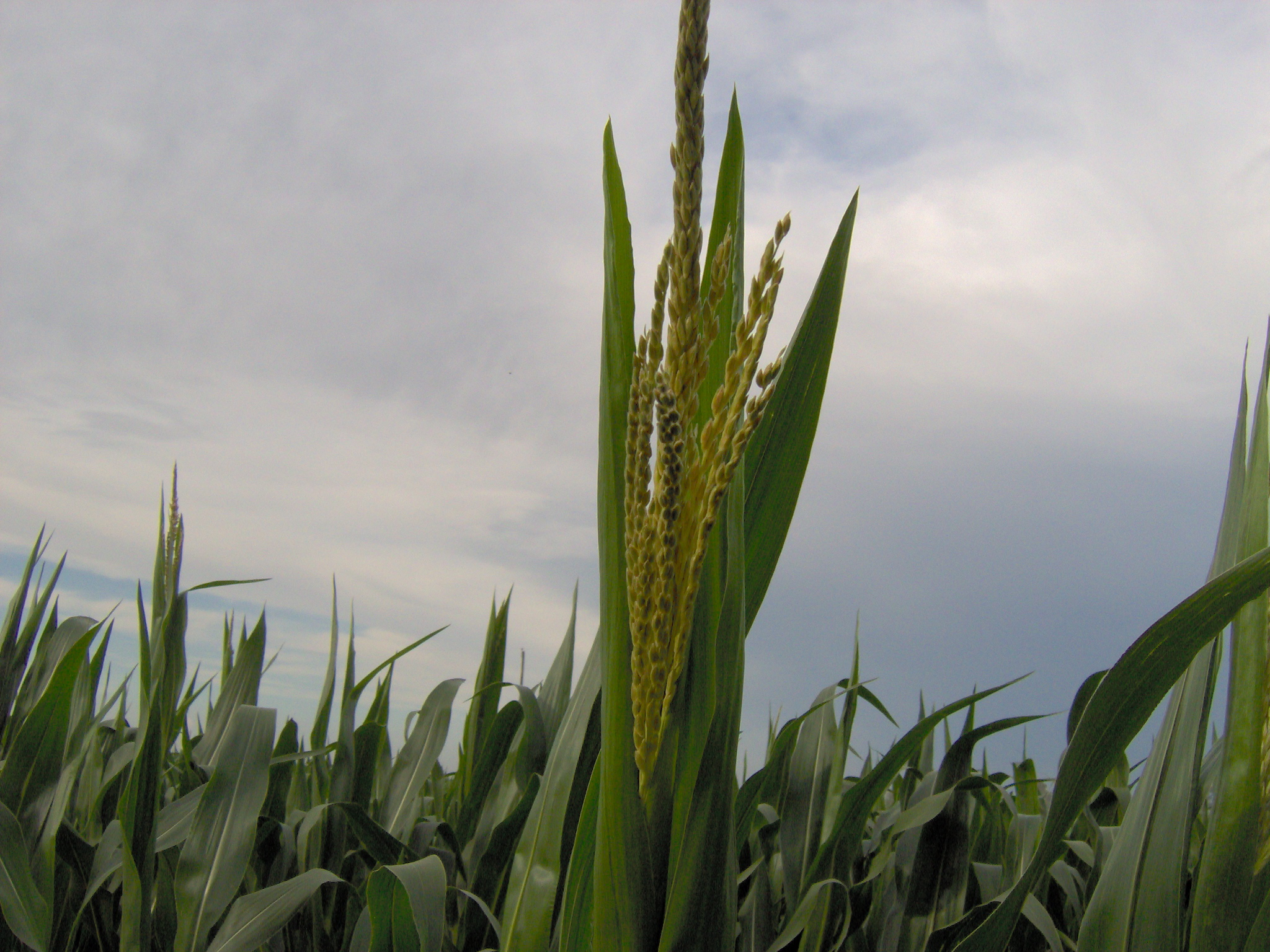
Flor masculina del maíz.

La agricultura todavía contribuye aproximadamente con el 10 % al PIB del país y es la principal fuente de divisas, poniendo al Uruguay en consonancia con otros exportadores agrícolas como Brasil, Canadá y Nueva Zelanda. Uruguay es miembro del Grupo de Cairns de los exportadores de productos agrícolas.
En Uruguay la agricultura de secano es de relativamente bajos insumos de mano de obra, tecnología y capital en comparación con su agricultura de riego (arroz) y a otros países, lo que resulta comparativamente más baja en los rendimientos por hectárea, salvo el arroz, pero también abre la puerta a Uruguay para comercializar sus productos como "naturales" o "ecológicos". Campañas como "Carne uruguaya natural alimentada con pasto" y "Uruguay Natural" tienen la finalidad de establecer a Uruguay como marca en el sector de la carne, el vino y otros productos alimentarios. Se puede acceder libremente a la aptitud de sus suelos y sus características consultando a través del parcelario rural nacional de Uruguay en los servidores de mapas siguientes:  
Algunos cultivos agrícolas de exportación en Uruguay son trigo, cebada, avena, soja, arroz, maíz, sorgo, girasol y arándanos.
Uno de los cultivos tradicionales en este país es la vid. Este cultivo fue introducido por los colonizadores españoles a mediados del siglo XVII. Aunque tradicionalmente había viñas plantadas en todo el territorio nacional, en la actualidad se distinguen algunas zonas de concentración de viñedos y bodegas como el área metropolitana de Montevideo, los alrededores de la ciudad de Colonia y de la ciudad de Bella Unión.
Recientemente, ha surgido una industria en torno a las estancias de turismo que capitaliza las tradiciones o folclore asociados con la cultura gauchesca y los recursos restantes de las históricas estancias de la era dorada de Uruguay. Uno de los ejemplos de esta industria es el turismo relacionado con el mundo del vino y la restauración. Dada la importancia histórica de este cultivo y el espíritu asociacionista del país algunas bodegas han formado la asociación Los caminos del vino, cuyo objetivo es fomentar el turismo del vino.

## Infraestructura

#### Energía

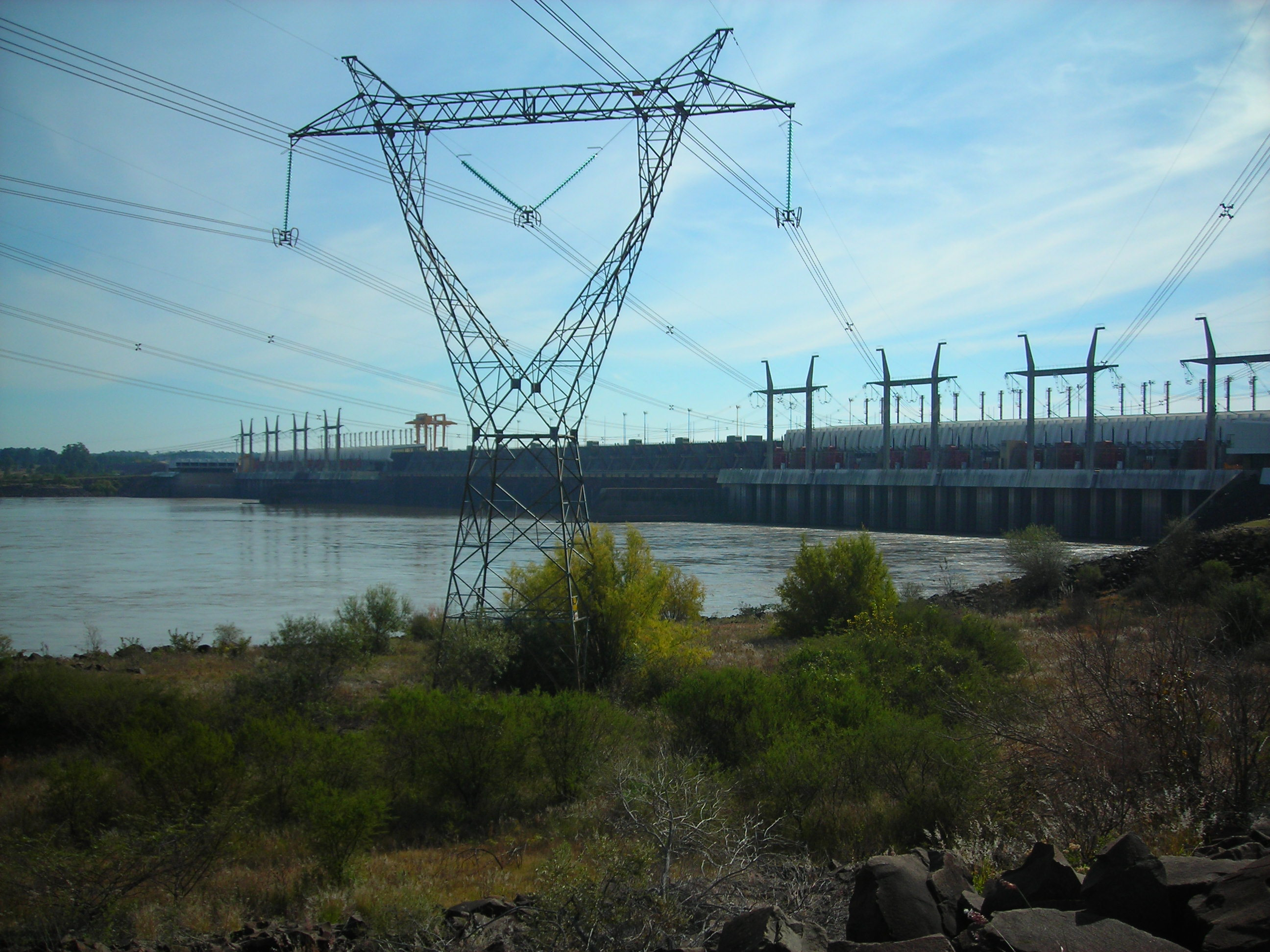
Represa de Salto Grande.

Uruguay no cuenta con recursos propios de combustible fósil para la generación de energía. El país cuenta con tres centrales hidroeléctricas en el Río Negro, el río interior más grande del país: Rincón del Bonete (160 MW de potencia instalada), Baygorria (108 MW) y Palmar (333 MW); y una en el Río Uruguay, Salto Grande (1890 MW), esta última compartida a medias con Argentina. Existen tres centrales térmicas de respaldo ante la eventual falta de energías renovables, Central térmica de Ciclo Combinado Punta del Tigre (840 MW), Central térmica Batlle y Ordóñez (70 MW) y la Central La Tablada (200 MW).

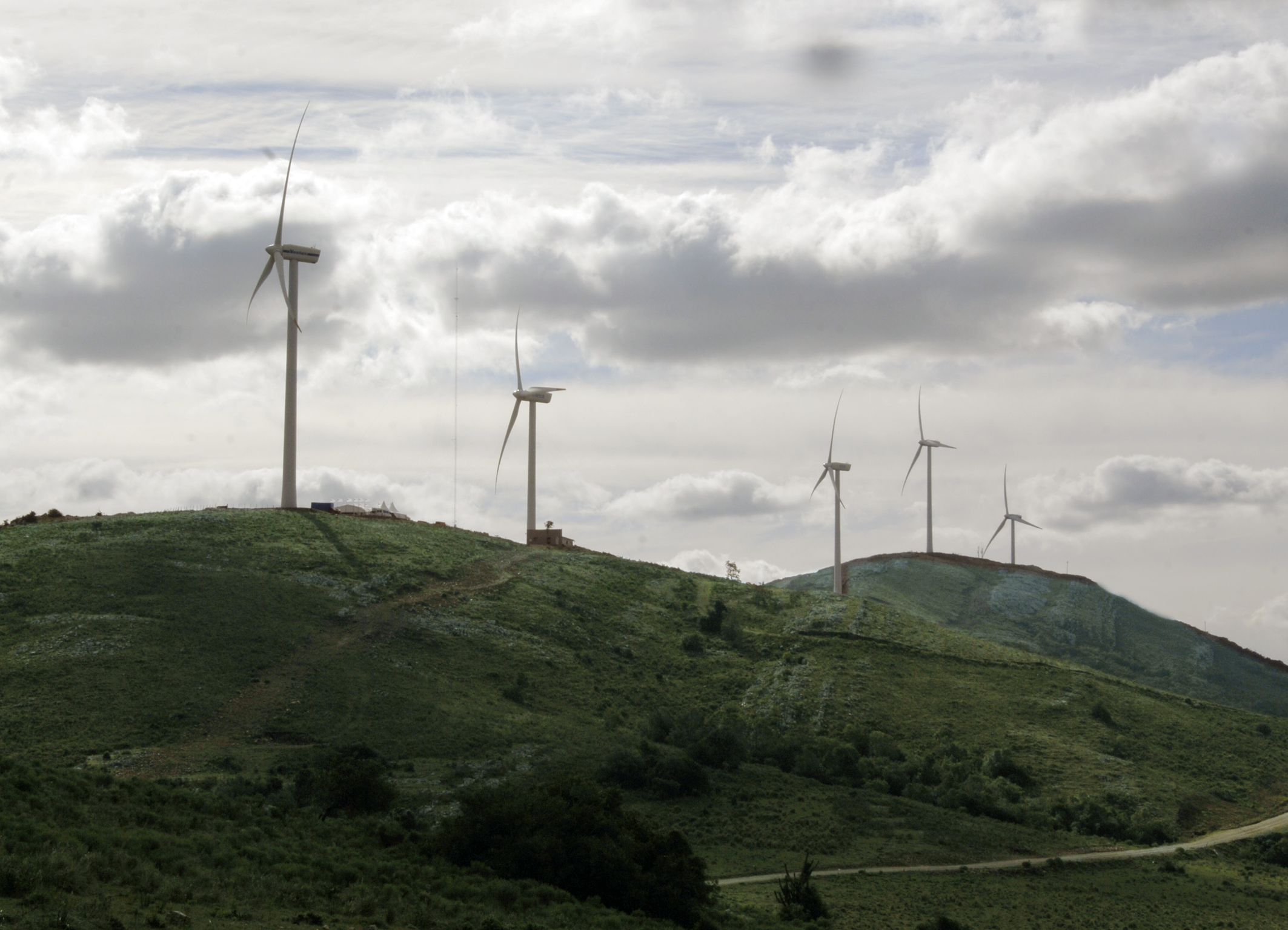
la energía eólica que pasó de cubrir apenas 1% de la matriz eléctrica uruguaya en 2013 a 34% en 2018.

En el año 2000 se instaló el primer aerogenerador experimental en la sierra de los Caracoles, y en 2007 se instaló el primer aerogenerador comercial en Maldonado. En la siguiente década se experimentó un fuerte crecimiento de la energía eólica que pasó de cubrir apenas 1% de la matriz eléctrica uruguaya en 2013 a 34% en 2018. En 2016 el sector alcanzó los 1000 MW de potencia instalada.
Además existe una gran participación de la generación con biomasa, principalmente a partir de residuos agrícolas y forestales.
La red actual de Uruguay está integrada con la de Argentina por el oeste participando en las exportaciones y las importaciones de energía eléctrica. Y con Brasil por el este a través de las estaciones conversoras de frecuencia de Rivera y Melo, logrando de esta forma diversificar los suministros de energía para ambos países.
Por otra parte, en los últimos años se han realizado campañas de exploración de hidrocarburos tanto en tierra (onshore) como en la plataforma continental marítima (offshore) logrando importantes avances en el conocimiento en esta área.

#### Transporte
En lo que respecta al transporte de cargas se hace por medio de camiones y del ferrocarril. En lo referente a pasajeros existen líneas de ómnibus de corta distancia (menos de 50 km) y de larga distancia (de más de 50 km) las cuales cubren las principales rutas, concentrándose en las ciudades más importantes. Las líneas de trenes de pasajeros que se concentran en la capital, eran los únicos servicios operativos hasta 2019, desde entonces se encuentran suspendidos por motive de reconstrucción de la vía principal.
Carreteras

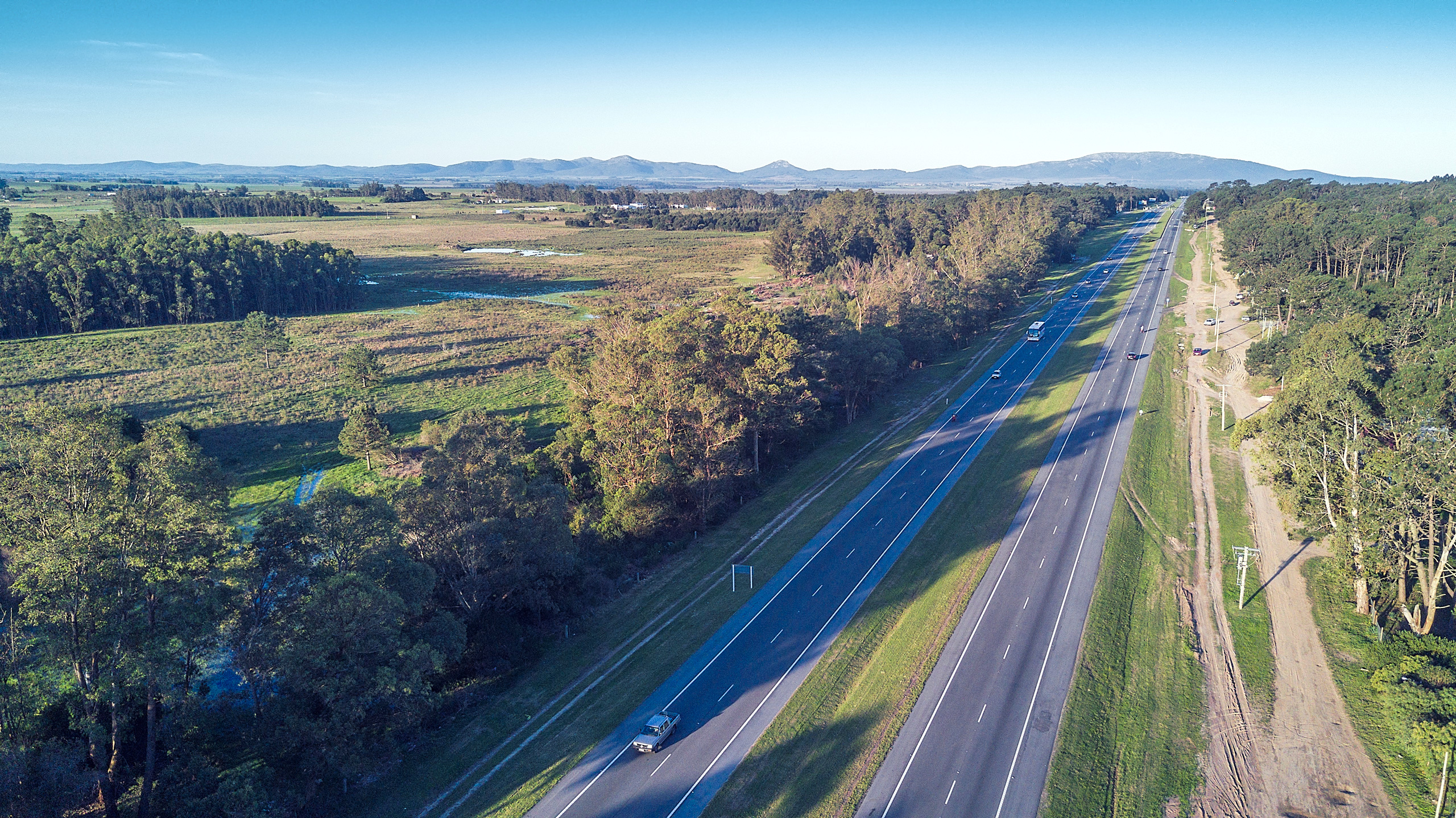
Ruta Interbalnearia, Canelones.

Red de rutas nacionales uruguayas.

En 2020, la red vial de Uruguay contaba con 8696 km de carreteras, de los cuales 3164 estaban pavimentados. Solo existen carreteras duplicadas que parten de Montevideo, hacia Maldonado (125 km por Ruta 10), Colonia del Sacramento (150 km por Ruta 1) y Rivera (pocos km de la Ruta 5), según el Ministerio de Transporte y Obras Públicas. Se distribuyen en los 176 215 km² de territorio, lo que significa uno de los más altos índices de accesos a diferentes partes de una región de América Latina. La característica principal es que la mayoría de las carreteras confluyen en la capital, Montevideo. Actualmente, finalizó el proyecto de construcción de un anillo perimetral (Ruta 102) que evita atravesar la ciudad, uniendo entre sí las rutas del oeste con las del este. Además existen varias rutas importantes que recorren el país, facilitando así el tránsito entre los departamentos del interior sin pasar por la capital, por ejemplo la ruta 26 que une Melo con Paysandú vía Tacuarembó.
Tipos de firme en las carreteras:
- 303 km de hormigón
- 3164 km de capa asfáltica
- 4220 km de tratamiento bituminoso
- 1009 km de tosca

Las principales carreteras, rutas y autovías de Uruguay son: Ruta 1, Ruta 3, Ruta 5, Ruta 8, Ruta 9, Ruta 26, Ruta 101, Ruta Interbalnearia, Avenida Italia y Avenida Giannattasio, tienen un buen mantenimiento y señalización aunque hay tramos en mal estado. Las rutas secundarias tienen condición variable, de muy buena a mala calidad.
Ferrocarriles

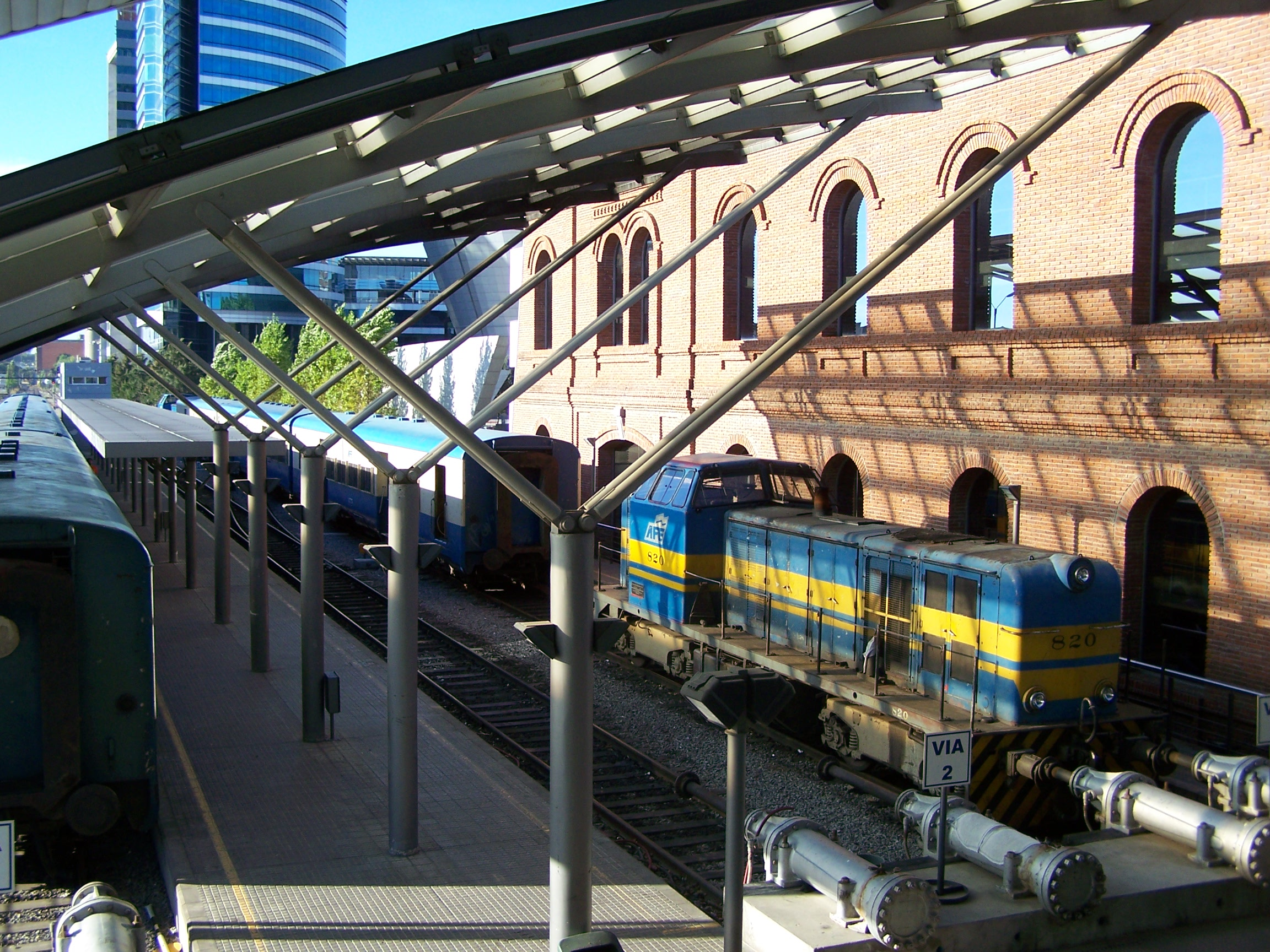
Estación de Ferrocarriles de Montevideo

La red de ferrocarriles uruguayos cuenta, en 2020, con aproximadamente 3073 km de vía, con una trocha 100 % homogénea, de 1435 mm, y solo 11 km de vía doble y es una de las más densas de la región (0,016 km/km²). A 2020, se encuentran operativos solamente unos 1673 km de vía casi exclusivamente para el transporte de cargas, y dentro de estos, solo 118 km (desde 2019) para servicios de pasajeros. El resto del ramal se encuentra clausurado.
El estado actual tanto de la red ferroviaria como del parque tractivo se encuentra, desde los años 1950, sumido en la decadencia y en un estado bastante precario. La gran mayoría de la red no solo está clausurada, sino que en algunos casos no se les ha realizado ni mantenimiento ni reconstrucciones desde hace décadas. En cuanto a la flota, todo el material es importado y cerca del 95 % del material es de segunda mano que se encuentra en servicio, reparado, en mal estado o desguazado. 

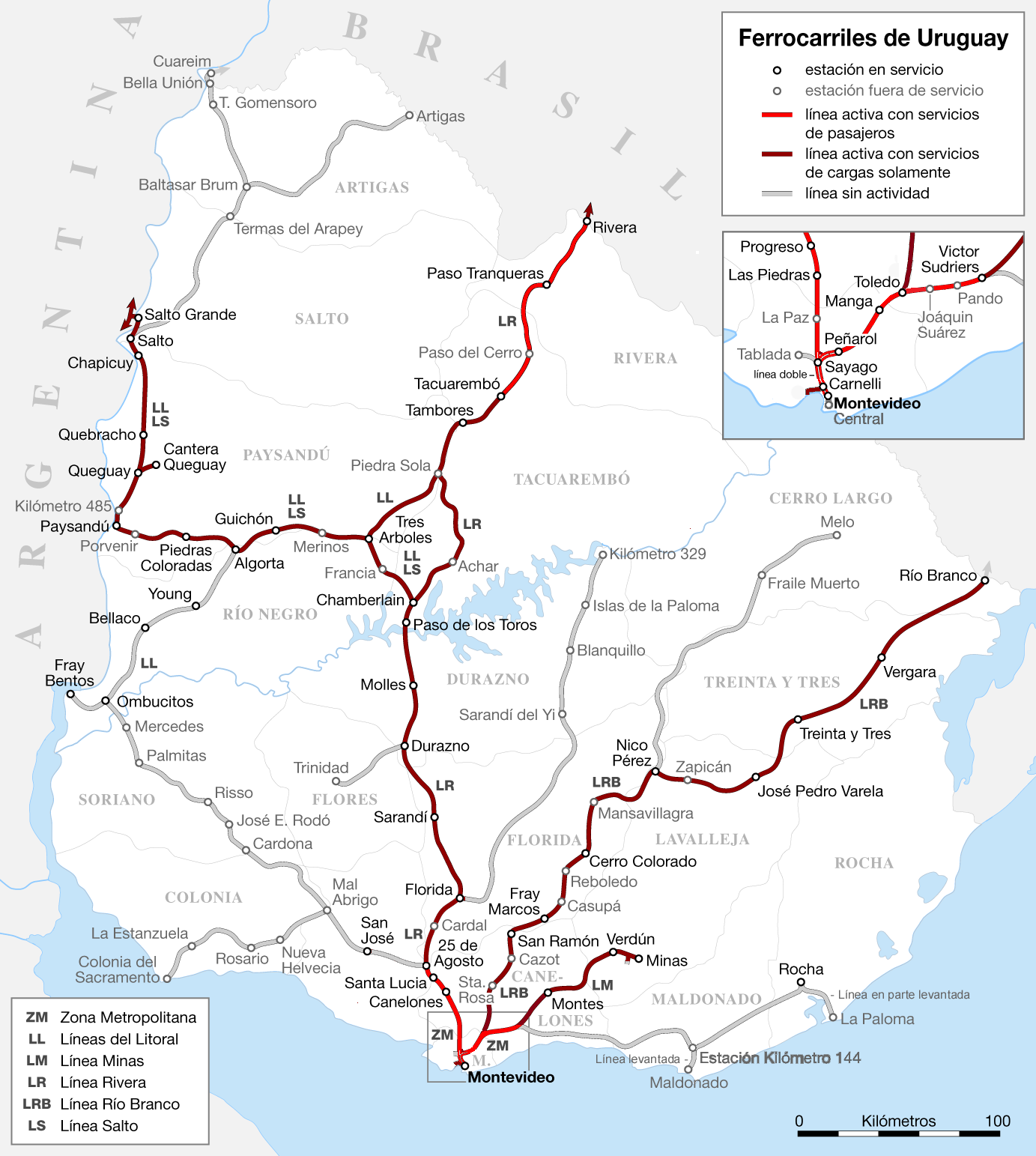
Estado de la red ferroviaria uruguaya (2022).

El sistema ferroviario uruguayo no está electrificado. Sin embargo, en los últimos años se ha estado llevando a cabo la reparación y reconstrucción de algunos ramales para el transporte de cargas. Un proyecto de 2015 pretende reconstruir un tramo de 273 km de los 563 km de la línea troncal Montevideo-Rivera que se encuentra actualmente en ejecución para el transporte de pasta de celulosa de la empresa forestal finlandesa UPM-Kymmene, que contempla la prolongación de vía doble actual (11 km) a 26 km y el uso de traviesas de hormigón del tipo monobloque y rieles soldados con acero colado, algo nunca antes acontecido en el país. En 2020, se llevó a la reparación la flota en ese momento existente y la compra de material nuevo.
Desde el 1 de marzo de 2003, los trenes de pasajeros parten y llegan de una nueva y pequeña estación terminal situada 500 metros hacia el norte de la Estación Central de Montevideo, la cual permanece cerrada desde entonces. Esto significó una pérdida de más de 100 000 pasajeros para los servicios de trenes.
La AFE es, desde 1952, la actual administradora estatal de la red y, desde 2020, es la encargada del mantenimiento de infraestructuras. Está permitida la circulación de material de otras empresas e instituciones y varias poseen sus propios vagones y locomotoras (ANCAP, AUAR, CEFU, CUCP).
Aeropuertos

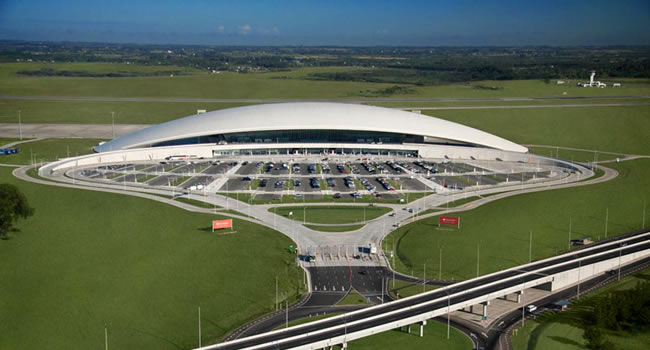
Aeropuerto Internacional de Carrasco, Montevideo.

En Uruguay hay 242 aeropuertos o aeródromos secundarios, de los cuales doce tienen pista de aterrizaje pavimentada, siendo los otros, aeródromos secundarios o pistas de emergencia con la pista sin pavimentar con pavimento leve. Los dos más importantes son el Aeropuerto Internacional de Carrasco, ubicado en el Departamento de Canelones, dentro de la zona metropolitana de Montevideo, y el Aeropuerto Internacional de Punta del Este, en el Departamento de Maldonado.

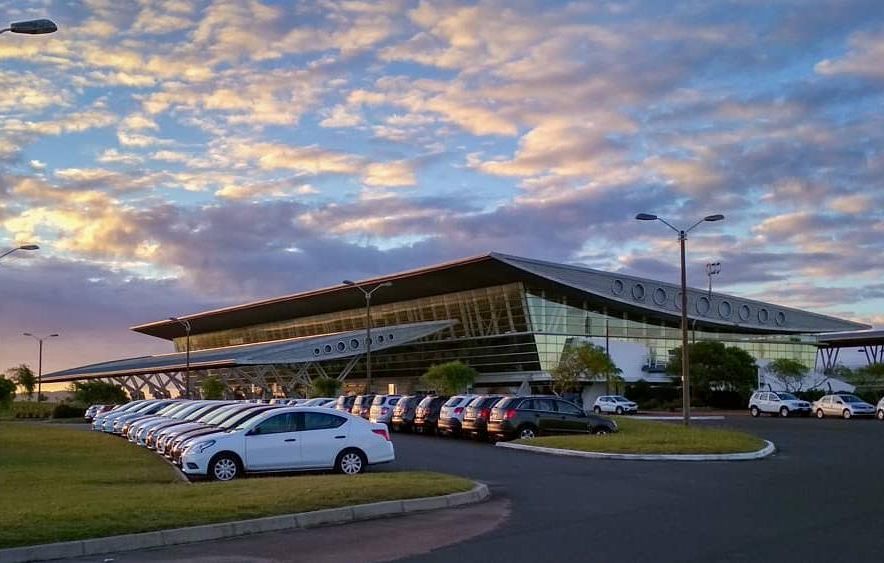
Aeropuerto Internacional de Punta del Este

El Aeropuerto Internacional de Carrasco fue inaugurado inicialmente en 1947 y en 2009, Puerta del Sur, el propietario y operador del aeropuerto, con una inversión de 165 millones $, encargó a Rafael Viñoly Architects expandir y modernizar las instalaciones existentes con una nueva y amplia terminal de pasajeros para aumentar la capacidad y estimular crecimiento comercial y turismo en la región. En 2009 finalizaron las obras de la nueva terminal. Se inauguró el 15 de noviembre de 2009 y comenzó a operar el 29 de diciembre de 2009. El aeropuerto puede manejar hasta 4,5 millones de usuarios por año. La revista Frontier, con sede en Londres, lo eligió como uno de los mejores cuatro aeropuertos del mundo en su 27.ª edición. Las viejas instalaciones quedaron para el servicio de carga aérea. Se proyecta la transformación de esta terminal en un centro de conexión meridional sudamericano para cargas.
El Aeropuerto Internacional de Punta del Este, conocido también como Aeropuerto de Laguna del Sauce, está ubicado a 15 kilómetros (9,3 millas) de la ciudad de Punta del Este, en el departamento de Maldonado, es la segunda terminal aérea con mayor tráfico de pasajeros del país. Obra del arquitecto uruguayo Carlos Ott, la terminal fue inaugurada en 1997 y las pistas fueron renovadas a través de una concesión de inversión privada.
Navegación

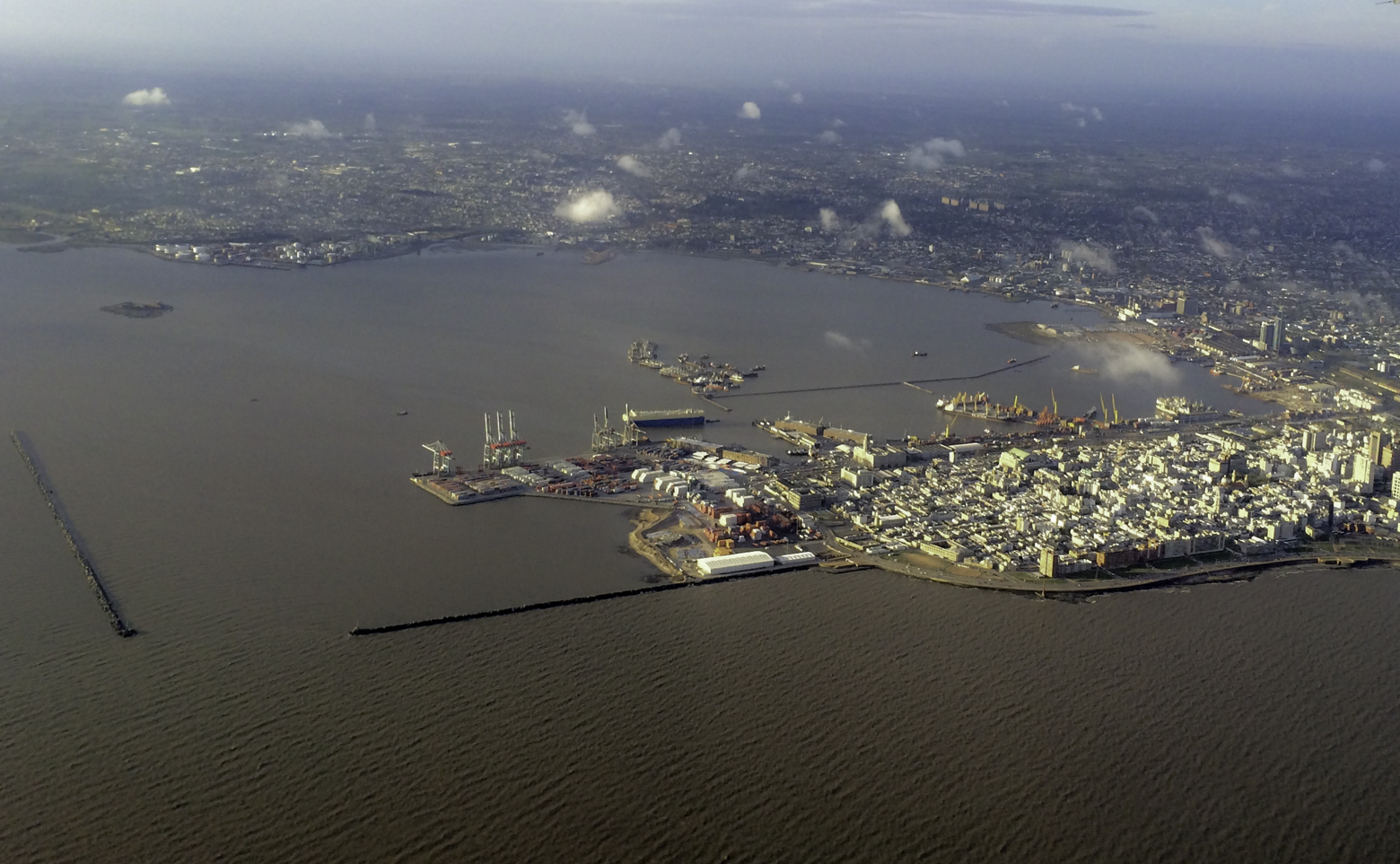
Puerto de Montevideo

Los principales puertos de Uruguay se ubican sobre las costas del Río de la Plata y del río Uruguay. Los principales puertos de carga son Montevideo (11 kilotoneladas y 888 000 TEU movidos en 2016), Nueva Palmira (7,3 kilotoneladas movidas en 2016) y Fray Bentos (2,1 kilotoneladas movidas en 2016). En cuanto a puertos deportivos se destacan Colonia del Sacramento, La Paloma, Piriápolis y Punta del Este.

#### Comunicaciones
En Uruguay la libertad de prensa está amparada por la Constitución. Según un estudio realizado por Reporteros Sin Fronteras en 2009, el país ocupa la posición número 29 en el índice de libertad de prensa mundial y el primer lugar entre los países de América Latina.
Cada mil habitantes circulan 293 periódicos, hay 603 radio-receptores, 530 televisores y 278 líneas telefónicas. Teniendo en cuenta una familia de 4 personas de clase media, todas gozarían de estos bienes.
Según estimaciones de 2005, existen 93 emisoras de radio AM, 191 emisoras de FM, 7 de onda corta y 62 emisoras de televisión.
Se firmó un acuerdo de aceptación (2007), para adoptar la norma de televisión digital europea a diferencia de Brasil que adoptó la norma japonesa. En diciembre de 2010 se establece como definitiva la norma japonesa-brasilera por una decisión geopolítica, enmarcada en el interés de profundizar las relaciones con los países de la región que optaron por esta norma.
En el área metropolitana de Montevideo hay 7 canales importantes de emisión por aire:
- Canal 4 (desde 1961) (privado)
- Canal 5 (desde 1963) (público)
- Canal 10 (desde 1956) (privado)
- Teledoce (desde 1962) (privado)
- TV Ciudad (canal de aire desde 2015, solo en televisión digital terrestre) (público)

A las mismos se agregan los canales del interior del país y sus repetidoras, así como la televisión por cable, satelital y IPTV: DirecTV, Flow SAT, TDH (es servicio exclusivo de TCC, Canal 10 y la red Equital) y Antel TV.
Telefonía
El sistema telefónico uruguayo es 100 % digital desde 1997, gracias a los esfuerzos por mejorar de la empresa monopólica estatal de telecomunicaciones Antel. Uruguay fue el primer país en toda América en poseer este estatus.
En Uruguay hay más de un millón de teléfonos fijos, 31,7 líneas fijas cada 100 habitantes, lo que constituye la segunda red de más alta densidad en telefonía fija de Latinoamérica después de la de Costa Rica, esta situación se explica principalmente debido al mayor uso del ADSL en los hogares uruguayos. La mitad del sistema telefónico se encuentra en Montevideo. En 2007 se eliminó el sobrecosto para llamadas entre dos localidades, por lo que una llamada de larga distancia nacional pasó a costar igual que una urbana. El valor del cómputo depende solo de la hora y del día de la llamada.
En junio de 2014 la cantidad de teléfonos celulares alcanzó a 5 358 325 unidades (más de un aparato por habitante), o 159,2 servicios móviles cada 100 habitantes, quedando 2.º a nivel latinoamericano después de Panamá. Son tres las empresas prestadoras del servicio, una de ellas es pública ANTEL, antes llamada Ancel, con 2 674 061 de celulares, y las restantes son las privadas Movistar con 1 854 385, y Claro con 829 879 celulares.
Uruguay es el primer país de América Latina con una operación comercial en tecnología LTE, Telefonía móvil 4G Long Term Evolution, tecnología de cuarta generación, que permite gran capacidad de transmisión de banda ancha de forma inalámbrica. El servicio comenzó a prestarse en la primera quincena de diciembre de 2011, en principio en Punta del Este y Maldonado, y después se extendió a zonas de Montevideo.
Internet
El 69,5 % de las conexiones a Internet son móviles y el 30,5 % fijas, sumando un total a junio de 2014 de 2 609 842 servicios.
En esa fecha Uruguay tenía 795 804 servicios de banda ancha fija, y 1 814 038 servicios de banda ancha móvil. ANTEL es el proveedor del 98 % de los servicios de banda ancha fija.
Con una tasa de 47,7 usuarios de Internet cada 100 habitantes, Uruguay lidera en América Latina en ser el país con mayor proporción de internautas. En una evaluación sobre 21 países de América Latina, Uruguay es el de mayor penetración conjunta de telefonía fija, móvil, y banda ancha, con un índice de adopción de TIC (Tecnologías de la información y la comunicación) de 5,42.
Según el Informe Global de la Información Tecnológica 2012-2013 que abarca también las Tecnologías de la información y la comunicación, Uruguay esta tercero en Latinoamérica en las TIC, ocupando a nivel mundial Chile el puesto 34, Panamá el puesto 46 y Uruguay el 52.
En 2007 el país alcanzó la cifra de un millón de usuarios de Internet.

### Tecnología
Uruguay es un importante exportador de software, y se ubica en el primer lugar en ingresos por concepto de software y servicios informáticos per cápita de Latinoamérica. En 2007 exportó 188 millones de dólares (el 0,58 % del PBI 2008), en el año 2011 Uruguay exportó software por 250 millones de dólares.
Según el Índice mundial de innovación, a cargo de la Organización Mundial de la Propiedad Intelectual, en 2024, Uruguay se ubicó en lugar 62 en innovación entre 133 países del mundo; mientras que en 2023 ocupó el lugar 63 y el lugar 64 en 2022.

### Ciencia
La inversión en investigación no ha sido una característica de Uruguay; en su mayoría son esfuerzos aislados o de algún centro como el Instituto de Investigaciones Biológicas Clemente Estable —IIBCE—, y de la Universidad de la República. Las principales investigaciones son del área de la medicina y la matemática.

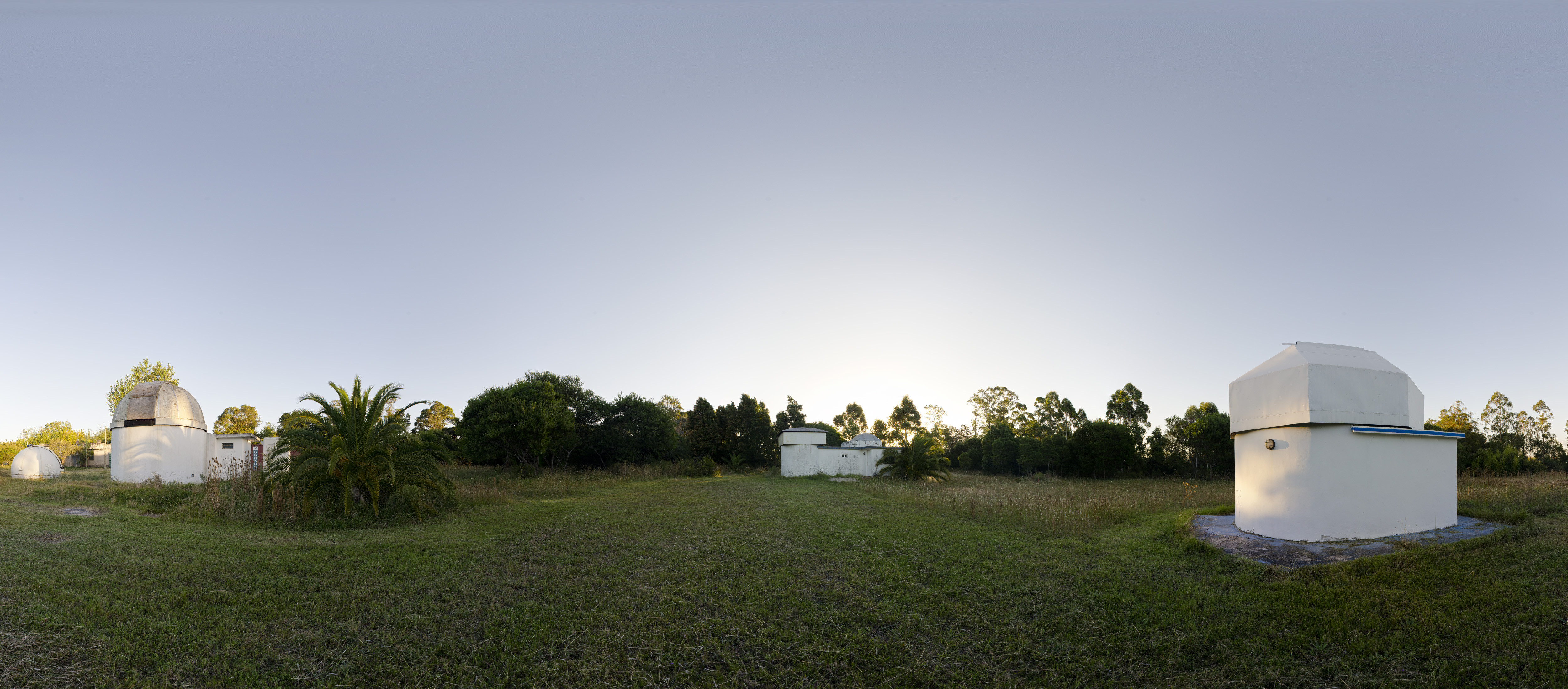
Observatorio astronómico Los Molinos, Montevideo.

A pesar de lo antedicho, en 1986 se creó el Programa de Desarrollo de las Ciencias Básicas —PEDECIBA—, resultado de un acuerdo entre la Universidad de la República el Ministerio de Educación y Cultura y el Programa de las Naciones Unidas para el Desarrollo —PNUD— con el objetivo de la repatriación de científicos y el inicio de las maestrías y doctorados en ciencias básicas —que en ese entonces incluía Biología, Informática, Física, Matemática y Química—. El primer director del PEDECIBA fue el Dr. Roberto Caldeyro Barcia. Otro hito reciente en la ciencia uruguaya es la instalación del Instituto Pasteur de Montevideo dependiente del Instituto Pasteur de Francia. El director de este instituto es el Dr. Guillermo Dighiero.
Varios científicos uruguayos se han destacado en el ejercicio de su profesión, como los ingenieros Eladio Dieste —reconocido mundialmente por su uso de lo que él denominó cerámica armada— o el matemático e ingeniero José Luis Massera, reconocido por el lema que lleva su nombre. Otro científico destacado es Clemente Estable, docente e investigador en biología y neurobiología. El Instituto de Investigaciones Biológicas fue nombrado en su honor.

## Sociedad

### Demografía
El 88 % de la población uruguaya es de ascendencia europea, principalmente de españoles e italianos (más de la mitad de la población tiene al menos un antepasado de origen italiano). De ellos, 55 220 tienen nacionalidad italiana o son ciudadanos nacidos en Italia. En tercer lugar se encuentran los descendientes de franceses. A finales del siglo XIX, casi una tercera parte de la población de Uruguay era francesa o de origen francés. Los franceses representaban el 40 % de los montevideanos en 1850 y, en la actualidad, el 15 % de los uruguayos son de origen francés. Uruguay pertenece a la Organización Internacional de la Francofonía (OIF). También hay descendientes de armenios. Los mestizos representan el 8 % de la población, los indígenas representan el 6,4% de la población y la población de ascendencia africana el 4 %. El Uruguay tiene un alto grado de alfabetismo, uno de los más altos de América Latina. La tasa de crecimiento demográfico es de las más bajas de América y la esperanza de vida de las más altas. Se calcula que hay un grado de analfabetismo del 1,6 %, y que la esperanza de vida está alrededor de los 77 años.
Evolución demográfica de Uruguay desde 1800:
| Año  | Cifra               |
| ---- | ------------------- |
| 1800 | 30 685 (estimación) |
| 1811 | 60 000 (est.)       |
| 1820 | 50 000 (est.)       |
| 1828 | 70 000 (est.)       |
| 1829 | 74 000 (est.)       |
| 1835 | 128 371 (est.)      |
| 1840 | 200 000 (est.)      |
| 1852 | 131 969 (censo)     |
| 1860 | 223 238 (censo)     |
| 1879 | 438 245 (est.)      |
| 1882 | 505 207 (est.)      |
| 1892 | 728 447 (est.)      |
| 1900 | 915 647 (est.)      |
| 1908 | 1 042 686 (censo)   |

| Año  | Cifra             |
| ---- | ----------------- |
| 1963 | 2 595 510 (censo) |
| 1975 | 2 788 429 (censo) |
| 1985 | 2 955 241 (censo) |
| 1996 | 3 137 188 (censo) |
| 2004 | 3 241 003 (censo) |
| 2011 | 3 412 636 (censo) |
| 2023 | 3 499 451 (censo) |

Según los resultados del censo 2023, la población de Uruguay ascendía a 3 499 451 habitantes, con una tasa media anual de crecimiento intercensal del 1‰ con respecto al censo de 2011. La baja tasa de crecimiento intercensal observada en el periodo 1996-2004 (3,2‰) es aún inferior a la registrada entre los censos 1985-1996 de 6,4‰. Dicho descenso se corresponde a una disminución progresiva de la natalidad y en los cambios migratorios.
La conformación y estructura de la población uruguaya la distingue del resto de América Latina. El Uruguay se anticipó en al menos 30 años al resto de los países latinoamericanos en la transición demográfica, los que en su gran mayoría iniciaron este proceso en el correr de las décadas del 50 y del 60. Se ha estimado que en 1900 las mujeres uruguayas tenían un promedio de 6 hijos, en 1950 este desciende a 3 y, en el año 2013, a 1,86 (según el INE), ya por debajo del límite del reemplazo generacional. A su vez, se destaca por ser el país con mayor población longeva en América Latina, donde el colectivo de 60 años o más ascendía al 17,7 % en 2008. Los cambios en el índice de natalidad también se deben al gran aumento de la esperanza de vida, que asciende a 76,91 años (73,24 para los hombres, 80,20 para las mujeres). El grado de urbanización es muy elevado y llega al 96,1 % de la población.

#### Principales ciudades de Uruguay
La mayor aglomeración urbana es el área metropolitana de Montevideo, con una población estimada de 1,8 millones de habitantes, lo que representa el 52 % de la población nacional.
| Ciudades de Uruguay | Ciudades de Uruguay    | Ciudades de Uruguay | Ciudades de Uruguay | Ciudades de Uruguay | Ciudades de Uruguay |
| Puesto              | Ciudad                 | Departamento        | Población           | Población           | Población           |
| Puesto              | Ciudad                 | Departamento        | 1996                | 2004                | 2011                |
| ------------------- | ---------------------- | ------------------- | ------------------- | ------------------- | ------------------- |
| 1                   | Montevideo             | Montevideo          | 1 303 182           | 1 269 552           | 1 305 082           |
| 2                   | Ciudad de la Costa     | Canelones           | 78 576              | 98 916              | 112 449             |
| 3                   | Salto                  | Salto               | 93 117              | 99 072              | 104 028             |
| 4                   | Paysandú               | Paysandú            | 80 751              | 80 740              | 87 068              |
| 5                   | Maldonado              | Maldonado           | 59 570              | 71 736              | 84 809              |
| 6                   | Rivera                 | Rivera              | 71 345              | 76 795              | 78 900              |
| 7                   | Las Piedras            | Canelones           | 66 584              | 69 222              | 71 268              |
| 8                   | Tacuarembó             | Tacuarembó          | 45 891              | 51 224              | 54 757              |
| 9                   | Melo                   | Cerro Largo         | 46 883              | 50 578              | 53 245              |
| 10                  | Artigas                | Artigas             | 40 244              | 41 687              | 43 567              |
| 11                  | Mercedes               | Soriano             | 39 320              | 42 032              | 41 975              |
| 12                  | Minas                  | Lavalleja           | 37 146              | 37 925              | 38 446              |
| 13                  | San José de Mayo       | San José            | 34 552              | 36 339              | 36 747              |
| 14                  | Durazno                | Durazno             | 30 607              | 33 576              | 35 466              |
| 15                  | Florida                | Florida             | 31 594              | 32 128              | 33 640              |
| 16                  | Treinta y Tres         | Treinta y Tres      | 26 390              | 25 711              | 33 458              |
| 17                  | Barros Blancos         | Canelones           | 26 813              | 28 610              | 31 650              |
| 18                  | Ciudad del Plata       | San José            | 21 368              | 26 582              | 31 146              |
| 19                  | San Carlos             | Maldonado           | 24 030              | 24 771              | 27 471              |
| 20                  | Colonia del Sacramento | Colonia             | 22 200              | 21 714              | 26 231              |
| 21                  | Pando                  | Canelones           | 23 384              | 24 004              | 25 949              |
| 22                  | Rocha                  | Rocha               | 26 017              | 25 538              | 25 422              |
| 23                  | Fray Bentos            | Río Negro           | 21 959              | 23 122              | 25 191              |
| 24                  | Trinidad               | Flores              | 20 031              | 20 982              | 21 429              |
| 25                  | La Paz                 | Canelones           | 19 547              | 19 832              | 20 526              |
| 26                  | Canelones              | Canelones           | 19 388              | 19 631              | 19 865              |
| 27                  | Dolores                | Soriano             | 14 784              | 15 753              | 19 135              |
| 28                  | Carmelo                | Colonia             | 16 658              | 16 866              | 18 041              |
| 29                  | Bella Unión            | Artigas             | 13 537              | 13 187              | 17 377              |
| 30                  | Young                  | Río Negro           | 14 567              | 15 759              | 16 756              |
| 31                  | Santa Lucía            | Canelones           | 16 764              | 16 475              | 16 742              |
| 32                  | Progreso               | Canelones           | 14 471              | 15 775              | 16 244              |
| 33                  | Río Branco             | Cerro Largo         | 12 215              | 13 456              | 14 604              |
| 34                  | Paso de los Toros      | Tacuarembó          | 13 315              | 13 231              | 12 985              |
| 35                  | Juan Lacaze            | Colonia             | 12 988              | 13 196              | 12 816              |
| 36                  | Punta del Este         | Maldonado           | 10 244              | 9292                | 12 423              |
| 37                  | Nueva Helvecia         | Colonia             | 9650                | 10 002              | 10 630              |
| 38                  | Libertad               | San José            | 8353                | 9196                | 10 166              |
| 39                  | Rosario                | Colonia             | 9830                | 9767                | 10 085              |
| 40                  | Nueva Palmira          | Colonia             | 8339                | 9239                | 9857                |

     Capital departamental.     Capital de la República.
1. ↑  La población incluye las localidades censales de Haras del Lago, Las Higueritas, Paso Carrasco, San José de Carrasco, Barra de Carrasco, Parque Carrasco, Solymar, El Pinar, Lagomar, Shangrilá, El Bosque, Lomas de Solymar, Colinas de Solymar, Lomas de Carrasco, Carmel, La Asunción, Quintas del Bosque y Altos de la Tahona.[174]
2. ↑  La población incluye las localidades censales de Paysandú, Nuevo Paysandú, San Félix y Casablanca.[175]
3. ↑  La población incluye las localidades censales de Maldonado, Cerro Pelado, Pinares-Las Delicias, Villa Delia, Los Aromos y La Sonrisa.[176][177]
4. ↑  La población incluye las localidades censales de Rivera, Mandubí, La Pedrera, Santa Teresa y Lagunón.[178]
5. ↑  La población incluye las localidades censales de Melo (ciudad), barrio Benítez, barrio Hipódromo y barrio La Vinchuca[179]
6. ↑  La población de la ciudad de Artigas surge de sumar a la población de Artigas (ciudad), las siguientes localidades censales: Pintadito, Cerro del Ejido, Cerro San Eugenio, Cerro Signorelli.[180]
7. ↑  La población incluye las localidades censales de Durazno (ciudad), y Santa Bernardina.[181]
8. ↑  La población incluye las localidades censales de Treinta y Tres (ciudad), ejido de Treinta y Tres, y Villa Sara.[182]
9. ↑  Hasta 2004 la población resulta de sumar las localidades censales de Juan Antonio Artigas y Fracc. Cno. Maldonado.[183]
10. ↑  La población incluye las localidades censales de Delta del Tigre y Villas, Santa Mónica, Playa Pascual, Safici y Monte Grande.[184]
11. ↑  La población incluye las localidades censales de Fray Bentos (ciudad), y Barrio Anglo.[185]
12. ↑  La población incluye las localidades censales de Dolores (ciudad) y Chacras de Dolores.[186]
13. ↑  La población de la ciudad de Bella Unión surge de sumar a la población de Bella Unión (ciudad), las siguientes localidades censales: Franquia, Cuareim, Las Piedras, Coronado, Portones de Hierro y Campodonico.[187]
14. ↑  La población incluye las localidades censales de Punta del Este y San Rafael-El Placer.[188]
15. ↑  Hasta 2004 la población resulta de sumar las localidades censales de Rosario y Pastoreo.[183]

### Emigración e inmigración
Desde su independencia, en 1830, Uruguay ha sido un país de emigrantes, y también fue una nación receptora de inmigrantes, y lo sigue siendo, aunque en menor medida que antes, sobre todo de ciudadanos argentinos, brasileños, peruanos, venezolanos y cubanos.

La influencia europea se hace notable en la arquitectura de Uruguay.

Los principales grupos de inmigrantes que llegaron al puerto de Montevideo, entre 1850 y 1940, provenían principalmente de España, sobre todo de Galicia, Canarias, Andalucía, Asturias, País Vasco y Aragón (véase Inmigración española en Uruguay), y también en gran cantidad desde Italia, de donde emigraban inicialmente desde Génova, Liguria, y desde el Piamonte, para después generalizarse y recibir inmigrantes de todas partes de Italia (véase Inmigración italiana en Uruguay). También fueron importantes los aportes inmigratorios de Francia, sobre todo de vascos franceses, de Alemania, y de judíos que escapaban de la guerra —entre ellos muchos de Polonia—, países asiáticos y Europa del Este. El período durante el cual el país recibió más extranjeros fue el del franquismo, en España, y el de las guerras en Europa. En 2001 había 52 353 españoles residentes en Uruguay, cifra que bajó a 40 720 en 2007, lo que convierte al país en el décimo del mundo con mayor población española.
La inmigración europea se radicó en el Uruguay, desde fines del siglo XIX hasta mediados de los años 1960. Desde la perspectiva de la migración internacional, en la segunda mitad del siglo XX, el Uruguay se comienza a consolidar como país de emigración ya sea por motivos políticos o económicos, fenómeno que ha influido significativamente en el crecimiento poblacional de las últimas décadas. La emigración es principalmente hacia Europa, Argentina y Estados Unidos. España es el principal destino de los uruguayos dentro de Europa, pero también emigran a Italia, Francia y Alemania. Durante los años 70 hubo también un importante flujo migratorio hacia Australia.
Según publicaciones de la CIA (The World Factbook), la población uruguaya es fundamentalmente de origen europeo, siendo un 88 % del total, seguido por los mestizos (8 %), y la población afrouruguaya (4 %). Además esta fuente sostiene que la población indígena es prácticamente inexistente. Las sucesivas olas migratorias que vivió el país han conformado la población actual, compuesta principalmente por descendientes de españoles, seguidos de cerca por italianos y con un importante número de franceses, alemanes, portugueses, británicos, suizos, rusos, polacos, entre otros. La población de origen asiático es muy escasa.
No obstante recientes investigaciones afirman que un 10 % del total de la población tendría algún antepasado de origen amerindio, principalmente charrúa o guaraní.

En cuanto a la emigración, muchos españoles que vivían en Uruguay han regresado a su país de origen por varios motivos, entre ellos la crisis que afectó a la economía en 2002 y 2004.

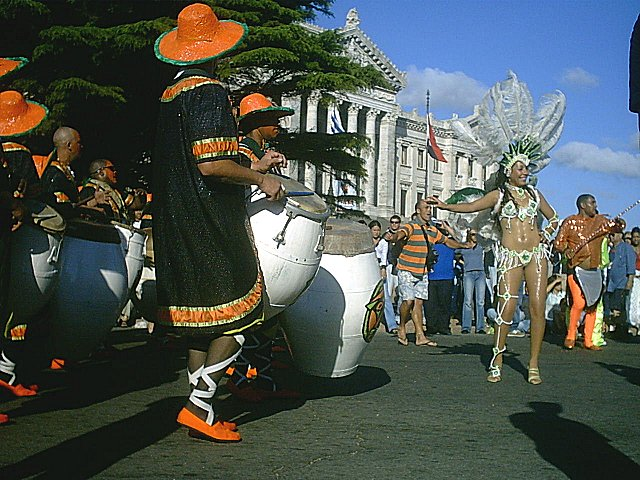
El candombe refleja la herencia africana en la cultura uruguaya.

Argentina, con 116 592 censados en 2010, es el país con mayor porcentaje de residentes uruguayos en el exterior, representando estos un 0,3 % del total de la población (ver Inmigración uruguaya en Argentina). Otros países muy elegidos por los uruguayos para vivir y trabajar son España, Italia, Estados Unidos, Brasil, Canadá, y los de Europa Occidental.
Según datos del INE, actualmente residen en España 55 480 uruguayos: 28 304 hombres y 27 176 mujeres, de los cuales 24 363 tienen nacionalidad española. Las comunidades autónomas con mayor cantidad de ciudadanos de Uruguay son Galicia, Canarias, Cataluña, País Vasco, Comunidad Valenciana, Madrid y Andalucía.
En Cataluña residen 17 954 uruguayos, de los cuales 6000 tienen nacionalidad española. En la Comunidad Valenciana hay 9246, en las Islas Baleares, 5217, y en Andorra 250.

### Influencia de los inmigrantes europeos en Uruguay

Palacio Taranco diseñado por el arquitecto francés Charles Girault como residencia para los hermanos Taranco, inmigrantes españoles.

Uruguay presentaba una población blanca del 87,7 % para 2011, la población amerindia se considera inexistente. A finales del siglo XIX e inicios del XX se manifestaron olas de inmigración provenientes de Europa, sobre todo por parte de españoles, italianos y franceses. En 1870 se consolida Colonia Valdense, que ya había visto su nacimiento a finales de la década de los 50s e inicios de los 60s por parte de inmigrantes suizos.
Muchos europeos, sobre todo de España y Alemania, buscaron refugio en Uruguay tras la victoria militar del fascismo en la guerra civil española, la consiguiente dictadura militar, y el auge de la Alemania Nazi. Entre ellos destacan los catalanes Margarita Xirgu, actriz, y el arquitecto Antoni Bonet i Castellana; Enriqueta Compte y Riqué, maestra barcelonesa; e ilustres familias de Cataluña, Canarias, y Galicia, que realizaron importantes contribuciones al desarrollo económico, político y social del país. La familia Batlle, oriunda de Sitges, daría cuatro presidentes en Uruguay en tres siglos. José Batlle y Ordóñez, hijo de Lorenzo Batlle y Grau, separó la iglesia del Estado, modernizó el país y lo llevó a un período de prosperidad financiera que le valió el nombre de la "Suiza de América".
El matrimonio Pereira-Rossell fundó el hospital público que hoy lleva su nombre, en Montevideo. Emilio Reus, empresario madrileño, invirtió mucho capital en la construcción de nuevas viviendas destinadas al comercio y la residencia. El pintor Joaquín Torres García, hijo de padre catalán, fue uno de los iconos artísticos más importantes de Uruguay —y de Cataluña— a lo largo del siglo XX. Hay también un Casal Catalán de Montevideo, donde se celebró el Congreso de Catalanes de las Repúblicas del Plata el 1936.

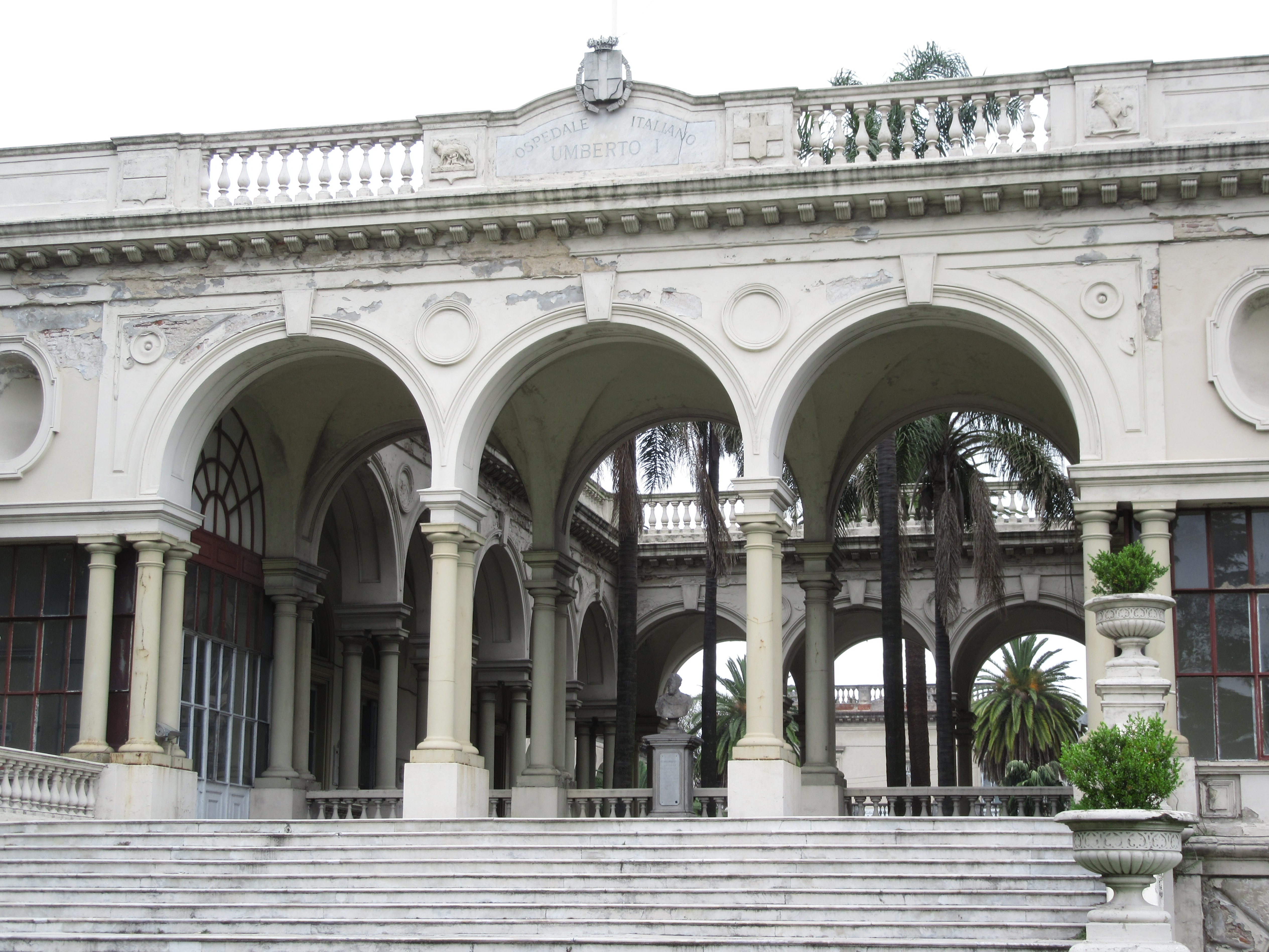
Ospedale italiano Umberto I, en parque Batlle, Montevideo.

La construcción de un hospital italiano llamado Hospital Italiano Umberto I, a comienzos del siglo pasado, deja entrever la influencia de la colectividad italiana en Montevideo. De la misma manera, los gallegos, considerados el grupo de inmigrantes más numerosos, con 36 000 personas,[cita requerida] junto a los asturianos (actualmente hay 3000 en Uruguay), fundaron la "Casa de Galicia", con servicio médico y hospitalario que atiende pacientes que, mayoritariamente, son de ese origen.[cita requerida]
Por otra parte, la implementación de la lengua italiana como asignatura obligatoria en los planes educativos de bachillerato de humanidades, operativa desde la década de 1940, muestra la influencia que los inmigrantes de este país ejercieron sobre la cultura local y en otros órdenes como la gastronomía. También en el ámbito gastronómico, destaca el influjo de otras culturas sobre la local, tal es el caso de los panes y las especies catalanes, la confitería gallega, o el uso en repostería del vocablo francés chantilly, para referirse a la nata.
Tres grandes escritores franceses de los siglos XIX y XX nacieron en Uruguay: el Conde de Lautréamont, Jules Laforgue, y Jules Supervielle.
Finalmente, y en cuanto a toponimia, muchos pueblos del interior de Uruguay hacen referencia al lugar de origen de sus fundadores. Ejemplos de esto son: Nuevo Berlín, Cardona, Colonia Valdense, Nueva Helvecia (Colonia Suiza), Toledo, entre otros.

### Salud

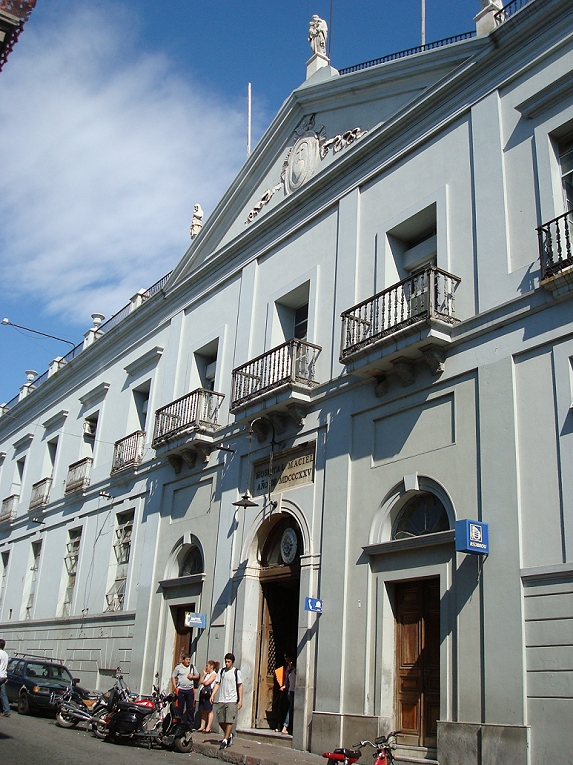
Hospital Maciel fundado en 1788, Montevideo.

Uruguay cuenta con un sistema de salud mixto (público y privado). El Ministerio de Salud Pública (M.S.P.) es el responsable de normalizar, evaluar y fiscalizar la atención a la salud en todo el país, tanto para la asistencia pública como privada. Según datos del Sindicato Médico del Uruguay había en actividad al 30 de junio de 2010 unos 14 726 médicos con una alta tasa de densidad promedio (4,46 médicos por cada mil habitantes).
Según el Instituto Nacional de Estadística de Uruguay, en 2006 el 97,2 % de la población que reside en localidades de 5000 o más habitantes dispone de algún tipo de asistencia médica, mientras que el 2,8 % ha registrado la ausencia total de derechos para la asistencia de su salud. Este mismo estudio reveló que prácticamente el 46 % de la población se encuentra afiliada a una institución de asistencia médica privada, mientras que el 42 % atiende su salud a través del Ministerio de Salud Pública o el Hospital de Clínicas (dependiente de la Universidad de la República). Dentro de los primeros, más de la mitad (24,4 %) cuenta además con servicio de emergencia móvil, en tanto apenas el 4,8 % de los usuarios de salud pública, cuenta con este servicio.
Los recursos humanos constituyen uno de los principales puntos favorables en la salud en Uruguay, ya que según un informe realizado en 2006 por la Organización Mundial de la Salud, el país es el segundo en América Latina con más médicos por habitante (3,65 por cada mil habitantes) después de Cuba (5,91).
El Ministerio del Trabajo y Seguridad Social, el Banco de Previsión Social, la Caja de Jubilaciones y Pensiones Bancarias son miembros plenos y participantes de la Conferencia interamericana de seguridad social (CISS).
Estadísticas
- Esperanza de vida al nacer (est. 2019):[204]
  - Población total: 77,91 años
  - Hombres: 74,12 años
  - Mujeres: 81,84
- Mortalidad materna: 17 cada 100 000 nacimientos (2019)[205]
- Mortalidad infantil: 6,8 por cada 1000 (2019)[206]
- Mortalidad menores de 5 años: 2,3 por cada 1000 (2019)[206]
- Alfabetismo: 98,7 % de (2018)[207]
- Consumo de calorías diarias: 2862 per cápita
- Agua potable:[208] 98 %

#### Agua potable y saneamiento
Uruguay es el único país de América Latina que ha logrado una cobertura casi universal de acceso a agua potable segura y a un saneamiento adecuado, con altos niveles de calidad de servicios. El agua potable está al alcance del 99 % de la población de todo el país. En la actualidad el saneamiento cubre a la mayoría de la población de Montevideo y se expande hacia el área metropolitana. Está a cargo de O.S.E. excepto en el departamento de Montevideo, donde es responsabilidad de la Intendencia departamental.
En 2004 se aprobó un recurso constitucional contra la privatización de los servicios de aguas corrientes. La prioridad del gobierno es mejorar la eficiencia de los servicios y ampliar el acceso al servicio de alcantarillado (en lo pertinente) en zonas donde se utiliza saneamiento en sitio.
Cobertura de agua y saneamiento en Uruguay (2006)
|             |                          | Urbano (93 % de la población) | Rural (7 % de la población) | Total |
| ----------- | ------------------------ | ----------------------------- | --------------------------- | ----- |
| Agua        | Definición amplia        | 100 %                         | 100 %                       | 100 % |
| Agua        | Conexiones domiciliarias | 97 %                          | 84 %                        | 96 %  |
| Saneamiento | Definición amplia        | 100 %                         | 99 %                        | 100 % |
| Saneamiento | Alcantarillado           | 81 %                          | 42 %                        | 78 %  |

#### Aborto
El aborto se trató en las cámaras legislativas unas diez veces desde el retorno a la democracia. En 2002 la votación se frustró en el Senado, en las discusiones anteriores nunca logró salir de las comisiones parlamentarias, en 2008 fue aprobado pero el veto presidencial lo frenó debido a que no se logró la mayoría especial requerida para anular el veto. Diversas encuestas muestran una amplia mayoría de los uruguayos (en torno al 60 %) a favor de la despenalización del aborto. Durante 2012, se presentó un nuevo Proyecto de Ley, denominado «Ley de interrupción voluntaria del embarazo», que fue aprobado por ambas Cámaras en octubre del mismo año. El poder ejecutivo promulgó la ley el 22 de octubre y dictó un decreto reglamentario en el mes de noviembre. La Ley de interrupción del embarazo establece que las mujeres tienen derecho a interrumpir su embarazo antes de las doce semanas de gestación, para lo que deberán presentarse ante una Comité Clínico multidisciplinario; tras ser informada de sus derechos y las consecuencias de su decisión, la mujer tendrá un plazo de cinco días para reflexionar. Pasado este plazo, se procederá a la interrupción del embarazo por parte de la organización médica que le brinda cobertura. Uruguay es el primer país de América del Sur en despenalizar el aborto y el segundo en América Latina (después de Cuba).

#### Drogas
Durante el primer gobierno de Tabaré Vázquez, Uruguay se convirtió en uno de los primeros países en establecer la ley que prohíbe fumar en los espacios cerrados de los establecimientos privados, y en todas las dependencias de la administración pública. La Organización Mundial de la Salud sitúa el país en el quinto lugar a nivel mundial entre los países que luchan contra el tabaquismo y el cáncer de pulmón.
Ya desde la década de 1970, el consumo de cannabis no está penado. En el período de gobierno iniciado en el año 2010, surgieron desde distintos partidos políticos, iniciativas para lograr la despenalización de la plantación de la marihuana para autoconsumo. El 10 de diciembre de 2013 se aprobó una ley que regula el mercado del cannabis. La producción (que será controlada por el Estado), la comercialización, tenencia y usos recreativos y medicinales de la marihuana, así como también las utilizaciones con fines industriales, convirtiéndose de esta forma en el primer país del mundo en legalizar la venta y el cultivo de marihuana plenamente.

### Educación

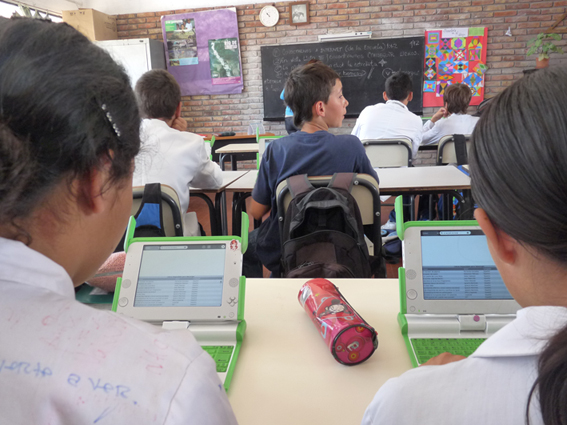
Estudiantes de primaria con sus computadoras del Plan Ceibal.

Son principios fundamentales de la educación pública uruguaya la laicidad, gratuidad y obligatoriedad, tal como fueran proclamados por José Pedro Varela. La población tiene acceso a educación gratuita desde primer nivel de jardinera (Educación Inicial) hasta la graduación en la universidad.
La educación pública desde el nivel inicial, primaria, media y formación docente está a cargo de la Administración Nacional de Educación Pública (ANEP). Está regida por el Consejo Directivo Central (CODICEN).
El panorama de los servicios educativos uruguayos se completa con instituciones de educación privada que abarcan desde la educación preescolar hasta la universitaria.
Uno de los logros más importantes de la enseñanza en el país es el alto índice de alfabetización que llegó al 97,7 % en 2006 según el I.N.E., destacándose el Uruguay como uno de los países con mayor tasa de alfabetización de América Latina.
En Uruguay hay colegios e institutos públicos (financiados por el Estado) y privados. El primer jardín de infantes del país - y de Sudamérica - fue fundado en 1892 por la maestra uruguaya-catalana Enriqueta Compte y Riqué. Por otra parte, la educación primaria, va desde los 6 a los 11 años y es de carácter obligatorio. Los alumnos de las escuelas públicas deben vestir un uniforme que representa los colores de la bandera nacional: túnica blanca y una moña azul ajustada al cuello. Sin embargo, en los colegios privados se usa el uniforme distintivo de cada institución.
Los estudiantes de educación secundaria, de los 12 a los 14 años, y de bachillerato (de 15 a 17 años) que estudian en institutos públicos, en general, no deben vestir uniforme, si bien sí se exige cierta formalidad, mientras que en los privados sí se exige uniforme. Finalmente, el bachillerato en Uruguay dura tres años: un primer año común y dos años donde el alumno cursa orientaciones a su gusto, es decir, humanidades, ciencias, biología o artes. El último año de bachillerato, a su vez, se divide en opciones dentro de la orientación elegida el curso anterior: derecho, economía, ingeniería, arquitectura, medicina y agronomía.
En 2008 el gobierno estableció el programa "En el país de Varela yo sí puedo" cuyo objetivo era alfabetizar a adultos, logrando 8000 egresados en solo un año.
En 2007 el gobierno uruguayo puso en marcha el Plan Ceibal, iniciativa tomada del proyecto OLPC. Este plan permite que cada maestro y cada alumno de las escuelas públicas tengan una computadora portátil con conexión a Internet, en forma totalmente gratuita. En 2009 se había entregado 366 000 computadoras (a 350 000 niños y 16 000 maestros). En agosto de 2010 se inició una nueva etapa, con el comienzo de la distribución de computadoras portátiles, con más y mejores prestaciones, a los alumnos de secundaria pública. Para diciembre de 2011 se habían entregado 454 000 computadoras portátiles, aproximadamente 320 000 a niños de primaria, 120 000 a adolescentes de secundaria, y el resto a maestros y profesores.
Estadísticas sobre educación
Alfabetismo (est. 2003 - Fuente: The World Factbook CIA):
- Población total: 9 8 %
- Hombres: 97,6 %
- Mujeres: 98,4 %

Tasa neta de inscripción escolar:
- Primaria total: 93 %
- Hombres: 93 %
- Mujeres: 93 %

Secundaria:
- Hombres: 77 %
- Mujeres: 92 %

Universidad: 35 %
Docentes de primaria: uno cada 21 estudiantes
Promoción (2013)
- Ciclo Básico: 69 %
- 4.º año: 66 %
- 5.º año: 60 %
- 6.º año: 45 %

#### Universidades
El país cuenta con dos universidades públicas, la Universidad de la República, que consta de varias facultades y servicios anexos, y la Universidad Tecnológica del Uruguay (UTEC), que comenzó a funcionar en 2013 en el interior del país. Para otorgar carreras terciarias y técnicas se encuentra la Universidad del Trabajo del Uruguay (UTU).
A partir de 1985, comienzan a fundarse universidades privadas, siendo la Universidad Católica del Uruguay la primera de ellas.
- Universidad Católica del Uruguay
- Universidad ORT Uruguay
- Universidad de Montevideo
- Universidad de la Empresa
- Universidad Centro Latinoamericano de Economía Humana

### Pobreza
La pobreza en Uruguay es determinada por el Instituto Nacional de Estadística (INE) de Uruguay en base a la Encuesta Continua de Hogares.
Tradicionalmente se utilizó una metodología de medición "monetaria", basada en los ingresos de los hogares, y desde 2025 comenzó a utilizarse una metodología "multidimensional" que toma en cuenta las múltiples privaciones que afectan a la población, tales como el acceso a educación, vivienda digna, trabajo y protección social.

### Derechos humanos
En materia de derechos humanos, respecto a la pertenencia a los siete organismos de la Carta Internacional de Derechos Humanos, que incluyen al Comité de Derechos Humanos (HRC), Uruguay ha firmado o ratificado:
| Uruguay | Tratados internacionales | Tratados internacionales | Tratados internacionales | Tratados internacionales | Tratados internacionales | Tratados internacionales | Tratados internacionales | Tratados internacionales | Tratados internacionales | Tratados internacionales | Tratados internacionales | Tratados internacionales | Tratados internacionales | Tratados internacionales | Tratados internacionales | Tratados internacionales | Tratados internacionales | Tratados internacionales |
| --- | ------------------------ | ------------------------ | ------------------------ | ------------------------ | ------------------------ | ------------------------ | ------------------------ | ------------------------ | ------------------------ | ------------------------ | ------------------------ | ------------------------ | ------------------------ | ------------------------ | ------------------------ | ------------------------ | ------------------------ | ------------------------ |
| Uruguay | CESCR                    | CESCR                    | CCPR                     | CCPR                     | CCPR                     | CERD                     | CED                      | CEDAW                    | CEDAW                    | CAT                      | CAT                      | CRC                      | CRC                      | CRC                      | CRC                      | MWC                      | CRPD                     | CRPD                     |
| Uruguay | CESCR                    | CESCR-OP                 | CCPR                     | CCPR-OP1                 | CCPR-OP2-DP              | CERD                     | CED                      | CEDAW                    | CEDAW-OP                 | CAT                      | CAT-OP                   | CRC                      | CRC-OP-AC                | CRC-OP-SC                | CRC-OP-CP                | MWC                      | CRPD                     | CRPD-OP                  |
| Pertenencia | Firmado y ratificado.    | Firmado y ratificado.    | Firmado y ratificado.    | Firmado y ratificado.    | Firmado y ratificado.    | Firmado y ratificado.    | Firmado y ratificado.    | Firmado y ratificado.    | Firmado y ratificado.    | Firmado y ratificado.    | Firmado y ratificado.    | Firmado y ratificado.    | Firmado y ratificado.    | Firmado y ratificado.    | Sin información.         | Firmado y ratificado.    | Firmado y ratificado.    | Firmado y ratificado.    |
| Firmado y ratificado, firmado, pero no ratificado, ni firmado ni ratificado, sin información, ha accedido a firmar y ratificar el órgano en cuestión, pero también reconoce la competencia de recibir y procesar comunicaciones individuales por parte de los órganos competentes. |                          |                          |                          |                          |                          |                          |                          |                          |                          |                          |                          |                          |                          |                          |                          |                          |                          |                          |

Uruguay es uno de los muy pocos países con todos los derechos aceptados.

#### Derechos humanos durante la dictadura

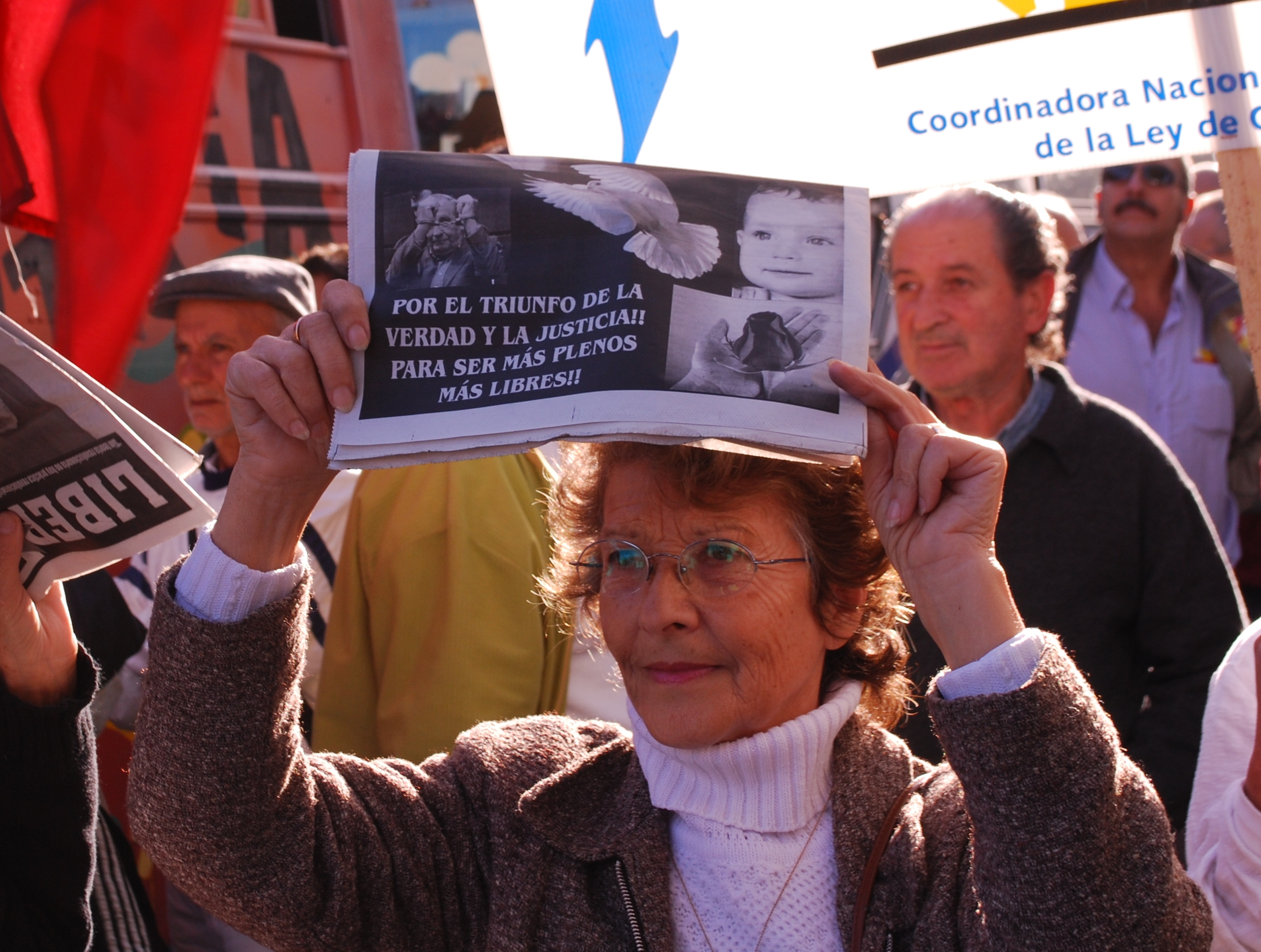
Activista en contra de la ley de caducidad.

En Uruguay se han venido tratando, cada vez más, los temas relativos a las desapariciones forzadas ocurridas durante la dictadura militar. Si bien existen obstáculos para realizar los juicios, como la Ley de la Caducidad de la Pretensión Punitiva del Estado (Ley de Caducidad) e incluso la falta de información debido al ocultamiento sistemático de información durante este régimen, se ha avanzado mucho durante los últimos años debido a la diferente aplicación del artículo 4 de la Ley de Caducidad. (Ese artículo habilita al poder ejecutivo para decidir en cada caso si está alcanzado o no por la Ley, y según ello la Justicia debe actuar o archivar el asunto. Durante cuatro períodos de gobierno, hasta 2005, se resolvió sistemáticamente que los asuntos se archivaran, política que se invirtió desde el gobierno del presidente Tabaré Vázquez.) De este modo de llevaron adelante juicios en que se condenó a los autores más notorios de delitos cometidos durante la dictadura militar. En octubre de 2009, días antes del plebiscito por la anulación de la ley, en que un 48 % de la ciudadanía votó por anularla (el resto de la población no votó ya que no estaba previsto el voto negativo), hubo un pronunciamiento de la Suprema Corte de Justicia (SCJ), que declaró inconstitucional la Ley de Caducidad.
Una cárcel que funcionó y fue un referente de la Dictadura fue el Centro de Reclusión Militar Número 1, conocido popularmente como Penal de Libertad, por estar cerca de la ciudad de Libertad en el Departamento de San José en Uruguay.
El poder ejecutivo ha encabezado la búsqueda de desaparecidos y víctimas de la dictadura militar de los años 70. En agosto de 2000 fue creada la Comisión para la Paz, y en abril de 2003 la actual Secretaría de Derechos Humanos para el Pasado Reciente, que inició finalmente muchas investigaciones largamente postergadas y logró encontrar desaparecidos. Los cometidos de dicha secretaría fueron recepcionar, analizar, clasificar y recopilar la información sobre las desapariciones, con el trabajo conjunto de especialistas forenses y antropólogos. Hoy en día, con la creación del Grupo de Trabajo por Verdad y Justicia en 2015, estos cometidos pasaron a este organismo autónomo e independiente. En diciembre de 2006 se declaró el 19 de junio de cada año como “fecha conmemorativa de que nunca más deberán ocurrir estos episodios entre uruguayos”.

#### Legislación sobre crímenes de derecho internacional
También se legisló a partir de 2005 para cubrir la omisión (señalada en informes del Comité de Derechos Humanos) de tipificar específicamente la tortura y otros ilícitos establecidos por el derecho internacional. La Ley N.º 18.026, de noviembre de 2006, modificó el Código Penal para crear la categoría de los "crímenes", que declaró imprescriptibles, y que definió como "los ilícitos de competencia de la Corte Penal Internacional de acuerdo a lo dispuesto en el artículo 5 del Estatuto de Roma y además todos los que por su extrema gravedad se rijan por leyes especiales, por este Código y las normas de derecho internacional en cuanto le sean aplicables". El art. 22 tipificó el delito de tortura.

#### Derechos LGBTQ
En 2004 se aprobó la primera ley contra la discriminación y en 2007 se aprobó la Unión Concubinaria, que entraría en vigor el 10 de enero de 2008, y que otorga a los cónyuges con más de 5 años de convivencia la mayoría de los derechos del matrimonio. En 2009 Uruguay se volvió el primer país de América Latina en legalizar la adopción homoparental. El mismo año se reconoció el derecho a cambio de identidad en la documentación para personas transgénero mayores de 18 años.
En 2008 Uruguay firmó una declaración de Naciones Unidas pidiendo la despenalización mundial de la homosexualidad. En 2009 el presidente Tabaré Vázquez, con la oposición de los círculos militares y parte de la oposición, firmó un decreto habilitando el ingreso de homosexuales al ejército.
En abril de 2013, se aprobó en cámara de representantes por amplia mayoría la ley de matrimonio igualitario, que permite el matrimonio entre personas del mismo sexo. Uruguay se convirtió así en el 12.º país del mundo en legislar el matrimonio entre personas del mismo sexo, y el 2.º en Latinoamérica, luego de que lo hiciera Argentina en 2010.

#### Derechos de afrodescendientes
Según el libro "Población Afrodescendiente y Desigualdades Étnico - Raciales en Uruguay" este colectivo representa el 10,2 % de la población uruguaya. Entre 1996 y 1997 la brecha de pobreza entre la población afro y la blanca era de 20,6 % y en 2007 de 28,2 %. El 50 % de los niños afrouruguayos está en el sector más desfavorecido de la sociedad y solo el 3,2 % se ubica en el más favorecido. En el caso de la cobertura de salud de niños y adolescentes la investigación indica que "no se registran desigualdades raciales". Los niños afrodescendientes tienen mayores probabilidades de pasar al menos parte de su infancia en un hogar monoparental (con un solo padre). En las elecciones presidenciales de 2009 se postularon varios afrodescendientes para cargos legislativos pero ninguno de ellos resultó elegido. Edgardo Ortuño, primer diputado negro en la historia uruguaya, no resultó reelecto.

#### Violencia doméstica
Violencia doméstica fue convertida en figura delictiva en 1995 y en 2002 se aprobó una ley específica contra la violencia doméstica; la Ley de erradicación de violencia doméstica. Según el colectivo "mujeres de negro" cada 9 días una mujer o niña es asesinada por su cónyuge o un familiar.

#### Seguridad social y derechos laborales
Uruguay fue pionero en esta materia. La ley de las ocho horas data de 1915, y en su artículo 1 establece: «El trabajo efectivo de los obreros de fábricas, talleres, astilleros, canteras, empresas de construcción de tierra o en los puertos, […] no durará más de ocho horas». La ley también establecía que no debían superarse las 48 horas de trabajo por cada seis días de labor. También a principios del siglo XX se estableció la prohibición del trabajo de menores de 13 años, el derecho de huelga, la protección a los sindicatos y el amparo a los desocupados. Por su parte, el servicio doméstico en Uruguay está regulado y equiparado con todas las demás actividades laborales. Los jubilados y pensionistas han conquistado varios derechos mediante plebiscitos, recursos legales y reformas tributarias impulsadas por el parlamento.
Los consejos de salarios funcionaron desde 1985 hasta 1992, y fueron reinstaurados en 2005. El salario mínimo nacional a enero de 2018 es de 13 430 pesos uruguayos, equivalentes a unos USD 470.

## Cultura

### Símbolos patrios
Por decreto del 18 de febrero de 1952 se establecieron los símbolos nacionales y su gradación jerárquica, precedencia y respeto:
1. Pabellón Nacional
2. Escudo de armas del Estado
3. Himno Nacional
4. Bandera de Artigas
5. Bandera de los Treinta y Tres Orientales
6. Escarapela Nacional

Símbolos Nacionales
Pabellón Nacional
Escudo de Armas del Estado
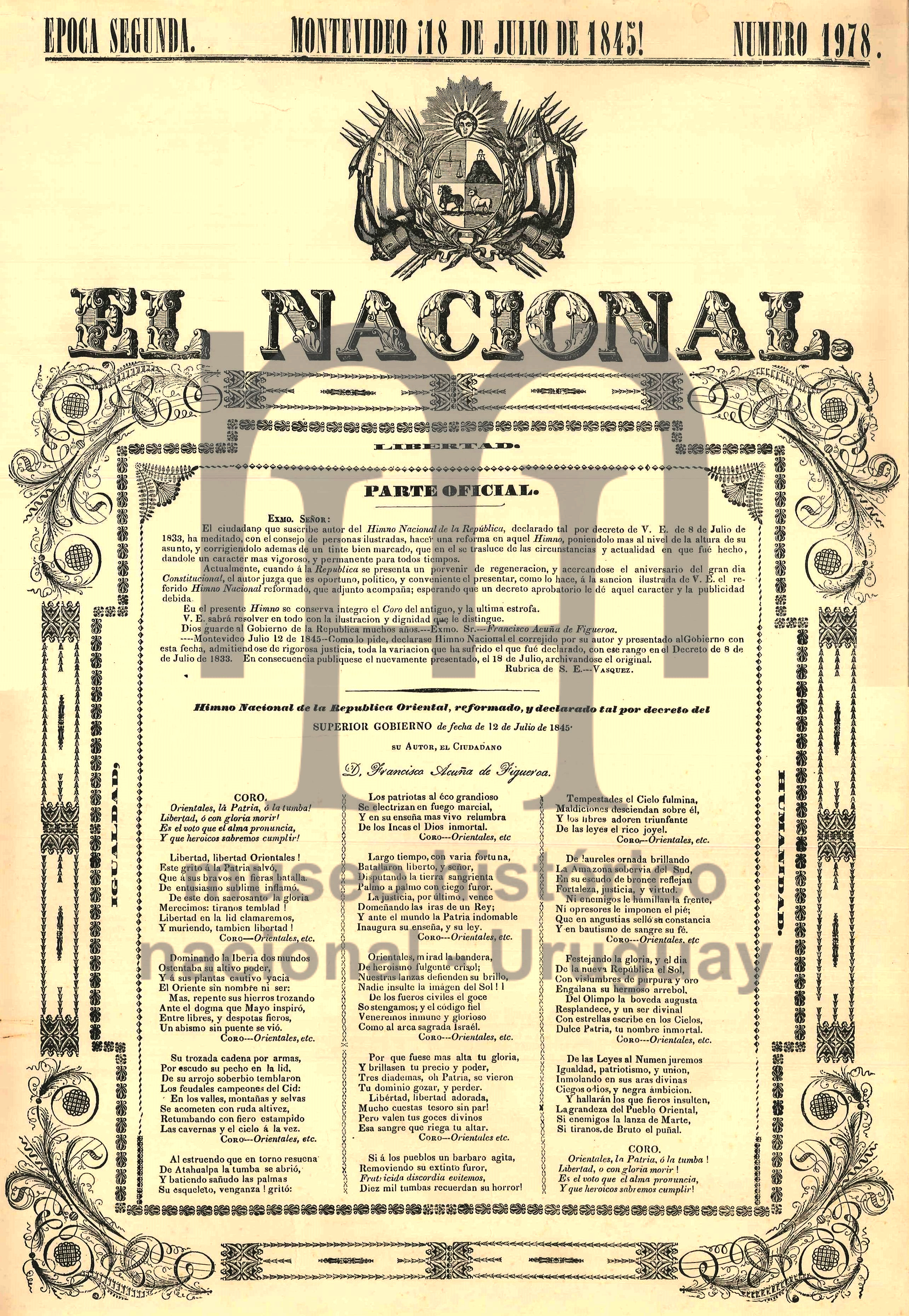
Himno Nacional
Bandera de Artigas
Bandera de los Treinta y Tres
Escarapela Nacional

El decreto 435/007 estableció que la Escarapela Nacional es de uso libre, mientras que la escarapela identificada con la Bandera de Artigas es de uso exclusivo de las Fuerzas Armadas y la identificada con la Bandera de los Treinta y Tres Orientales es de uso exclusivo de la Policía Nacional.
La bandera de Uruguay o Pabellón Nacional es el símbolo nacional más importante. Fue adoptado por las leyes del 16 de diciembre de 1828 y 12 de julio de 1830. Sus colores son el blanco y el azul, teniendo el sol, que ocupa el cantón, color oro. La disposición de las nueve franjas horizontales que se distribuyen sobre el campo representan los primeros nueve departamentos. El cantón está ocupado por el Sol de Mayo, que representa al dios Inca Inti, símbolo de la Revolución de Mayo.
El Escudo Nacional de Uruguay es el aprobado por las leyes del 19 de marzo de 1829 y del 12 de julio de 1906 y el Decreto del 26 de octubre de 1908. De acuerdo con este último decreto se dispuso modelo oficial de Escudo Nacional el presentado por el señor Miguel Copetti.

### Idioma

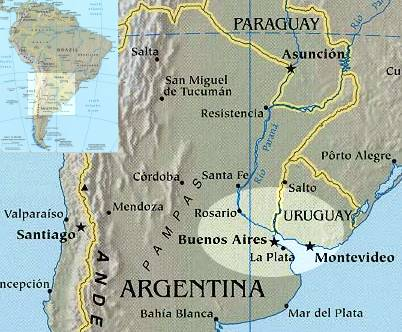
Principales urbes donde se utiliza el español rioplatense.

Uruguay no cuenta con ningún idioma oficial. El idioma más hablado en el país es el español; además se habla de manera minoritaria en algunas regiones fronterizas el portugués y el portuñol riverense, un dialecto del portugués, ninguno con reconocimiento en la constitución. La Lengua de Señas Uruguaya (LSU) también fue reconocida legalmente como lengua de las personas sordas en 2001 por la ley N.º 17378. Si bien no hay una designación de idioma oficial general en la Constitución uruguaya, en el ámbito jurídico-procesal el español es el idioma oficial para la realización de todos los actos procesales, siendo necesaria la asistencia de un intérprete en caso de que una parte en el proceso judicial no lo comprenda.
El español tiene variantes e influencias como todos los idiomas; surgiendo términos o expresiones que identifican a los uruguayos de cada punto del país. El español hablado en Uruguay es una variante del español rioplatense, dialecto del español hablado en la zona de la cuenca del Río de la Plata, en Argentina y Uruguay y otras regiones aledañas. Centrado en las ciudades de Buenos Aires, Montevideo y Rosario, los tres focos poblacionales más importantes de la región, extiende su influencia cultural a regiones geográficamente distantes, sobre todo a través de los medios de comunicación, en los que es el lecto estándar en ambos países.
En el pasado solía haber un buen grupo de personas que hablaban el italiano o el francés como primera lengua, pero se ha ido perdiendo con el tiempo y el cese de la inmigración europea a América en las últimas décadas. También existe una minoría considerable que habla ruso, yiddish, corso, alemán, guaraní, lituano, portugués y plautdietsch.
En la región fronteriza con Brasil del departamento de Rocha y partes del departamento de Maldonado se habla una variante del español rioplatense que prescinde del voseo en favor del tuteo, particularidad que se debe supuestamente al origen castellano de su población originaria, aunque siendo la variedad de portugués del sur de Brasil una variedad arcaica que utiliza el tuteo (y prescinde del voseo que es la regla en el portugués moderno), se puede asumir también la influencia fronteriza.
Dialectos portugueses
Existe en la región norte de Uruguay un conjunto de variantes del portugués que reciben el nombre científico de «Dialectos Portugueses del Uruguay». Su más conocida variante es llamada portuñol riverense (ninguna relación con el portuñol, la simple mezcla de portugués y español). Es hablado en la frontera entre Uruguay y Brasil, y más específicamente en la zona de las ciudades hermanas de Rivera y Santana do Livramento, como también entre las ciudades de Artigas y Quarai, y en el Chuy y Chuí. Utilizan tal lengua solamente los ciudadanos uruguayos.
Otros idiomas
Además del español, en la educación pública se enseña el inglés a partir del último año escolar (6.º de escuela) con el fin de dar nociones básicas y una base para los estudios de inglés que prosiguen durante la educación secundaria (aunque los estudiantes con buen nivel de inglés pueden dar una prueba para exonerar estudios de idioma).
El portugués también es enseñado en algunas instituciones de educación secundaria.
El francés era enseñado de 1.º a 3.º de liceo; el italiano era enseñado en 5.º y 6.º de liceo en las orientaciones Humanístico y Derecho respectivamente.

### Arte

#### Música

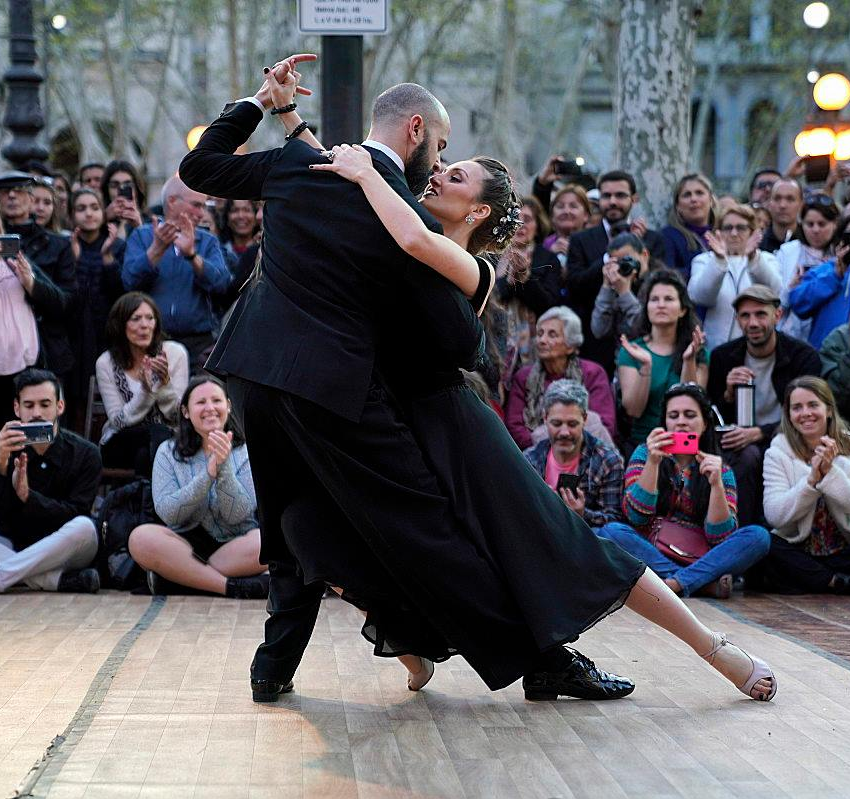
Bailarines de tango en Montevideo.

La música rioplatense por excelencia es el tango (cuyo mayor exponente es Carlos Gardel), y también la milonga. El Uruguay posee además músicas como el candombe y la murga uruguaya, que tienen su apogeo en las llamadas de carnaval (en el caso del candombe) y en el mismo Carnaval, en el caso de la murga.
Entre los músicos y cantantes destacados se encuentran Aníbal Sampayo, Alfredo Zitarrosa, Eduardo Mateo, Julio Sosa, José Carbajal, Daniel Viglietti, Amalia de la Vega, Osiris Rodríguez Castillos, Pepe Guerra, Eduardo Darnauchans, Jaime Roos, Fernando Cabrera, los hermanos Hugo Fattoruso y Osvaldo Fattoruso, Carlos Canzani, Jorge Drexler, Rubén Rada, Lucas Sugo, Pablo Estramín, Gastón Ciarlo, Jorge Lazaroff, Tabaré Arapí, Leo Maslíah, Mariana Ingold, Pablo Sciuto, Alberto Wolf, Quintín Cabrera, Gustavo Pena, Riki Musso, Jorge Galemire, Jorge Bonaldi, Tabaré Etcheverry y Sylvia Meyer.
En cuanto grupos musicales podemos destacar una fuerte presencia del rock y, a su vez, en varios subgéneros, como punk (Traidores, Los Estómagos, Buitres Después de la Una, Trotsky Vengarán, La Chancha, Cooper, Los Tontos), funk (Hereford, La Trampa), ska (La Vela Puerca, Once Tiros), pop rock (El Cuarteto de Nos, No Te Va Gustar), art y blues (La Tabaré, La Triple Nelson), garage (Eté & Los Problems), alternativo (Buenos Muchachos) fusión (Bufón), progresivo (Psiglo), candombe beat (Totem, El Kinto), heavy metal (Alvacast, Pecho e' Fierro, Chopper), funk (El Peyote Asesino, Plátano Macho), surf y new wave (The Supersónicos) e indie (Astroboy). También grupos de balada romántica (Los Iracundos), folklore (Larbanois & Carrero, Los Olimareños), plena y salsa (Sonora Borinquen, Karibe con K), diversos cantos populares (Los que Iban Cantando, Rumbo, ReyToro, Cursi, El Cubano de América) y cumbia (Mala Tuya, Márama, Rombai), etc.
También son uruguayos el autor de la música del tango más famoso del mundo (La Cumparsita), Gerardo Matos Rodríguez, Eduardo Fabini, compositor nacionalista de la primera mitad del siglo XX, Héctor Tosar, compositor, teórico y pedagogo musical; el revolucionador de la técnica de ejecución de guitarra culta, Abel Carlevaro, el gran cantante de murga y tango Washington Canario Luna, entre otros grandes artistas.
En Opera se destacan con carrera internacional: las sopranos Rita Contino, María José Siri y Luz del Alba Rubio. Las mezzosopranos: Raquel Pierotti y Graciela Lassner. Los tenores: Carlos Ventre, Edgardo Rocha, Gastón Rivero y Juan Carlos Valls. Los barítonos: Erwin Schrott y Darío Solari. A nivel nacional, se destacan las sopranos: Sandra Silvera, Sandra Scorza, Marianne Cardoso. Las mezzo soprano: Rina Baffa y Mariella Nocetti. Los tenores: Gerardo Marandino. Los barítonos: Federico Sanguinetti, Marcelo Otegui.
En la música culta contemporánea se destacan las actividades del Núcleo Música Nueva de Montevideo, fundado en 1966.

#### Teatro

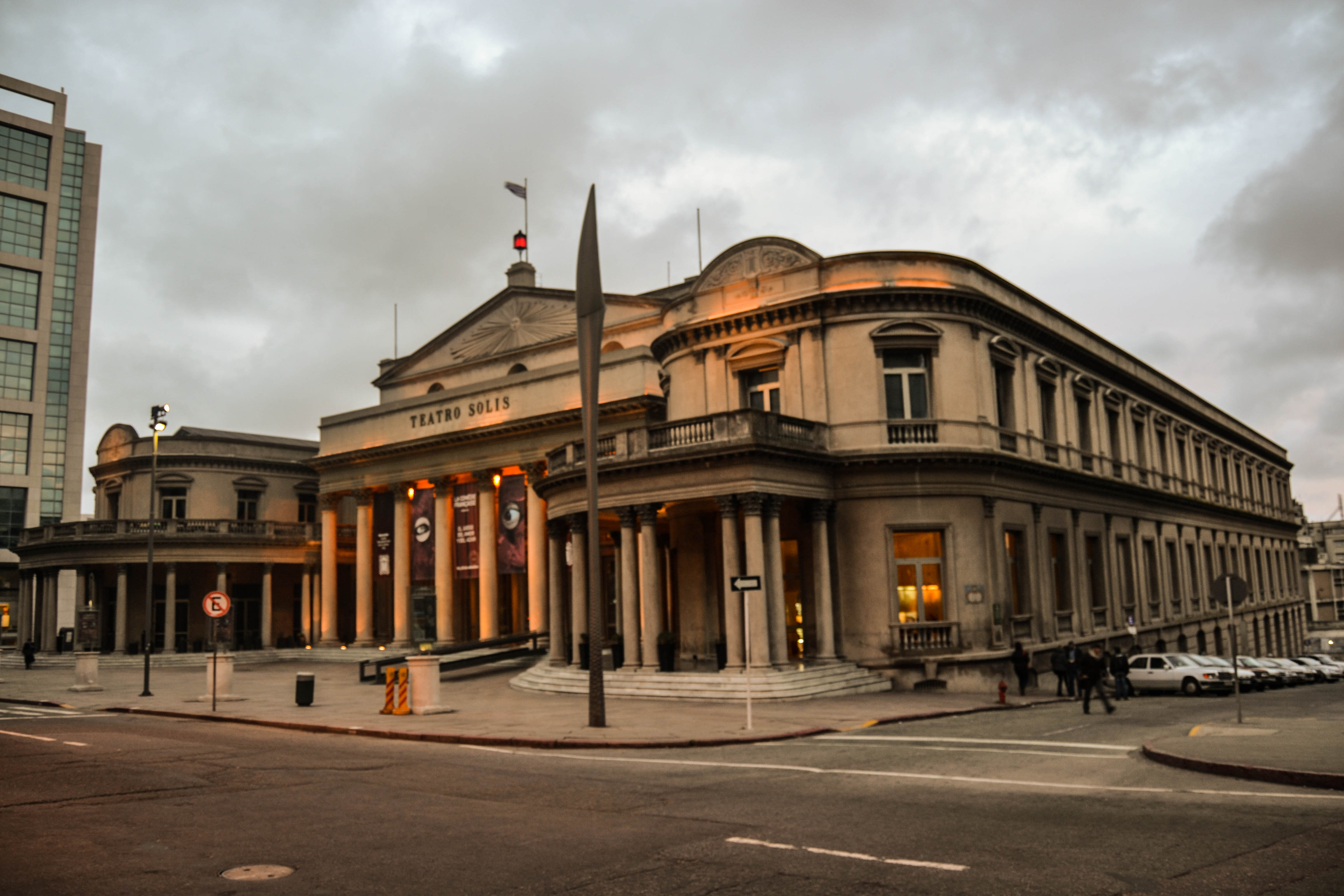
Teatro Solís, Montevideo.

El teatro uruguayo es uno de los más importantes en Latinoamérica. Y es la mayor expresión artística del país. Actualmente Uruguay cuenta con más de 70 salas teatrales, más de 30 en Montevideo, donde se presentan obras de autores nacionales, así como adaptaciones de teatro universal.

##### Carnaval

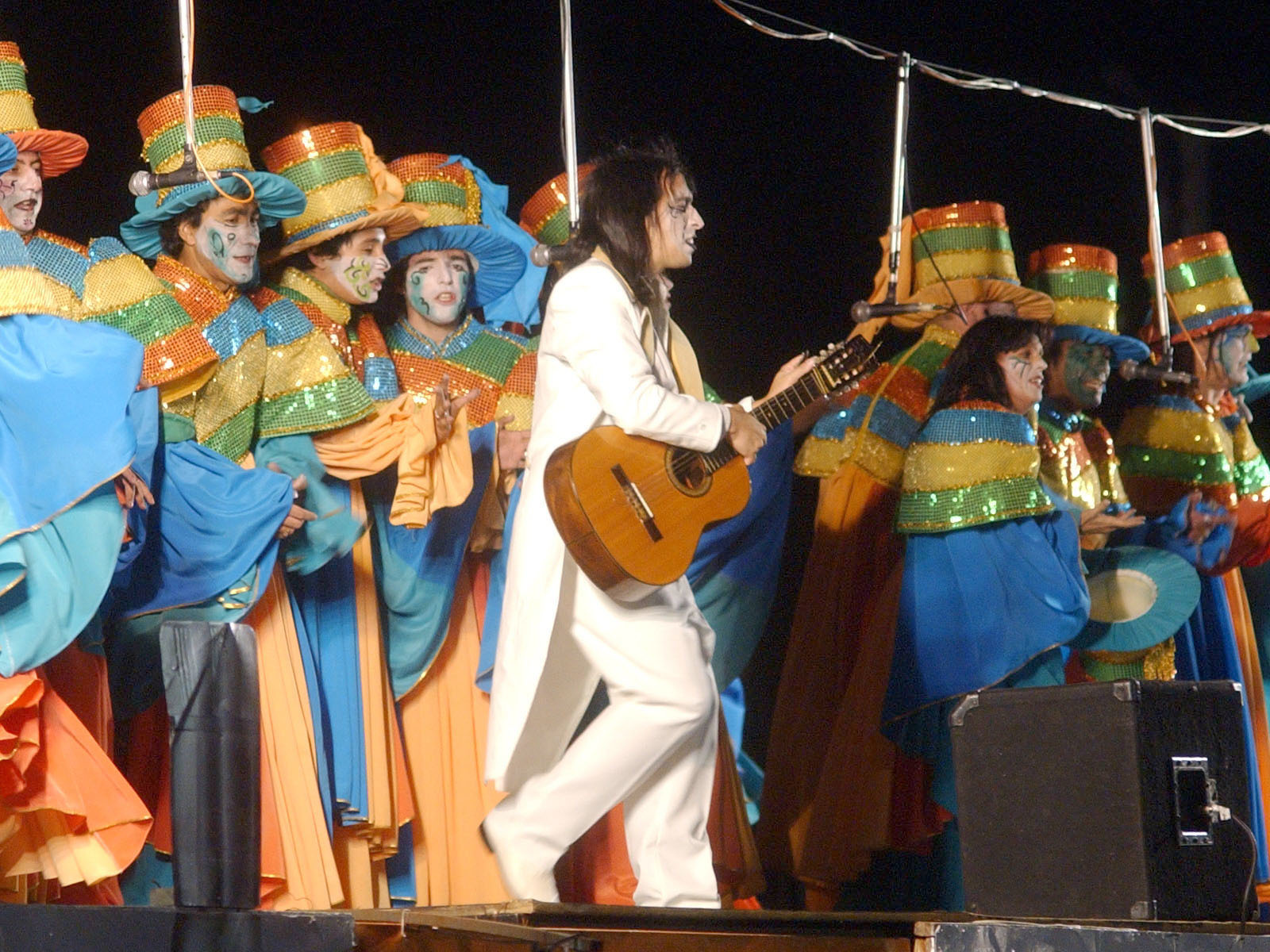
Actuación de la murga uruguaya Araca la Cana.

El Carnaval de Uruguay como expresión típica de la cultura popular uruguaya, se caracteriza por ser uno de los de mayor duración en el mundo, con escenarios en muchos ámbitos del país y cuenta inclusive con su propio museo, el Museo del Carnaval donde se recoge, entre otras cosas, su historia. El candombe representa uno de los estilos más representativos del país. Fue introducido por los esclavos africanos en la época colonial y desde ese entonces se ha vuelto muy común en todos los rincones de la sociedad, tanto entre negros como en blancos u otros grupos étnicos. Las famosas llamadas, organizadas por la colectividad afrodescendiente en Uruguay, son un desfile de agrupaciones que celebran con colores y tambores, cercana a la fiesta de carnaval, con el ritmo de candombe. Las festividades del carnaval montevideano son las más extensas del mundo, con 40 días de duración, cubriendo todo el mes de febrero y a veces parte de enero y marzo. Además de los desfiles (el mencionado de las llamadas, vinculado a los afrodescendientes), y al menos uno general, las festividades se caracterizan por una especie de teatro callejero, con escenarios montados especialmente para la ocasión (tablados), si bien en las últimas décadas, una creciente comercialización y profesionalización ha dado lugar a que los escenarios se monten en locales cerrados. Existen varios géneros de agrupaciones, siendo el más popular la murga.

#### Artes visuales

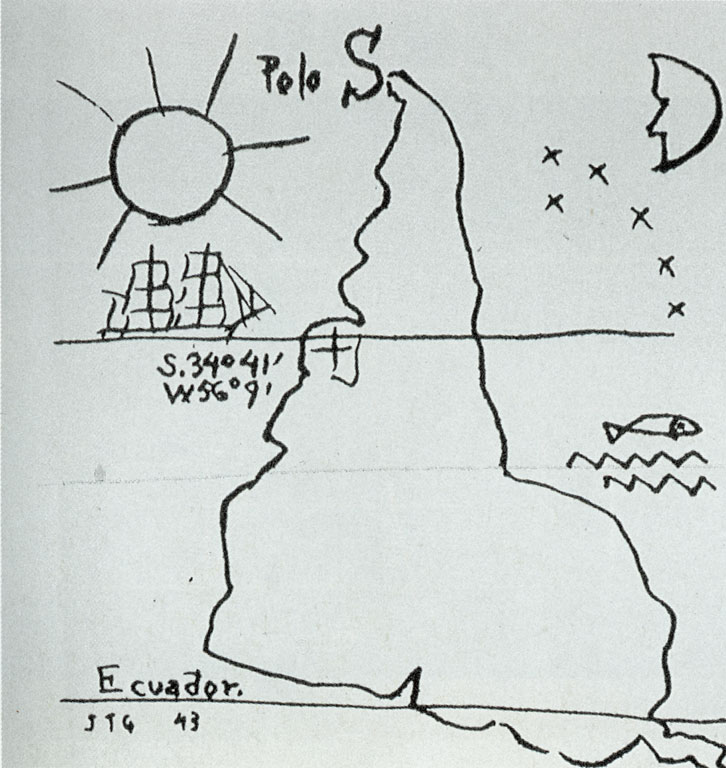
América invertida (1943), de Joaquín Torres García.

##### Pintura
Desde la pintura de tradición académica de Juan Manuel Blanes, considerado el pintor de la patria, hasta las últimas expresiones del arte joven, Uruguay cuenta con numerosos artistas y movimientos destacables.
El contacto con vanguardias europeas, así como becas de estudio en el exterior otorgadas por diferentes instituciones, constituyen el acervo base de la pintura uruguaya.
En la que se destacan el constructivismo del maestro Joaquín Torres García y sus discípulos, José Gurvich, Gonzalo Fonseca, Julio U. Alpuy, Alceu Ribeiro y Edgardo Ribeiro, integrantes del Taller Torres García.
Dentro del arte moderno, el movimiento Madí con Carmelo Arden Quin, Rhod Rothfuss y Rodolfo Ian Uricchio. De otras vertientes surgen artistas geométricos como José Pedro Costigliolo y María Freire.
Otros pintores uruguayos: Carlos Federico Sáez, Pedro Figari, Alfredo De Simone, José Cuneo Perinetti, Rafael Barradas, Guillermo Laborde, Petrona Viera, Carmelo de Arzadun, Ernesto Laroche, Felipe Seade, Nelson Ramos, Clever Lara, Jorge Páez Vilaró, entre otros.

##### Escultura
Se destacan las esculturas y monumentos clásicos en plazas y parques, realizados por Juan Manuel Ferrari, José Belloni y José Luis Zorrilla de San Martín, entre otros. De los escultores contemporáneos cabe señalar a Germán Cabrera, Eduardo Yepes, Gonzalo Fonseca, Octavio Podestá, Águeda Dicancro, Mariví Ugolino y Ricardo Pascale, entre otros.

##### Cine
Durante décadas, la producción fílmica uruguaya se caracterizó por su escasez de recursos y su intermitencia. Durante su historia tuvo momentos en que se esperaba un despegue aunque este nunca termina de consolidarse. Durante largos períodos no hubo realización de largometrajes argumentales, como, por ejemplo, entre 1929 y 1936, 1959 y 1979, y 1983 y 1993. A partir de mediados de los '90 se produce un firme evolución en cantidad y calidad en la producción de largometrajes. Asimismo, desde 2003 comienza una etapa de éxitos y de profesionalización. Las universidades crearon carreras afines con esta industria, llevando a la formación de los futuros directores, guionistas, etc.. En años recientes el gobierno uruguayo ha dado incentivos a las filmaciones y producciones, exonerando de impuestos. Debido a esto se crearon gran cantidad de productoras que, asociadas con extranjeras, producen películas y cortos publicitarios para el mercado internacional. En general, se ha caracterizado por coproducciones con otros países.
El nacimiento del cine uruguayo de ficción puede considerarse que ocurre en 1919 con Pervanche, dirigida por León Ibáñez, filme cuyas copias fueron destruidas. No obstante, el primer documental uruguayo es de 1898: Carrera de bicicletas en el velódromo de Arroyo Seco de Félix Oliver.
En los años posteriores destacan los largometrajes Almas de la costa (1923) de Juan Antonio Borges, El pequeño héroe del Arroyo del Oro (1929) de Carlos Alonso, Radio Candelario (1938) de Rafael Jorge Abellá, con la presencia de Eduardo Depauli, Detective a contramano de Adolfo Fabregat, Un vintén p'al Judas (1959) de Ugo Ulive (en rigor, un mediometraje, actualmente perdido), El Lugar del Humo (1979) de Eva Landeck, y Mataron a Venancio Flores (1982) de Juan Carlos Rodríguez Castro.
A partir de los años '60 surgió un movimiento de cine documental, en el que se destacan los realizadores Mario Handler, Mario Jacob y Ugo Ulive.
La etapa de expansión que comienza en 1993 se inicia con La historia casi verdadera de Pepita la Pistolera de Beatriz Flores Silva. Entre los principales exponentes del cine actual uruguayo están Juan Pablo Rebella y Pablo Stoll, quienes en 2005 ganaron el Premio Goya a la mejor película extranjera de habla hispana, y también el premio FIPRESCI en el Festival de Cine de Cannes en 2004 con la película Whisky. El Premio Goya ya había sido obtenido por un uruguayo en 2003, con la película El último tren. Otras producciones uruguayas destacadas de este período son El dirigible, 25 Watts, El viaje hacia el mar, En la puta vida, El viñedo, Otario, Una forma de bailar, El baño del Papa, Acné, Gigante, Mal día para pescar, entre otras. En estos años, dentro del género documental destaca sobre todo Aparte de Mario Handler. Otros documentales dignos de mención son A pesar de Treblinka de Gerardo Stawsky y Mala racha de Daniela Speranza.
Cabe también resaltar a César Charlone como director de fotografía del filme brasileño Ciudad de Dios, por el cual fue nominado al premio Óscar; y al actor Daniel Hendler ganador de múltiples premios como el Oso de Plata en el festival de Berlín. Podemos mencionar también a Israel Adrián Caetano famoso director de cortos y películas entre los que se encuentra Crónica de una fuga. Asimismo, en febrero de 2005 Jorge Drexler es el primer uruguayo en recibir un premio Óscar a la mejor canción en una lengua distinta al inglés por la canción Al otro lado del río de la película Diarios de motocicleta basada en la vida del Che Guevara. Rodrigo Plá obtuvo el premio León del Futuro en el 64.º Festival de Venecia (2007) por su largometraje La Zona. Gabriela Guillermo, con su mediometraje El Regalo conquistó un premio a la calidad cinematográfica en Francia. Esteban Schroeder dirigió la película Matar a todos, en la que revive el denominado caso Berríos.
En 2011 se estrenaron 16 películas uruguayas y de los 2,5 millones de espectadores que concurrieron a las salas de cine, 142 461 vieron películas nacionales, siendo las más vistas: Artigas - La Redota, Reus, Manyas, Tres Millones, y La casa muda. El 3 de febrero de 2012 se estrenó Selkirk, El verdadero Robison Crusoe dirigida por Walter Tournier. También en 2012 se estrenó 3, una película de Pablo Stoll.

#### Literatura

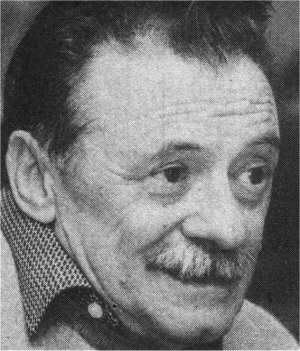
Mario Benedetti (1920-2009), escritor uruguayo.

La literatura uruguaya nace en la primera década del siglo XIX con Bartolomé Hidalgo, autor de famosos cielitos y creador de una modalidad lírica llamada "Poesía Gauchesca". Esta corriente fue más tarde cultivada por autores urbanos e ilustrados que para sus composiciones utilizaban el "lenguaje gauchesco", recogiendo en sus obras, escenas e idiosincrasias del medio rural. Romildo Risso, El "Viejo Pancho", Serafín J. García, Elías Regules, Antonio Lussich, Javier de Viana fueron grandes continuadores de esa tendencia algunos de los cuales estaban nucleados en el grupo formado en torno a la publicación "El Fogón" fundada por Orosmán Moratorio y Alcides de María.
Otro de los padres de la literatura nacional, pero ya de tendencia neoclásica fue Francisco Acuña de Figueroa.
Los románticos se hallan representados en la obra de Adolfo Berro y Juan Zorrilla de San Martín. Tres poetas franceses nacieron en Uruguay: el Conde de Lautréamont, Jules Laforgue, y Jules Supervielle.

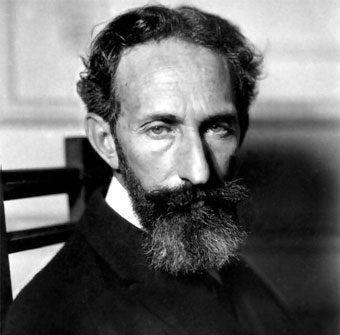
Horacio Quiroga es uno de los cuentistas más reconocidos de la lengua española.

En 1900 Julio Herrera y Reissig es el precursor de la Poesía modernista hispanoamericana. Un punto de referencia importante es también José Enrique Rodó. Se destacan en esta época las poetisas Juana de Ibarbourou (también conocida como Juana de América), María Eugenia Vaz Ferreira y Delmira Agustini. Entre los líricos destacan Emilio Frugoni y Emilio Oribe. En narrativa, sobresale Horacio Quiroga con sus cuentos, especialmente sus Cuentos de amor de locura y de muerte, siendo considerado por muchos como el Poe sudamericano. En teatro, sobresale el maestro del teatro rioplatense, Florencio Sánchez.
Entre los valores intelectuales con producción en la segunda mitad del siglo XX, sobresalen Juan Carlos Onetti, Francisco Espínola, Felisberto Hernández, Juan José Morosoli, la poetisa Idea Vilariño, Eduardo Galeano y Mario Benedetti. También destacó con particular luz propia el escritor y cantante Osiris Rodríguez Castillos.
Entre los más nuevos, cuya obra comienza a publicarse a finales del siglo XX, destacan Mauricio Rosencof, Leo Maslíah, Tomás de Mattos, Rafael Courtoisie, Mario Delgado Aparaín, Roberto Echavarren, Fernando Butazzoni, Hugo Fontana, Marosa di Giorgio, Hugo Burel y Mario Levrero entre otros. En el teatro destaca Jacobo Langsner desde mediados de los 1960 y Antonio Larreta desde los ochenta.

### Filosofía

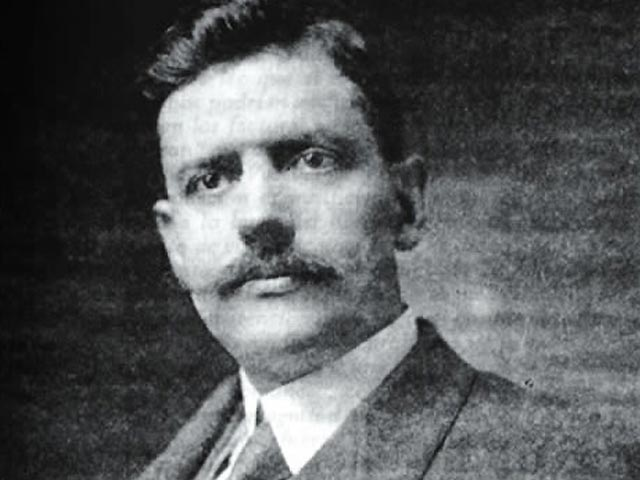
Carlos Vaz Ferreira.

La actividad filosófica en Uruguay comienza en el año 1838 con las disputas entre residentes no uruguayos en la prensa: el argentino Juan Bautista Alberdi y el director del Colegio Oriental, en aquel entonces un español. Su desarrollo avanzará lentamente, mezclado entre las discusiones políticas o intelectuales en general. Dentro del siglo XIX se destaca entre otros, la polémica entre Mariano Soler, católico y Alfredo Vásquez Acevedo, positivista.
En el siglo XX aparecen los dos nombres principales de la filosofía uruguaya, Carlos Vaz Ferreira y Arturo Ardao.
Vaz Ferreira nació en Montevideo el 15 de octubre de 1872. Fue hermano de la poetisa María Eugenia Vaz Ferreira. En 1897 publicó "Curso expositivo de Psicología elemental" y en 1898 otro libro sobre Lógica Formal. Su obra principal es la "Lógica viva" (1910), en la que determinó los errores que se cometían en las discusiones y en la vida cotidiana (falacias, paralogismos). Desde 1897 es además catedrático de Filosofía en Educación Secundaria que entonces dependía de la Universidad de la República. Luego fundaría la Facultad de Humanidades y Ciencias. Fue Decano de esta institución y Rector de la Universidad de la República.
Ardao estudió en esta misma universidad, recibiéndose de Doctor en Derecho y Ciencias Sociales. Continuó vinculado a esa casa de estudios, dedicándose a la Filosofía y abriendo un nuevo campo en el estudio de la Historia de las Ideas. Integró el Consejo Directivo Central de la Universidad. Fue Director del Instituto de Filosofía, y posteriormente Decano de la Facultad de Humanidades y Ciencias. Sus principales obras filosóficas (además de las del campo de 'historia de las ideas') son "Filosofía de lengua española" y "Espacio e inteligencia".
Otros pensadores significativos en el siglo XX fueron Emilio Oribe, Mario Sambarino y José Luis Rebellato.

### Historiadores
Destacan Juan Pivel Devoto, Alfredo Traversoni, Eduardo Acevedo, Francisco Bauzá, Isidoro de María, Alberto Zum Felde, María Schurmann, José Pedro Barrán, Washington Reyes Abadie, Mena Segarra, Lincoln Maiztegui Casas, Benjamín Nahum, Alfredo Castellanos, Setembrino Pereda, Lucía Sala, entre otros.

### Herencia amerindia

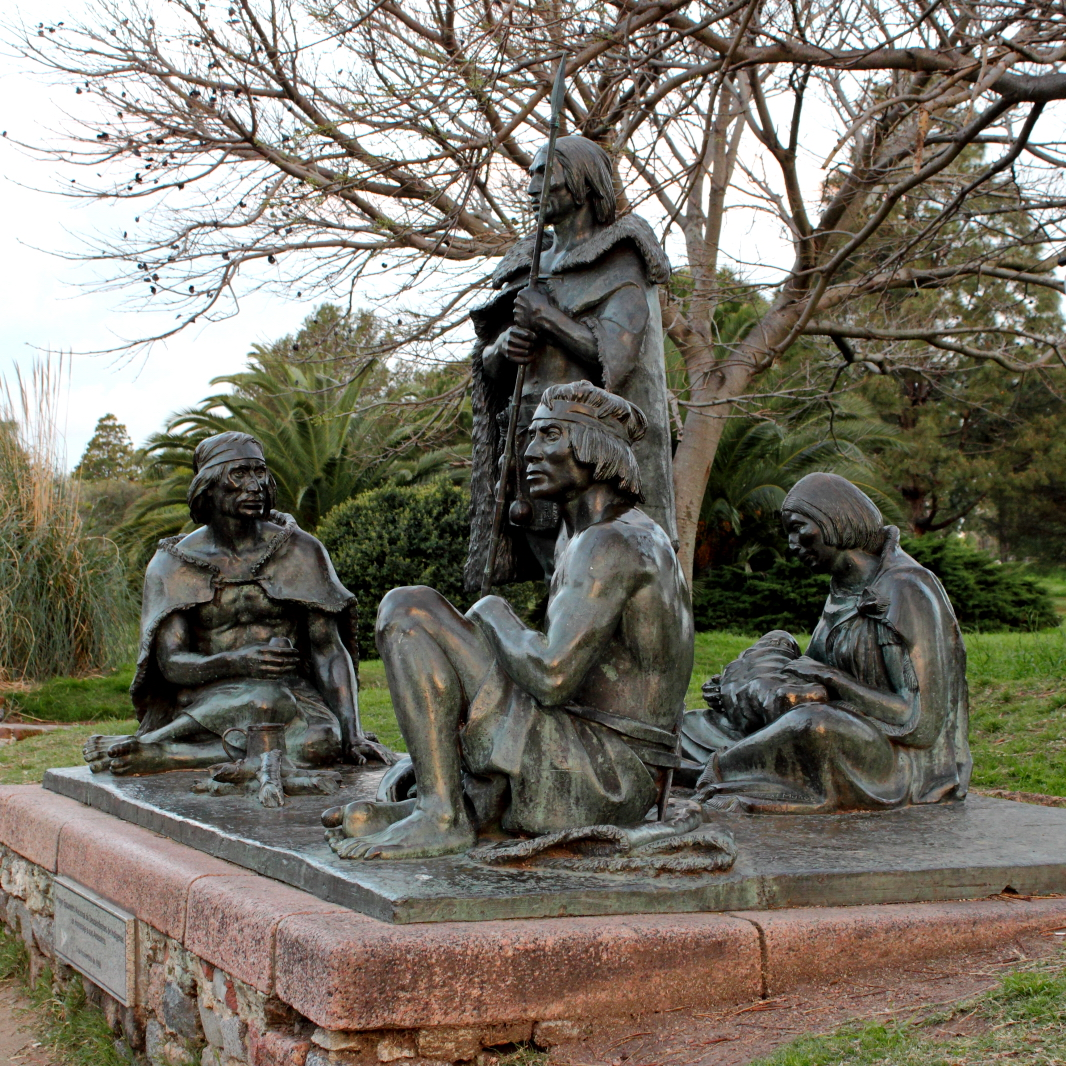
Conjunto escultórico en homenaje a los últimos charrúas, parque del Prado, Montevideo.

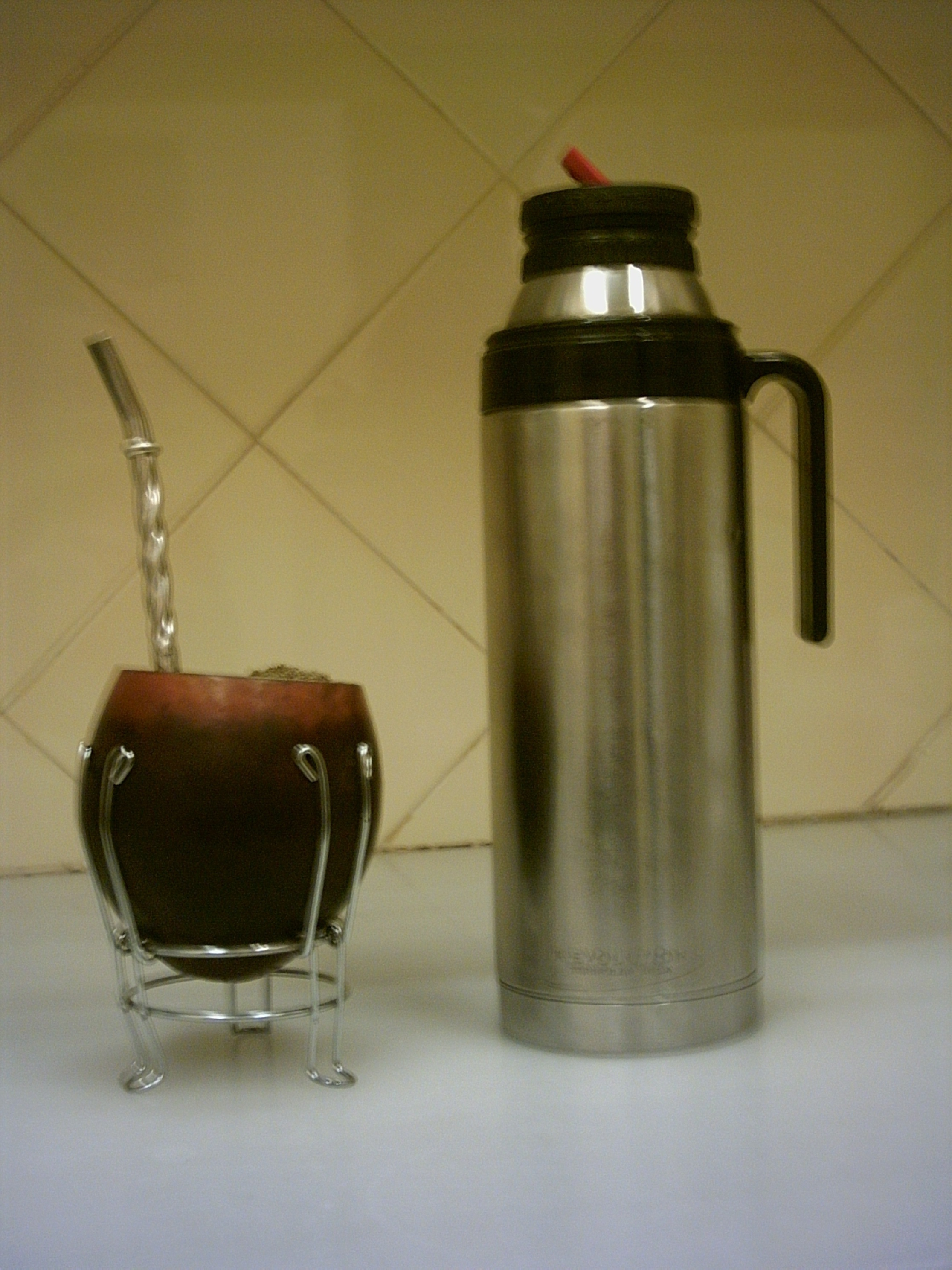
Mate, la bebida nacional de Uruguay.

El territorio que actualmente incluye el Uruguay estaba poblado, en el pasado, por tribus indígenas que, después de la llegada de los colonos europeos, se vieron fuertemente amenazadas. Las etnias más conocidas son los charrúas - de los que se ha heredado el gentilicio por los nacidos en el país -, los guaraníes, los chanás, los guenoas, los minuanes, los bohanes y los yaros.
En el caso de los indios charrúas, debido a la matanza total e indiscriminada de esta tribu, durante la primera presidencia de la República, de Fructuoso Rivera, no es posible establecer con exactitud hasta qué punto la sociedad actual y la charrúa tienen algo en común. A excepción de pequeños utensilios y restos humanos que se conservan en museos de Montevideo, no queda nada de este grupo humano.
Los guaraníes, en cambio, que hoy habitan en casi la totalidad del Paraguay y zonas del norte de Argentina y el sur boliviano, dejaron muchas pruebas de su presencia. Para empezar, el nombre del Uruguay (río del "uru", pequeña ave que habitaba la zona, o "Urugua", río de los caracoles), así como los nombres de Paraguay o Taragüí (en la provincia argentina de Corrientes), son de origen guaraní. Numerosos topónimos de Uruguay, como Tacuarembó, Iporá, Batoví, particularmente concentrados en el norte del país son también de procedencia guaraní. Algunos nombres, como por ejemplo, el nombre de pila de hombre, Tabaré, que es bastante común en el país (como el nombre del presidente Tabaré Vázquez), son también de origen guaraní.
Los chanás y los tapiz fueron reducidos por la Orden Franciscana y se convirtieron al catolicismo. Son quizás los únicos dos grupos étnicos nativos con descendencia en zonas rurales del interior de Uruguay, en la actualidad. Sin embargo, es importante dejar en claro que debido a que muchos de ellos se mezclaron con colonos europeos, su descendencia es criolla y mestiza, así como sus costumbres.
A través del contacto con los países vecinos, es decir, Argentina y Brasil, se introdujo un patrimonio cultural importante. Es posible que entre las tribus existiera una especie de contacto e incluso de organización e intercambio monetario o de materias primas.
Cuando los colonos españoles y portugueses llegaron a esta región de América, encontraron que el ambiente era hostil, la humedad muy elevada y el frío muy fuerte. Frente a tales inclemencias y a la dura tarea de caza y construcción que realizaban los indígenas nómadas y sedentarios, los españoles tuvieron que averiguar cuál era el secreto de tanta resistencia por parte de los nativos. Allí descubrieron una especie de árbol, que se cultivaba en el sur de Brasil y el este de Paraguay, y decidieron realizar plantaciones extensivas de esta planta, a la que el tiempo y la historia han dado un lugar privilegiado en la región.
Los efectos estimulantes y curativos de la yerba mate (muy similares a los del té tradicional) hicieron que su uso se extendieron rápidamente hasta llegar a Uruguay y Argentina. Los indios quechuas entonces adaptaron la yerba mate y la llamaron "mañana" (vaso o recipiente) a la especie de calabaza alargada donde se deposita la hierba y el agua caliente para beber lo que se ha castellanizado como "mate".
En Uruguay, a diferencia de otros países de la región, el mate característico es el cimarrón. Se sirve en un recipiente con forma de calabacín vaciado, que puede ser de un fruto que se usa en tales efectos, o bien de madera. "Mate" es originalmente el nombre de un tipo de calabaza. La infusión toma el nombre de esta calabaza dura, vaciada, secada y cortada que es el recipiente tradicional para la yerba (yerba mate molida) con la que se prepara la bebida que se consume caliente. Se deposita la yerba mate en el interior del recipiente, luego de "curarlo" (es decir, habiendo conseguido que haya humedecido y logrado un color y estado propicios para su buen uso). La infusión se produce añadiendo agua caliente con un termo o caldera. Es succionada a través de una varilla con una pequeña rejilla en su parte inferior, conocida localmente como bombilla (un sorbete tradicionalmente metálico, generalmente de plata, aunque también hay bombillas de caña). El acto de servir mate se conoce como cebar.
El mate, también puede tener variaciones de acuerdo al gusto del consumidor. Generalmente es amargo, pero también puede ser dulce (si se añade azúcar), cocido (hervido y servido como té), con leche, zumo de frutas, con cáscara de naranja o limón, etcétera. El mate que más se consume en el interior de Uruguay es el que se sirve en un recipiente estrecho, en forma de galleta, y de ahí su nombre: mate galleta, en español.
El hábito de beber mate es toda una costumbre y una tradición uruguaya, aunque no es exclusiva, pues también se da en Argentina, el sur de Brasil, Paraguay y parte pequeñas de Chile y Bolivia. Lo característico de la costumbre uruguaya es su intensidad y extensión entre la población. A modo de comparación, es tan importante como lo es el té los ingleses o el café por los colombianos. Es la bebida nacional por excelencia y, aunque se cultiva en Brasil y Paraguay, es el producto más consumido por la población.

### Herencia europea

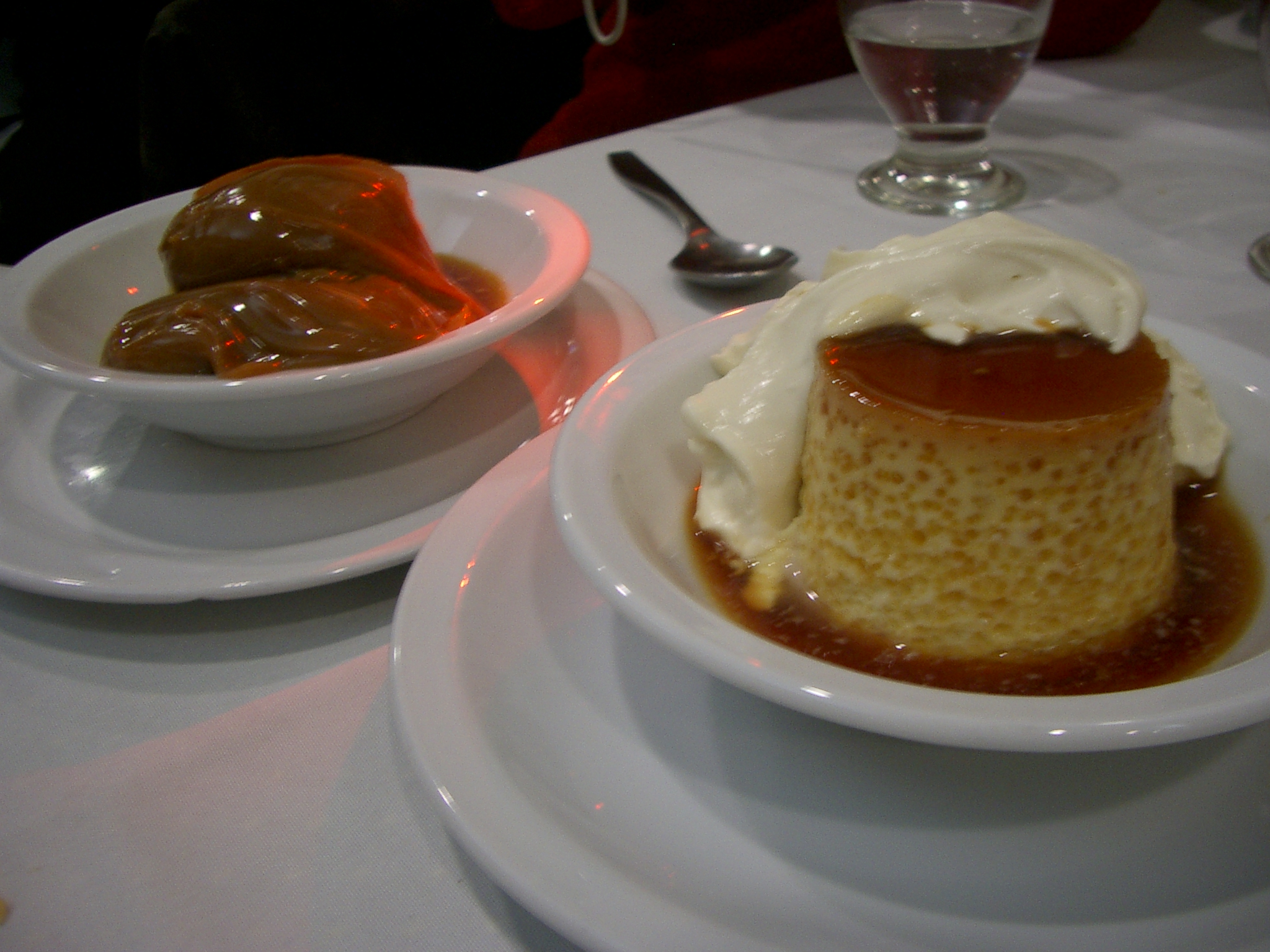
Flan con dulce de leche.

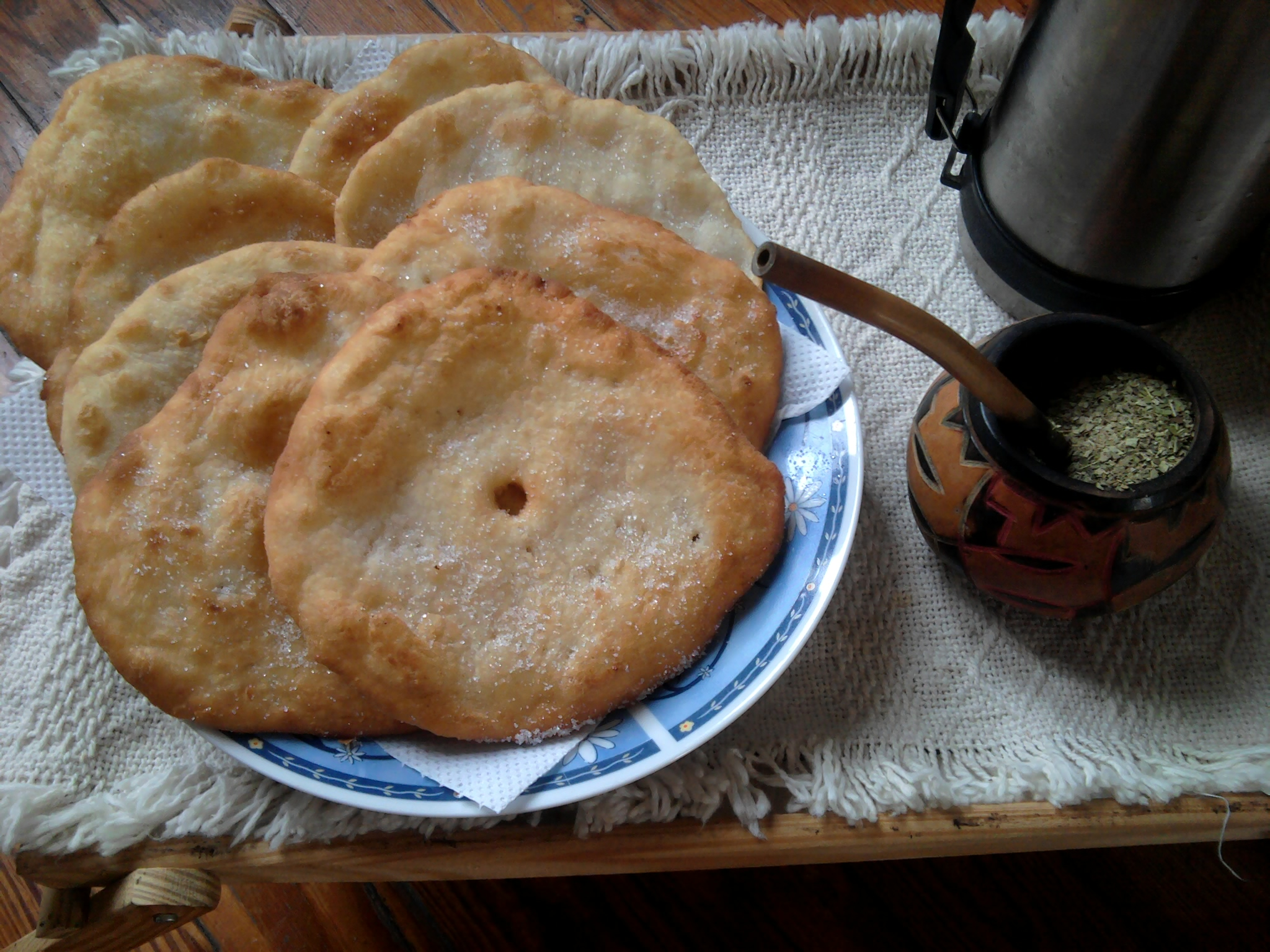
Torta frita.

El patrimonio europeo tuvo lugar en el siglo XX. Su influencia se vio reflejada en la construcción, modos de edificación, hábitos y, sobre todo, en la gastronomía. El país fue un escenario acogedor para las inversiones de acaudalados empresarios alemanes y franceses y por la residencia y trabajo de muchos españoles e italianos que huían de la pobreza que asolaba sus países. Después de la Segunda Guerra Mundial, Uruguay se vio favorecido por la cantidad de inmigrantes que ingresaron al país con intenciones de trabajar y de vivir. Con ellos, llegaron sus costumbres.
Los italianos abrieron pizzerías, heladerías y fábricas de pastas. La escalopa española, en Uruguay recibe el nombre de "milanesa", porque fue introducida por los italianos Los españoles, y sobre todo los gallegos y los asturianos, abrieron panaderías y carnicerías o modestos almacenes o bares. Se introdujeron masas y pasteles gallegos de confitería, empanadas y sartenes, mariscos y pescado fresco. La tortilla española cobró cierta popularidad, mientras que la olla andaluza, las especies catalanas, el arroz con leche y las mermeladas se difundieron a gran escala.
Los ingleses introdujeron la primera marca de calzado del país, Champion. Los franceses se dedicaron a los altos negocios y a la repostería y refinería, mientras que los alemanes abrieron fábricas de bebidas y procesado de comida.
Otros productos típicos son el dulce de leche y el alfajor. Característicos del Río de la Plata, forman parte del patrimonio gastronómico de la región, junto con las tortas fritas.

### Gastronomía

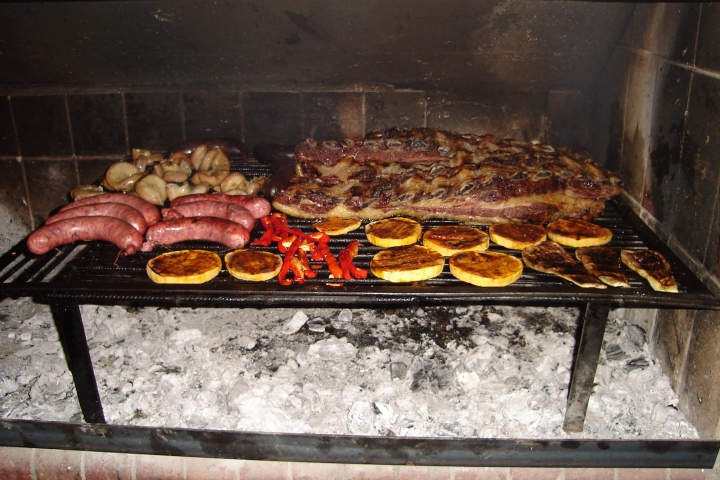
Parrillada.

La gastronomía de Uruguay se caracteriza por guardar ciertos paralelismos con la gastronomía de Argentina y de Río Grande del Sur (Brasil), diferenciándose, por consiguiente, de buena parte de la cocina latinoamericana. Este factor se debe en mayor medida al aporte que ha hecho sobre el país la temprana llegada de inmigrantes de origen español e italiano.

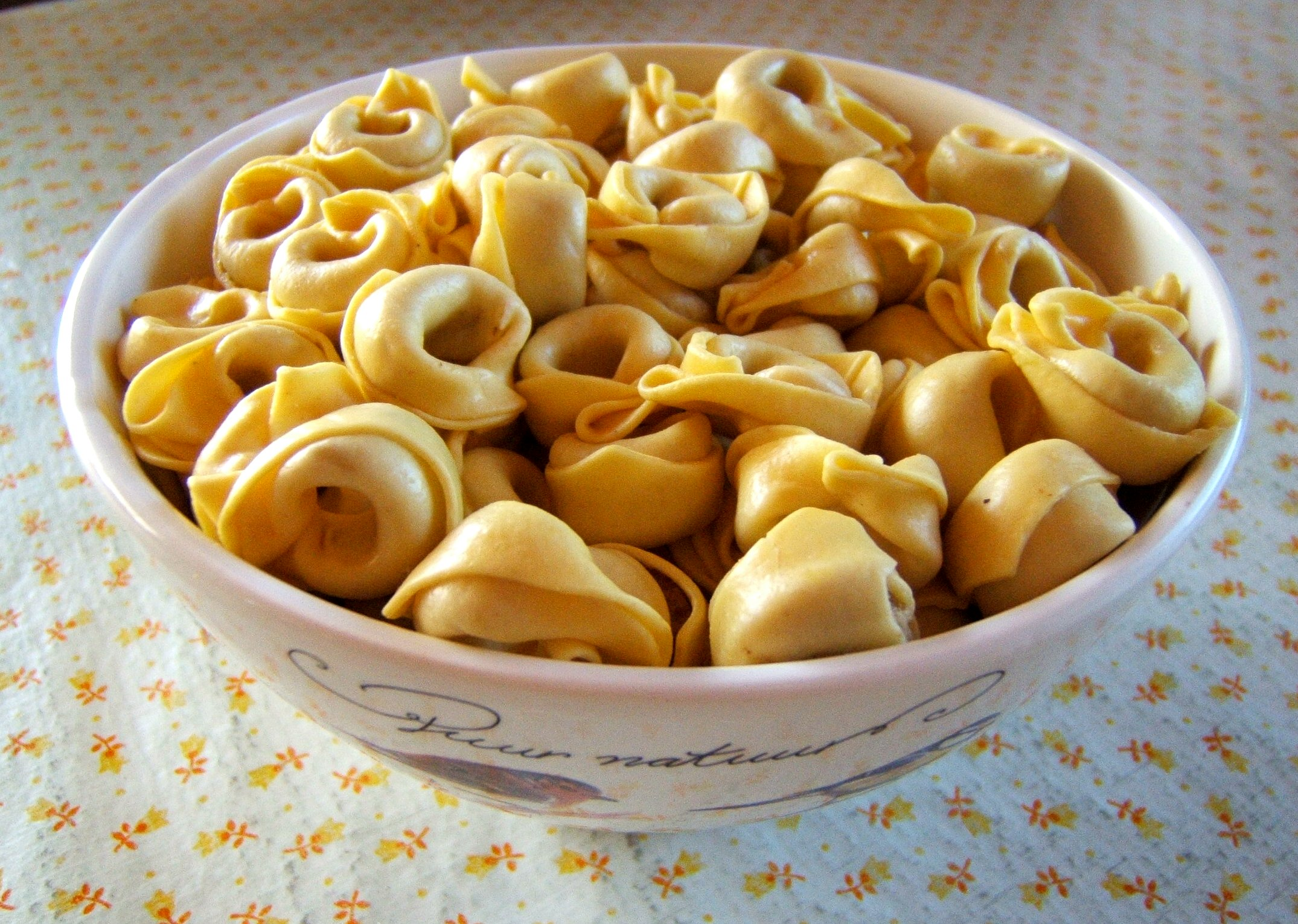
Capelletti o Tortellini.

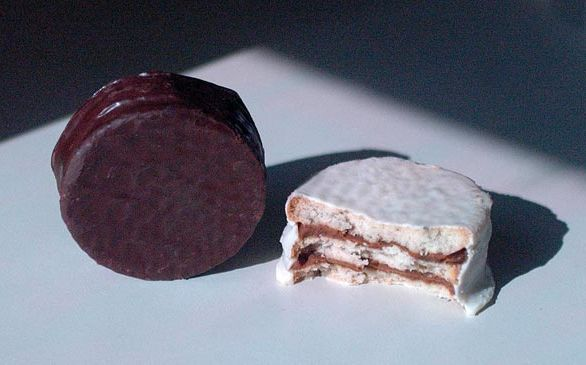
Alfajores triples bañados de chocolate (izquierda) y nieve (derecha), rellenos de dulce de leche.

La producción de carne vacuna y la amplia explotación del sector de lácteos hacen de la gastronomía uruguaya un monopolio cárnico, predominando los alimentos derivados de la ganadería, entre los cuales se encuentra la carne de cuadril, el asado, las costillas, las achuras, los chinchulines, la ubre, la lengua y la molleja. Destacan, además, los alimentos procedentes del ganado porcino y ovino, así como aquellos obtenidos a partir de otras partes de la vaca (véase morcilla). En esta línea resaltan los chorizos, los embutidos y distintas variedades de jamón (cocido, crudo o ahumado), paleta, lomo, tocino y panceta.
También es representativa la producción de la industria lechera, de la que se obtienen muchos de los ingredientes más elementales de la cocina nacional: la manteca (o mantequilla), la crema doble, la crema chantillí (crema de leche batida o nata en España), el dulce de leche, distintos tipos de queso —colonia, semiduro, magro, mozzarella, de sándwich, roquefort, ricota, untable, etc.—, el yogur, la leche entera o descremada pasteurizada y la leche en polvo.
Los productos de panadería y de confitería también son sumamente variados. Algunas de las variedades de pan producidas en el país son conocidas por los siguientes nombres: flauta, baguette, cañón, pan catalán, marsellés, porteño, tortuga, pan de Viena, pan americano, pan de horma o de sándwich, galleta (marina/malteada/de campaña/con grasa), miñón, grisines, medialunas, masas o masitas, galletitas (saladas/dulces/rellenas/obleas), etc. Son de destacar los alfajores, muy variados, y los bizcochos, producto típico en la cultura uruguaya, consumidos especialmente a la hora del desayuno o la merienda y en reuniones en familia o con amigos.
Bebidas

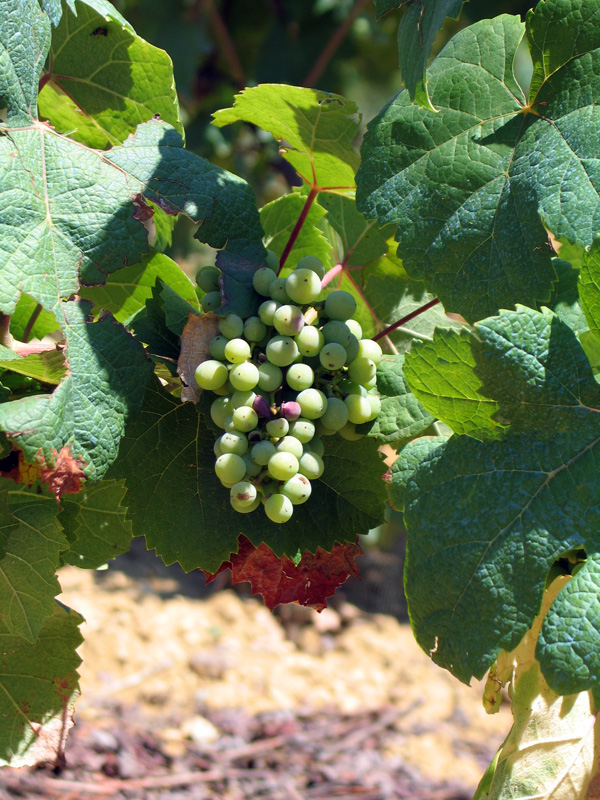
Racimo de uva tannat.

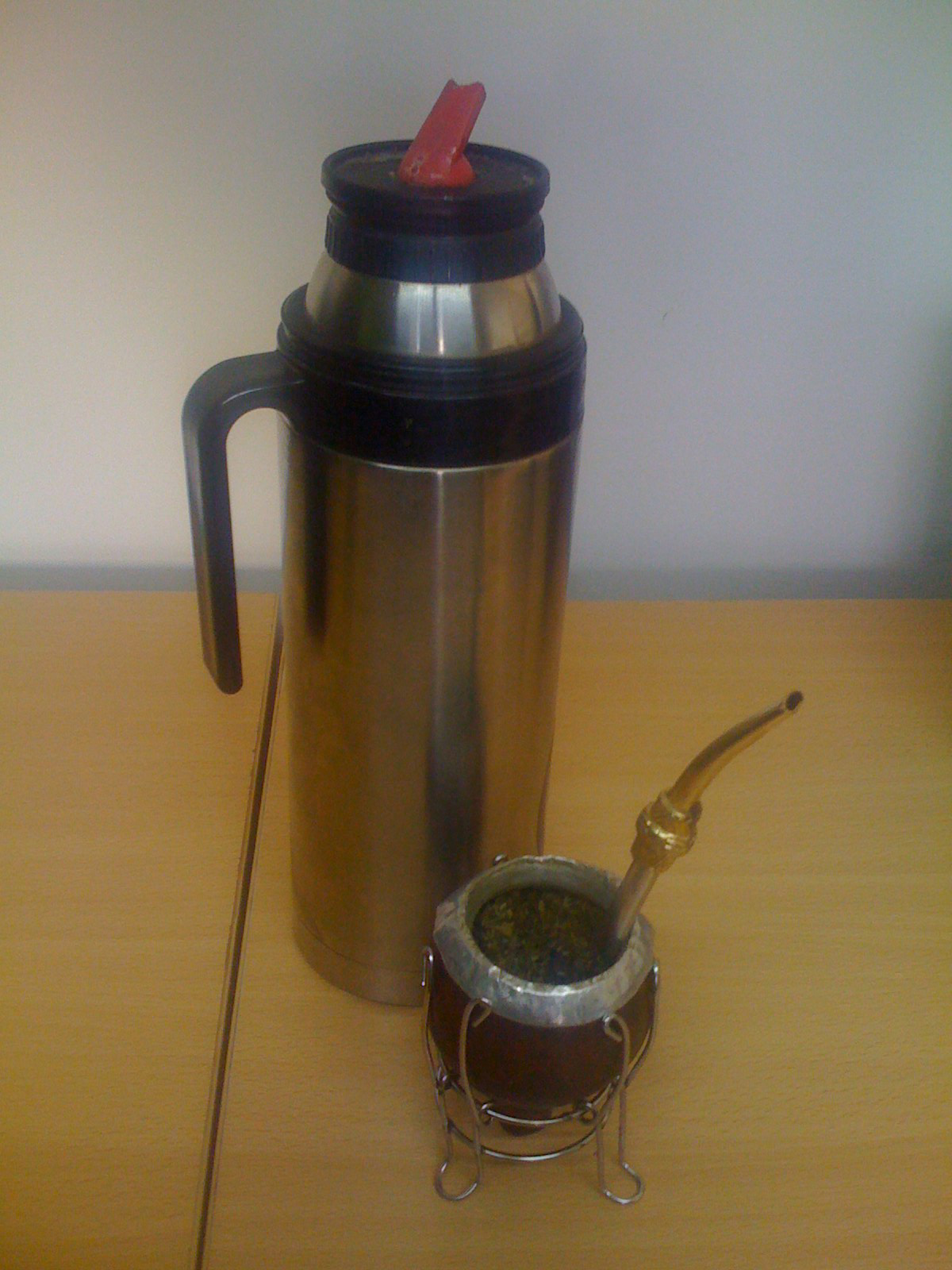
Termo acompañado del mate típico de Uruguay, un calabacín ahuecado.

La grappamiel es una bebida alcohólica originaria de Uruguay y consiste en mezclar grappa y miel de abeja. Se obtiene del destilado de orujos y borras provenientes de la fermentación de la uva y luego se mezcla con miel pura natural de abejas. La grapa con miel contiene en general alrededor de 25 % de alcohol.
Otra bebida, analcohólica y muy parecida al té, es el mate. Aunque es poco común, es posible encontrar "mate cocido" (el preparado siguiendo el proceso del té), mate con leche, o mate con una pizca de miel y ron.
Actualmente existe una gran producción uruguaya de vinos. El país ha apuntado en los últimos 20 años a una producción de calidad dada la imposibilidad de competir con el vino producido en grandes cantidades en regiones vecinas (como Mendoza en Argentina). Una particularidad de la producción vitivinícola de Uruguay, especialmente la comercializada a nivel internacional, es el uso de la variedad de uva tannat. Si bien hay otros países donde esta variedad es producida, incluido Francia de donde es originaria, la mayor parte de la producción proviene de Uruguay.

### Religión
El Estado uruguayo es laico, con absoluta libertad de cultos. La separación entre el Estado uruguayo y la Iglesia católica fue establecida en la Constitución de 1919, bajo la influencia del reformador Colorado radical José Batlle y Ordóñez (1903-1911), como un proceso de secularización que había comenzado en 1861 con la secularización de los cementerios y continuado en 1877 con la aprobación del Decreto Ley de Educación Común redactado por José Pedro Varela que establecía la no obligatoriedad de la educación religiosa en las escuelas. La Constitución y la ley prohíben la discriminación por razones religiosas.

Una encuesta realizada en 2008 por el Instituto Nacional de Estadística de Uruguay presentó al catolicismo como la religión principal, con el 45,7 % de la población y 9,0 % son cristianos no católicos (protestantes, pentecostales, evangélicos, adventistas, bautistas, mormones, testigos de Jehová), el 0,6 % son animistas o umbandistas (una religión afrobrasileña), y el 0,4 % judíos. 30,1 % declaró creer en un dios, pero sin pertenencia a ninguna religión, mientras que el 14 % eran ateos o agnósticos. Entre la comunidad armenia, considerable en Montevideo, la religión predominante es el cristianismo, específicamente la Apostólica Armenia.
Un estudio realizado en 2014 por la Corporación Latinobarómetro destaca a Uruguay como el país más secular de América Latina, con un 38 % de ateos, agnósticos o irreligiosos, frente a un 41 % de católicos, 8 % de evangélicos y 13 % de otras creencias metafísicas.
En concordancia con los referidos estudios, diversos observadores políticos consideran a Uruguay el país más secular en las Américas. La secularización de Uruguay comenzó con el papel relativamente menor de la iglesia en la época colonial, en comparación con otras partes del Imperio Español. El pequeño número de indígenas del Uruguay y su feroz resistencia al proselitismo redujeron la influencia de las autoridades eclesiásticas. Existe en la sociedad un amplio clima de tolerancia hacia los distintos cultos.

### Turismo

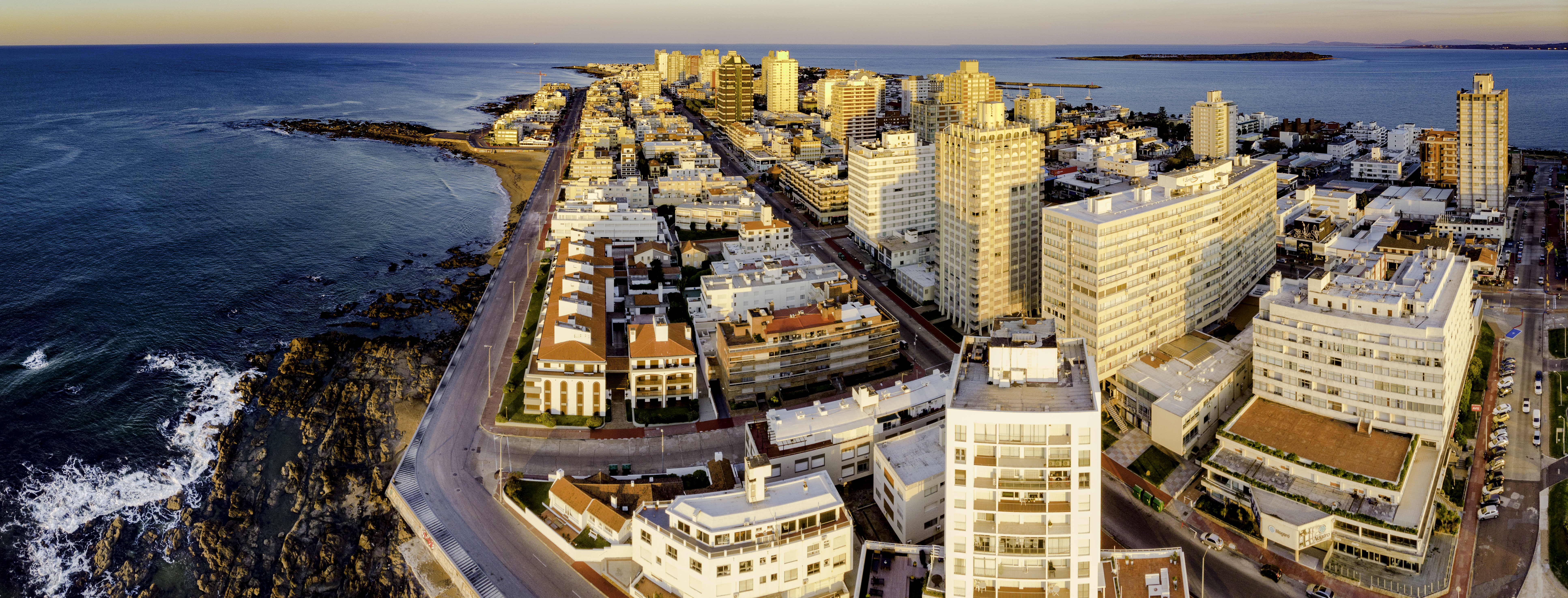
Punta del Este es una de las principales ciudades balnearias de toda Sudamérica.

Uruguay tiene destinos turísticos entre los que se destacan Punta del Este, Montevideo, Colonia del Sacramento, Salto, Lavalleja y Rocha entre otros.
Punta del Este es el más visitado con respecto a los demás balnearios, aunque también los turistas buscan otros destinos costeros como Atlántida o Piriapolis, entre otros. El gobierno uruguayo con el fin de incentivar el turismo en Uruguay implementó el llamado «Programa de Devolución de IVA a Turistas no residentes» que viene funcionando desde el año 2009. Este beneficio se realizará en la compra de productos nacionales de cuero, punto, alimentos, bebidas o artesanías de origen nacional y que el turista se lleve consigo al exterior, devolviéndole un 85 % del IVA. También las chacras se destacan como centro turístico. A su vez el carnaval uruguayo se impone para la atracción de visitantes en la época veraniega, sobre todo en Montevideo.
Durante la temporada 2009-2010 arribaron 179 cruceros, contabilizándose 292 048 personas desembarcadas que realizaron un gasto per cápita de USD 61,05, con un total de USD 17 830 909. Durante la temporada 2010-2011 le siguieron 171 cruceros, contabilizándose 278 627 personas desembarcadas. En la temporada 2011-2012 arribaron al país 225 cruceros, un aumento del 31,6 % respecto al año anterior, desembarcaron 353 727 visitantes que dejaron USD 20 884 091 dólares en divisas.
| País de destino | Llegadas turistas internl. 2010 | Ingresos turismo internl. 2010 (en millones USD) | Ingreso medio por llegada 2010 (USD/tur) | Llegadas por 1000 hab (estimado) 2007 | Ingresos per cápita 2005 USD | Ingresos % exportación bienes y servicios 2003 | Ingresos turismo % PIB 2003 | % Empleos directos e indirectos en turismo 2005 | Classif. Mundial Competitiv. Turística TTCI 2011 | Valor del Índice TTCI 2011 |
| --------------- | ------------------------------- | ------------------------------------------------ | ---------------------------------------- | ------------------------------------- | ---------------------------- | ---------------------------------------------- | --------------------------- | ----------------------------------------------- | ------------------------------------------------ | -------------------------- |
| Uruguay         | 2 407 000                       | 1496                                             | 636                                      | 525                                   | 145                          | 14,2                                           | 3,6                         | 10,7                                            | 58                                               | 4,24                       |

- Nota (1): El color sombreado verde denota el país con el mejor indicador de Latinoamérica.

### Deporte
Fútbol

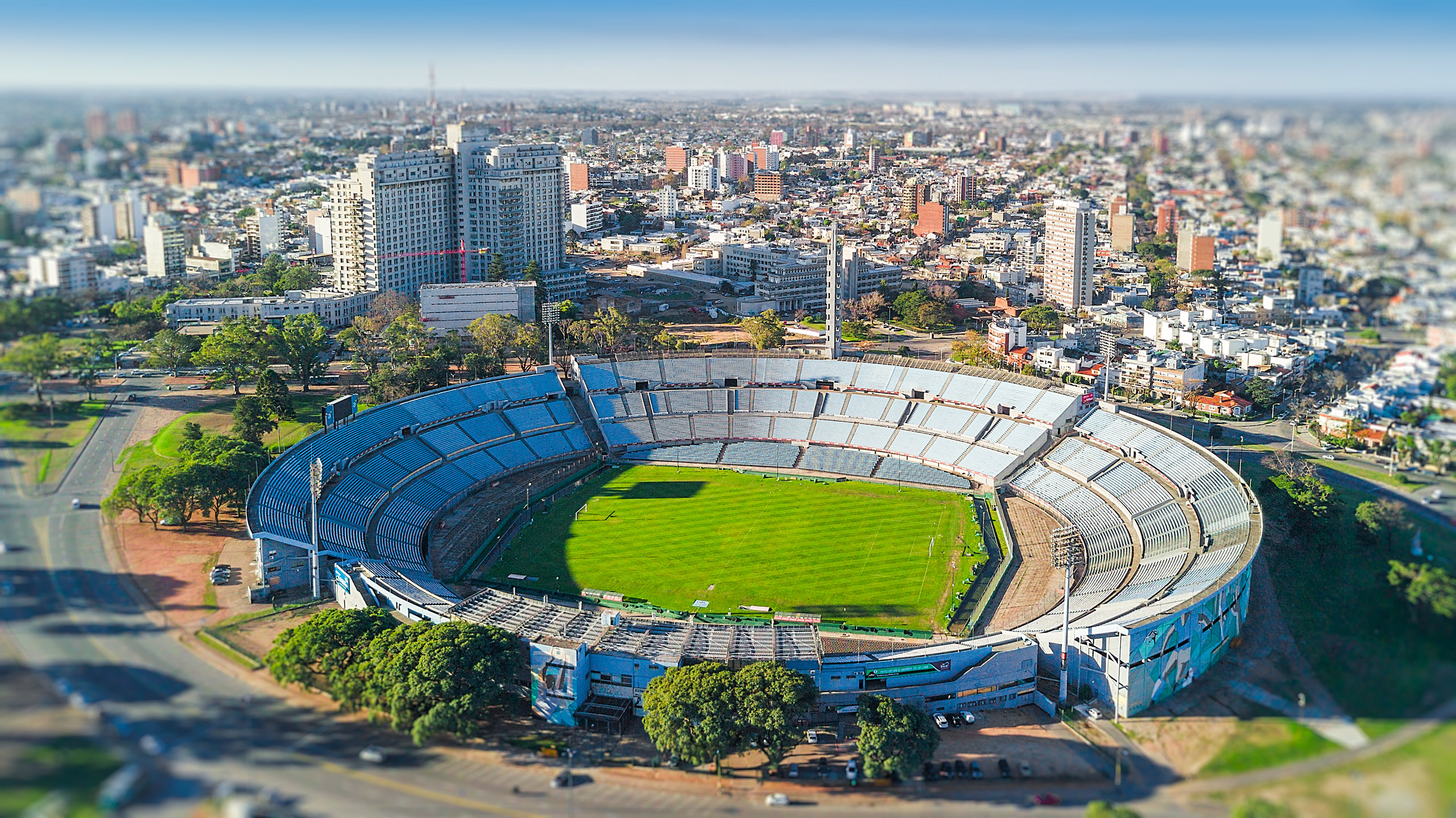
El Estadio Centenario, declarado en 1983 como Monumento Histórico del Fútbol Mundial por la FIFA.

El deporte con más seguidores en Uruguay es el fútbol. Históricamente el fútbol ha sido un elemento fundamental en lo que refiere al afianzamiento de la "nacionalidad" uruguaya y a la proyección internacional de la imagen de Uruguay como país, en los comienzos del siglo XX. "La celeste" (apodo histórico de la selección uruguaya, que surge del color de su camiseta) deslumbró en Europa con sus presentaciones olímpicas y se ganó la admiración y el respeto del universo deportivo, colocando al fútbol sudamericano en el más alto plano de consideración en una época en que dicho continente era aún ignorado en el mapa internacional del fútbol (Uruguay en particular desconocido en todos los mapas, no solo en el futbolístico). Uruguay ganó dos medallas de Oro consecutivas, en los Juegos Olímpicos (París 1924 y Ámsterdam 1928), siendo durante 80 años el único país sudamericano en ocupar el máximo sitial olímpico, honor compartido ahora con Argentina desde Pekín 2008
 y Brasil desde Río de Janeiro 2016.

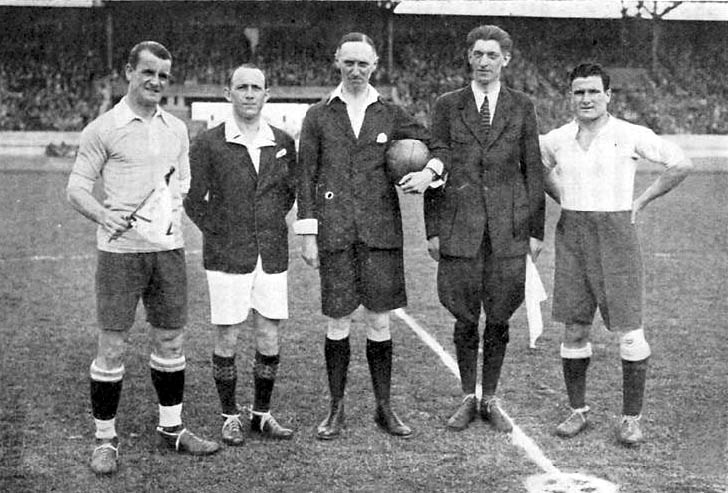
Momentos antes de comenzar la final olímpica de fútbol del 1928 en Ámsterdam entre el seleccionado oriental y el argentino.

Entre el 13 y 30 de julio de 1930 en Uruguay se realizó el primer campeonato mundial de fútbol organizado por la FIFA. En la final del mismo Uruguay venció a Argentina por 4-2 ganando su primer título mundial.
Uruguay tiene, junto con Argentina, el primer lugar en cantidad de copas América, con 15, seguido por Brasil, con 9. En lo que refiere a títulos mundiales, conquistó en dos ocasiones la Copa Mundial de Fútbol (en 1930 y 1950, siendo este último un logro deportivo histórico y uno de los momentos más dramáticos e inolvidables de la historia del fútbol, cuya final es conocida desde entonces con el apodo "Maracanazo"). A nivel de clubes, Nacional y Peñarol, los dos principales equipos uruguayos, han representado al Uruguay de forma magnífica, obteniendo entre ambos ocho Copas Libertadores y seis Copas Intercontinentales, además de una destacada lista (en cantidad y calidad) de títulos internacionales que les permiten ocupar, hasta noviembre de 2006, la primera y la tercera posiciones en el Ranking de Clubes de la Conmebol (Peñarol 1094 pts., Boca Juniors 1023 pts., Nacional 960 pts.).
Hay muchos jugadores uruguayos que forman parte de ligas españolas, italianas, y de otros países europeos y asiáticos. Entre los más destacados se encuentran Luis Suárez (goleador histórico de la selección uruguaya), Edison Cavani y Diego Forlán.
En 2011 la selección uruguaya se consagró campeona de América por decimoquinta vez (récord), obteniendo la Copa América Argentina 2011, ganando la final a Paraguay 3-0 en el Estadio Monumental de Núñez.
Básquetbol

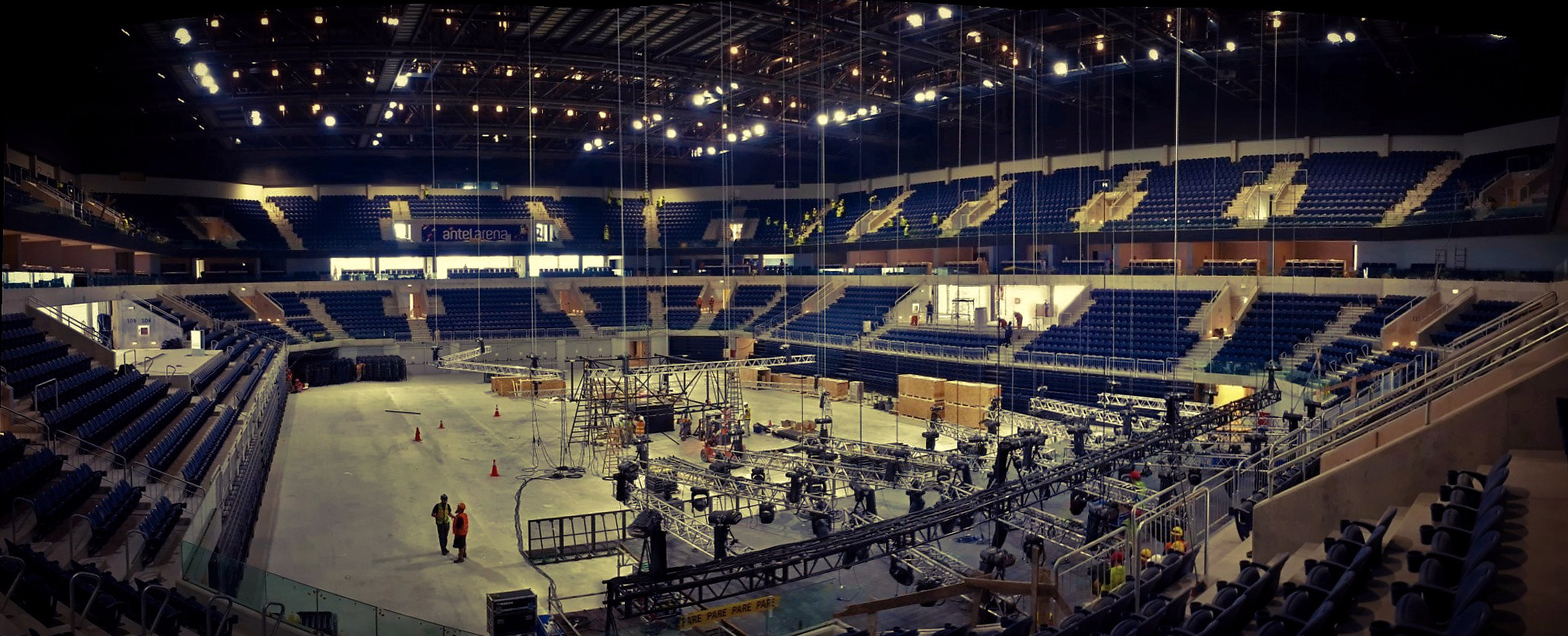
Antel Arena, mayor estadio de básquetbol del país.

El básquetbol es el segundo deporte con más concurrencia en el Uruguay, siendo muy popular sobre todo en Montevideo, donde en muchos barrios de la ciudad existe al menos un Club. El organismo rector de este deporte en el Uruguay es la Federación Uruguaya de Basketball, creada en 1915 y miembro de la FIBA desde 1936. Entre los logros más importantes del equipo de baloncesto uruguayo se destacan la obtención de medallas de bronce en los Juegos Olímpicos de 1952 y 1956, en Helsinki y Melbourne respectivamente, así como varios campeonatos sudamericanos y participaciones en torneos panamericanos y mundiales.
A nivel de clubes, La Liga Uruguaya de Básquetbol es el torneo más importante de este deporte en el país, donde los mejores equipos se disputan el título de Campeón. Desde su creación, en el año 2003 como sustitución del Torneo Federal, la popularidad del deporte a nivel nacional ha venido en franco aumento. Defensor Sporting es el decano del Básquetbol uruguayo y el equipo más laureado, con 20 Campeonatos Nacionales conseguidos (más del doble que el segundo, Welcome con 9) y 2 Campeonatos Sudamericanos. Por su parte, dentro de la Liga Uruguaya de Básquetbol, Malvín es el más ganador, con tres conquistas.
Otros deportes
Destacan los 4 campeonatos mundiales de Rally Grupo N, conseguidos por el minuano Gustavo Trelles, además de los triunfos logrados por el fallecido Gonzalo Rodríguez en las categorías previas a la Fórmula 1.
Otros deportes que gozan de mucha popularidad son el tenis, rugby, balonmano y el remo, que últimamente han ganado más adeptos, así como también el hockey, y el ciclismo disciplina en la cual, en los Juegos Olímpicos de Sídney 2000 Milton Wynants ganó una medalla de plata, volviendo a poner a Uruguay en el medallero luego de 36 años.
Uruguay también ha tenido una destacada participación en Pelota vasca, colocándose en el quinto lugar en el medallero histórico del Campeonato del Mundo de Pelota Vasca con 4 medallas de oro, 29 de plata y 14 de bronce. Organizó los campeonatos mundiales de 1955, 1966 y 1974, siendo el único país de América del Sur en ser sede de dicho torneo. Montevideo y México son las únicas ciudades en las que el campeonato mundial se disputó tres veces.
La delegación de Uruguay en los Juegos Olímpicos ha conseguido dos medallas de oro en fútbol en 1924 y 1928. También ha logrado dos platas y seis bronces en las disciplinas de baloncesto, boxeo, ciclismo y remo.

### Fiestas
A raíz de la naturaleza laica del estado uruguayo, las festividades cristianas (Semana Santa y Navidad) reciben oficialmente otros nombres (Semana de Turismo y Día de la Familia). Sin embargo, excepto la Semana Santa, las mismas se conocen popularmente por su nombre cristiano. Esta última se le llama indistintamente Santa, de Turismo, Criolla, o de la Vuelta Ciclista
En 1933, durante la dictadura de Gabriel Terra, se suprimieron una docena feriados para revertir la situación de la crisis de 1929. Entre ellos se eliminó el Día de América que conmemoraba la Revolución de Mayo cada 25 de mayo desde 1834.
| Fecha           | Nombre internacional                        | Nombre oficial                              | Notas                                                                         |
| --------------- | ------------------------------------------- | ------------------------------------------- | ----------------------------------------------------------------------------- |
| 1 de enero      | Año nuevo                                   | Año nuevo                                   | No laborable.                                                                 |
| 6 de enero      | Epifanía                                    | Día de los niños                            | Laborable inamovible.                                                         |
| Fecha móvil     | Carnaval                                    | Carnaval                                    | Laborable. Lunes y martes de la séptima semana anterior al domingo de Pascua. |
| Fecha móvil     | Semana Santa                                | Semana de Turismo                           | Laborable. Véase Cálculo de la fecha de Pascua                                |
| 19 de abril     | Desembarco de los Treinta y Tres Orientales | Desembarco de los Treinta y Tres Orientales | Laborable amovible.                                                           |
| 1 de mayo       | Día Internacional de los Trabajadores       | Día de los trabajadores                     | No laborable.                                                                 |
| 18 de mayo      | Batalla de Las Piedras                      | Batalla de Las Piedras                      | Laborable amovible.                                                           |
| 19 de junio     | Nacimiento de José Artigas                  | Natalicio de José Artigas                   | Laborable inamovible.                                                         |
| 18 de julio     | Jura de la Constitución                     | Jura de la Constitución                     | No laborable.                                                                 |
| 25 de agosto    | Declaratoria de la Independencia            | Declaratoria de la Independencia            | No laborable.                                                                 |
| 12 de octubre   | Día de la Raza                              | Día de la Raza                              | Laborable amovible.                                                           |
| 2 de noviembre  | Día de los Fieles Difuntos                  | Día de los difuntos                         | Laborable inamovible.                                                         |
| 25 de diciembre | Navidad                                     | Día de la familia                           | No laborable.                                                                 |

Notas:
- Todos los feriados no laborables son inamovibles.
- En los años en que hay cambio de mando presidencial (los terminados en 0 o en 5), el 1 de marzo es feriado no laborable.
- El día de realización de un censo nacional de población y vivienda, fijado por el poder ejecutivo, será un feriado no laborable con remuneración doble si se trabaja.
- Corrimiento de feriados:
  - A partir de 1997, por la Ley N.º 16.805, los feriados laborables pasan a ser amovibles. Si coincidieran en sábado, domingo o lunes, se observarán en esos días. Si ocurrieren en martes o miércoles, se observarán el lunes inmediato anterior. Si ocurrieren en jueves o viernes, se observarán el lunes inmediato siguiente. Se excluyen del corrimiento los feriados de Reyes, Carnaval y Semana de Turismo, que se continuarán observando en el día de la semana en que ocurrieren, cualquiera fuere el mismo.
  - A partir de 2002, por la Ley N.º 17.414, se excluyen también del corrimiento el 19 de junio y el 2 de noviembre.
  - Solo en 2011, y por conmemorarse 200 años de la Batalla de las Piedras, por la Ley N.º 18.748, el 18 de mayo no se corrió.

### Patrimonio de la humanidad en Uruguay
Bienes culturales y naturales:

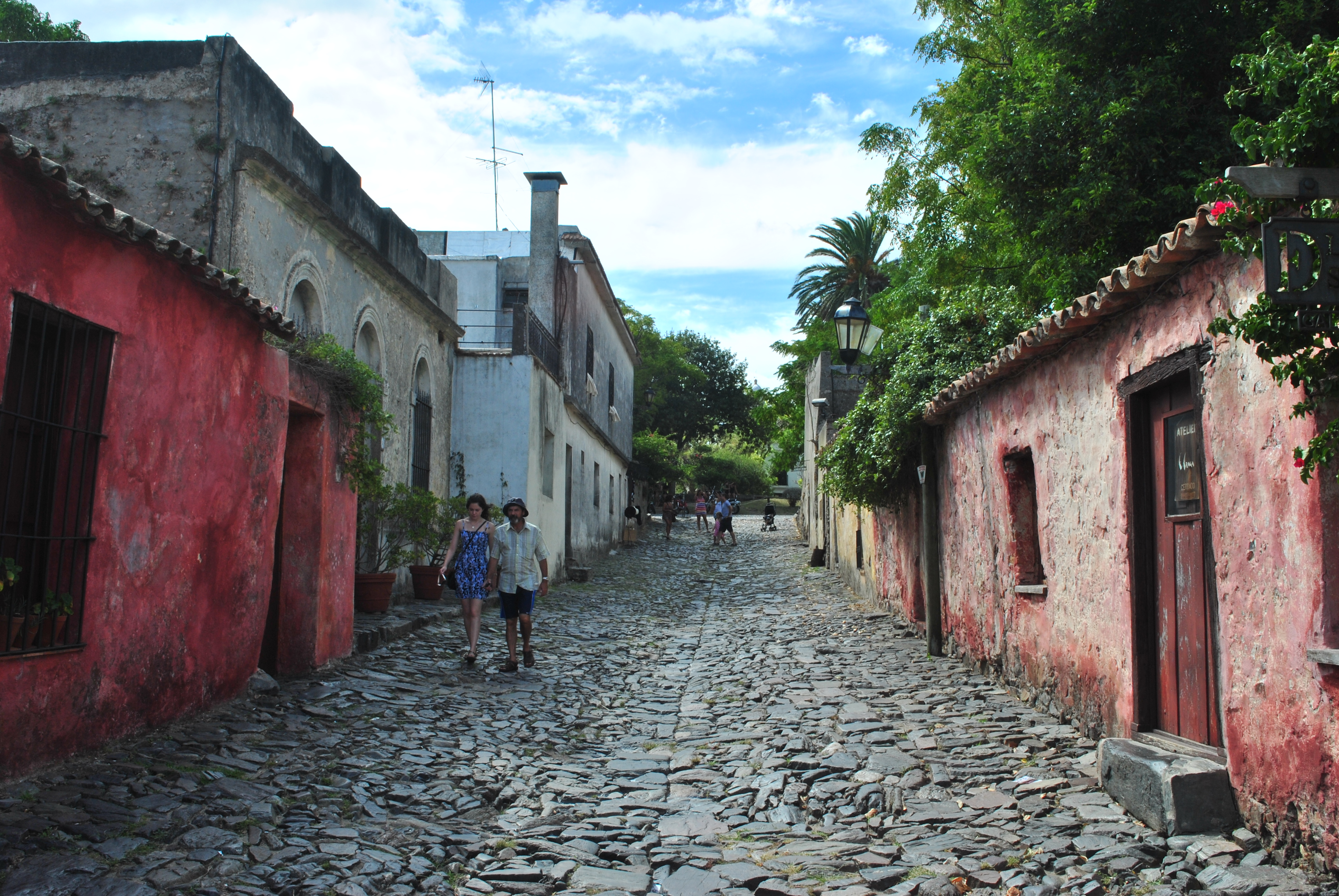
Barrio Histórico de Colonia del Sacramento, Colonia.

- 1995: barrio histórico de la Ciudad de Colonia del Sacramento[292]
- 2015: Paisaje cultural e industrial de Fray Bentos
- 2021: Obra del ingeniero Eladio Dieste: Iglesia de Atlántida

Patrimonio cultural inmaterial:
- 2009: Candombe
- 2009: Tango

## Estadísticas
- Según un estudio de la Legatum Institute con sede en Dubái, Emiratos Árabes Unidos, y en el Índice de Prosperidad Legatum 2013,[293] Uruguay está primero en Latinoamérica y con el puesto 30 a nivel mundial en la clasificación de países de alta prosperidad que reúne a los 30 primeros países del mundo. Lo siguen Costa Rica en el puesto 31 y Chile en el puesto 35 a nivel de América Latina.
- Según un estudio de la organización Transparencia Internacional, es el país de Latinoamérica que posee el menor índice de percepción de la corrupción.[294]
- Según el informe del año 2009 de "Reporteros sin Fronteras", Uruguay es el país con el índice de libertad de prensa más alto en Sudamérica.[295]
- Según el Índice de democracia del periódico británico «The Economist», Uruguay y Costa Rica son los únicos países latinoamericanos considerados una democracia completa, ubicando a Uruguay en el puesto 18 a nivel mundial y primero en Latinoamérica.
- Uruguay es en 2013, el segundo país de América (luego de Canadá), en la clasificación de naciones más pacíficas del mundo, es el primero de Latinoamérica y está en el puesto 24 a nivel mundial.
- Un informe de la revista Reader's Digest lo sitúa dentro de los diez países más verdes del mundo, ocupando la novena posición de una lista que encabezan estados como Finlandia, Islandia y Noruega.[296]
- Uruguay se posiciona en el quinto puesto latinoamericano (tras Chile, Panamá, Costa Rica y El Salvador) y en el número 53 mundial en el Índice de globalización.[297]
- Uruguay según el Índice de libertad económica para 2013 del Wall Street Journal y de la Heritage Foundation, está segundo en Latinoamérica después de Chile con el puesto mundial 36 y Chile con el 7.[298]
- En el Índice de Facilidad de hacer negocios a 2010 según el Banco Mundial conserva el tercer puesto en Sudamérica, tras Chile, y Perú.
- En el Índice internacional de derechos de propiedad comparte con Costa Rica (tras Chile y Puerto Rico) el tercer puesto de la región, y el 50.º puesto a nivel mundial en 2010.

### Índice de democracia
El Democracy Index (índice de democracia) es la clasificación elaborada por la Unidad de Inteligencia de The Economist, a través de la cual se pretende determinar el rango de democracia en 167 países.
Uruguay es junto con Costa Rica y Chile los únicos países de Latinoamérica considerados como "democracias plena", obteniendo elevadas puntuaciones en tres de las cinco áreas de valoración, aunque la baja puntuación en el área de "participación política" le impide ascender a las primeras posiciones mundiales de la tabla. Aun así, obtiene mejor promedio en la calificación que la mayoría de los países de la Unión Europea.
| Puesto | Puntuación | Proceso electoral y pluralismo | Funcionamiento gobierno | Participación política | Cultura política | Derechos civiles |
| ------ | ---------- | ------------------------------ | ----------------------- | ---------------------- | ---------------- | ---------------- |
| 15     | 8,61       | 10,00                          | 8,57                    | 6,67                   | 8,13             | 9,71             |

| 2006      | 2008      | 2010      | 2011      | 2012      | 2013      | 2014      | 2015      | 2016      | 2017      | 2018      | 2019      |
| --------- | --------- | --------- | --------- | --------- | --------- | --------- | --------- | --------- | --------- | --------- | --------- |
| 7,96 (27) | 8,08 (23) | 8,10 (17) | 8,17 (17) | 8,17 (18) | 8,17 (18) | 8,17 (17) | 8,17 (19) | 8,17 (19) | 8,12 (18) | 8,38 (15) | 8,38 (15) |

| Democracia plena (8,01 a 10,00) | Democracia imperfecta (6,01 a 8,00) | Régimen híbrido (4,01 a 6,00) | Régimen autoritario (0,00 a 4,00) |

### Clasificaciones internacionales
La clasificación se muestra en el orden de la posición del índice de Uruguay con respecto la clasificación de los países evaluados en cada categoría. El año mostrado junto con el indicador refleja la fecha de los datos utilizados en la evaluación según lo reporta cada fuente, y no necesariamente corresponde al año de publicación.
| Índice                               | Autor / Fuente                                     | Año publicación | Países | Posición Mundial(1) | Posición A.L.(2) |
| ------------------------------------ | -------------------------------------------------- | --------------- | ------ | ------------------- | ---------------- |
| Libertad de prensa mundial           | Reporteros sin fronteras                           | 2023            | 180    | 52.º                | 2.º              |
| Grado de Democracia                  | The Economist                                      | 2016            | 167    | 19.º                | 1.º              |
| Paz Global                           | Institute for Economics and Peace                  | 2017            | 163    | 35.º                | 3.º              |
| Índice de calidad de vida            | International Living                               | 2010            | 194    | 19.º                | 1.º              |
| Calidad de vida                      | The Economist                                      | 2007            | 111    | 46.º                | 6.º              |
| Índice de Prosperidad                | Instituto Legatum                                  | 2017            | 149    | 28.º                | 1.º              |
| Competitividad Turística             | Foro Económico Mundial                             | 2017            | 136    | 77.º                | 11.º             |
| Percepción de la corrupción          | Transparencia Internacional                        | 2016            | 176    | 21.º                | 1.º              |
| Libertad económica                   | The Wall Street Journal y Fundación Heritage       | 2016            | 178    | 41.º                | 3.º              |
| Competitividad Global                | Foro Económico Mundial                             | 2017-2018       | 138    | 73.º                | 7.º              |
| Desarrollo humano                    | Programa de las Naciones Unidas para el Desarrollo | 2016            | 188    | 54.º                | 3.º              |
| Igualdad del ingreso(3)              | Programa de las Naciones Unidas para el Desarrollo | 2007-2008       | 126    | 88.º                | 4.º              |
| Índice de Competitividad Tecnológica | Programa de las Naciones Unidas para el Desarrollo | 2012-2013       | 138    | 52.º                | 3.º              |

(2) Posición con respecto a los países evaluados de América Latina (No incluye Puerto Rico).
(3) Debido a que el Coeficiente de Gini usado en la clasificación corresponde a años diferentes, la posición de un país es solo una referencia, ya que estrictamente no es posible hacer comparaciones entre países por la dispersión de las fechas de los datos.
(4) El Índice de Satisfacción de Vida fue calculado por el Banco Interamericano de Desarrollo para los 24 países miembros del BID en América Latina y el Caribe, con base en la Encuesta Mundial de Gallup (Gallup World Poll) 2006-2007 y el World Development Indicators, por lo tanto, es un índice regional.

### Enlaces gubernamentales
- Portal del Estado Uruguayo
- Presidencia de la República Oriental del Uruguay
- Poder legislativo
- Ministerio de Turismo de Uruguay

### Enlaces culturales
- Portal de Museos del Uruguay
- Museo Nacional de Artes Visuales (MNAV)
- Museo Municipal de Bellas Artes Juan Manuel Blanes

### Enlaces empresariales
- Uruguay en Guía del Mercosur

- Datos: Q77
- Multimedia: Uruguay / Q77
- Guía turística: Uruguay
- Noticias: Categoría:Uruguay
- Citas célebres: Uruguay